# Liste Klassischer Philologen
Die Liste Klassischer Philologen (auch: Altphilologen) erfasst Personen, die sich für dieses Fach habilitiert haben, als Autoren relevant sind oder sonst wie bedeutende Beiträge zur Klassischen Philologie geleistet haben. Aufgrund der besonderen Geschichte der Erforschung der lateinischen und altgriechischen Sprache und Literatur werden auch Philologen des Altertums (Grammatiker), des Mittelalters, der Renaissance und Frühen Neuzeit über die Neuzeit und die Moderne bis hin zur Gegenwart in separaten Listen aufgeführt. Vielfach überschneiden sich die Tätigkeitsfelder mit denen der Althistoriker und Klassischen Archäologen, Epigraphiker, Numismatiker und Papyrologen.

## Antike

### Griechische Antike
- Ailios Herodianos (Grieche, etwa 180–250)
- Antimachos von Kolophon (Grieche, 5./4. Jahrhundert v. Chr.)
- Apollodor von Athen (Grieche, 2. Jahrhundert v. Chr.)
- Apollonios Dyskolos (Grieche, 2. Jahrhundert)
- Apollonios von Rhodos (Grieche, 295–215 v. Chr.)
- Apollonius Eidograph (Grieche; † 175 v. Chr.)
- Aristarchos von Samothrake (Grieche, 217–145 v. Chr.)
- Aristophanes von Byzanz (Grieche, 257–180 v. Chr.)
- Athenaios (Grieche, 2./3. Jahrhundert)
- Didymos von Alexandria, auch Didymos der Blinde (Grieche, 310 oder 313 – etwa 398)
- Didymos Chalkenteros (Grieche, ca. 65 v. Chr.–10 n. Chr.)
- Diogenianos Grammatikos (Grieche, 2. Jahrhundert)
- Dionysios Iambos (Grieche, 3. Jahrhundert v. Chr.)
- Dionysios Thrax (Grieche, 2. Jahrhundert)
- Eratosthenes von Alexandria (Grieche, um 284 – 202 v. Chr.)
- Eutychios Proklos (Grieche, 2. Jahrhundert)
- Hellanikos von Lesbos (Grieche, etwa 490/80 – 400 v. Chr.)
- Herennios Philon (Phönizier, 64–141)
- Kallimachos (Grieche, etwa 305–240 v. Chr.)
- Kallistratos (Grieche, 2. Jahrhundert v. Chr.)
- Krates von Mallos (Grieche 2. Jahrhundert v. Chr.)
- Lykophron aus Chalkis (etwa 320 – nach 280 v. Chr.)
- Lysanias von Kyrene (Grieche, 3. Jahrhundert v. Chr.)
- Moschos (Grieche, 2. Jahrhundert v. Chr.)
- Nikandros aus Kolophon (Grieche, etwa 197–130 v. Chr.)
- Nikanor aus Alexandria (Grieche, 2. Jahrhundert)
- Nikanor aus Kos (Grieche)
- Nikanor aus Kyrene (Grieche)
- Pamphilos von Alexandria (Grieche, 1. Jahrhundert)
- Philetas (Grieche, 4. Jahrhundert v. Chr.)
- Tryphon (Grieche, 1. Jahrhundert v. Chr.)
- Zenodotos von Ephesos (Grieche, um 325–260 v. Chr.)
- Zoilos von Amphipolis (Grieche, um 400–320 v. Chr.)

### Lateinische Antike
Römer sind nach Gentilnomen einsortiert.
- Helenius Acron (Römer, 3. Jahrhundert)
- Lucius Aelius Stilo Praeconinus (Römer, etwa 154–74 v. Chr.)
- Asconius Pedianus (Römer, etwa 9 v. Chr.–76 n. Chr.)
- Censorinus (Römer, 3. Jahrhundert)
- Sextus Pompeius Festus (Römer, 2. Jahrhundert)
- Marcus Cornelius Fronto (Römer, etwa 100–170)
- Aulus Gellius (Römer, 130–180)
- Pomponius Porphyrio (Römer, 2./3. Jahrhundert)
- Marcus Valerius Probus (Syrer, 1. Jahrhundert)
- Solinus (Römer, 4. Jahrhundert)
- Terentianus Maurus (Römer, 2. Jahrhundert)
- Marcus Terentius Varro (Römer, 116–27 v. Chr.)
- Publius Valerius Cato (Römer, 1. Jahrhundert v. Chr.)
- Marcus Verrius Flaccus (Römer, 1. Jahrhundert v. Chr.)

## Spätantike
siehe auch Kategorie:Philologe der Antike

### Griechische Spätantike
- Diomedes Grammaticus (Grieche, 4. Jahrhundert)
- Nikokles (Rhetor) (Grieche, 310–388)
- Stephanos (Byzantiner, 7. Jahrhundert)
- Stephanos von Byzanz (Byzantiner, 6. Jahrhundert)
- Johannes Stobaios (Grieche, 5. Jahrhundert)

### Lateinische Spätantike
Römer sind nach Gentilnomen einsortiert.
- Aelius Donatus (Römer, etwa 320 – 380)
- Arusianus Messius (Römer, 4. Jahrhundert n. Chr.)
- Flavius Sosipater Charisius (Römer, 4. Jahrhundert)
- Aelius Donatus (Römer, 4. Jahrhundert)
- Fabius Claudius Gordianus Fulgentius (Nordafrikaner, 6. Jahrhundert n. Chr.)
- Isidor von Sevilla (Spanier, um 560 – 636)
- Lactantius Placidus (Placidius Lutatius) (vielleicht Ende 4./5. Jahrhundert)
- Macrobius Ambrosius Theodosius (Römer, etwa 385/390 – nach 430)
- Nonius Marcellus (Römer, 3.–4. Jahrhundert)
- Pompeius (Römer, 5. Jahrhundert)
- Priscianus Caesariensis (Römer, 6. Jahrhundert)
- Maurus Servius Honoratus (Römer, 4. Jahrhundert)
- Marius Victorinus (Römer, zwischen 281 und 291 – nach 363)

## Mittelalter
siehe auch Kategorie:Philologe (Mittelalter)

### Byzantinisches und postbyzantinisches Mittelalter (6.–15. Jahrhundert)
- Bessarion (Byzantiner, um 1403–1472)Bessarion

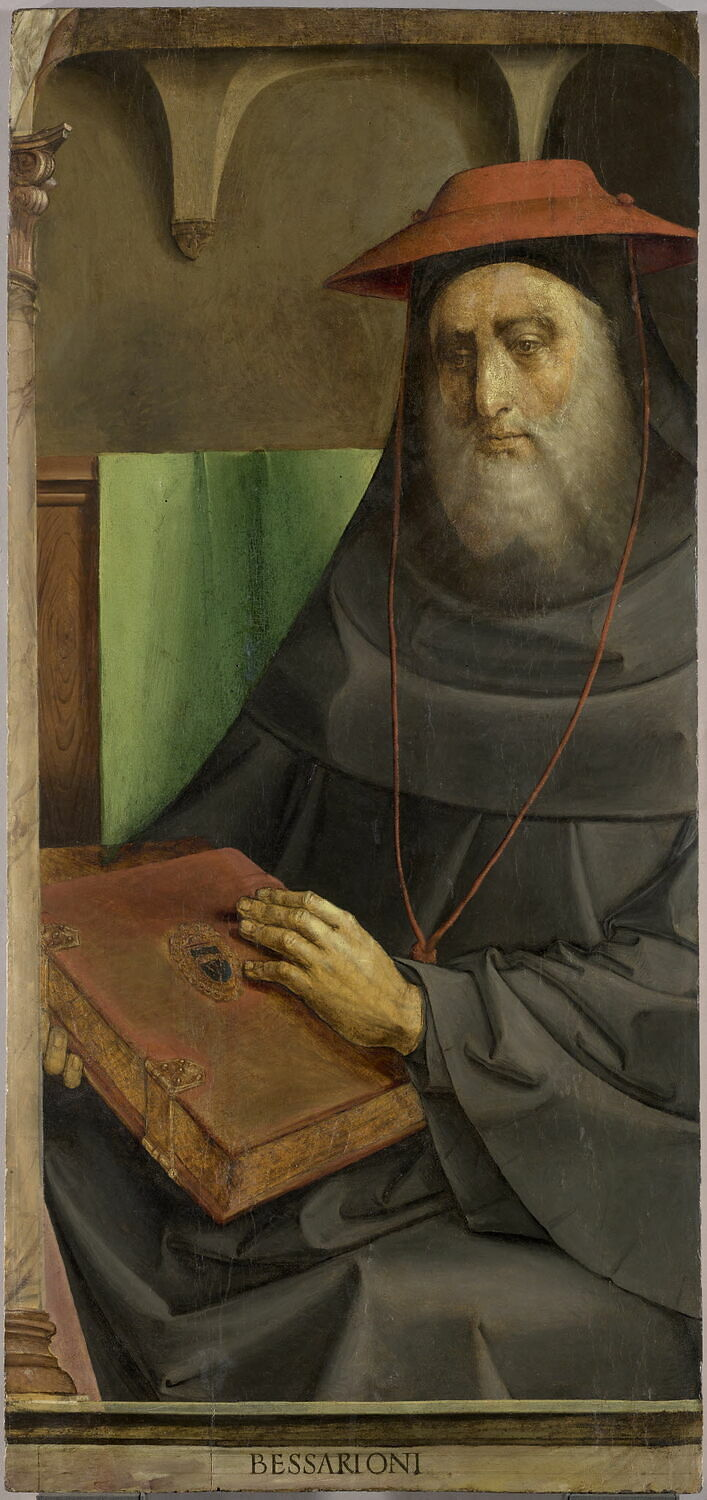
Bessarion

- Demetrios Chalkokondyles (Byzantiner, 1423–1511)
- Manuel Chrysoloras (Byzantiner, 1353–1415)
- Zacharias Kallierges (Kreter, um 1473–nach 1524)
- Konstantinos Kephalas (Byzantiner, 8.–9. Jahrhundert)
- Konstantinos Laskaris (Byzantiner, 1434–1501)
- Janos Laskaris (Byzantiner, 1445–1535)
- Photios I. (Byzantiner, etwa 820–891)
- Maximos Planudes (Byzantiner, um 1260–1330)
- Stephanos (Byzantiner, 7. Jahrhundert)
- Stephanos (Byzantiner, 12. Jahrhundert)
- Stephanos von Byzanz (Byzantiner, 6. Jahrhundert)
- Theodorus Gaza (Grieche, etwa 1410–1475)

### Lateinisches Mittelalter (6.–14. Jahrhundert)
- Dante Alighieri (Italiener, 1265–1321)
- Gottschalk von Orbais (Sachse, um 803–869)
- Isidor von Sevilla (Spanier, um 560–636)
- Johannes de Garlandia (Engländer, 1195–1272)
- Jordan von Sachsen (Niedersachse, um 1185/1190–1237)
- Brunetto Latini (Italiener, 1220–1294)
- Paulus Diaconus (Langobarde, 725/730–797/799)
- Remigius von Auxerre (Burgunder, um 841 – um 908)

## Renaissance (14. bis 16. Jahrhundert)
- siehe auch Kategorie:Altphilologe (14. Jahrhundert), Kategorie:Altphilologe (15. Jahrhundert), Kategorie:Altphilologe (16. Jahrhundert)
- siehe auch Liste der Renaissance-Humanisten
- zu den griechischen Gelehrten der spät- und postbyzantinischen Zeit siehe oben #Griechische Spätantike

### A
- Peder Aagesen (Däne, 1546–1591)
- Donato Acciaiuoli (Italiener, 1428–1478)
- Mariangelo Accursio (Italiener, 1489–1546)
- Rudolf Agricola (Niederländer, 1443/44–1485)
- Scipione Ammirato (Italiener, 1531–1601)
- Giovanni Aurispa (Italiener, 1376–1459)
- Girolamo Avanzi (Italiener, 15.–16. Jahrhundert)
- Johannes Aventinus (Deutscher, 1477–1534)
- Ioannes Aylmer (Brite, 1521–1594)

### B
- Gasparino Barzizza (Italiener, um 1360–1431)
- Filippo Beroaldo der Ältere (Italiener, 1453–1505)
- Gregor Bersman (Deutscher, 1538–1611)
- Theodor Bibliander (Schweizer, 1504/06–1564)
- Claudius Binetus (Franzose, fl. 16. Jahrhundert)
- Giovanni Boccaccio (Italiener, 1313–1375)Giovanni Boccaccio

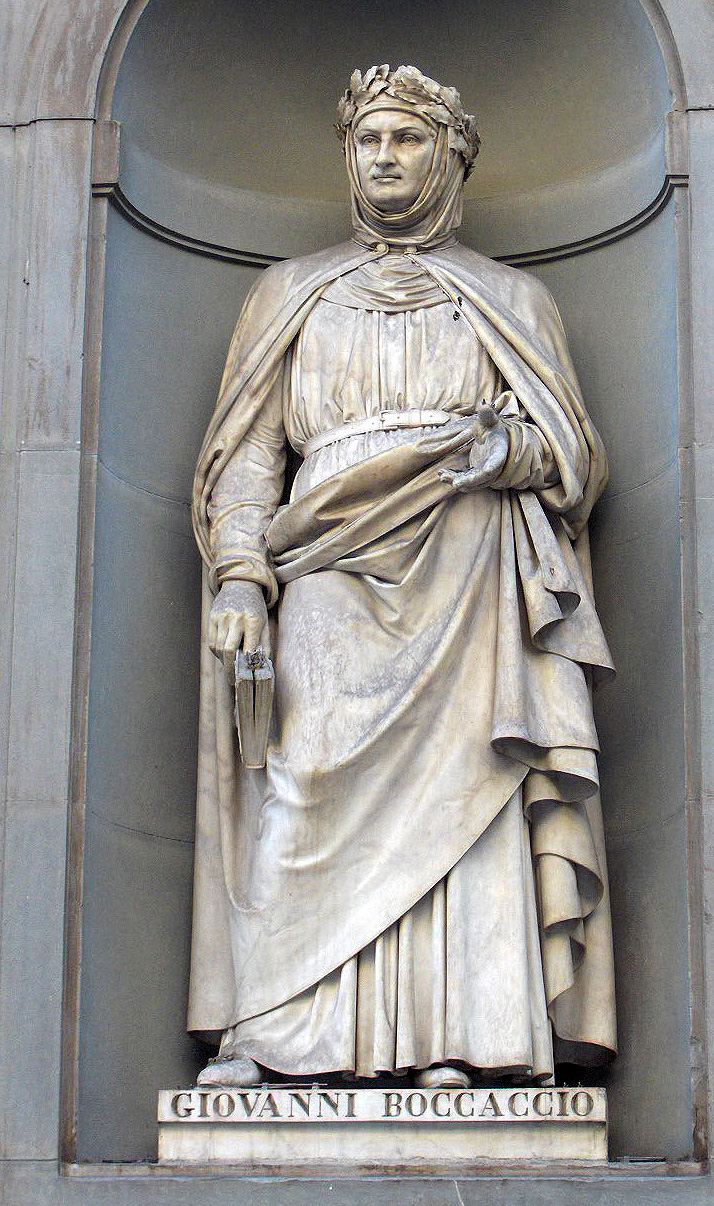
Giovanni Boccaccio

- Leonardo Bruni (Italiener, 1369–1444)
- Guillaume Budé (Franzose, 1468–1540)Guillaume Budé

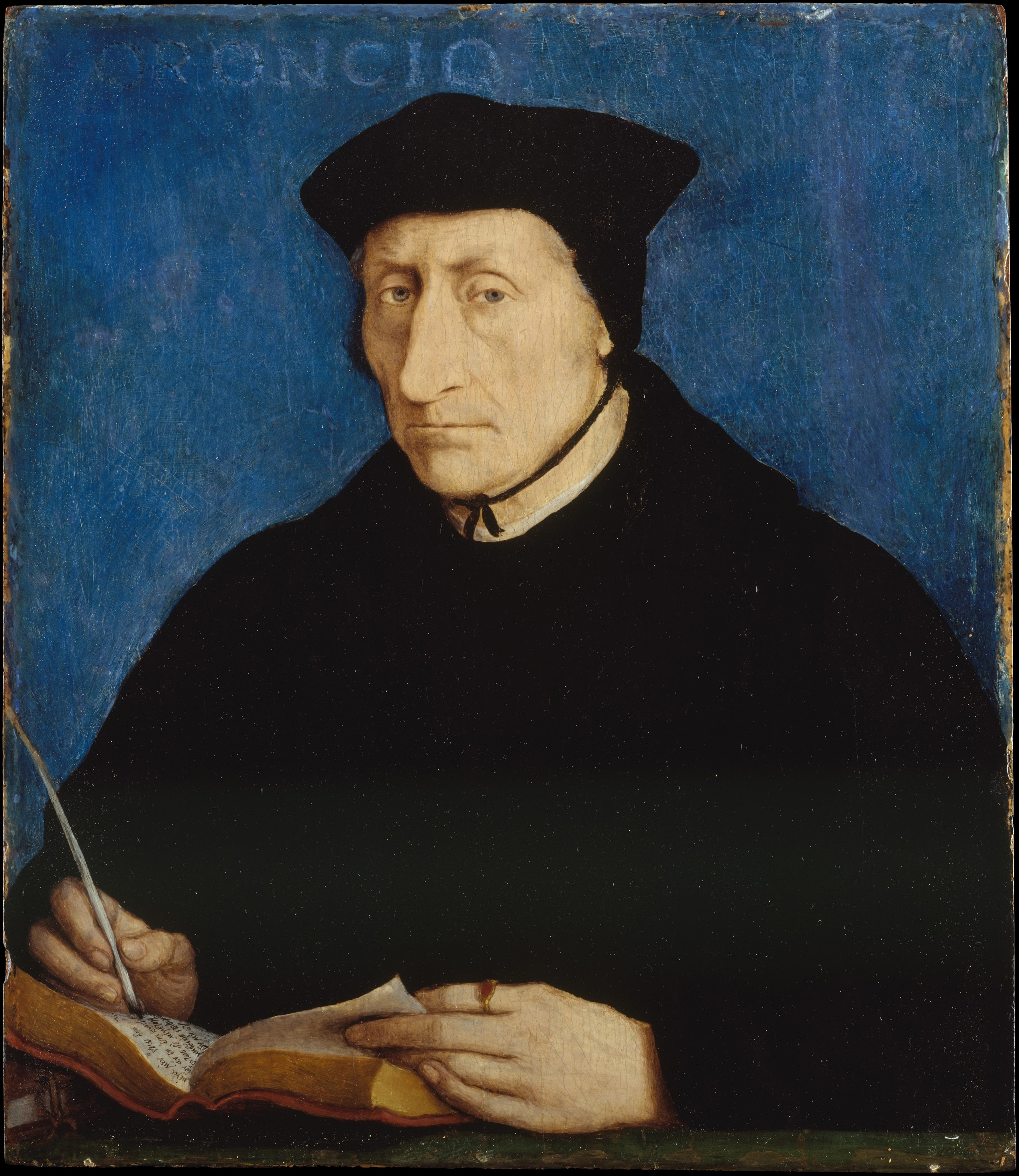
Guillaume Budé

### C
- Domizio Calderini (Italiener, um 1446–1478)
- Joachim Camerarius der Ältere (Deutscher, 1500–1574)
- Willem Canter (Niederländer, 1542–1575)
- Jerónimo Cardoso (Portugiese, 1508–1569)
- Nicholas Carr (Engländer, 1524–1568)
- Francesco Cattani da Diacceto (Italiener, 1466–1522)
- Ceporinus (Schweizer, 1500–1525)
- Renault Chaudiere (Reginaldus Chalderius)
- John Cheke (Engländer, 1514–1557)
- Florent Chrestien (Franzose, 1540–1596)
- Nicolaes Cleynaerts (Belgier, 1493–1542)
- Giovanni Conversini da Ravenna (Italiener, 1343–1408)
- Richard Croke (Engländer, etwa 1489–1558)
- Martin Crusius (Deutsche, 1526–1607)
- Jacques Joseph Cujas (Cuiacus) (Franzose, 1522–1590)
- Johannes Cuno (Deutscher, 1462/63–1513)
- Kaspar Currer (Deutscher, um 1500–1550/51)

### D
- Pierre Daniel (Franzose, 1531–1604)
- Pierre Davantès (Franzose, um 1525–1561)
- Johann Debel (Deutscher, 1540–1610)
- Heinrich Decimator (Deutscher, um 1544–nach 1615)
- Martin Anton Delrio (Spanier, 1551–1608)
- Matthaeus Devarius (Grieche, ca. 1505–1581)
- Jan van der Does (Ianus Dousa) (Niederländer, 1545–1604)
- Jean Dorat (Franzose, 1508–1588)
- Jean de Drosay (Franzose † um 1550)
- Claude Dupuy (Franzose, 1545–1594)

### E
- Francisco de Enzinas (Spanier, 1518–1552)
- Erasmus von Rotterdam (Niederländer, 1465 oder 1469–1536)Erasmus von Rotterdam

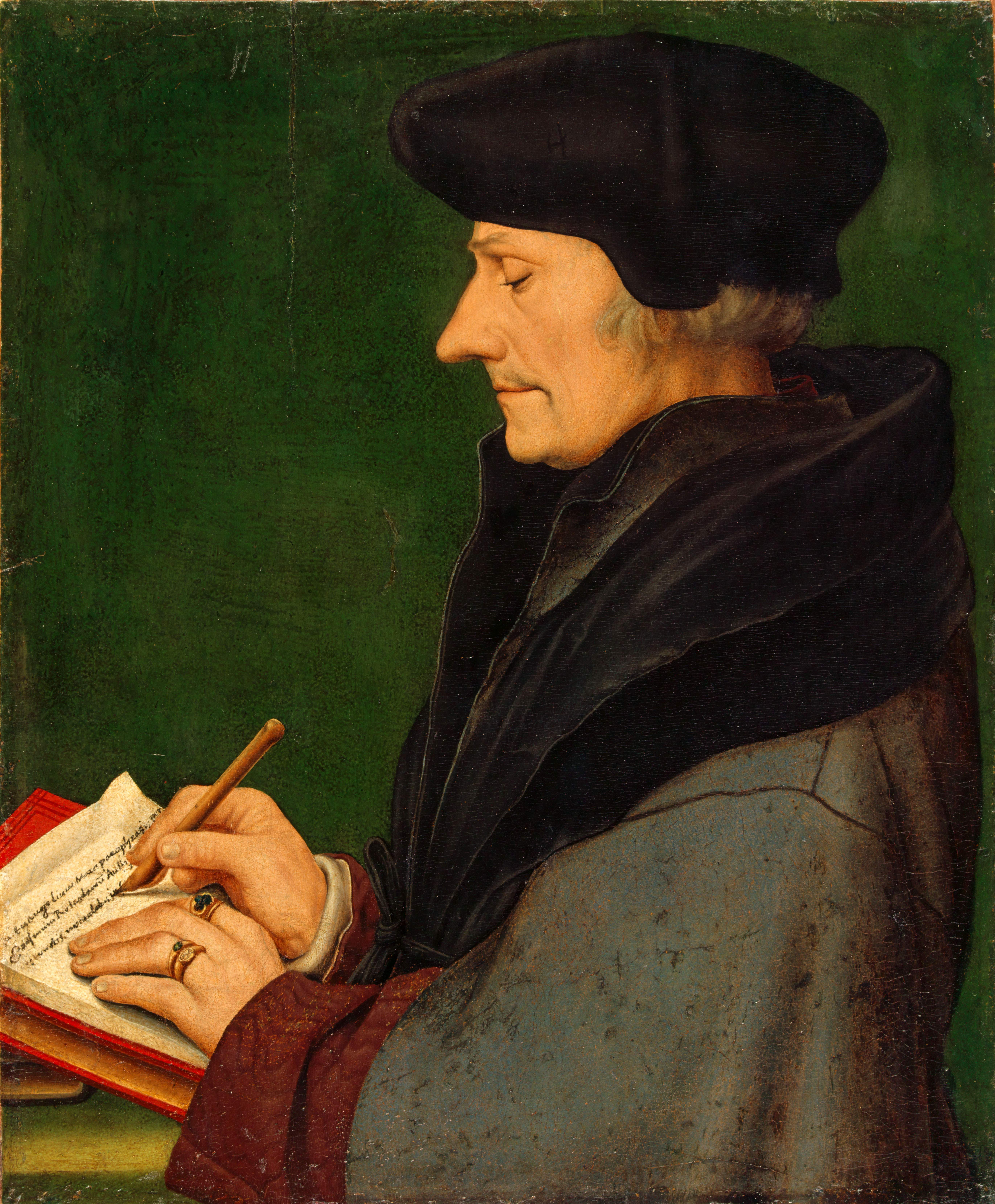
Erasmus von Rotterdam

- Henri Estienne (Henricus Stephanus) (Franzose, 1531–1598)
- Robert Étienne (Franzose, 1503–1559)

### F
- Georg Fabricius (Deutscher, 1516–1571)
- Marsilio Ficino (Italiener, 1433–1499)Marsilio Ficino

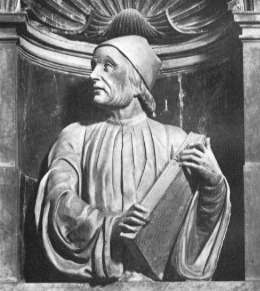
Marsilio Ficino

- Francesco Filelfo (Italiener, 1398–1481)
- Bartolomeo della Fonte (Italiener, 1446–1513)
- Nicodemus Frischlin (Deutscher, 1547–1590)

### G
- Matthias Garbitius (Deutscher, um 1505–1559)
- Sigismund Gelenius (Tscheche, 1497–1554)
- Obertus Giphanius (Deutscher, 1534–1604)
- William Grocyn (Engländer, um 1446–1519)
- Claude Gruget (Franzose, 1525–etwa 1560)
- Guarino da Verona (Italiener, 1370–1460)

### H
- Johannes Hartung (Deutscher, 1505–1579)
- Lambert Ludolph Helm (Niederländer, 1535–1596)
- Georg Helt (Deutscher, um 1485–1545)
- Martin Helwig (Deutscher, 1516–1574)
- Niels Hemmingsen (Däne, 1513–1600)
- Wilhelm Hilden (Deutscher, 1551–1587)
- Matthäus Host (Deutscher, 1509–1587)
- Michael Hummelberger (Deutscher, 1487–1527)
- Ulrich von Hutten (Deutscher, 1488–1523)

### L
- Jehan Lagadeuc (Bretone, 15. Jahrhundert)
- Denis Lambin (Franzose, 1520–1572)
- Juan Latino (Schwarzafrikaner und Spanier, 1518–1596)
- Firmin Le Ver (Franzose, etwa 1370/75–1444)
- Elijah Levita (Deutscher, 1469–1549)
- Georg Liban (Deutscher, 1464–nach 1546)
- Justus Lipsius (Deutscher, 1547–1606)Justus Lipsius

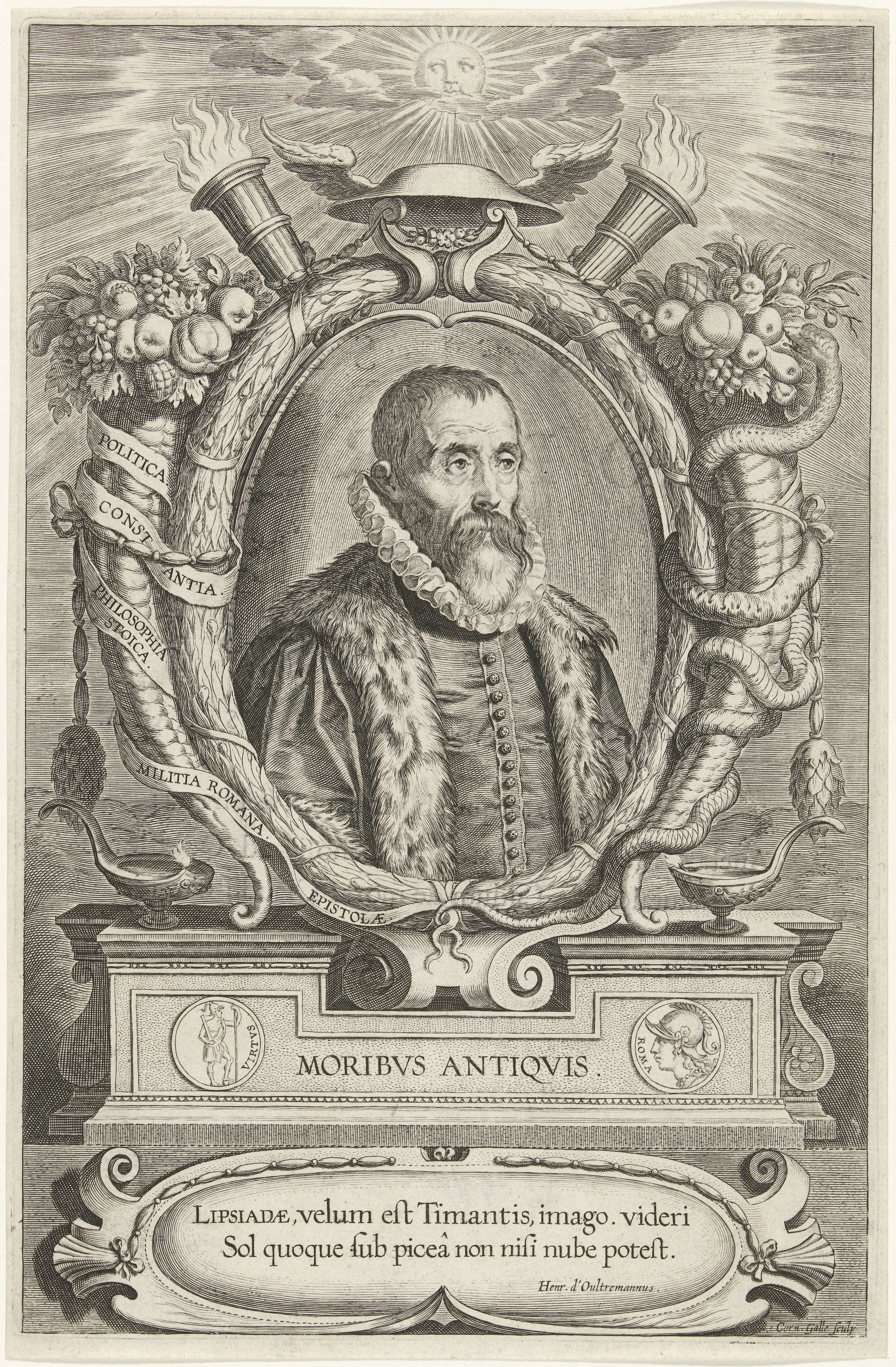
Justus Lipsius

- Jakob Locher (Deutscher, 1471–1528)
- Antonio Loschi (Italiener, um 1365/1368–1441)

### M
- Giannozzo Manetti (Italiener, 1396–1459)
- Aldus Manutius (Italiener, 1449–1515)
- Johannes Marcellus (Deutscher, 1510–1551/52)
- Philipp Melanchthon (Deutscher, 1497–1560)Philipp Melanchthon

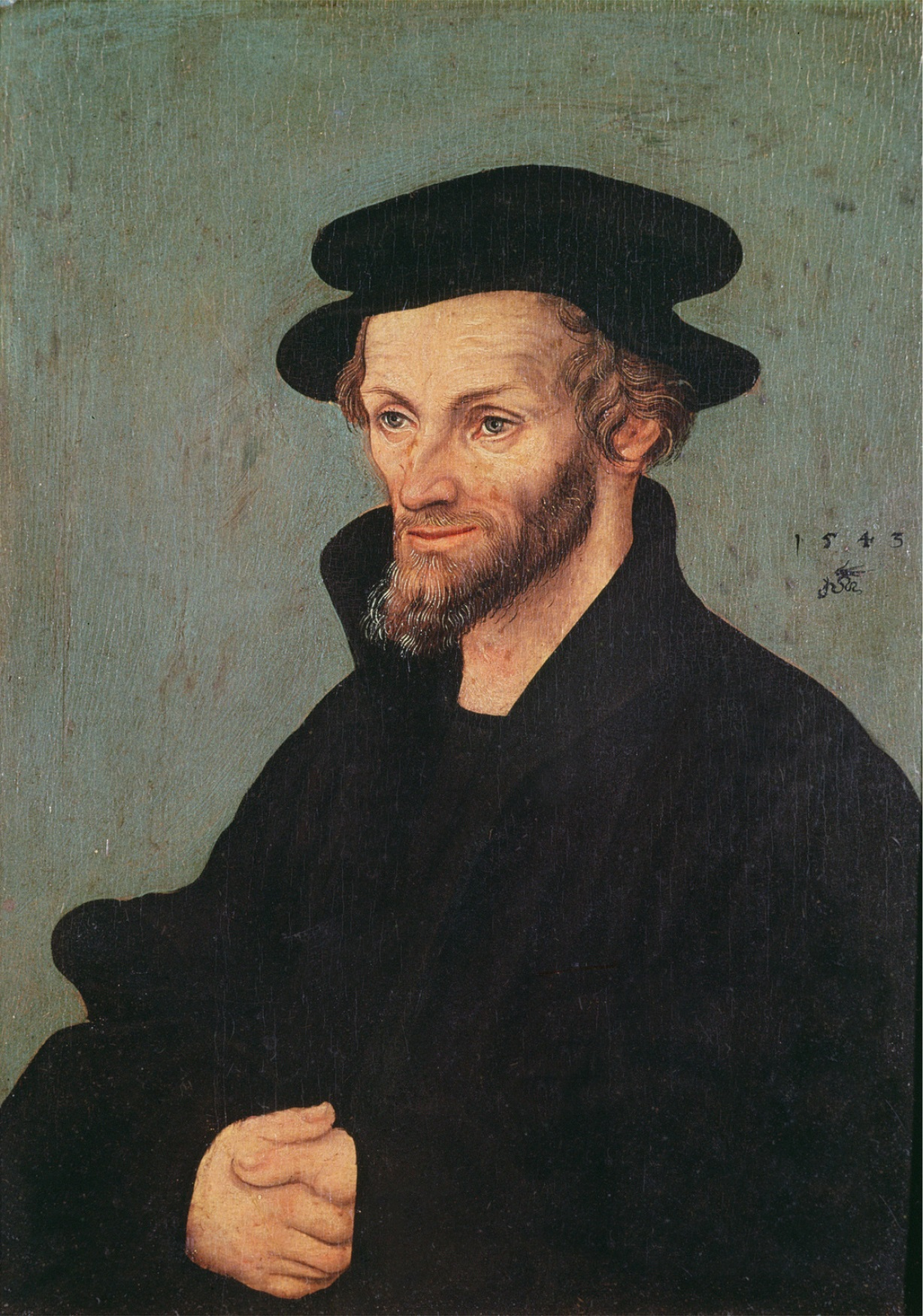
Philipp Melanchthon

- Johannes Metzler (Deutscher, 1494–1538)
- Petrus Mosellanus (Deutscher, 1493–1524)
- Marcus Antonius Muret (Muretus) (1526–1585)
- Johannes Murmellius (Niederländer, 1480–1517)

### N
- Michael Neander (Mathematiker) (Deutscher, 1529–1581)
- Michael Neander (Pädagoge) (Deutscher, 1525–1595)
- Niccolò Niccoli (Italiener, 1363–1437)

### O
- Fulvio Orsini (Italiener, 1529–1600)
- Zacharias Orth (Deutscher, um 1530–1579)

### P
- Janus Mellerus Palmerius (bis 1580)
- Friedrich Pensold (Deutscher, 1530–1589)
- Joachim Périon (Franzose, 1499–1559)
- Francesco Petrarca (Italiener, 1304–1374)Francesco Petrarca

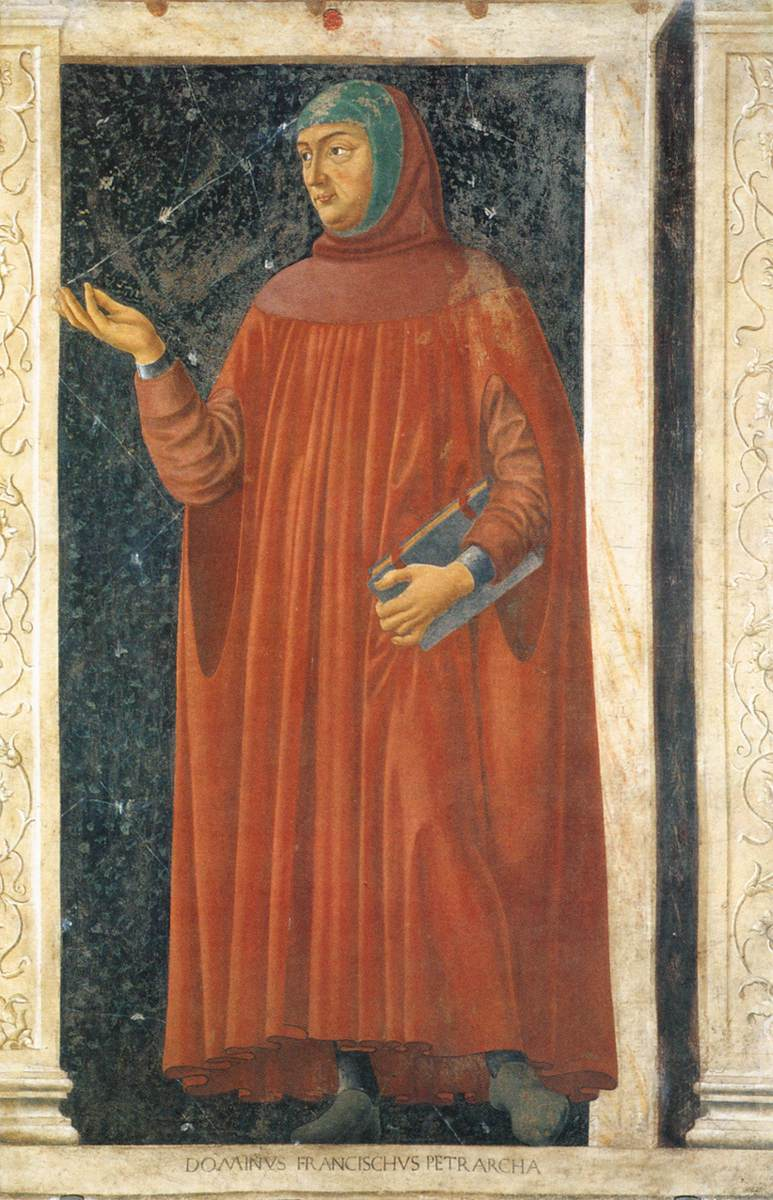
Francesco Petrarca

- Enea Silvio Piccolomini (Italiener, 1405–1464)
- Stephanus Winandus Pighius (Niederländer, 1520–1604)
- Leontius Pilatus (Kalabrier; † 1365)
- Pierre Pithou (Pithoeus) (Franzose, 1539–1596)
- Poggio Bracciolini (Italiener, 1380–1459)
- Johann Isaak Pontanus (1571–1639)
- Johannes Posselius (der Ältere) (Deutscher, 1528–1591)

### R
- Georg Rataller (Niederländer, 1528–1581)
- Johannes Reuchlin (Deutscher, 1455–1522)
- Johann Baptista Rexius (Österreicher, um 1563–1598)
- Balthasar Rhaw (I.) (Deutscher, 1527–1601)
- Beatus Rhenanus (Deutscher, 1485–1547)
- Lorenz Rhodomann (Deutscher, 1546–1606)
- Matthias Ringmann (Deutscher, 1482–1511)
- Johannes Rivius (Deutscher, 1500–1553)
- Francesco Robortello (Italiener, 1516–1567)
- Jean Ruel (Franzose, 1474–1537)

### S
- Coluccio Salutati (Italiener, 1331–1406)
- Johannes Sambucus, eigentlich János Zsámboky (Ungar, 1531–1584)
- Henry Savile (Engländer, 1549–1622)
- Thomas Sagittarius (Deutscher, 1577–1621)
- Joseph Justus Scaliger (Franzose, 1540–1609)Joseph Justus Scaliger

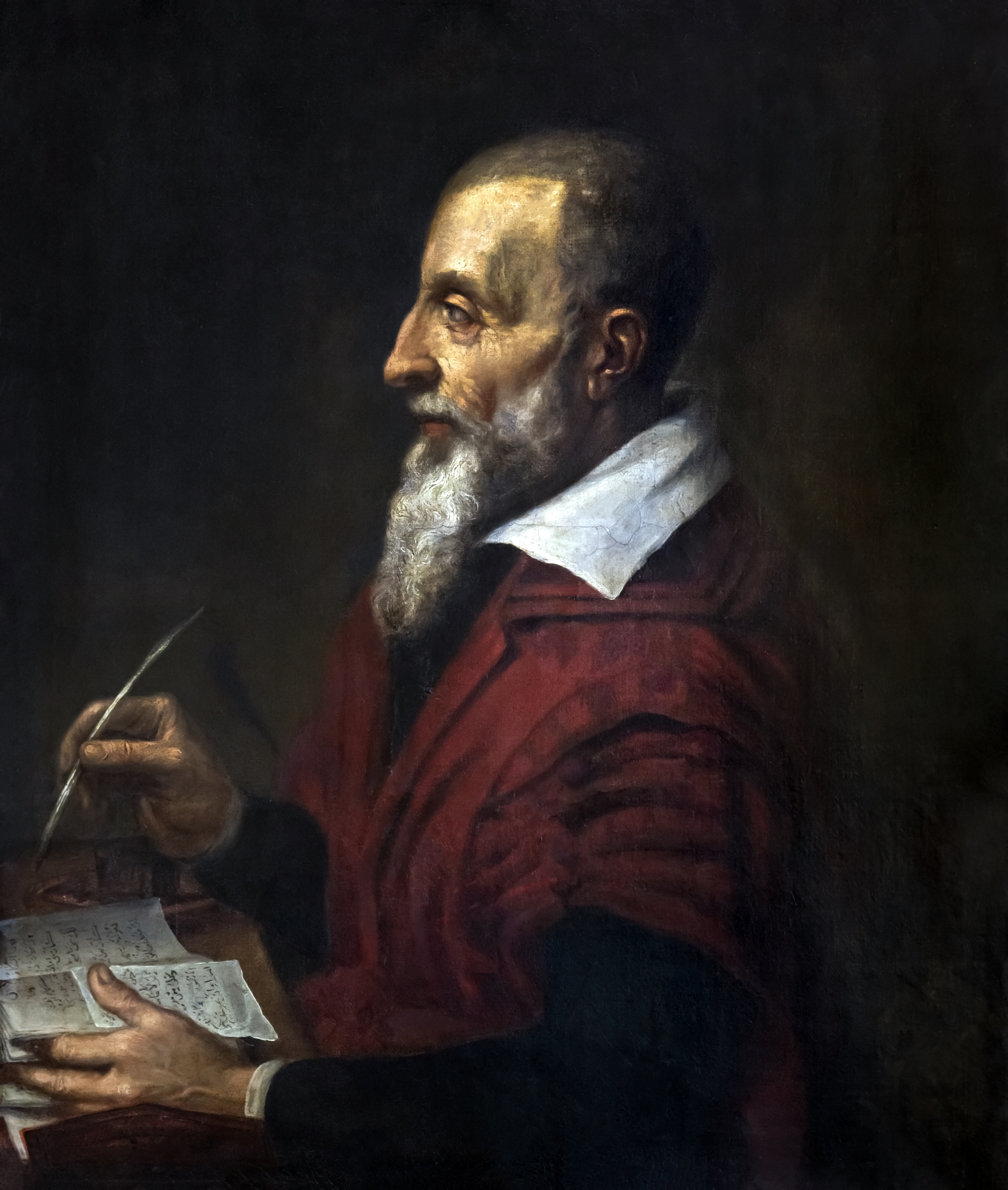
Joseph Justus Scaliger

- Julius Caesar Scaliger (Italiener, 1484–1558)Julius Caesar Scaliger

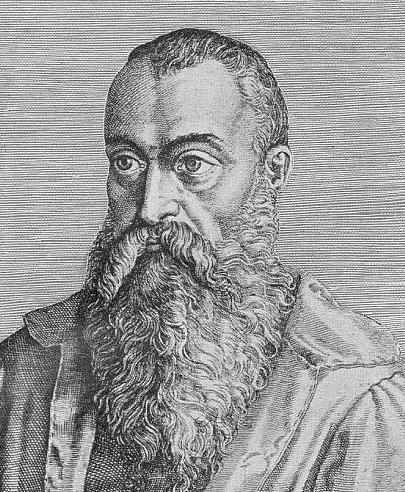
Julius Caesar Scaliger

- Zacharias Scheffter (Deutscher, 1568–1626)
- Johann Sciurus (Deutscher, um 1518–1584)
- Thomas Smith (Engländer, 1513–1577)
- Heinrich Stackmann (Deutscher, um 1485–1532)
- Johann Stigel (Deutscher, 1515–1562)
- Palla Strozzi (Italiener, 1373–1462)
- Johannes Susenbrot (Deutscher, um 1484/85–wohl 1542)
- Friedrich Sylburg (Deutscher, 1536–1596)

### T
- Friedrich Taubmann (Deutscher, 1565–1613)
- Giovanni Tortelli (Italiener, um 1400–1466)
- Adrian de Tournes (Turnebus) (Franzose, 1512–1565)
- Ambrogio Traversari (Italiener, 1386–1439)
- Léon Trippault (Franzose, 1538–16. Jahrhundert)

### V
- Germain Vaillant de Guélis (Franzose, 1516/17–1587)
- Pietro Paolo Vergerio (Italiener, 1370–1444)
- Vittorino da Feltre (Italiener, 1378–1446)
- Melchior Volmar (Deutscher, 1497–1560)
- Bonaventura Vulcanius (Flame, 1538–1614)
- Justus Vultejus (Deutscher, 1529–1575)

### W
- Otto Walper (Deutscher, 1543–1624)
- Balthasar Walther (Deutscher, 1586–1640)
- Heinrich Welling (Deutscher, 1555–1620)
- Hieronymus Wolf (Deutscher, 1516–1580)

### Z
- Ulrich Zasius (Deutscher, 1461–1535)
- Joachim Zehner (Deutscher, 1566–1612)
- János Zsámboky (Johannes Sambucus) (Ungar, 1531–1584)

## Neuzeit (17. bis 18. Jahrhundert)
siehe auch Kategorie:Altphilologe (17. Jahrhundert), Kategorie:Altphilologe (18. Jahrhundert)

### A
- Niels Aagaard (Däne, 1612–1657)
- Johann Friedrich Abegg (Deutscher, 1765–1840)
- Caspar Abel (Deutscher, 1676–1763)
- Friedrich Ludwig Abresch (Niederländer, 1699–1782)
- Johannes Alberti (Niederländer, 1698–1762)
- Leone Allacci (Grieche, 1586–1669)Leone Allacci

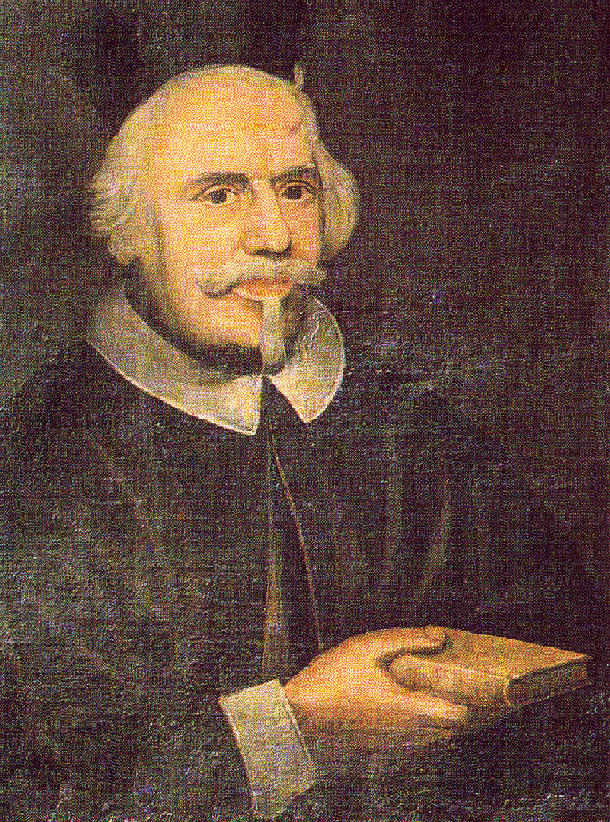
Leone Allacci

- Johann Georg Altmann (Schweizer, 1695–1758)
- Girolamo Amati (Italiener, 1768–1834)
- Jean-Baptiste Gaspard d’Ansse de Villoison (Franzose, 1750–1805)
- Eugene Aram (Engländer, 1704–1759)
- Peter Axen (Deutscher, 1635–1707)
- Christoph Friedrich Ayrmann (Deutscher, 1695–1747)

### B
- Jacob Baden (Däne, 1735–1804)
- Caspar von Barth (Barthius) (Deutscher, 1587–1658)
- Karl Ludwig Bauer (Deutscher, 1730–1799)
- Christian Daniel Beck (Deutscher, 1757–1832)
- Paolo Beni (Italiener, 1552–1627)
- Richard Bentley (Engländer, 1662–1742)Richard Bentley

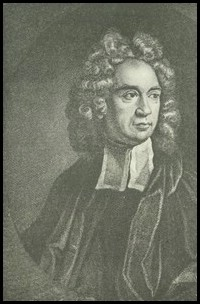
Richard Bentley

- Matthias Bernegger (Deutscher, 1582–1640)
- Johann Heinrich Boeckler (Deutscher, 1611–1672)
- Karl August Böttiger (Deutscher, 1760–1835)
- Jean Bourdelot (Joannes Bourdelotius) (Franzose, 2. Hälfte 16. Jahrhundert–1638)

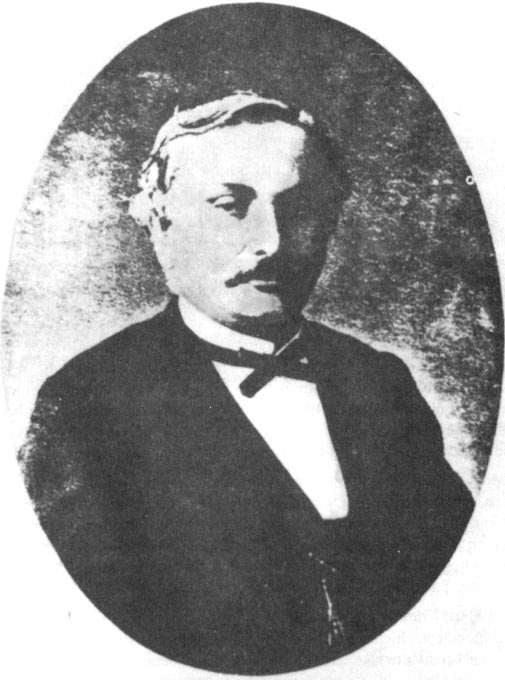
Michel Bréal

- Gabriel Gottfried Bredow (Deutscher, 1773–1814)
- Friedrich Breier (Deutscher, 1813–1880)
- Charles de Brosses (Franzose, 1709–1777)
- Caspar Brülow (Deutscher, 1585–1627)
- Richard François Philippe Brunck (Franzose, 1729–1803)

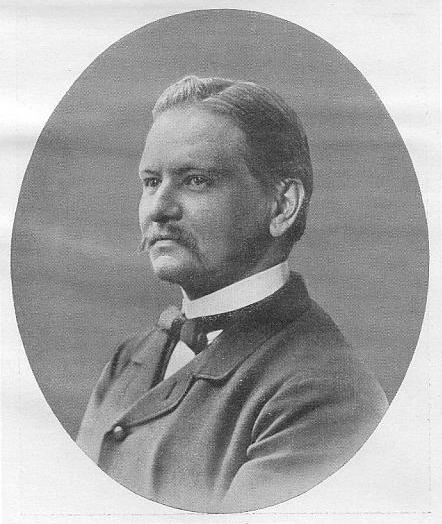
Ivo Bruns

- Paul Jakob Bruns (Deutscher, 1743–1814)
- Andreas Buchner (Deutscher, 1776–1854)
- August Buchner (Deutscher, 1591–1661)
- Ézsaiás Budai (Ungar, 1766–1841)
- Johann Ludolf Bünemann (Deutscher, 1687–1759)
- Jakob Burckhard (Deutscher, 1681–1752)
- Pieter Burman d. Ä. (Niederländer, 1668–1741)
- Pieter Burman d. J. (Niederländer, 1714–1788)
- Philipp Buttmann (Deutscher, 1764–1829)

### C
- Rudolf Capell (Deutscher, 1635–1684)
- Isaac Casaubon (Schweizer, 1559–1614)Isaac Casaubon

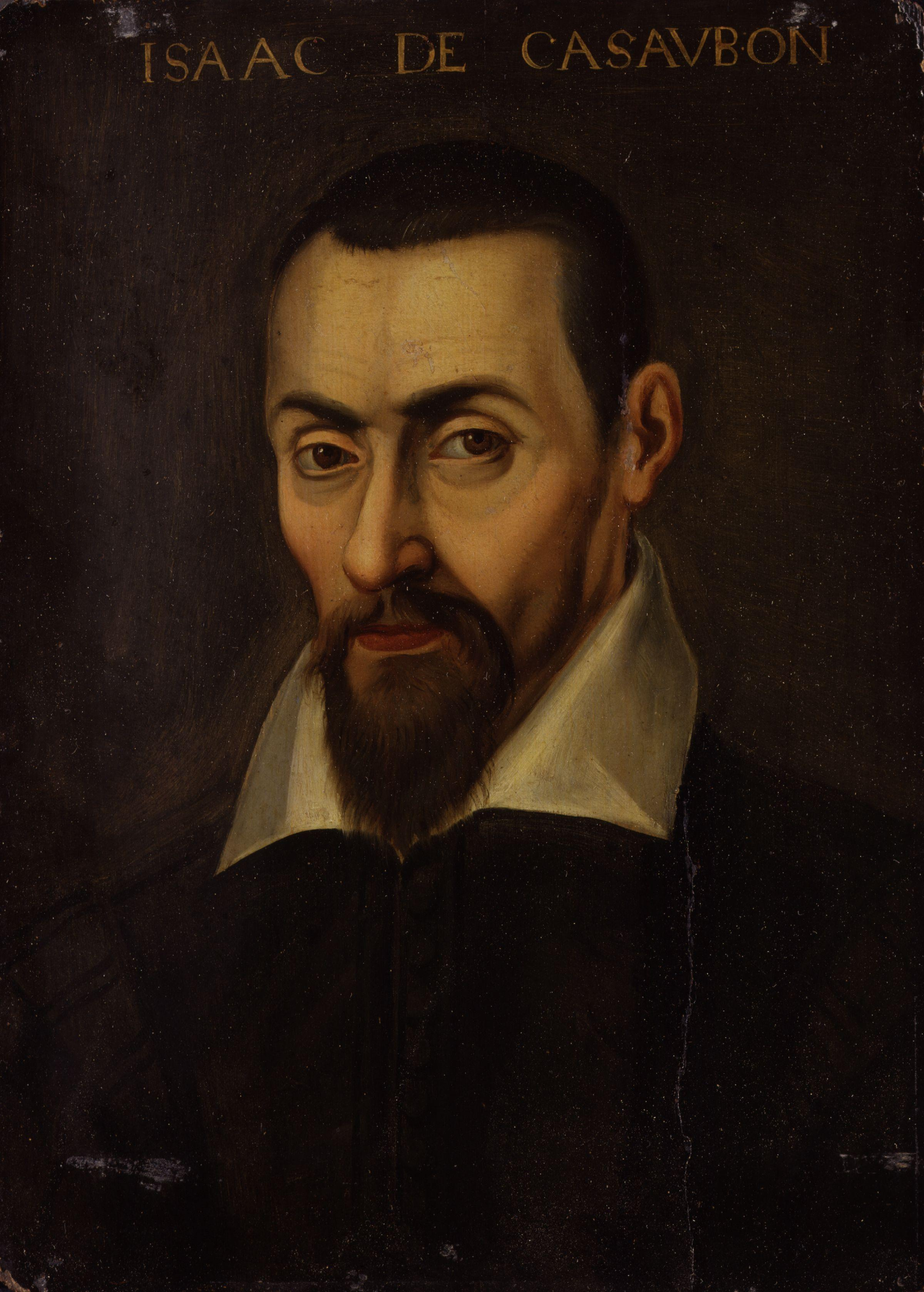
Isaac Casaubon

- François Charpentier (Franzose, 1620–1702)
- Celso Cittadini (Italiener, 1553–1627)
- Wilhelm Coddaeus (Niederländer, 1574–nach 1625)
- Andreas Corvinus (Deutscher, 1589–1648)
- Hermann Crusius (Deutscher, 1640–1693)
- Petrus Cunaeus (Niederländer, 1586–1638)
- Johann Benedikt Carpzov IV. (Deutscher, 1720–1803)

### D
- André Dacier (Franzose, 1651–1722)
- Anne Dacier (Französin, 1654–1720)
- Pierre Danet (Franzose, 1650–1709)
- Pierre Delbrun (Franzose, 1605–1676)
- Thomas Dempster (Schotte, 1579–1625)
- Carlo Giovanni Maria Denina (Italiener, 1731–1813)
- Johann Daniel Denso (Deutscher, 1708–1795)
- Friedrich Wilhelm Döring (Deutscher, 1756–1837)
- Jacques Philippe d’Orville (Niederländer, 1696–1751)
- Arnold Drakenborch (Niederländer, 1684–1748)Arnold Drakenborch

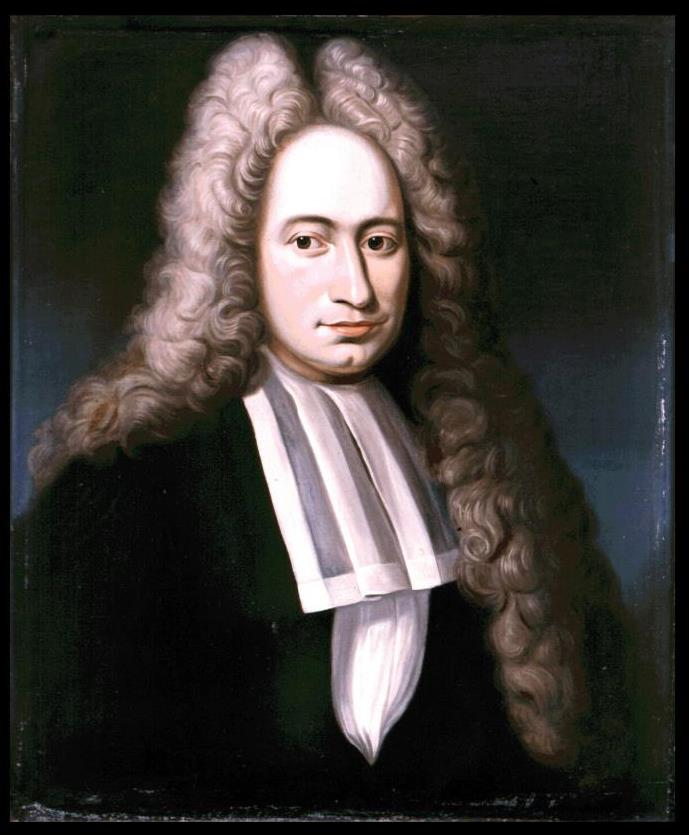
Arnold Drakenborch

- Adam Heinrich Dresig (Deutscher, 1701–1761)
- Siegmund Friedrich Dresig (Deutscher, 1703–1742)
- Friedrich Ferdinand Drück (Deutscher, 1754–1807)
- Jacques Dupuy (Franzose, 1591–1656)

### E
- Elias Ehinger (Deutscher, 1573–1653)
- August Wilhelm Ernesti (Deutscher, 1733–1801)
- Johann August Ernesti (Deutscher, 1707–1781)Johann August Ernesti

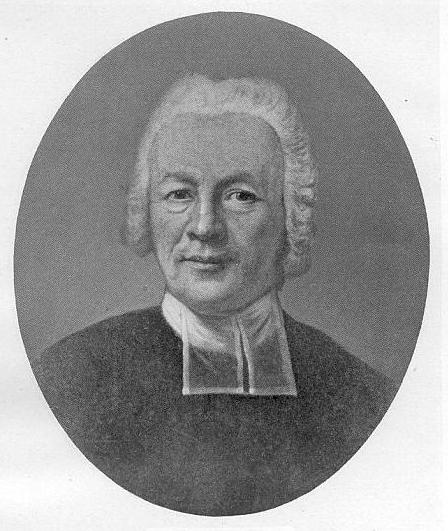
Johann August Ernesti

- Johann Christian Gottlieb Ernesti (Deutscher, 1756–1802)
- Johann Heinrich Ernesti (Deutscher, 1652–1729)

### F
- Johann Albert Fabricius (Deutscher, 1668–1736)
- Gotthilf Samuel Falbe (Deutscher, 1768–1849)
- Thomas Farnabius (Brite, ca. 1575–1647)
- Christian Gottfried Findeisen (Deutscher, 1738–1796)
- Johann Friedrich Fischer (Deutscher, 1726–1799)
- Friedrich Hermann Flayder (Deutscher, 1596–1644)
- Egidio Forcellini (Italiener, 1688–1768)
- Petrus Francius (Niederländer, 1645–1704)
- Johannes Freinsheim (Deutscher, 1608–1660)

### G
- Thomas Gale (Brite, 1635?–1702)
- Jean Gaudin (Franzose, 1617–1681)
- Friedrich Gedike (Deutscher, 1754–1803)
- Jakob Gerschow (Deutscher, 1587–1655)
- Johann Matthias Gesner (Deutscher, 1691–1761)Johann Matthias Gesner

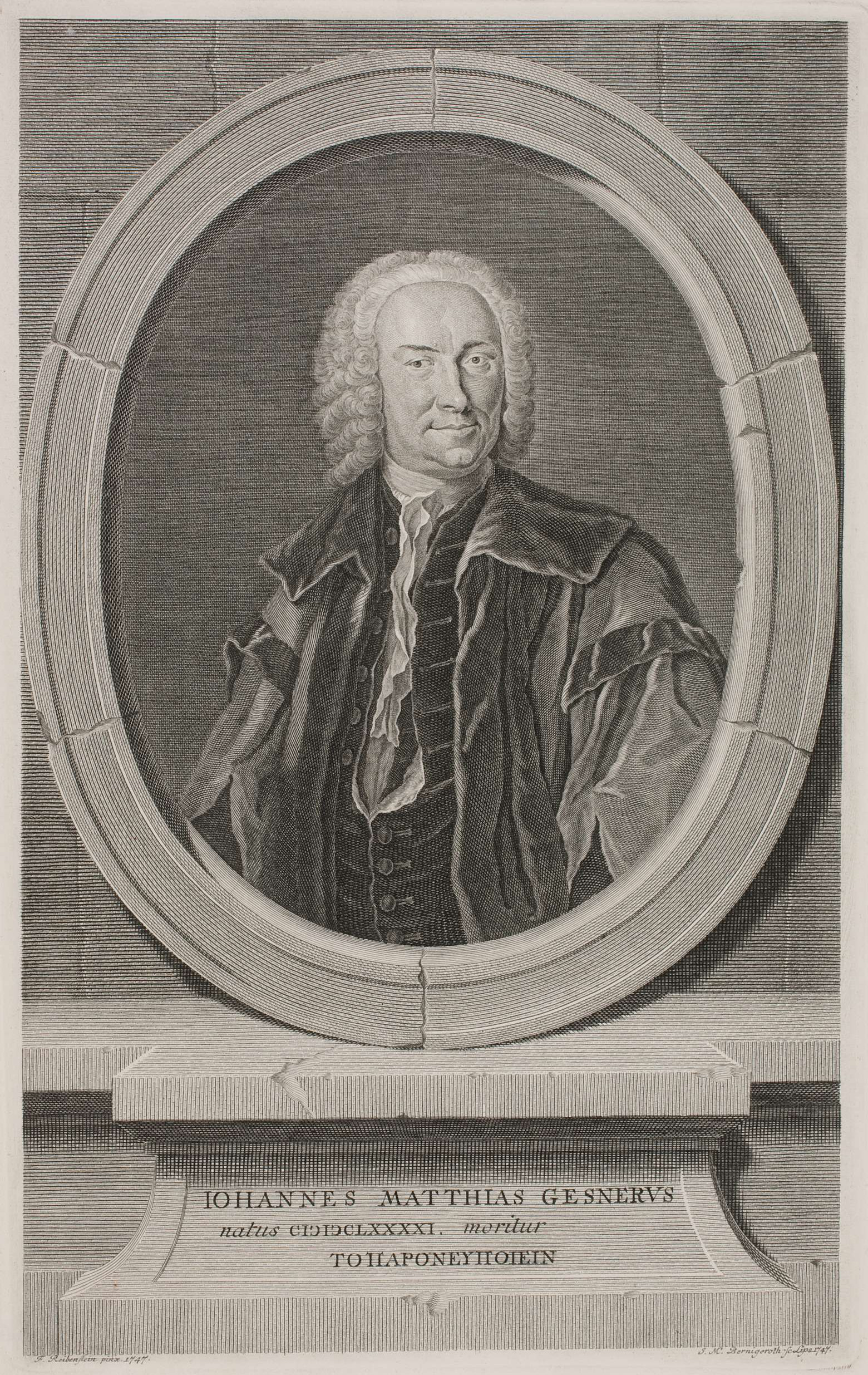
Johann Matthias Gesner

- Pjotr Iwanowitsch Gilarowski (Russe, 18. Jahrhundert)
- Melchior Goldast (Schweizer, 1587–1635)
- Johann Georg Graevius (Deutscher, 1632–1703)
- Hans Gram (Däne, 1685–1748)
- Jakob Gretser (Deutscher, 1562–1625)
- Gottfried Ernst Groddeck (Deutscher, 1762–1825)
- Jakob Gronovius (Deutscher, 1645–1716)
- Johann Friedrich Gronovius (Deutscher, 1611–1671)
- Christoph Gottlieb Groskurd (Deutscher, 1770–1834)
- Theodor Grusenberg (Deutscher, 1651–1699)
- Jan Gruter (Flame, 1560–1627)
- Marquard Gude (Deutscher, 1635–1689)
- François Guyet (Franzose, 1575–1655)

### H
- Johann Gottfried Haas (Deutscher, 1737–1815)
- Michael Hadrianides (fl. 17. Jahrhundert)
- Gottlieb Christoph Harleß (Deutscher, 1738–1815)
- Johann David Hartmann (Deutscher, 1761–1801)
- François Hédelin (Franzose, 1604–1676)
- Christoph Heidmann (Deutscher, 1582–1627)
- Johann David Heilmann (Deutscher, 1727–1764)
- Karl Friedrich Heinrich (Deutscher, 1774–1838)
- Wilhelm Heinse (Deutscher, 1746–1803)
- Daniel Heinsius (Niederländer, 1580–1655)
- Nikolaes Heinsius der Ältere (Niederländer, 1620–1681)
- Andreas Helvigius (Deutscher, 1572–1643)
- Tiberius Hemsterhuis (Niederländer, 1685–1766)
- Konrad Heusinger (Deutscher, 1752–1820)
- Karl Christian Heyler (Deutscher, 1755–1823)
- Christian Gottlob Heyne (Deutscher, 1729–1812)Christian Gottlob Heyne

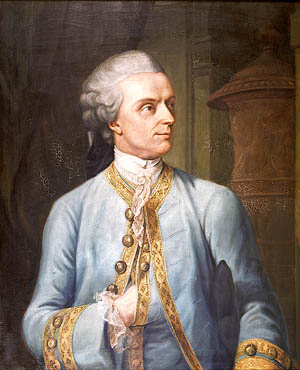
Christian Gottlob Heyne

- Johannes Hornschuch (Deutscher, 1599–1663)
- David Höschel (Deutscher, 1556–1617)
- Pierre Daniel Huet (Franzose, 1630–1721)
- Johann Huswedel (Deutscher, 1575–1651)
- Johann Jakob Hottinger (Schweizer, 1750–1819)
- Wilhelm von Humboldt (Deutscher, 1767–1835)
- Immanuel Gottlieb Huschke (Deutscher, 1761–1828)

### J
- Friedrich Jacobs (Deutscher, 1764–1847)
- Wolfgang Jäger (Deutscher, 1734–1795)
- Joseph Joubert (Deutscher, 1640–1719)

### K
- Christoph Kaldenbach (Deutscher, 1613–1698)
- Athanasius Kircher (Deutscher, 1602–1680)Athanasius Kircher

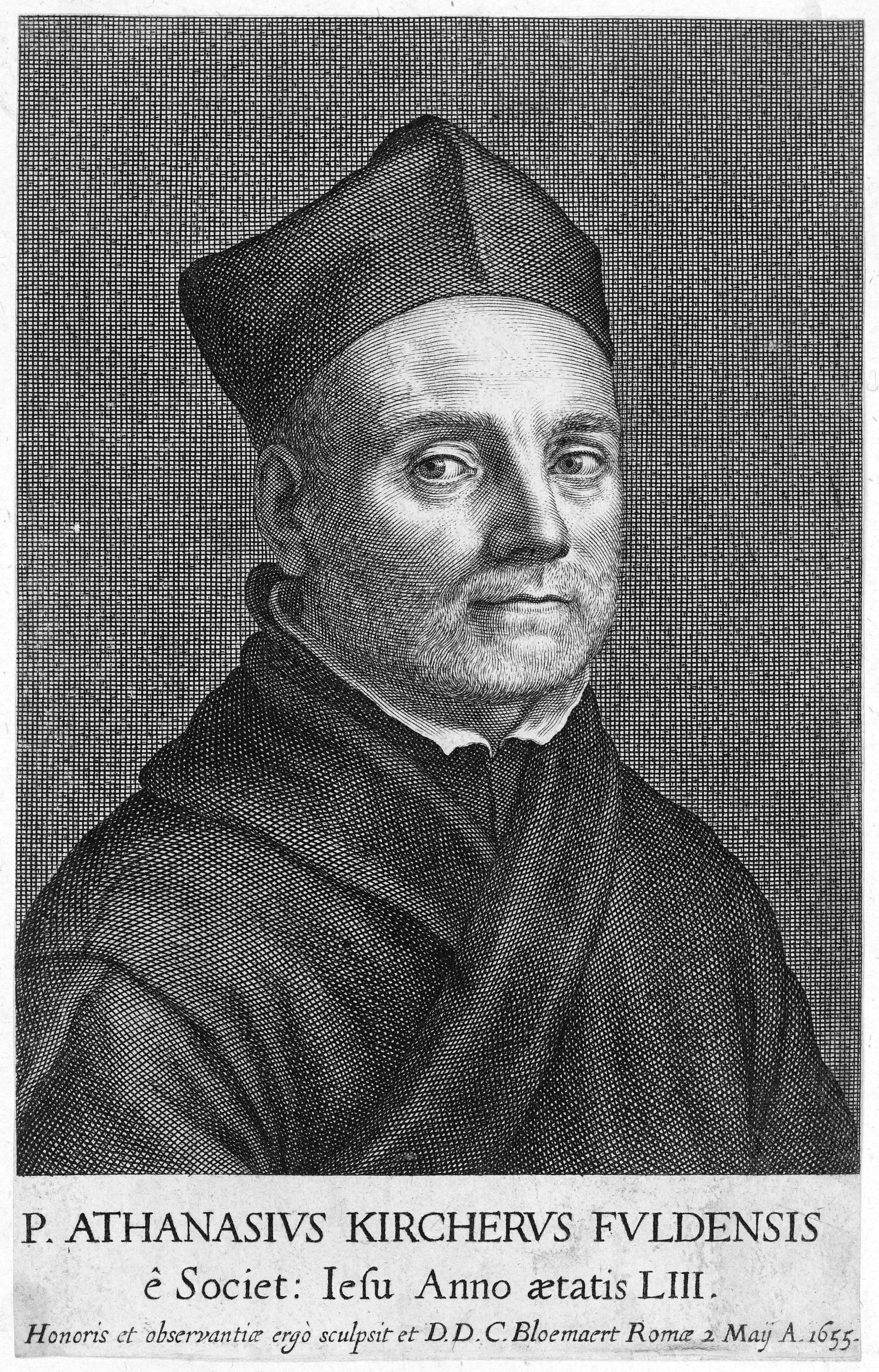
Athanasius Kircher

- Johann Kirchmann (Deutscher, 1575–1643)
- Petrus Kirstenius (Deutsch–Schwede, 1577–1640)
- Johann Hyacinth Kistemaker (Deutscher, 1754–1834)
- Christian Adolph Klotz (Deutscher, 1738–1771)
- Alexandras Vitoldas Kniescinskis (Tractorius) (Litauer, 1547–1631)
- Erduin Julius Koch (Deutscher, 1764–1834)
- Jacob Kockert (Deutscher, 1596–1654)
- Johann Heinrich Justus Köppen (Deutscher, 1755–1791)
- Johann Tobias Krebs (Deutscher, 1718–1782)

### L
- Friedrich Heinrich Wilhelm Lange (Deutscher, 1779–1854)
- Wilhelm Lange (Deutscher, 1767–1831)
- Hermann Jacob Lasius (Deutscher, 1715–1803)
- Sigismundus Lauxmin (Litauer, 1596/97–1670)
- Guillaume Lebrun (Franzose, 1674–1758)
- Jean Leclerc (Schweizer, 1657–1736)
- Karl Gotthold Lenz (Deutscher, 1763–1809)
- Christoph Friedrich Loesner (Deutscher, 1734–1803)
- Christian Ludovici (Deutscher, 1663–1732)
- Zacharias Lund (Däne, 1608–1676)
- Michael Caspar Lundorp (Deutscher, 1580–1629)

### M
- Karl Heinrich August Manitius (Deutscher, 1848–1921)
- Georg Christian Maternus de Cilano (Deutscher, 1696–1773)
- Christian Friedrich von Matthäi (Deutscher, 1744–?)
- Friedrich Christian Matthiä (Deutscher, 1763–1822)
- Marcus Meibom (Däne, 1630–1710)
- Johann Wilhelm Ludwig Mellmann (Deutscher, 1764–1795)
- Johannes van Meurs (Niederländer, 1579–1639)Johannes van Meurs

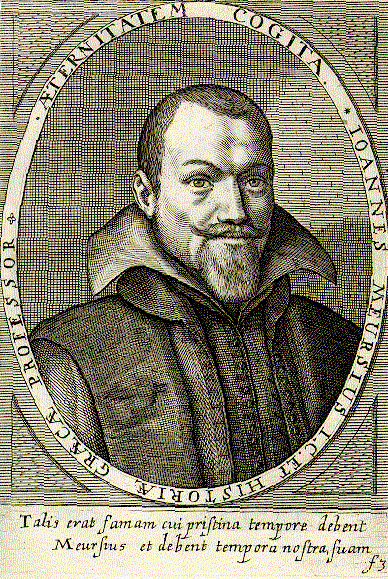
Johannes van Meurs

- Johann Peter Miller (Deutscher, 1705–1781)
- Christoph Wilhelm Mitscherlich (Deutscher, 1760–1854)
- Albert Molnár (Ungar, 1574–1634)
- Philibert Monet (Franzose, 1566–1643)
- Bernard de Montfaucon (Franzose, 1655–1741)Bernard de Montfaucon

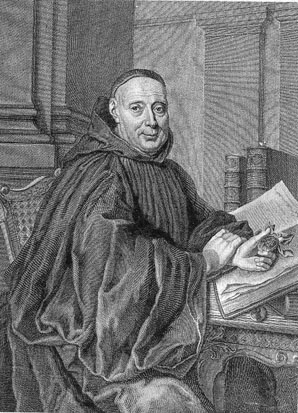
Bernard de Montfaucon

- Fédéric Morel (Franzose, 1552–1630)
- Johann Heinrich Mücke (Deutscher, 1735–1799)
- Samuel Musgrave (Engländer, 1732–1780)

### N
- Petrus Needham (Brite, 1680–1731)
- Ernst Friedrich Neubauer (Deutscher, 1705–1748)
- Andreas Christoph Niz (Deutscher, 1764–1810)
- Johann Adam Nodell (Niederländer, 1754–1814)

### O
- Martin Opitz (Deutscher, 1597–1639)
- David Origanus (Deutscher, 1558–1628)
- Franz van Oudendorp (Niederländer, 1696–1761)

### P
- Charles Pajot (Franzose, 1609–1986)
- Johann Philipp Pareus (Deutscher, 1576–1648)
- Cornelis de Pauw (Niederländer, 1739–1799)
- Louis Poinsinet de Sivry (Franzose, 1733–1804)
- François-Antoine Pomey (Franzose, 1618–1673)
- Alexander Pope (Engländer, 1688–1744)
- Richard Porson (Engländer, 1759–1808)Richard Porson

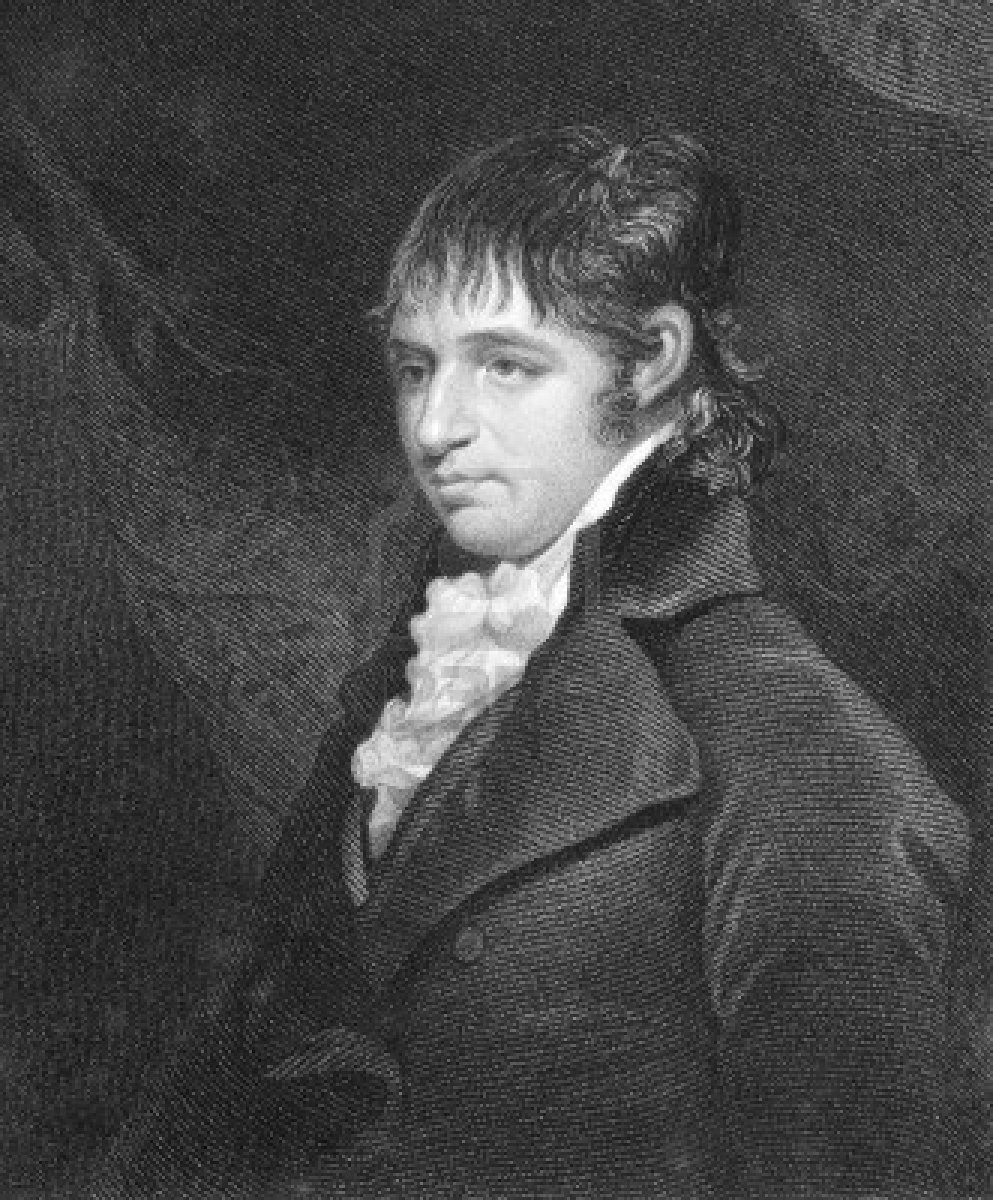
Richard Porson

- Johannes Posselius (der Jüngere) (Deutscher, 1565–1623)
- Helias Putschius (Niederländer, 1580–1606)

### R
- Abraham Gottlieb Raabe (Deutscher, 1664–1845)
- Paul Rabe (Deutscher, 1656–1713)
- Wolfgang Ratke (Deutscher, 1571–1635)
- Matthäus Reimer (Deutscher, 1581–1646)
- Thomas Reinesius (Deutscher, 1587–1667)
- Johann Jacob Reiske (Deutscher, 1716–1774)Johann Jacob Reiske

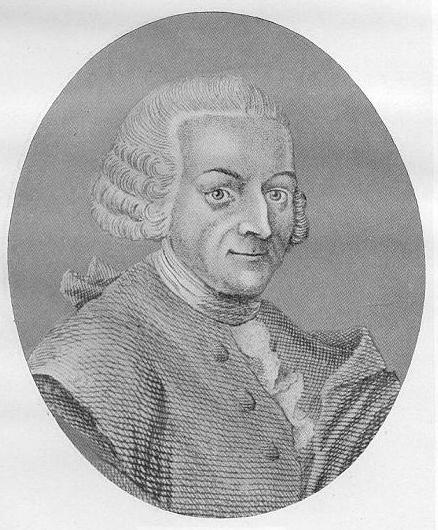
Johann Jacob Reiske

- Friedrich Wolfgang Reiz (Deutscher, 1733–1790)
- Jeremias David Reuss (Deutscher, 1750–1837)
- Johann Friedrich Roos (Deutscher, 1757–1804)
- Christoph Jeremias Rost (Deutscher, 1718–1790)
- David Ruhnken (Niederländer, 1723–1798)David Ruhnken

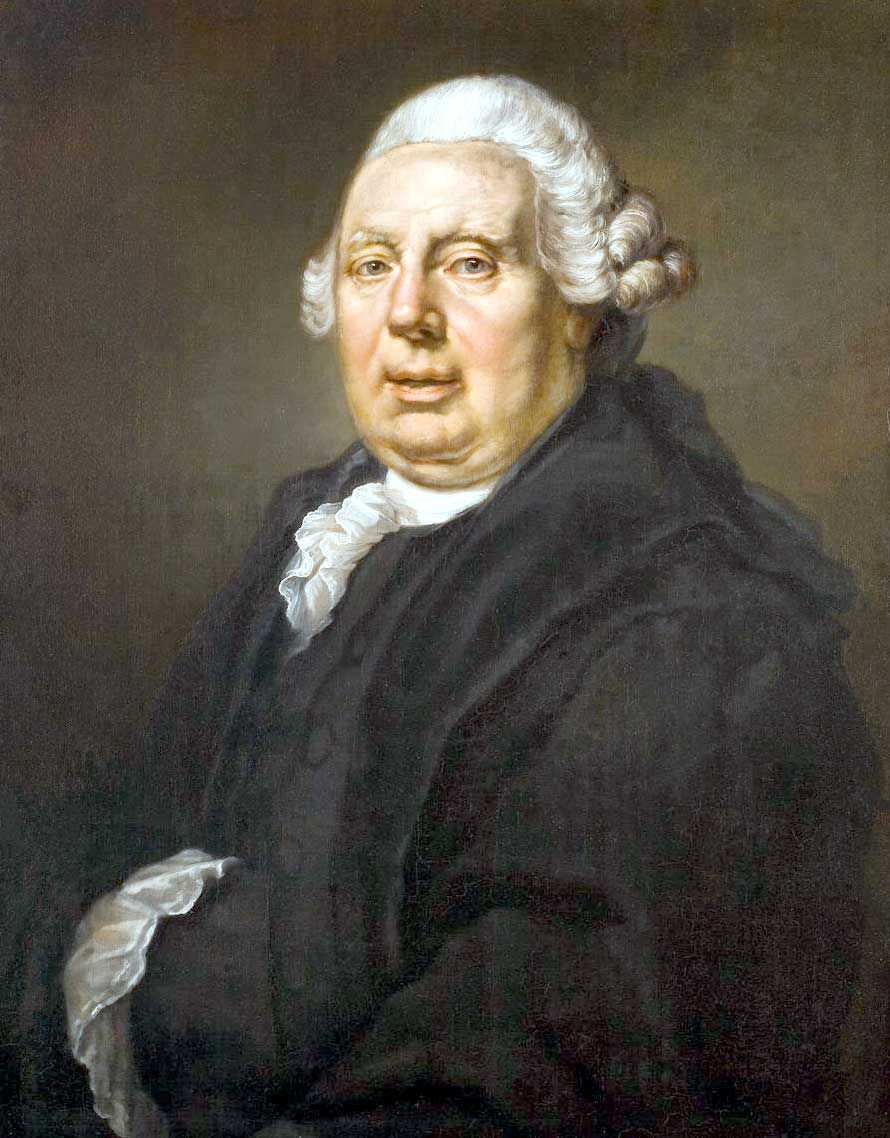
David Ruhnken

### S
- Christian Saalbach (Deutscher, 1653–1713)
- Claudius Salmasius (Franzose, 1588–1653)
- Gottfried Heinrich Schäfer (Deutscher, 1764–1840)
- Paul Schaffshausen (Deutscher, 1712–1788)
- Johannes Scheffer (Schwede, 1621–1679)
- Immanuel Johann Gerhard Scheller (Deutscher, 1735–1803)
- Friedrich von Schlichtegroll (Deutscher, 1765–1822)
- Erasmus Schmidt (Deutscher, 1570–1637)
- Benjamin Friedrich Schmieder (Deutscher, 1736–1813)
- Friedrich Gotthelf Benjamin Schmieder (Deutscher, 1736–1813)
- Johann Gottlob Theaenus Schneider (Deutscher, 1750–1822)
- Caspar Schoppe (Deutscher, 1576–1649)
- Christoph Schrader (Deutscher, 1601–1680)
- Cornelius Schrevelius (Niederländer, 1608–1661)
- Johann Caspar Schröder (Niederländer, 1695–1759 fl.)
- Christian Gottfried Schütz (Deutscher, 1747–1832)
- Benjamin Wilhelm Daniel Schulze (Deutscher, 1715–1790)
- Christian Ferdinand Schulze (Deutscher, 1774–1850)
- Johann Heinrich August Schulze (Deutscher, 1755–1803)
- Nicolaus Schwebel (Deutscher, 1713–1773)
- Johann Gottfried Schweighäuser (Deutscher, 1776–1844)
- Johannes Schweighäuser (Deutscher, 1742–1830)
- Petrus Scriverius (Niederländer, 1576–1660)
- Johann Philipp Siebenkees (Deutscher, 1759–1796)
- Johann Jakob Friedrich Sinnhold (Deutscher, um 1735–1805)
- Johann Andreas Sixt (Deutscher, 1742–1810)
- Georg Ludwig Spalding (Deutscher, 1762–1811)
- Gottlieb Lebrecht Spohn (Deutscher, 1756–1794)
- Wilhelm Ernst Starke (Deutscher, 1692–1764)
- Friedrich Andreas Stroth (Deutscher, 1750–1785)
- Friedrich Strunz (Deutscher, 1680–1725)
- Henry Stubbe (Engländer, 1632–1676)
- Friedrich Wilhelm Sturz (Deutscher, 1762–1832)

### T
- Cornelius Tollius (Niederländer, um 1628–1654)
- Jacobus Trigland der Jüngere (Niederländer, 1652–1705)
- Johann Trygophorus (Deutscher, 1580–1626)

### V
- Lodewijk Caspar Valckenaer (Niederländer, 1715–1785)
- Adrien Valois (Valesius) (Franzose, 1607–1692)
- Johann Heinrich Voß (Deutscher, 1751–1826)Johann Heinrich Voß

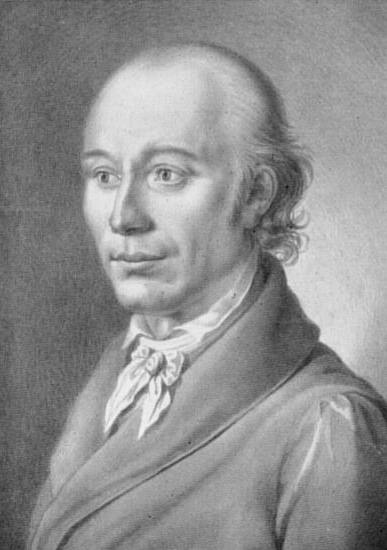
Johann Heinrich Voß

- Gerhard Johannes Vossius (Niederländer, 1577–1649)
- Isaac Vossius (Niederländer, 1618–1689)

### W
- Johann Augustin Wagner (Deutscher, 1734–1807)
- Samuel Gottlieb Wald (Deutscher, 1762–1828)
- Heinrich Ehrenfried Warnekros (Deutscher, 1752–1807)
- Georg Wehling (Deutscher, 1644–1719)
- Heinrich Welling (Deutscher, 1555–1620)
- Petrus Wesseling (Deutscher, 1692–1764)
- Johann Heinrich Winckler (Deutscher, 1703–1770)
- Friedrich Theodor Withof (Deutscher, 1731–1782)
- Friedrich August Wolf (Deutscher, 1759–1824)
- Johann Christian Wolf (Deutscher, 1690–1770)
- Johann von Wowern (Deutscher, 1574–1612)
- Daniel Wyttenbach (Schweizer, 1746–1820)

### Y
- Patrick Young (Schotte, 1584–1652)

### Z
- Johann Zechendorf (Deutscher, 1580–1662)
- Johann Karl Zeune (Deutscher, 1736–1788)

## Moderne (19. bis Mitte 20. Jahrhundert)
siehe auch Kategorie:Altphilologe (19. Jahrhundert), Kategorie:Altphilologe (20. Jahrhundert)

### A
- Evelyn Abbott (Engländer, 1843–1901)
- Frank Frost Abbott (US-Amerikaner, 1860–1924)
- Kenneth Morgan Abbott (US-Amerikaner, 1906–1988)
- Bernhard Rudolf Abeken (Deutscher, 1780–1866)
- Karlhans Abel (Deutscher, 1919–1998)
- Walther Abel (Deutscher, 1906–1987)
- Hermann Abert (Deutscher, 1871–1927)
- Adam Abt (Deutscher, 1885–1918)
- James Adam (Brite, 1860–1907)
- Ada Adler (Dänin, 1878–1946)Ada Adler

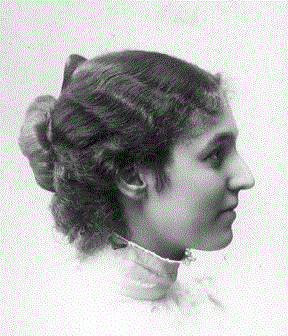
Ada Adler

- Maximilian Adler (Tscheche, 1884–1944)
- Theodor Adler (Deutscher, 1813–1883)
- Paulheinz Ahlert (Deutscher, 1914–1945)
- Christian Wilhelm Ahlwardt (Deutscher, 1760–1830)
- Heinrich Ludolf Ahrens (Deutscher, 1809–1881)Heinrich Ludolf Ahrens

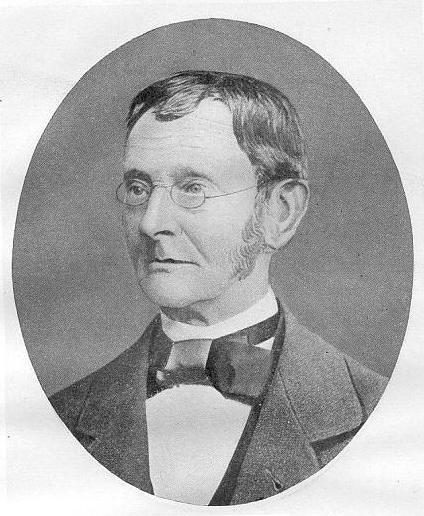
Heinrich Ludolf Ahrens

- Henry Mills Alden (US-Amerikaner, 1836–1919)
- Frederic De Forest Allen (US-Amerikaner, 1844–1897)
- Percy Stafford Allen (Brite, 1869–1933)
- Thomas William Allen (Brite, 1862–1950)
- Francis Greenleaf Allinson (US-Amerikaner, 1856–1931)
- Oskar von Allmen (Schweizer, 1898–1932)
- Franz Altheim (Deutscher, 1898–1976)
- Gottfried Friedrich Aly (Deutscher, 1852–1913)
- Wolfgang Aly (Deutscher, 1881–1962)
- Girolamo Amati (Italiener, 1768–1834)
- Julius Ambrosch (Deutscher, 1804–1856)
- Karl Friedrich Ameis (Deutscher, 1811–1870)
- August Ammann (Deutscher, 1839–1910)
- Georg Ammon (Deutscher, 1861–1929)
- Judith Andrée-Hanslik (Österreicherin, 1906–1951)
- Georg Andresen (Deutscher, 1845–1929)
- Charles Anthon (US-Amerikaner, 1797–1867)Charles Anthon

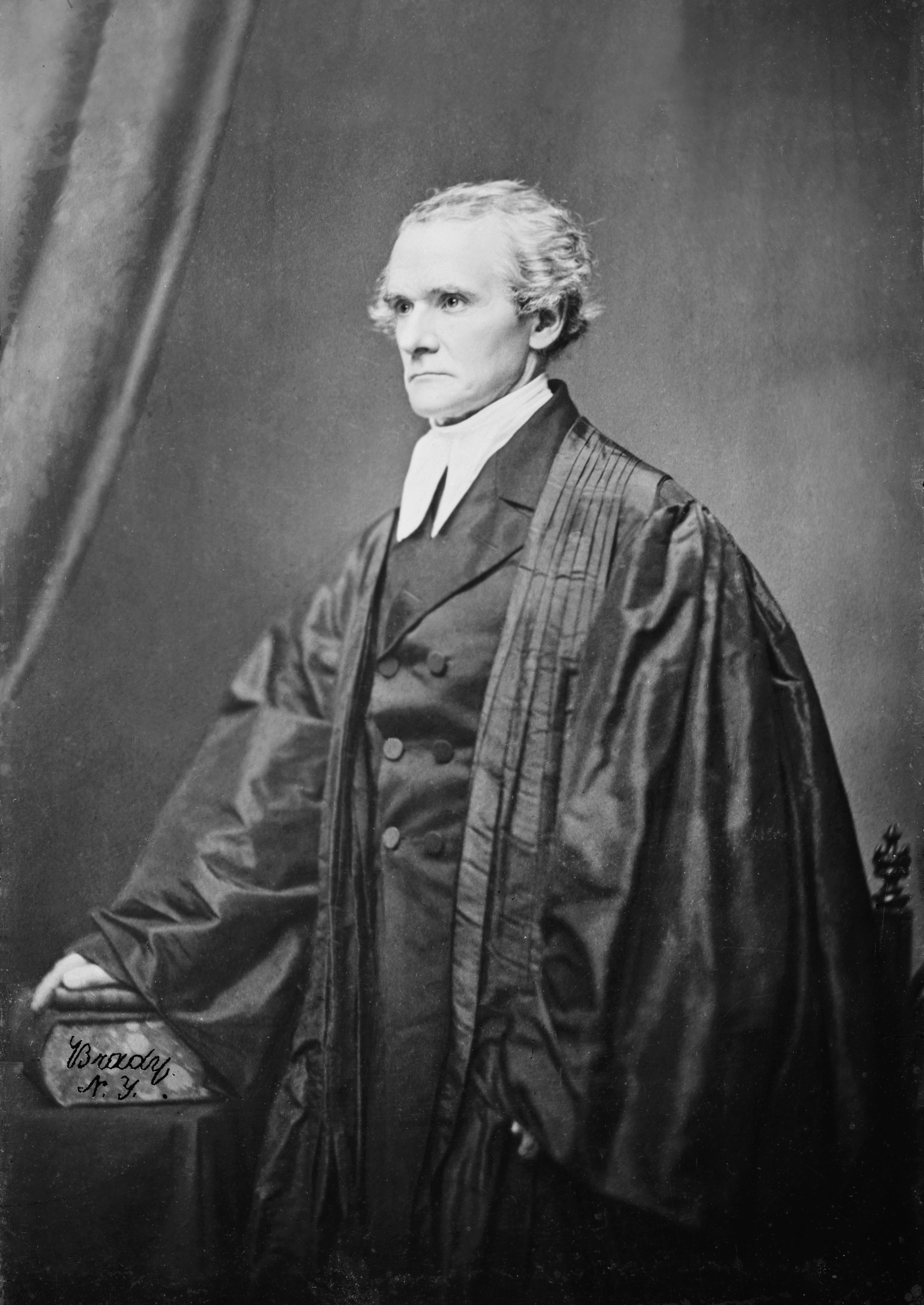
Charles Anthon

- Karl Gottlieb Anton (Deutscher, 1773–1861)
- Otto Apelt (Deutscher, 1845–1932)
- Helmut Apffel (Deutscher, 1911–2007)
- Rudolph Arbesmann (US-Amerikaner, 1895–1982)
- Fritz Arendt (Deutscher, 1888–1915)
- Hans (Friedrich August) von Arnim (Deutscher, 1859–1931)
- Thomas Kerchever Arnold (Brite, 1800–1853)
- Julius Arnoldt (Deutscher, 1816–1892)
- Erwin Assmann (Deutscher, 1908–1984)
- Friedrich Ast (Deutscher, 1778–1841)
- Felix Atenstädt (Deutscher, 1866–1943)
- Karl Aulitzky (Österreicher, 1891–1945)
- Adolf Ausfeld (Deutscher, 1855–1904)
- Emil Aust (Deutscher, 1863–20. Jahrhundert)
- Roland Gregory Austin (Brite, 1901–1974)
- Francesco Maria Avellino (Italiener, 1778–1850)
- Wilhelm Ax (Deutscher, 1890–1954)
- Moritz Karl August Axt (Deutscher, 1801–1862)

### B
- Frank Cole Babbitt (US-Amerikaner, 1867–1935)
- Churchill Babington (Brite, 1821–1889)
- Ludwig Bachmann (Deutscher, 1792–1881)
- Torkel Baden (Däne, 1765–1849)
- Johann Christian Felix Bähr (Deutscher, 1798–1872)Johann Christian Felix Bähr

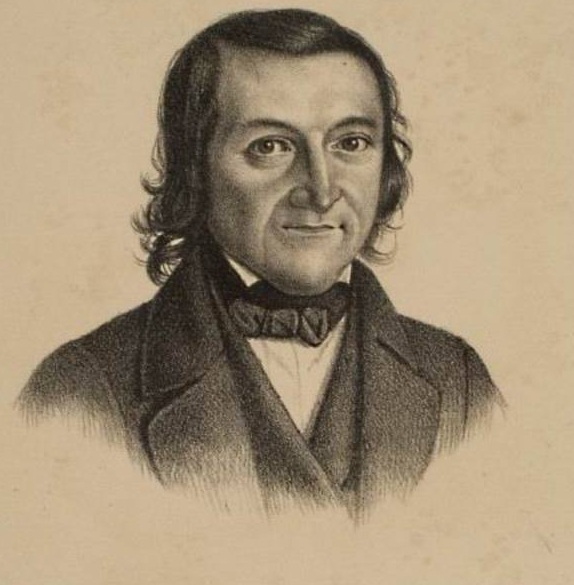
Johann Christian Felix Bähr

- Emil Baehrens (Deutscher, 1848–1888)
- Wilhelm Baehrens (Deutscher, 1885–1929)Wilhelm Adolf Baehrens
- Cyril Bailey (Brite, 1871–1957)

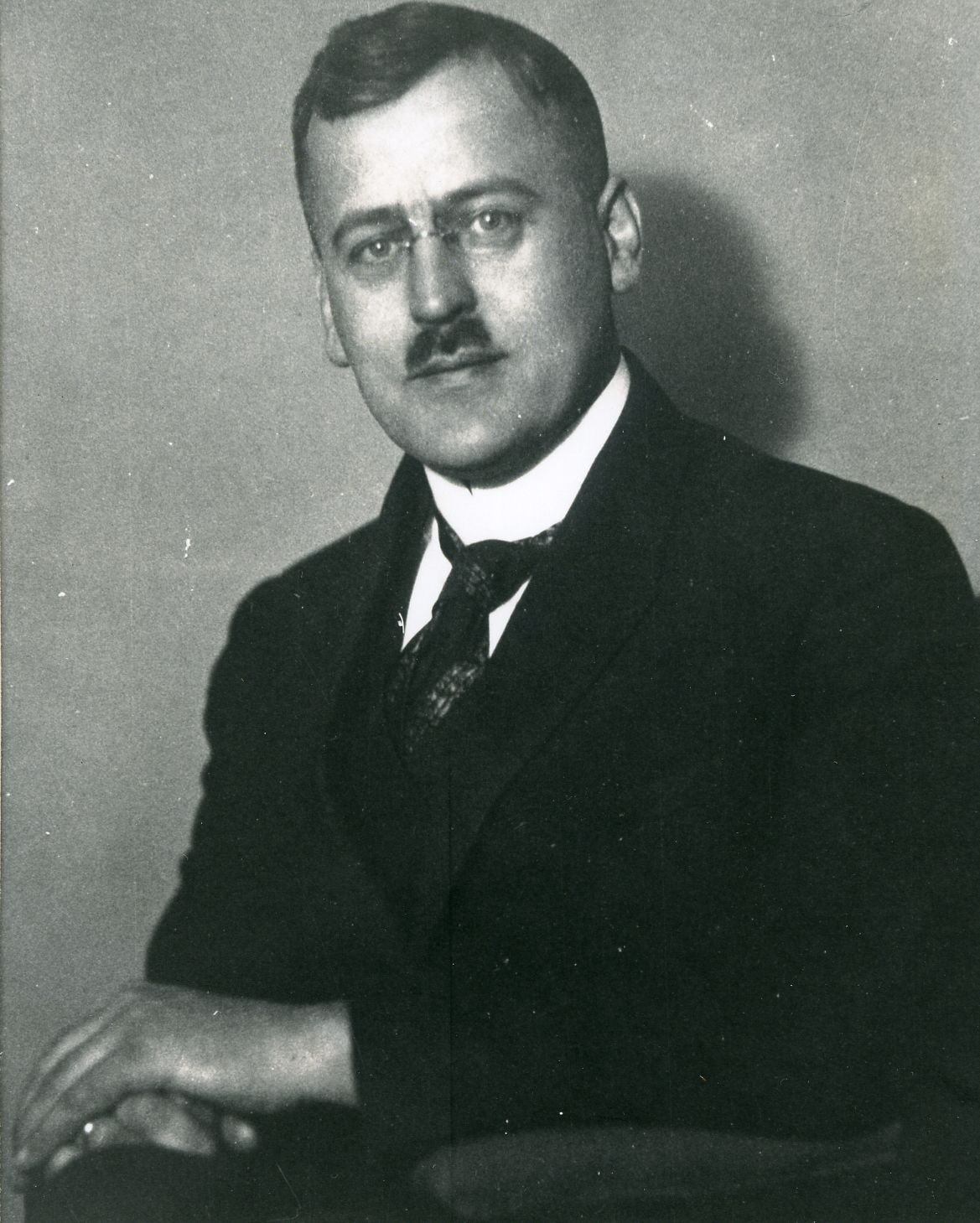
Wilhelm Adolf Baehrens

- Johann Georg Baiter (Schweizer, 1801–1877)Johann Georg Baiter

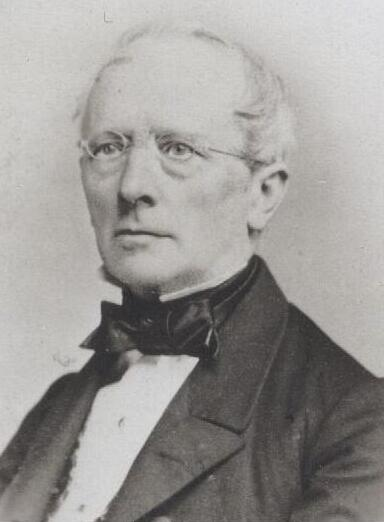
Johann Georg Baiter

- John Bake (Niederländer, 1787–1864)
- Aleksandar Balabanow (Bulgare, 1879–1955)
- Albert von Bamberg (Deutscher, 1844–1910)
- Ferdinand Bamberger (Deutscher, 1809–1855)
- Kurt Bardong (Deutscher, 1908–1945)
- Karl Bardt (Deutscher, 1843–1915)
- William Spencer Barrett (Brite, 1914–2001)
- Karl Bartsch (Deutscher, 1832–1888)
- Karl Barwick (Deutscher, 1883–1965)
- Samuel Eliot Bassett (US-Amerikaner, 1873–1936)
- Wilhelm von Bäumlein (Deutscher, 1797–1865)
- Adolf Baumgartner (Schweizer, 1855–1930)
- Anton Baumstark senior (Deutscher, 1800–1876)
- Anton Baumstark junior (Deutscher, 1872–1948)
- Jean Bayet (Franzose, 1892–1969)
- George Ewart Bean (Brite, 1903–1977)
- Christian Daniel Beck (Deutscher, 1757–1832)
- Franz Beckmann (Deutscher, 1895–1966)
- Immanuel Bekker (Deutscher, 1785–1871)Immanuel Bekker

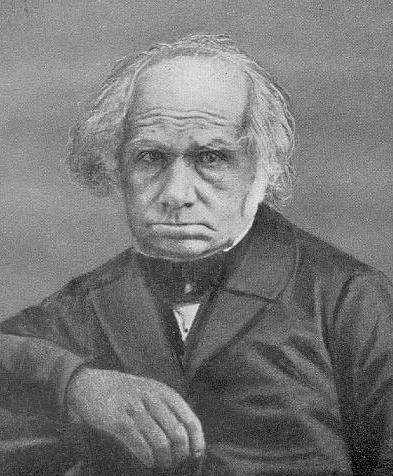
Immanuel Bekker

- Ludwig Bellermann (Deutscher, 1836–1915)
- Agathon Benary (Deutscher, 1807–1860)
- Eugène Benoist (Franzose, 1831–1887)
- Gustav Eduard Benseler (Deutscher, 1806–1868)
- Victor Bérard (Franzose, 1864–1931)
- Ernst Hugo Berger (Deutscher, 1836–1904)
- Theodor Bergk (Deutscher, 1812–1881)
- Richard Bergmann (Deutscher, 1821–1870)
- Jacob Bernays (Deutscher, 1824–1881)
- Ulrich Bernays (Deutscher, 1881–1948)
- Gottfried Bernhardy (Deutscher, 1800–1875)
- Veselin Beševliev (Bulgare, 1900–1992)
- Joseph Jacobus van den Besselaar (Niederländer, 1916–1991)
- Erich Bethe (Deutscher, 1863–1940)
- Rudolf Beutler (Deutscher, 1911–1975)
- Josef Bick (Österreicher, 1880–1952)
- Ernst Bickel (Deutscher, 1876–1961)
- Joseph Bidez (Belgier, 1867–1945)
- Artur Biedl (Österreicher, 1904–1950)
- Ludwig Bieler (Österreicher und Ire, 1906–1981)
- Franz Biese (Deutscher, 1803–1895)
- Ettore Bignone (Italiener, 1879–1953)
- Edmund Bigott (Deutscher, 1910–1943)
- Clarence Powers Bill (US-Amerikaner, 1875–1966)
- Gustav Billeter (Schweizer, 1873–1929)
- Georg Bippart (Deutscher, 1816–1892)
- Theodor Birt (Deutscher, 1852–1933)
- Ernst Bischoff (Deutscher, 1858–1922)
- Heinrich Bischoff (Deutscher, 1906–1941)
- Karl Bitterauf (Deutscher, 1874–1940)
- Gudmund Björck (Schwede, 1905–1955)
- Friedrich Blass (Deutscher, 1843–1907)
- Franz Blatt (Däne, 1903–1979)
- Leo Bloch (Deutscher, 1864–1920)
- Raymond Bloch (Franzose, 1914–1997)
- Ferdinand Blümm (Deutscher, 1768–1823)
- Hugo Blümner (Deutscher, 1844–1919)
- Albrecht von Blumenthal (Deutscher, 1889–1945)
- Georg Heinrich Bode (Deutscher, 1802–1846)
- Ernst Bodensteiner (Deutscher, 1869–1936)
- August Boeckh (Deutscher, 1785–1867)August Boeckh

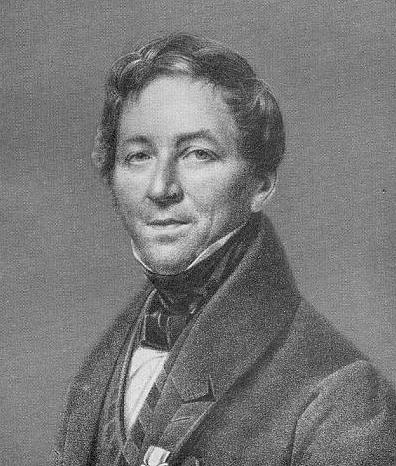
August Boeckh

- Felix Bölte (Deutscher, 1863–1943)
- Franz Bömer (Deutscher, 1911–2004)
- Emilie Boer (Deutscher, 1894–1980)
- Adolf Boerner (Deutscher, 1870–1930)
- Karl August Böttiger (Deutscher, 1760–1835)
- Hans Bogner (Deutscher, 1895–1948)
- Gaston Boissier (Franzose, 1823–1908)
- Jean-François Boissonade (Franzose, 1774–1857)
- Franz Boll (Deutscher, 1867–1924)
- Benedetto Bonazzi (Italiener, 1840–1915)
- Adolf Friedrich Bonhöffer (Deutscher, 1859–1919)
- Hermann Bonitz (Deutscher, 1814–1888)Hermann Bonitz

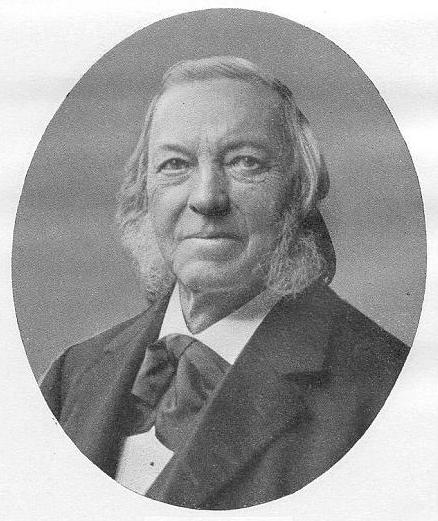
Hermann Bonitz

- André Bonnard (Schweizer, 1888–1959)
- Robert J. Bonner (US-Amerikaner, 1868–1946)
- Willy Borgeaud (Schweizer, 1913–1989)
- Albert Karl Ernst Bormann (Deutscher, 1819–1882)
- Eduard Bornemann (Deutscher, 1894–1976)
- István Borzsák (Ungar, 1914–2007)
- André Boulanger (Franzose, 1886–1958)
- Maurice Bowra (Brite, 1898–1971)
- Pierre Boyancé (Franzose, 1900–1976)
- John Everett Brady (US-Amerikaner, 1860–1941)
- Wilhelm Brambach (Deutscher, 1841–1932)
- Paul Brandt (Deutscher, 1861–1932)
- Samuel Brandt (Deutscher, 1848–1938)
- Friedrich Braun (Deutscher, 1862–1942)
- Philipp Braun (Deutscher, 1844–1929)
- Alice Braunlich (US-Amerikanerin, 1888–1989)
- Michel Bréal (Franzose, 1832–1915)Michel Bréal
- Gabriel Gottfried Bredow (Deutscher, 1773–1814)
- Hermann Breitenbach (Schweizer, 1883–1967)
- Johann Heinrich Bremi (Schweizer, 1772–1837)
- Emil Brenning (Deutscher, 1837–1915)
- Alfred Breysig (Deutscher, 1831–1902)
- Adolf Brieger (Deutscher, 1832–1912)
- Charles Oscar Brink (Brite, 1907–1994)
- Jan ten Brink (Niederländer, 1771–1839)
- August Brinkmann (Deutscher, 1863–1923)
- Hennig Brinkmann (Deutscher, 1901–2000)
- Richard Brodersen (Deutscher, 1793–1830)
- Peter Brommer (Niederländer, 1892–1982)
- Thomas Robert Shannon Broughton (Kanadier, 1900–1993)
- Norman O. Brown (US-Amerikaner, 1913–2002)
- Robert Browning (Brite, 1914–1997)
- Karl Friedrich Bruchmann (Deutscher, 1863–1919)
- Wilhelm Brummerstaedt (Deutscher, 1803–1878)
- Charles Marie Wladimir Brunet de Presle (Franzose, 1809–1875)
- Ivo Bruns (Deutscher, 1853–1901)Ivo Bruns
- Paul Jakob Bruns (Deutscher, 1743–1814)
- Julius Brzoska (Deutscher, 1859–1930)
- Walter Bubbe (Deutscher, 1890–1970)
- Ézsaiás Budai (Ungar, 1766–1841)
- Franz Bücheler (Deutscher 1837–1908)Franz Bücheler

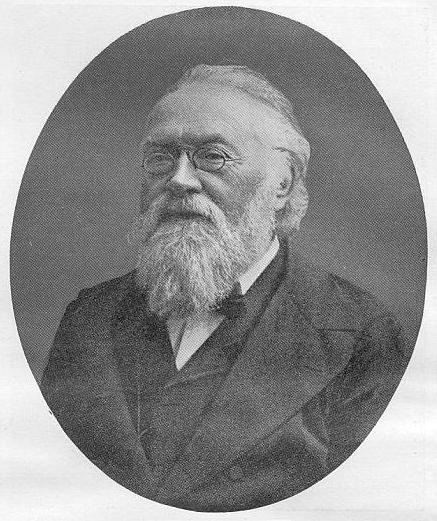
Franz Bücheler

- Georg Büchmann (Deutscher, 1822–1884)
- Karl Büchner (Deutscher, 1910–1981)
- Theodor Büttner-Wobst (Deutscher, 1854–1905)
- Bernhard Bunte (Deutscher, 1821–1898)
- Erich Burck (Deutscher, 1901–1994)
- August Burckhardt-Brandenberg (Schweizer, 1896–1987)
- Franz Burger (Deutscher, 1880–1933)
- John Burnet (Brite, 1863–1928)
- Émile Burnouf (Franzose, 1821–1907)
- Conrad Bursian (Deutscher, 1830–1887)
- Robert Gregg Bury (Brite, 1869–1951)
- Ernst Buschor (Deutscher, 1886–1961)
- Adolf Busse (Deutscher, 1856–1942)
- Samuel Butler (Brite, 1774–1839)
- Alexander Buttmann (Deutscher, 1813–1893)
- August Buttmann (Deutscher, 1806–1890)
- Philipp Buttmann (Deutscher, 1764–1829)
- Ingram Bywater (Brite, 1840–1914)

### C
- Carl Julius Caesar (Deutscher, 1816–1886)
- George Miller Calhoun (US-Amerikaner, 1886–1942)
- Wilhelm Capelle (Deutscher, 1871–1961)
- Edward Capps (US-Amerikaner, 1866–1950)
- Ruth French Carnovsky (US-Amerikanerin, 1906–2003)
- Jesse Benedict Carter (US-Amerikaner, 1872–1917)
- Lionel Casson (US-Amerikaner, 1914–2009)
- Luigi Castiglioni (Italiener, 1882–1965)
- John Leslie Catterall (US-Amerikaner, 1905–1972)
- Friedrich Cauer (Deutscher, 1863–1932)
- Paul Cauer (Deutscher, 1854–1921)
- François Chamoux (Franzose, 1915–2007)
- Pierre Chantraine (Franzose, 1899–1974)
- Fernand Chapouthier (Franzose, 1899–1953)
- Wilhelm von Christ (Deutscher, 1831–1906)Wilhelm von Christ

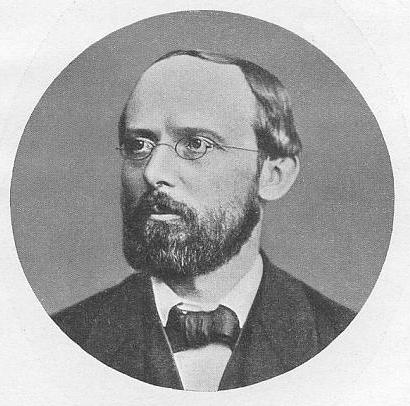
Wilhelm von Christ

- Conrad Cichorius (Deutscher, 1863–1932)
- Albert Curtis Clark (Brite, 1859–1937)
- Octavius Clason (Deutscher, 1843–1875)
- Johannes Classen (Deutscher, 1805–1891)
- Heinrich Clementz (Deutscher, 1859–1946)
- Wilhelm Clemm (Deutscher, 1843–1883)
- Karl von Cleß (Deutscher, 1794–1874)
- Carel Gabriel Cobet (Niederländer, 1813–1889)
- Leopold Cohn (Deutscher, 1856–1915)
- Albert Collignon (Franzose, 1843–1923)
- Howard Comfort (US-Amerikaner, 1904–1993)
- Domenico Comparetti (Italiener, 1835–1927)
- John Conington (Brite, 1825–1869)
- Karl Conradt (Deutscher, 1847–1922)
- Max Consbruch (Deutscher, 1866–1927)
- Karl Philipp Conz (Deutscher, 1762–1827)
- Francis Macdonald Cornford (Brite, 1874–1943)
- Francesco Corradini (Italiener, 1820–1888)
- Wilhelm Paul Corssen (Deutscher, 1820–1875)
- Peter Corssen (Deutscher, 1856–1928)
- Wilhelm Paul Corssen (Deutscher, 1820–1875)
- Franz Cramer (Deutscher, 1860–1923)
- John Anthony Cramer (Brite, 1793–1848)
- Friedrich Creuzer (Deutscher, 1771–1858)Georg Friedrich Creuzer

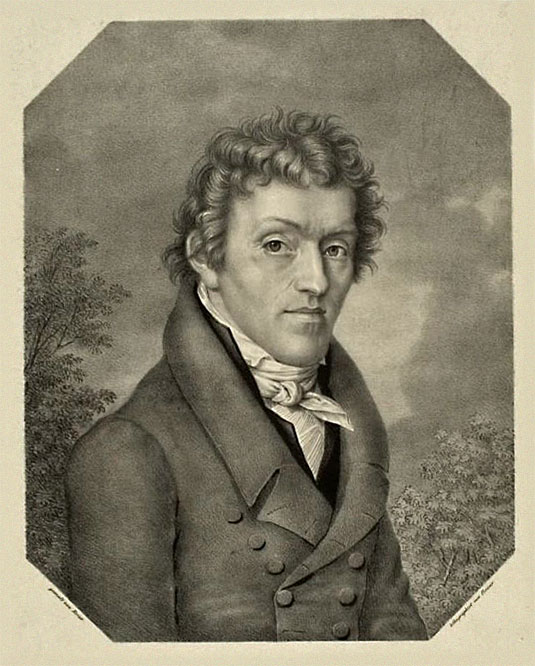
Georg Friedrich Creuzer

- Wilhelm Crönert (Deutscher, 1874–1942)
- Alfred Croiset (Franzose, 1845–1923)
- Howard Crosby (US-Amerikaner, 1826–1891)
- Friedrich Crusius (Deutscher, 1897–1941)
- Gottlob Christian Crusius (Deutscher, 1785–1845)
- Otto Crusius (Deutscher, 1857–1918)
- Franz Cumont (Belgier, 1868–1947)
- Ernst Curtius (Deutscher, 1840–1896)
- Georg Curtius (Deutscher, 1820–1885)

### D
- Rudolf Däbritz (Deutscher, 1880–1945)
- Oskar Dähnhardt (Deutscher, 1870–1915)
- Hellfried Dahlmann (Deutscher, 1905–1988)
- Rudolf Dahms (Deutscher, 1839–1917)
- Rudolf Dahms (Deutscher, 1880–1959)
- Alphonse Dain (Franzose, 1896–1964)
- Amy Marjorie Dale (Britin, 1901–1967)
- Lloyd William Daly (US-Amerikaner, 1910–1989)
- Pieter Helbert Damsté (Niederländer, 1860–1943)
- Olof August Danielsson (Schwede, 1852–1933)
- Charles Victor Daremberg (Franzose, 1817–1872)Charles Victor Daremberg

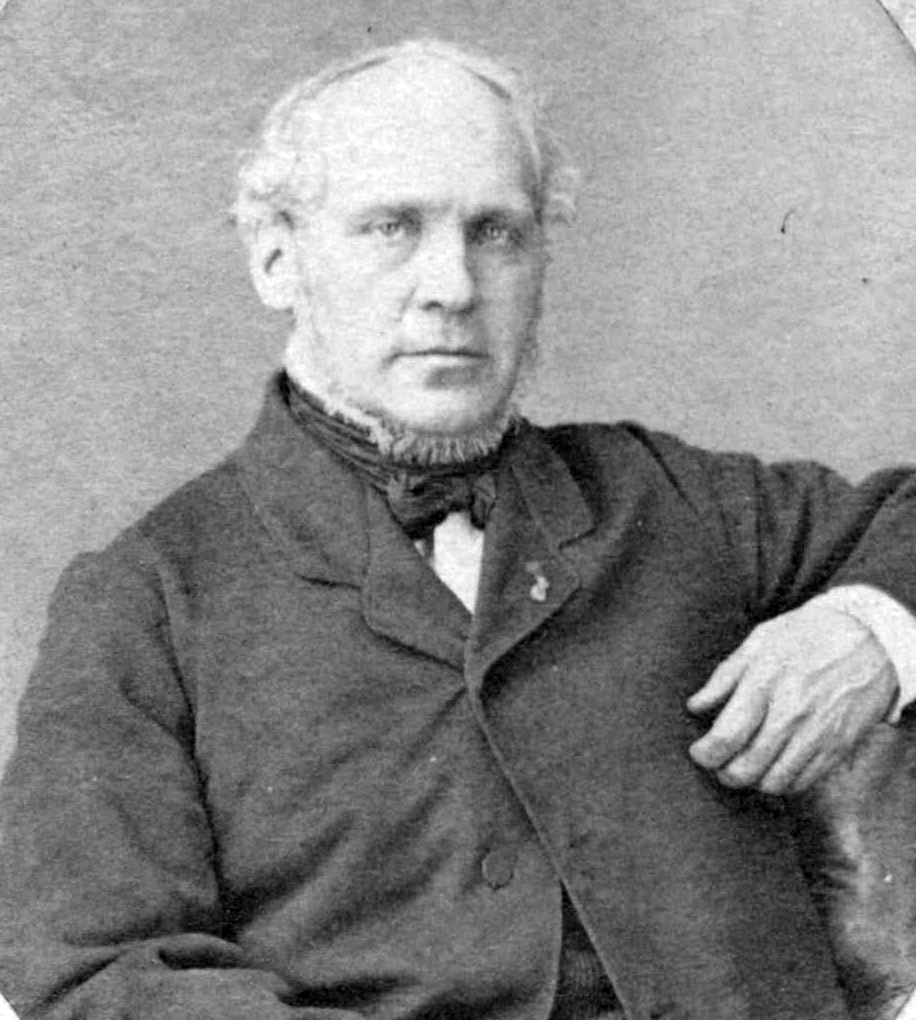
Charles Victor Daremberg

- Georges Daux (Franzose, 1899–1988)
- Albert Debrunner (Schweizer, 1884–1958)
- Michael Deffner (Deutscher, 1848–1934)
- Karl Deichgräber (Deutscher, 1903–1984)
- Marie Delcourt (Belgierin, 1891–1979)
- Nikolaus Delius (Deutscher, 1813–1888)
- Francesco Della Corte (Italiener, 1913–1991)
- Josef Delz (Schweizer, 1922–2005)
- John Dewar Denniston (Brite, 1887–1949)
- Eduardo Luigi De Stefani (Italiener, 1869–1921)
- Carl Heinrich Dettmer (Deutscher, 1811–1879)
- Peter Dettweiler (Deutscher, 1856–1907)
- Ludwig Deubner (Deutscher, 1877–1946)
- Julius Deuschle (Deutscher, 1828–1861)
- Ferdinand Deycks (Deutscher, 1802–1867)
- Augusto Epifânio da Silva Dias (Portugiese, 1841–1916)
- Erich Diehl (Deutscher, ?–1952)
- Ernst Diehl (Deutscher, 1874–1947)
- Hermann Diels (Deutscher, 1848–1922)Hermann Diels

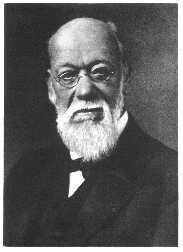
Hermann Diels

- Gottfried Diener (Deutscher, 1907–1987)
- Albrecht Dieterich (Deutscher, 1866–1908)Albrecht Dieterich

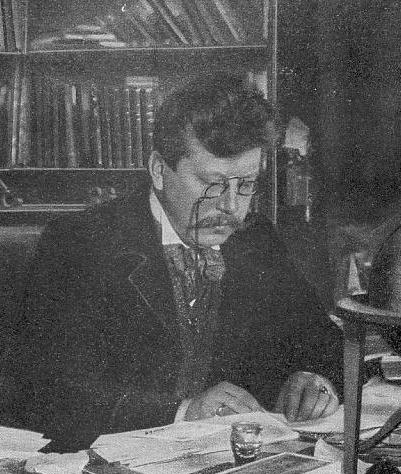
Albrecht Dieterich

- Rudolf Dietsch (Deutscher, 1814–1875)
- Friedrich Reinhold Dietz (Deutscher, 1805–1836)
- Wilhelm Dillenburger (Deutscher, 1810–1882)
- Aubrey Diller (US-Amerikanerin, 1903–1985)
- Hans Diller (Deutscher, 1905–1977)
- Franz Dirlmeier (Deutscher, 1904–1977)
- Julius Karl Friedrich Dilthey (Deutscher, 1797–1857)
- Karl Dilthey (Deutscher, 1839–1907)Karl Dilthey

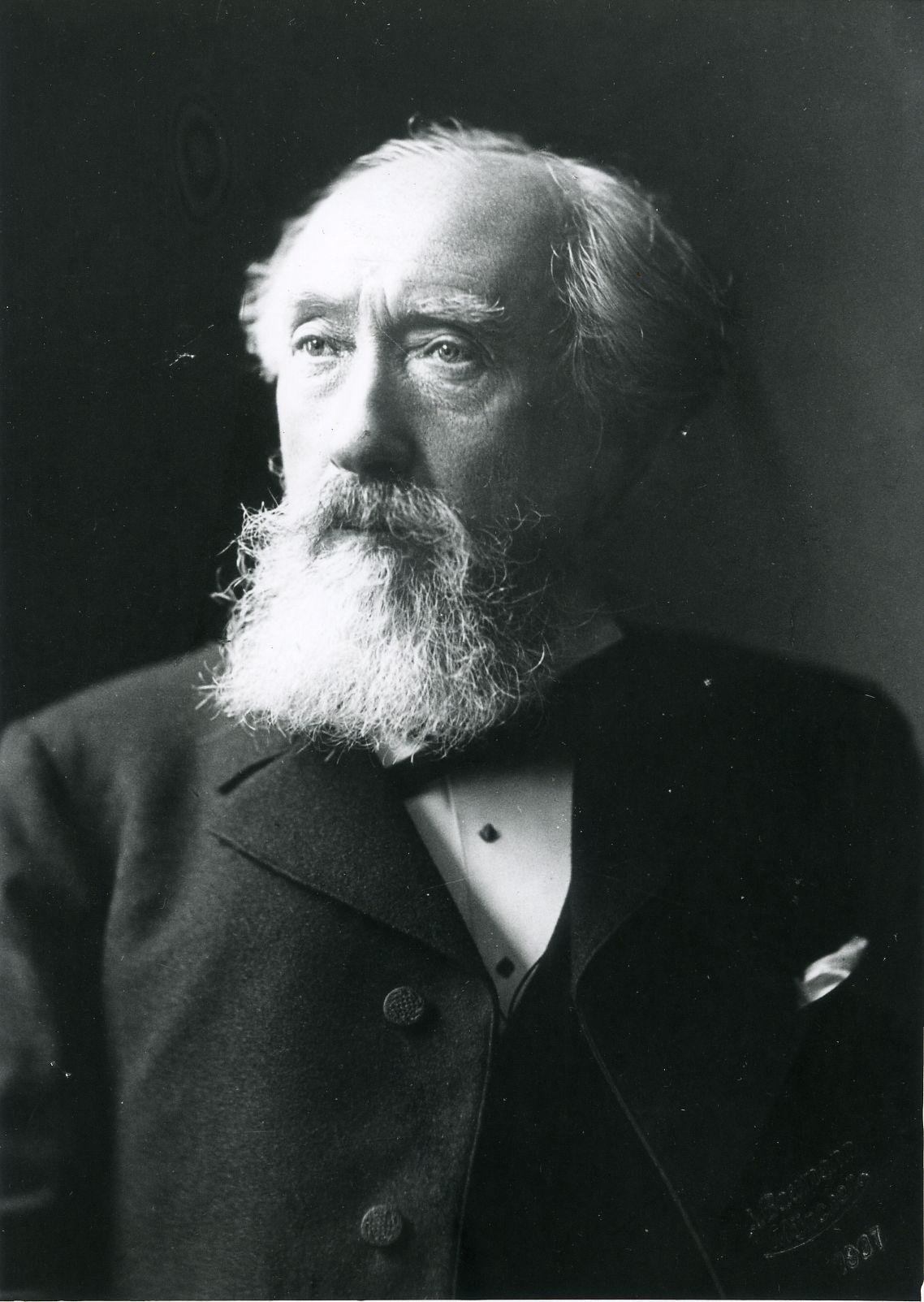
Karl Dilthey

- Margaritis Dimitsas (Grieche, 1830–1903)
- Ludwig Dindorf (Deutscher, 1805–1871)
- Wilhelm Dindorf (Deutscher, 1802–1883)
- Otto Dingeldein (Deutscher, 1861–1951)
- Georg Ludolf Dissen (Deutscher, 1784–1837)
- Wilhelm Dittenberger (Deutscher, 1840–1906)Wilhelm Dittenberger

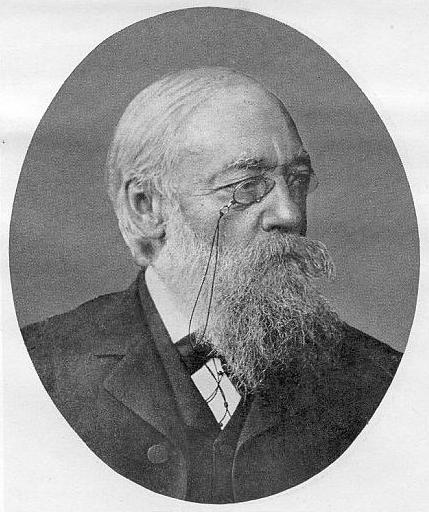
Wilhelm Dittenberger

- Georg Dittmann (Deutscher, 1871–1956)
- Peter Paul Dobree (Brite, 1782–1825)
- Eric Robertson Dodds (Ire, 1893–1979)
- Ludwig von Döderlein (Deutscher, 1791–1863)
- Bruno Doer (Deutscher, 1905–1968)
- Heinrich Dörrie (Deutscher, 1911–1983)
- Paul Dörwald (Deutscher, 1859–1937)
- Martin Luther D’Ooge (US-Amerikaner, 1839–1915)
- Benjamin Leonard D’Ooge (US-Amerikaner, 1860–1940)
- Ernst Dopp (Deutscher, 1858–1929)
- Alfred Paul Dorjahn (US-Amerikaner, 1894–1986)
- Franz Dornseiff (Deutscher, 1888–1960)
- Anders Bjørn Drachmann (Däne, 1860–1935)
- Engelbert Drerup (Deutscher, 1871–1942)Engelbert Drerup

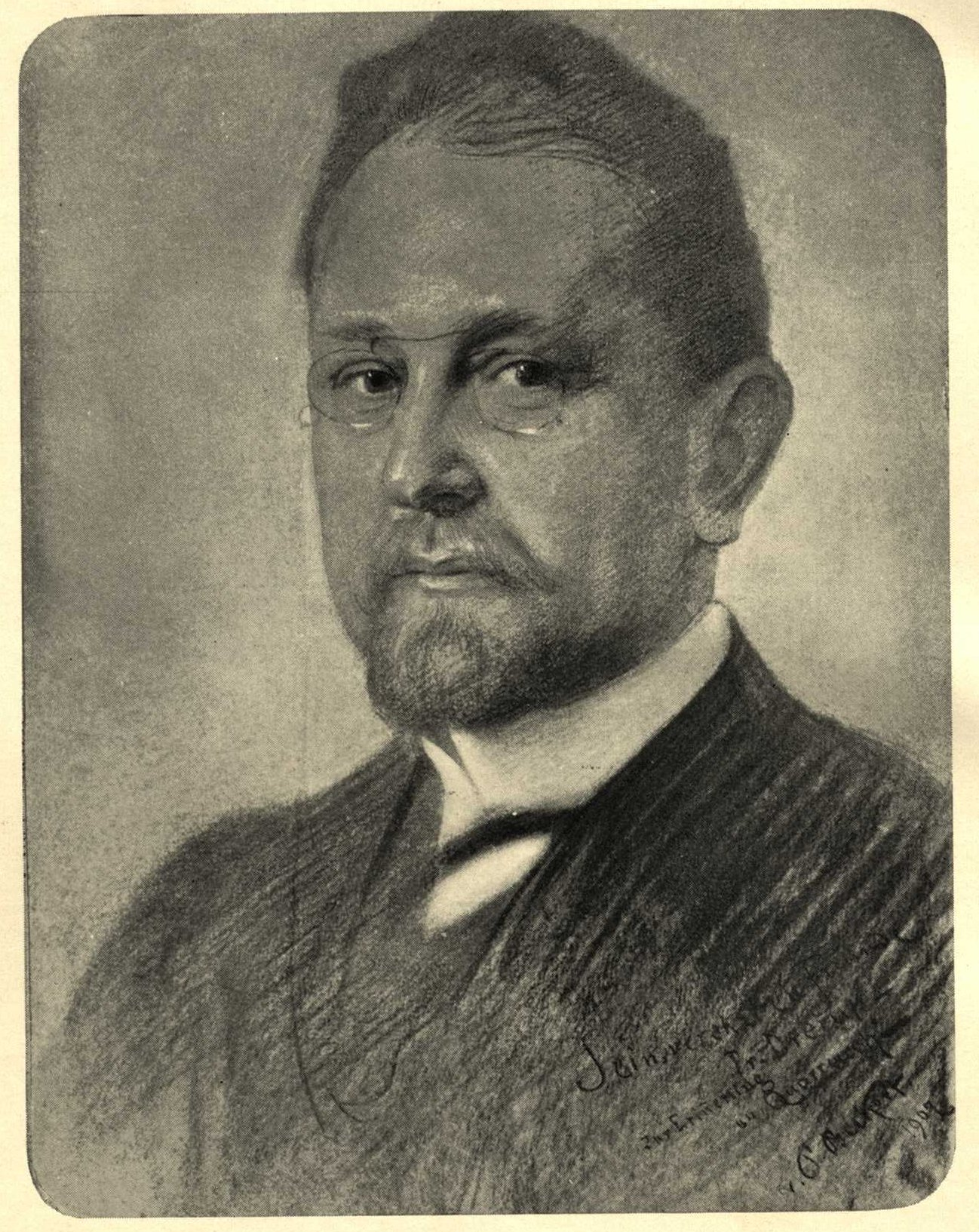
Engelbert Drerup

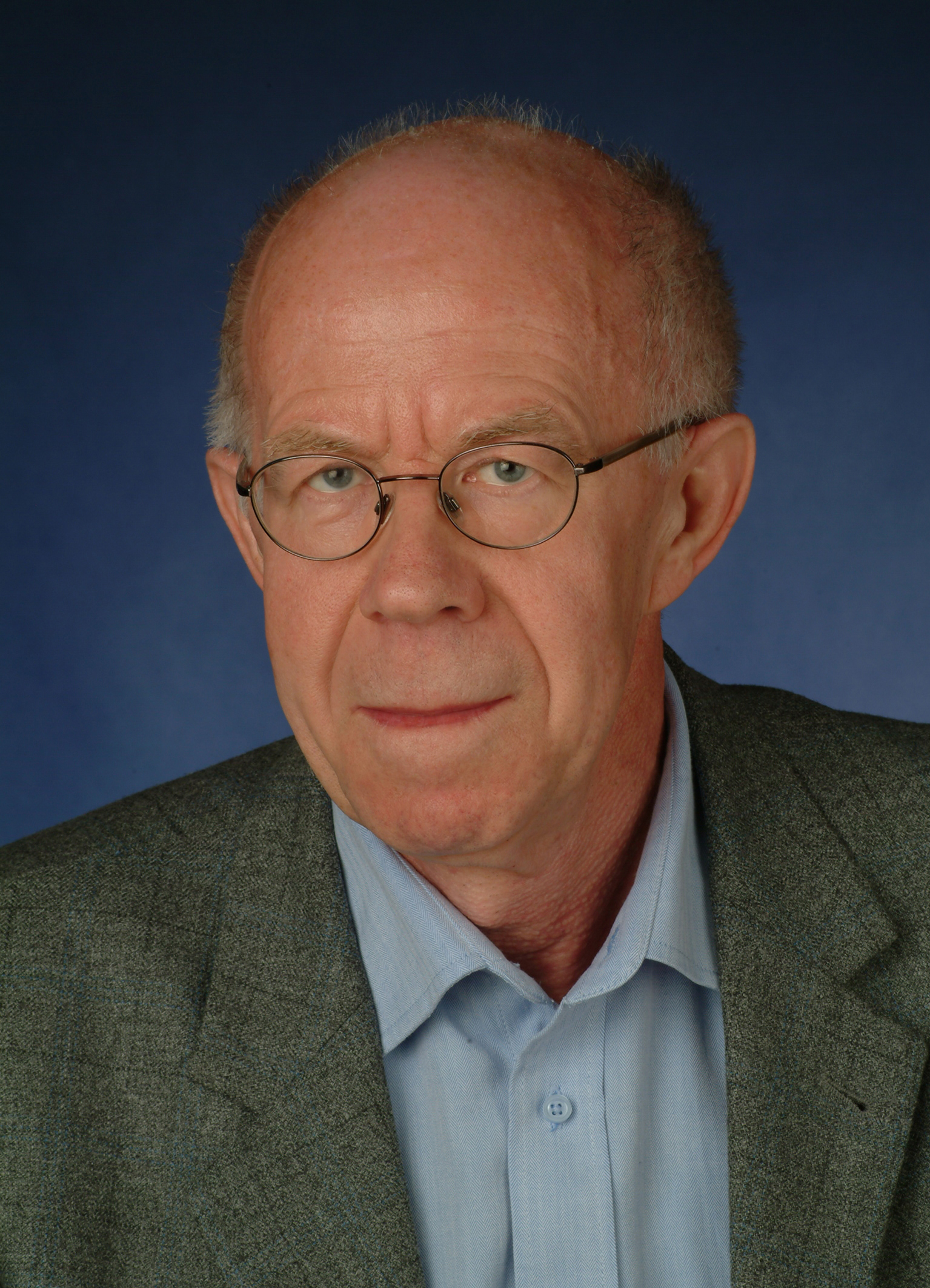
Paul Dräger

- Hans Drexler (Deutscher, 1895–1984)
- Wilhelm Drexler (Deutscher, 1858–1930)
- Henry Drisler (US-Amerikaner, 1818–1897)
- Hendrik Joan Drossaart Lulofs (Niederländer, 1906–1998)
- August Dühr (Deutscher, 1806–1896)
- Georg Ferdinand Dümmler (Deutscher, 1859–1896)
- Heinrich Düntzer (Deutscher, 1813–1901)
- Ingemar Düring (Schwede, 1903–1984)
- Julius Dürr (Deutscher, 1856–1925)
- John Wight Duff (Brite, 1866–1944)
- James Eugene Dunlap (US-Amerikaner, 1889–1983)
- Marcel Durry (Franzose, 1895–1978)
- Karl Dziatzko (Deutscher, 1842–1903)

### E
- Heinrich Ebeling (Deutscher, 1840–nach 1913)
- Ernst Friedrich Eberhard (Deutscher, 1809–1868)
- Walter Eberhardt (Deutscher, 1895–1981)
- Friedrich August Eckstein (Deutscher, 1810–1885)
- Ludwig Edelstein (Deutscher und US-Amerikaner, 1902–1965)
- Franz Egermann (Deutscher, 1905–1989)
- Wilhelm Ehlers (Deutscher, 1908–1988)
- Rudolf Ehwald (Deutscher, 1847–1927)
- Heinrich Karl Eichstädt (Deutscher, 1772–1848)
- Samson Eitrem (Norweger, 1872–1966)Samson Eitrem

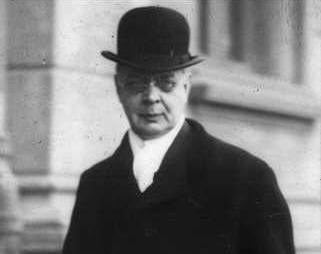
Samson Eitrem

- Ernst Ellendt (Deutscher, 1803–1863)
- Friedrich Ellendt (Deutscher, 1796–1855)
- Robinson Ellis (Brite, 1834–1913)
- Peter Elmsley (Brite, 1773–1825)
- Anton Elter (Deutscher, 1858–1925)
- Adolf Emperius (Deutscher, 1806–1844)
- Franz Joseph Engel (Deutscher, 1867–1922)
- Lorenz Englmann (Deutscher, 1821–1881)
- Hartmut Erbse (Deutscher, 1915–2004)
- Carl Erfurdt (Deutscher, 1780–1813)
- Alfred Ernout (Franzose, 1879–1973)
- Juliette Ernst (Schweizerin, 1900–2001)
- Bernhard Eschenburg (Deutscher, 1843–1931)
- Jakob Escher-Bürkli (Schweizer, 1864–1939)
- Franz Eyssenhardt (Deutscher, 1838–1901)
- Eduard Eyth (Deutscher, 1809–1884)

### F
- Gottfried Fähse (Deutscher, 1764–1831)
- Henry Rushton Fairclough (US-Amerikaner, 1862–1938)
- Charles Favez (Schweizer, 1885–1960)
- Robert Feger (Deutscher, 1918–1987)
- Eugen Fehrle (Deutscher, 1880–1957)
- Josef Feix (Deutscher, 1908–?)
- Curt Fensterbusch (Deutscher, 1888–1978)
- Nicola Festa (Italiener, 1866–1940)
- André-Jean Festugière (Franzose, 1898–1982)
- Joseph Anselm Feuerbach (Deutscher, 1798–1851)
- Karl Fiehn (Deutscher, 1888–1945)
- Christoph Eberhard Finckh (Deutscher, 1802–1869)
- Georg Finsler (Schweizer, 1852–1916)
- Curt Theodor Fischer (Deutscher, 1869–1948)
- Hans Flach (Deutscher, 1845–1895)
- Alfred Fleckeisen (Deutscher, 1820–1899)

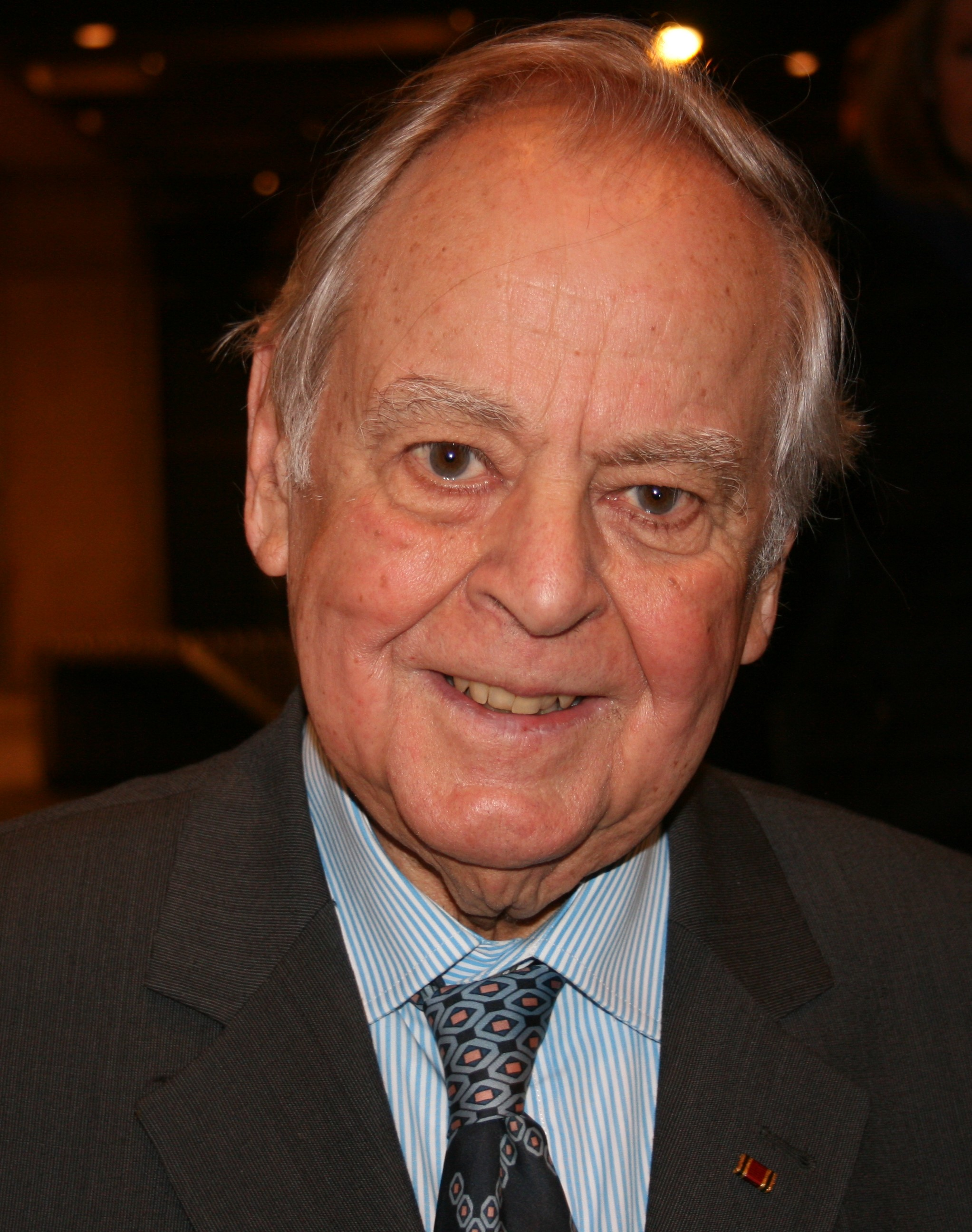
Hellmut Flashar

- Ulrich Fleischer (Deutscher, 1910–1978)
- Alois Flir (Österreicher, 1805–1859)
- Helmut Flume (Deutscher, 1905–1999)
- Friedrich Focke (Deutscher, 1890–1970)
- Richard Foerster (Deutscher, 1843–1922)Richard Foerster

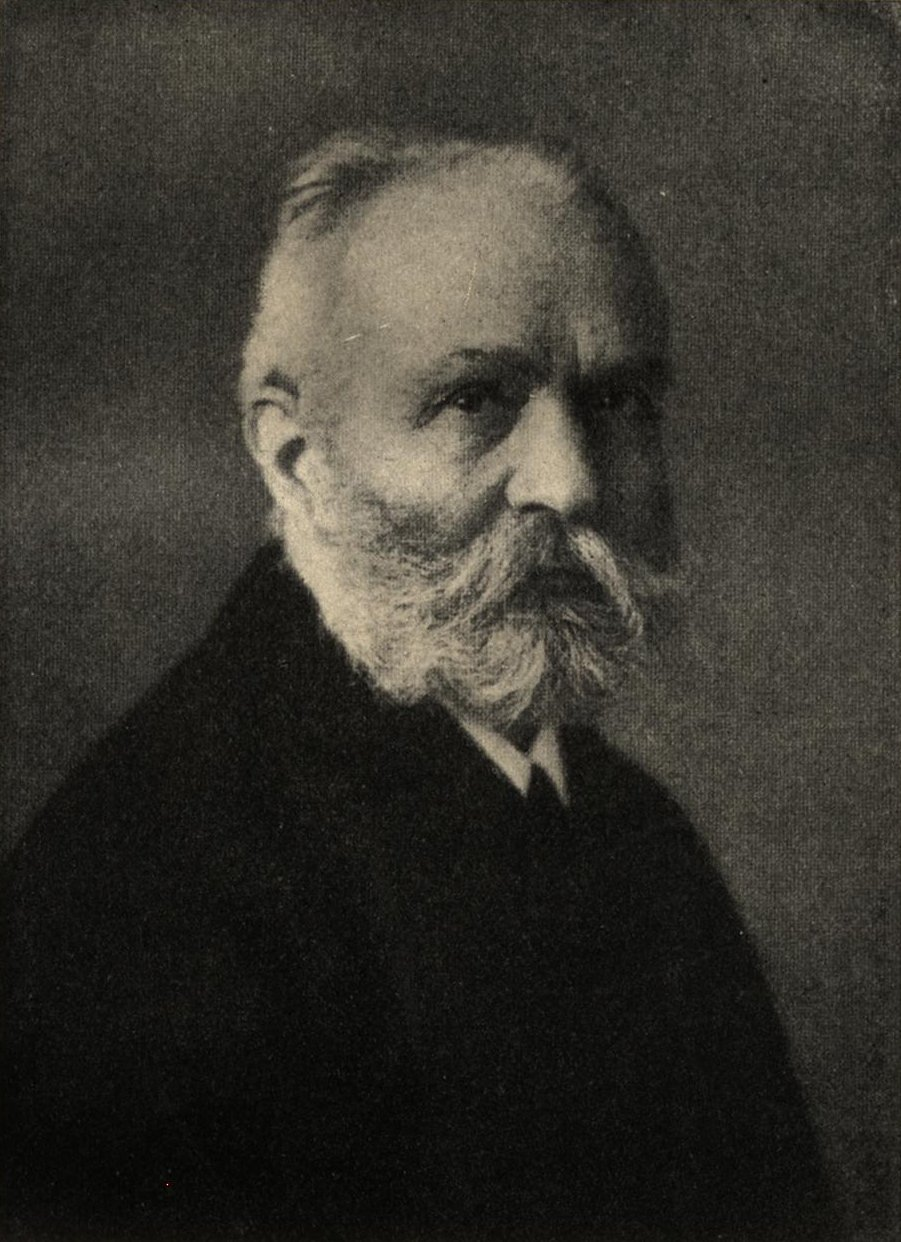
Richard Foerster

- Joseph Eddy Fontenrose (US-Amerikaner, 1903–1986)
- Albert Forbiger (Deutscher, 1798–1878)
- Peter Wilhelm Forchhammer (Deutscher, 1801–1894)
- Benjamin Oliver Foster (US-Amerikaner, 1872–1938)
- Herbert Baldwin Foster (US-Amerikaner, 1874–1906)
- Paul Foucart (Franzose, 1836–1926)
- Harold North Fowler (US-Amerikaner, 1859–1955)
- Eduard Fraenkel (Deutscher, 1888–1970)
- Hermann Fränkel (Deutscher, 1888–1977)
- Max Fränkel (Deutscher, 1846–1903)
- Johann Valentin Francke (Deutscher, 1792–?)
- Joseph Freiherr von und zu Franckenstein (Österreicher, 1910–1963)
- Tenney Frank (US-Amerikaner, 1876–1939)
- Richard Franke (Deutscher, 1832–1905)
- Johannes Franz (Deutscher, 1804–1851)
- Marie-Louise von Franz (1915–1998)
- Georg Fraustadt (Deutscher, 1885–1968)
- Carl Fredrich (Deutscher, 1871–1930)
- Wilhelm Freund (Deutscher, 1806–1894)
- Ludwig Friedländer (Deutscher, 1824–1909)Ludwig Friedländer

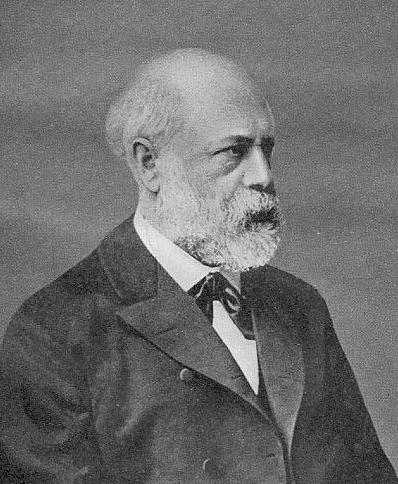
Ludwig Friedländer

- Paul Friedländer (Deutscher, 1882–1968)
- Wolf-Hartmut Friedrich (Deutscher, 1907–2000)
- Wilhelm Fries (Deutscher, 1845–1928)
- Kurt von Fritz (Deutscher, 1900–1985)
- Adolf Theodor Hermann Fritzsche (Deutscher, 1818–1878)
- Franz Volkmar Fritzsche (Deutscher, 1806–1887)
- Hermann Frohberger (Deutscher, 1836–1874)
- Johann Froitzheim (Deutscher, 1847–1909)
- Karl Heinrich Frotscher (Deutscher, 1796–1876)
- August Fuchs (Deutscher, 1818–1847)
- Harald Fuchs (Deutscher, 1900–1985)
- Karl Fuhr (Deutscher, 1853–1917)
- Gino Funaioli (Italiener, 1878–1958)
- Wilhelm Furtwängler (Deutscher, 1809–1875)

### G
- Emil Gaar (Österreicher, 1883–1953)
- Alexander Gaheis (Österreicher, 1869–1942)
- Richard Gaede (Deutscher, 1857–1933)
- Félix Gaffiot (Franzose, 1870–1937)
- Thomas Gaisford (Brite, 1779–1855)Thomas Gaisford

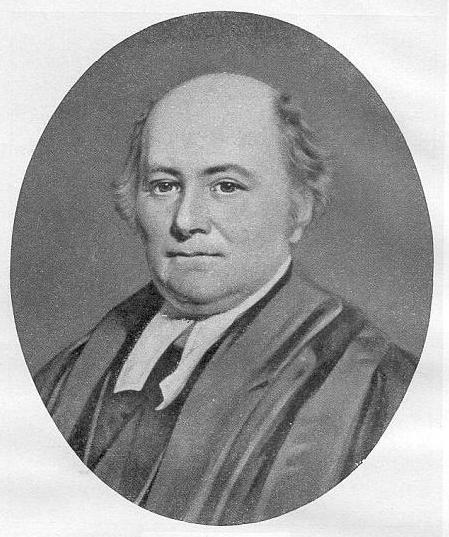
Thomas Gaisford

- Stephen Gaselee (Brite, 1882–1943)
- Viktor Gebhard (Deutscher, 1896–1957)
- Heinrich Christian Friedrich Gebhardt (Deutscher, 1798–1868)
- Johannes Geffcken (Deutscher, 1861–1935)
- August Geffers (Deutscher, 1805–1863)
- Curt August Gehlert (Deutscher, 1842–1899)
- Friedrich Geiger (Deutscher, 1890–1914)
- Hans von Geisau (Deutscher, 1889–1972)
- Heinrich Gelzer (Deutscher, 1847–1906)
- Albert Gemoll (Deutscher, 1847–nach 1922)
- Wilhelm Gemoll (Deutscher, 1850–1934)
- Paul Gensel (Deutscher, 1870–1936)
- Hermann Genthe (Deutscher, 1838–1886)
- Heinrich Georges (Deutscher, 1852–1921)
- Karl Ernst Georges (Deutscher, 1806–1895)Karl Ernst Georges

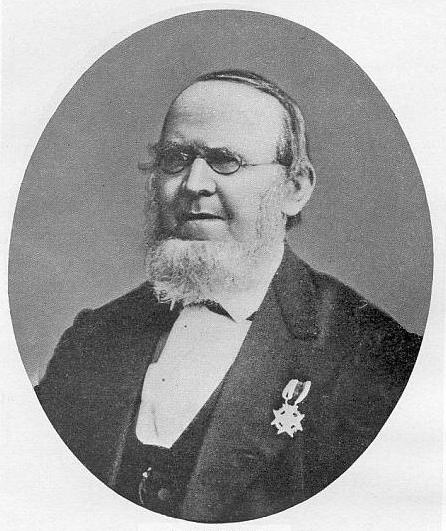
Karl Ernst Georges

- Heinrich Georgii (Deutscher, 1842–1926)
- Carl Eduard Geppert (Deutscher, 1811–1881)
- Alfred Gercke (Deutscher, 1860–1922)
- Gustav Adolf Gerhard (Deutscher, 1878–1918)
- Eduard Gerhard (Deutscher, 1795–1867)
- Franz Dorotheus Gerlach (Deutscher, 1793–1876)
- Louis-Jules Gernet (Franzose, 1882–1962)
- Hans Gerstinger (Österreicher, 1885–1971)
- Bernhard Gerth (Deutscher, 1844–1911)
- Karl Gerth (Deutscher, 1889–1973)
- Olof Gigon (Schweizer, 1912–1998)
- Basil Lanneau Gildersleeve (US-Amerikaner, 1831–1924)Basil Lanneau Gildersleeve

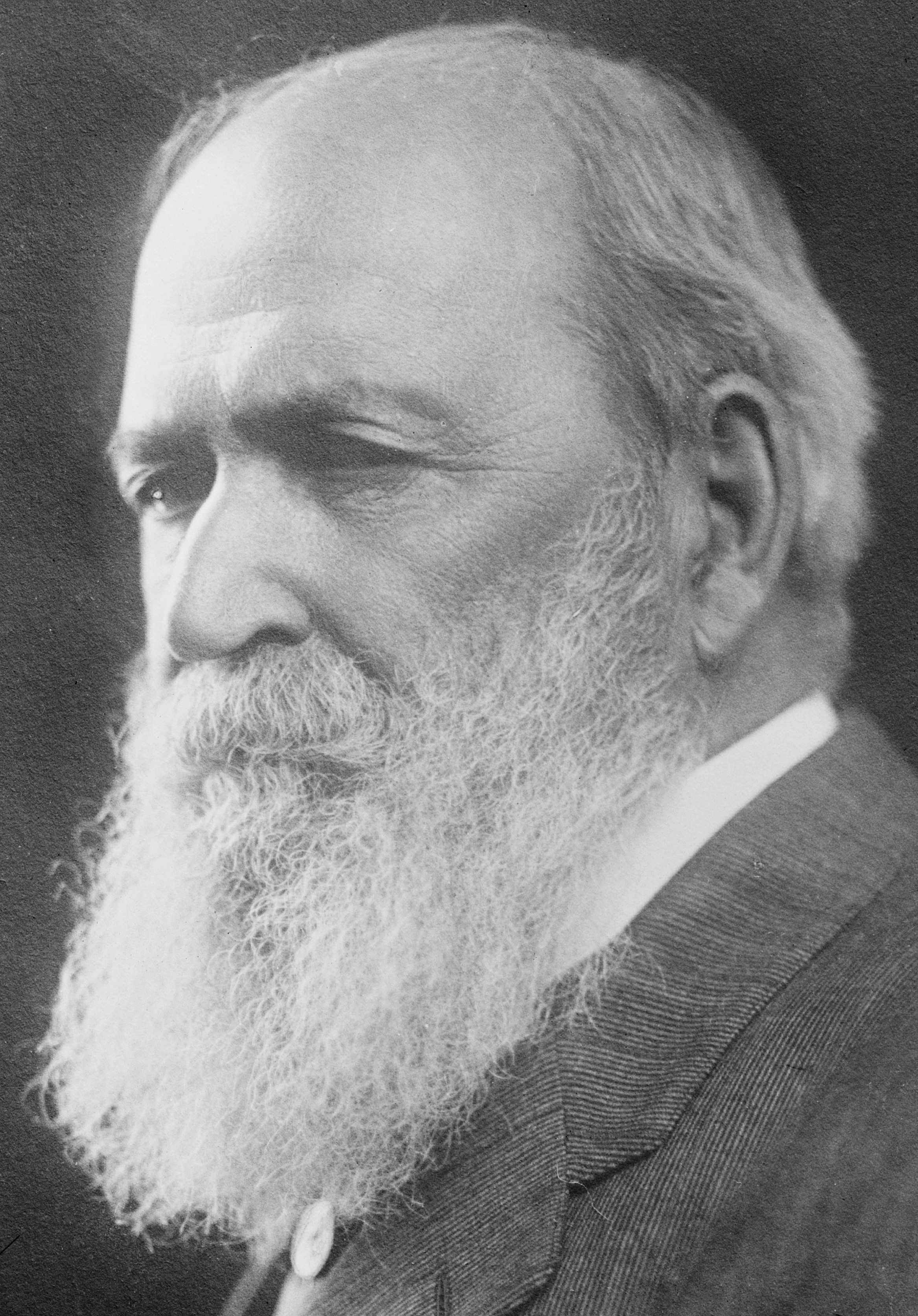
Basil Lanneau Gildersleeve

- James Frank Gilliam (US-Amerikaner, 1915–1990)
- Jules Girard (Franzose, 1825–1902)
- Friedrich Gisinger (Deutscher, 1888–1964)
- Heinrich Giske (Deutscher, 1853–1915)
- Michael Gitlbauer (Österreicher, 1847–1903)
- Konrad Glaser (Deutscher, 1903–1943)
- Stephan Glöckner (Deutscher, 1875–1948)
- Terrot R. Glover (Brite, 1869–1943)
- Anton Goebel (Deutscher, 1824–1898)
- Eduard Goebel (Deutscher, 1831–1904)

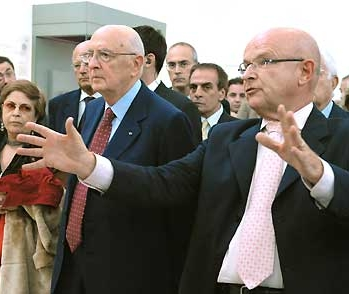
Giorgio Napolitano mit Louis Godart

- Willi Göber (Deutscher, 1899–1961)
- Wilhelm Götte (Deutscher, 1807–1839)
- Karl Wilhelm Göttling (Deutscher, 1793–1869)
- Georg Goetz (Deutscher, 1849–1932)
- Alois Goldbacher (Österreicher, 1837–1924)
- Josef Golling (Österreicher, 1848–1916)
- Arnold Wycombe Gomme (Brite, 1886–1959)
- Theodor Gomperz (Österreicher, 1832–1912)Theodor Gomperz

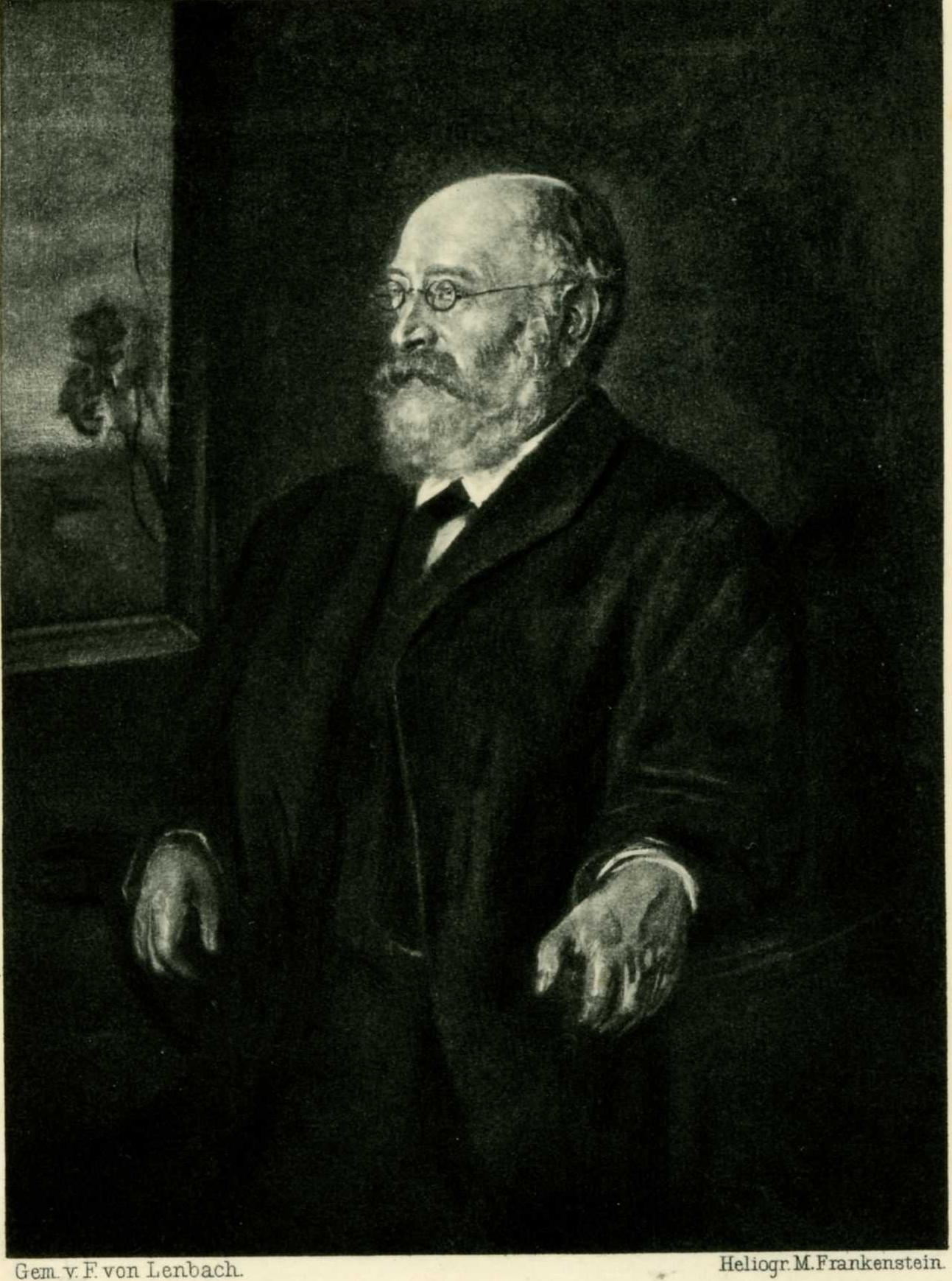
Theodor Gomperz

- Francisco da Luz Rebelo Gonçalves (Portugiese, 1907–1982)
- Thomas Dwight Goodell (US-Amerikaner, 1854–1920)
- William Watson Goodwin (US-Amerikaner, 1831–1912)William Watson Goodwin

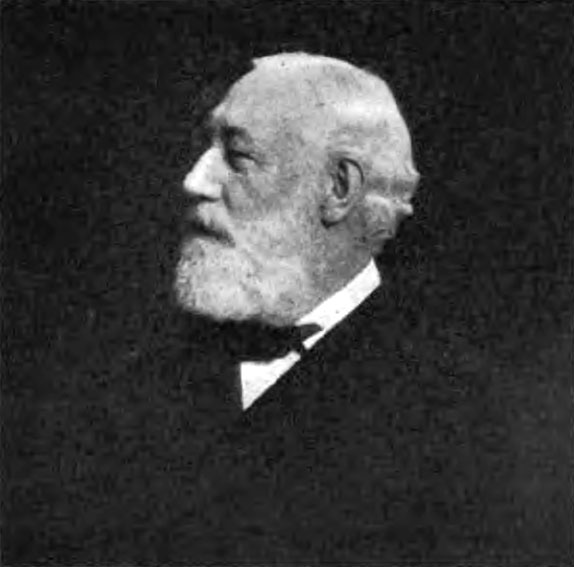
William Watson Goodwin

- Arthur Ernest Gordon (US-Amerikaner, 1902–1989)
- Alois Gotsmich (Deutscher, 1895–1974)
- Friedrich August Gotthold (Deutscher, 1778–1858)
- Albert Friedrich Gottschick (Deutscher, 1807–1871)
- Antonie van Goudoever (Niederländer, 1785–1857)
- Andrew Sydenham Farrar Gow (Brite, 1886–1978)
- Hans Graeven (Deutscher, 1866–1905)
- Paul Graffunder (Deutscher, 1852–1914)
- Michael Grant (Brite, 1914–2004)
- Bernhard Graser (Deutscher, 1841–1909)
- Heinrich Wilhelm Grauert (Deutscher, 1804–1852)
- Charles Graux (Franzose, 1852–1882)
- William Chase Greene (US-Amerikaner, 1890–1978)
- Pierre Grimal (Franzose, 1912–1996)
- Gottfried Ernst Groddeck (Deutscher, 1762–1825)
- Christoph Gottlieb Groskurd (Deutscher, 1770–1834)
- Friedrich August Grotefend (Deutscher, 1798–1836)
- Ernst Grumach (Deutscher, 1902–1967)
- Otto Gruppe (Deutscher, 1851–1921)
- Otto Friedrich Gruppe (Deutscher, 1804–1876)
- Karl Josef Grysar (Deutscher, 1801–1856)
- Alfred Gudeman (Deutscher, 1862–1942)
- Albert Güldenpenning (Deutscher, 1854–1896)
- Rudolf Güngerich (Deutscher, 1900–1975)
- Carl Eduard Güthling (Deutscher, 1824–1896)
- Otto Güthling (Deutscher, 1853–1931)
- Charles Burton Gulick (US-Amerikaner, 1868–1962)
- Hans Georg Gundel (Deutscher, 1912–1999)
- Wilhelm Gundel (Deutscher, 1880–1945)
- Gotthold Gundermann (Deutscher, 1856–1921)
- Hermann Gundert (Deutscher, 1909–1974)
- William Keith Chambers Guthrie (Brite, 1906–1981)
- Hans Gutzwiller (Schweizer, 1913–1988)

### H
- Erich Haag (Deutscher, 1901–1981)
- Adolf Haakh (Deutscher, 1815–1881)
- Hans Haas (Deutscher, 1889–1957)
- Johann Gottfried Haas (Deutscher, 1737–1815)
- Friedrich Haase (Deutscher, 1808–1867)
- Reginald Hackforth (Brite, 1887–1957)
- Moses Hadas (US-Amerikaner, 1900–1966)
- Albin Haebler (Deutscher, 1850–1897)
- Adolf Häckermann (Deutscher, 1819–1891)
- Natalie Häpke (Deutsche, 1871–1923)
- Berthold Häsler (Deutscher, 1909–1982)
- James Hadley (US-Amerikaner, 1821–1872)
- Heinz Haffter (Schweizer, 1905–1998)
- William Gardner Hale (US-Amerikaner, 1849–1928)
- Karl Felix Halm (Deutscher, 1809–1882)
- Edith Hamilton (Deutsch-US-Amerikanerin, 1867–1963)Edith Hamilton

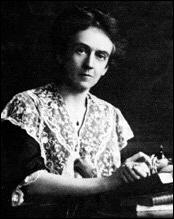
Edith Hamilton

- Mason Hammond (US-Amerikaner, 1903–2002)
- Ferdinand Gotthelf Hand (Deutscher, 1786–1851)
- Rudolf Hanslik (Österreicher, 1907–1982)
- Richard Harder (Deutscher, 1896–1957)
- Colin Graham Hardie (Brite, 1906–1998)

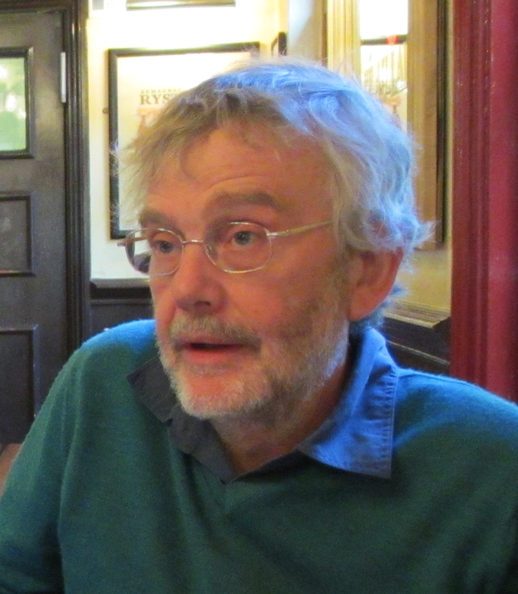
Philip Hardie

- William Francis Ross Hardie (Brite, 1902–1990)
- William Ross Hardie (Brite, 1862–1916)
- Albert Harkness (US-Amerikaner, 1822–1907)
- Albert Granger Harkness (US-Amerikaner, 1856–1923)
- Gottlieb Christoph Harleß (Deutscher, 1738–1815)
- Jane Ellen Harrison (Britin, 1850–1928)Jane Ellen Harrison

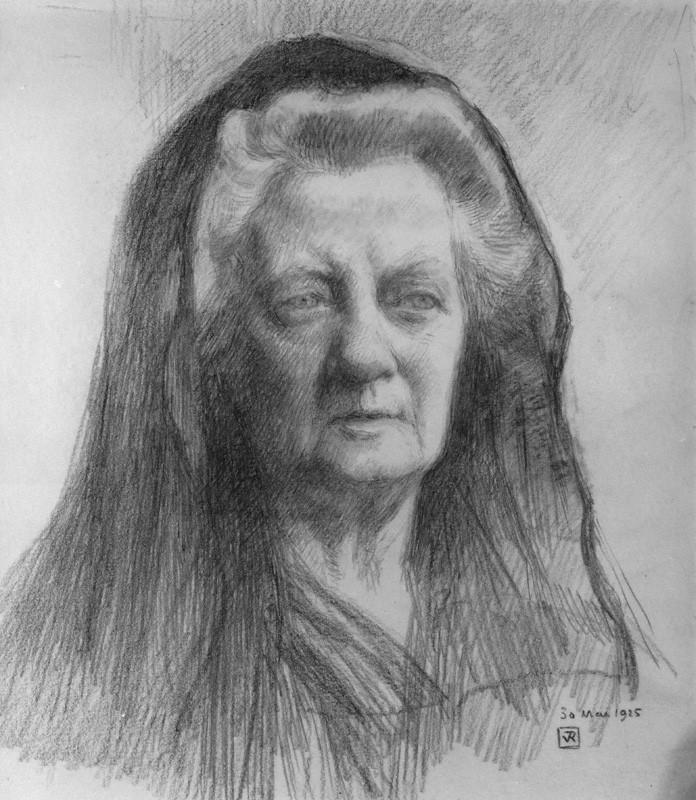
Jane Ellen Harrison

- Wilhelm von Hartel (Österreicher, 1839–1907)
- Werner Hartke (Deutscher, 1907–1993)
- Wilhelm Hartke (Deutscher, 1879–1966)
- Jacobus Johannes Hartman (Niederländer, 1851–1924)
- Johann Adam Hartung (Deutscher, 1801–1867)
- Karl Benedikt Hase (Deutscher und Franzose, 1780–1864)
- Heinrich Hase (Deutscher, 1789–1842)
- Edmund Hauler (Österreicher, 1859–1941)
- Johann Hauler (Österreicher, 1829–1888)
- Moriz Haupt (Deutscher, 1808–1874)Moriz Haupt

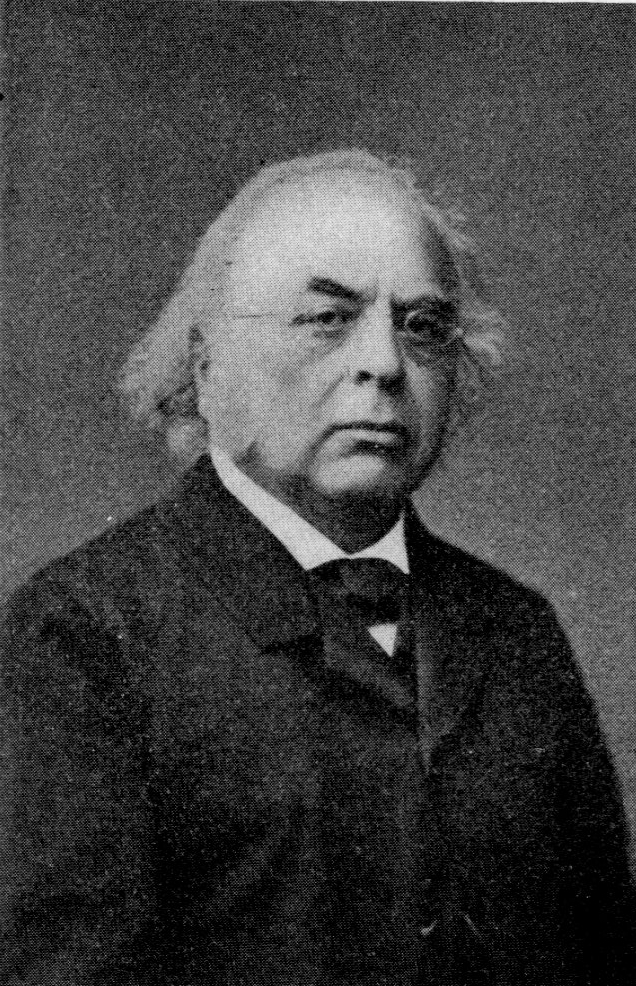
Moriz Haupt

- August Hausrath (Deutscher, 1865–1944)
- Ernst Hautsch (Deutscher, 1883–1959)
- Eric A. Havelock (Deutscher, 1903–1988)
- Michael Hayduck (Deutscher, 1838–1909)
- Walter Headlam (Brite, 1866–1908)
- Thomas Heath (Brite, 1861–1940)
- Josef Heckenbach (Deutscher, 1887–nach 1914)
- Edmund Hedicke (Deutscher, 1840–nach 1912)
- Joseph Heeg (Deutscher, 1881–1916)
- Ferdinand Heerdegen (Deutscher, 1845–1930)
- Johan Ludvig Heiberg (Däne, 1854–1928)Johan Ludvig Heiberg

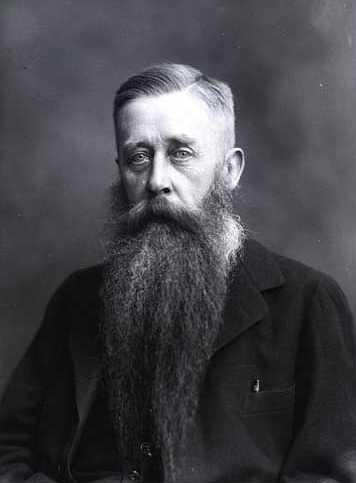
Johan Ludvig Heiberg

- Stephan Heibges (Deutscher, 1888–1938)
- Karl Gustav Heiland (Deutscher, 1817–1868)
- Friedrich Heimsoeth (Deutscher, 1814–1877)
- Ludwig Friedrich Heindorf (Deutscher, 1774–1816)
- Isaak Heinemann (Deutscher, 1876–1957)
- Felix Heinimann (Schweizer, 1915–2006)
- Friedrich Adolf Heinichen (Deutscher, 1805–1877)
- Karl Friedrich Heinrich (Deutscher, 1774–1838)
- Hellmuth Heinze (Deutscher, 1892–1979)
- Richard Heinze (Deutscher, 1867–1929)
- Bernhard Heisterbergk (Deutscher, 1841–1898)
- Emil Heitz (Deutscher, 1825–1890)
- Johann Christoph Held (Deutscher, 1791–1873)
- John Lewis Heller (US-Amerikaner, 1906–1988)
- Ludwig Heller (Deutscher, 1775–1826)
- Fritz Hellmann (Deutscher, 1908–1945)
- Rudolf Helm (Deutscher, 1872–1966)
- Georg Helmreich (Deutscher, 1849–1921)
- George Lincoln Hendrickson (US-Amerikaner, 1865–1963)
- Otto Hense (Deutscher, 1845–1931)
- Hugo Hepding (Deutscher, 1878–1959)
- Wilhelm Heraeus (Deutscher, 1860–1948)
- Rudolf Hercher (Deutscher, 1821–1878)
- Emil Herkenrath (Deutscher, 1878–1945)
- Eduard Hermann (Deutscher, 1869–1950)
- Gottfried Hermann (Deutscher, 1772–1848)Gottfried Hermann

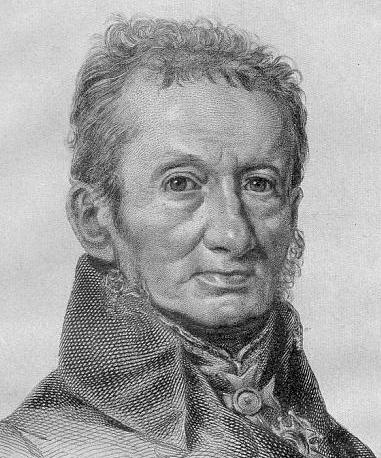
Gottfried Hermann

- Karl Friedrich Hermann (Deutscher, 1804–1855)
- Hans Herter (Deutscher, 1899–1984)
- Martin Hertz (Deutscher, 1818–1895)
- Henrik van Herwerden (Niederländer, 1831–1910)
- Christian Gottlob Herzog (Deutscher, 1789–1868)
- Ernst von Herzog (Deutscher, 1834–1911)
- Rudolf Herzog (Deutscher, 1871–1953)
- Gertrud Herzog-Hauser (Österreicherin, 1894–1953)
- Dirk Christiaan Hesseling (Niederländer, 1859–1941)
- Alfred Heubeck (Deutscher, 1914–1987)
- Heinz Heubner (Deutscher, 1908–1995)
- Jacques Heurgon (Franzose, 1903–1995)
- Johann Adolf Karl van Heusde (Niederländer, 1812–1878)
- Philipp Wilhelm van Heusde (Niederländer, 1778–1839)
- Oskar Hey (Deutscher, 1866–1943)
- Albert Heydemann (Deutscher, 1808–1877)
- Gustav Heylbut (Deutscher, 1852–1914)
- Christian Gottlob Heyne (Deutscher, 1729–1812)
- Karl Wilhelm Ludwig Heyse (Deutscher, 1797–1855)
- Theodor Heyse (Deutscher, 1803–1884)
- Gilbert Highet (Brite und US-Amerikaner, 1906–1978)
- Isidor Hilberg (Österreicher, 1852–1919)
- Eduard Hiller (Deutscher, 1844–1891)
- Otto Hiltbrunner (Schweizer, 1913–2017)
- Hugo Hinck (Deutscher, 1840–1876)
- Karl Hirzel (Deutscher, 1808–1874)
- Rudolf Hirzel (Deutscher, 1846–1917)
- Hermann Hitzig (Schweizer, 1843–1918)
- Richard Hoche (Deutscher, 1834–1906)
- Franz Hocheder (Deutscher, 1783–1844)
- Franz Hochegger (Österreicher, 1815–1875)
- Karl Hoeck (Deutscher, 1794–1877)
- Otto Höfer (Deutscher, 1861–1919)
- Ulrich Hoefer (Deutscher, 1861–1932)
- Carsten Høeg (Däne, 1896–1961)
- Cornelius Hölk (Deutscher, 1869–1944)
- Uvo Hölscher (Deutscher, 1914–1996)
- Wilhelm Hoerschelmann (Deutscher, 1849–1895)
- Julius Höxter (Deutscher, 1873–1944)
- Emanuel Hoffmann (Österreicher, 1825–1900)
- Julius Hoffmann (Deutscher, 1812–1869)
- Karl Hoffmeister (Deutscher, 1796–1844)
- Johann Baptist Hofmann (Deutscher, 1886–1954)
- Hubert Ashton Holden (Brite, 1822–1896)
- Hugo Holstein (Deutscher, 1834–1904)
- Carl von Holzinger (Österreicher, 1849–1935)
- Friedrich Holzweissig (Deutscher, 1846–1922)
- Helene Homeyer (Deutsche, 1898–1996)
- Hildebrecht Hommel (Deutscher, 1899–1996)
- Theodor Hopfner (Österreicher, 1886–1946)
- Karl Hoppe (Deutscher, 1868–1946)
- August Horneffer (Deutscher, 1875–1955)
- Reinhard Moritz Horstig (Deutscher, 1814–1865)
- Carl Hosius (Deutscher, 1866–1937)Carl Hosius
- A. E. Housman (Brite, 1859–1936)

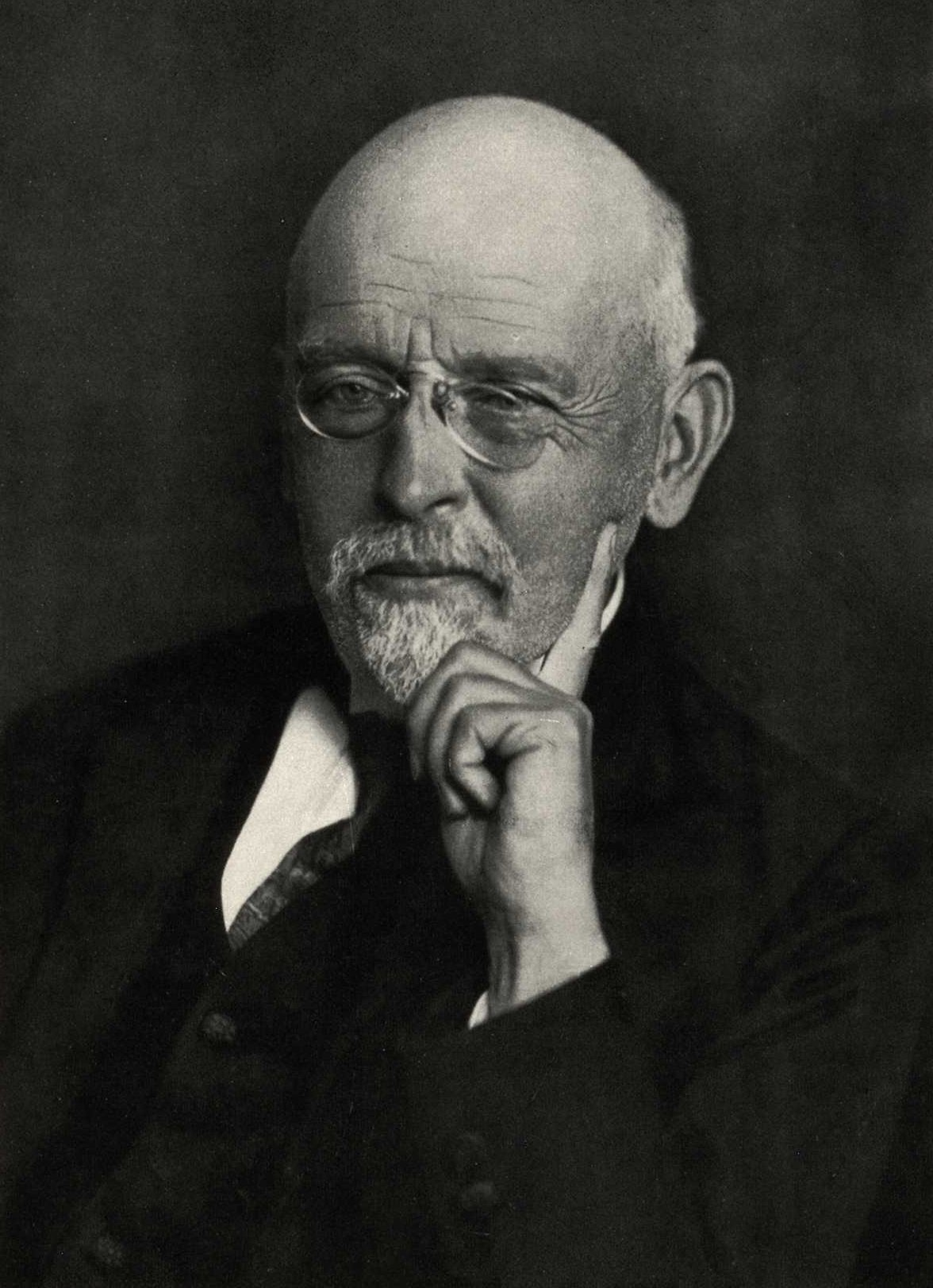
Carl Hosius

- Ernst Howald (Schweizer, 1887–1967)
- Albert Andrew Howard (US-Amerikaner, 1858–1925)
- Karl Hude (Däne, 1860–1936)
- Emil Hübner (Deutscher, 1834–1901)
- Arnold Hug (Schweizer, 1832–1895)
- Friedrich Hultsch (Deutscher, 183–1906)
- Wilhelm von Humboldt (Deutscher, 1767–1835)Wilhelm von Humboldt

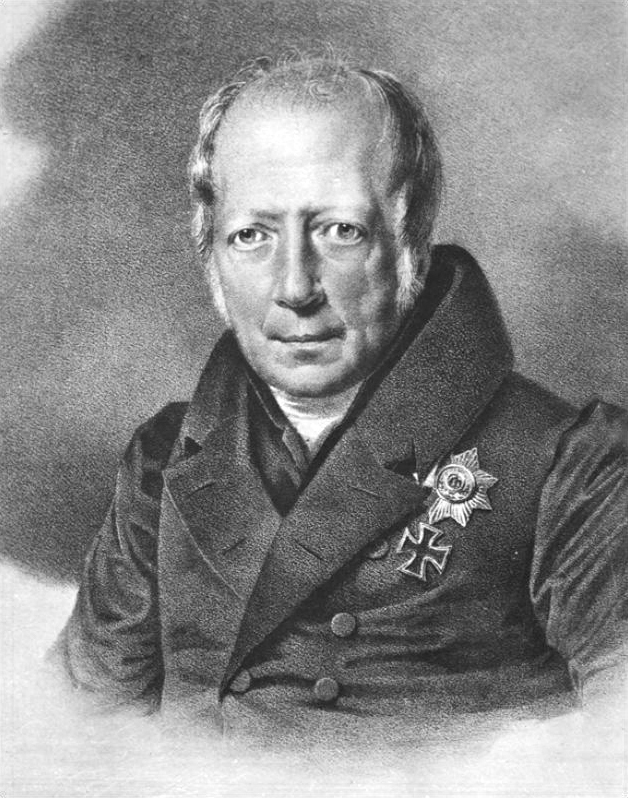
Wilhelm von Humboldt

- Milton W. Humphreys (US-Amerikaner, 1844–1928)
- Immanuel Gottlieb Huschke (Deutscher, 1761–1828)
- Philipp Eduard Huschke (Deutscher, 1801–1886)

### I
- Gred Ibscher (Deutsche, 1906–1996)
- Julius Ludwig Ideler (Deutscher, 1809–1842)
- Max Ihm (Deutscher, 1863–1909)
- Wilhelm Ihne (Deutscher, 1821–1902)
- Johannes Ilberg (Deutscher, 1860–1930)
- Otto Immisch (Deutscher, 1862–1936)
- Endre von Ivánka (Ungar, 1902–1974)

### J
- Günther Jachmann (Deutscher, 1887–1979)
- Henry Jackson (Brite, 1839–1921)
- Johann Friedrich Jacob (Deutscher, 1792–1854)
- Walter Jacob (Deutscher, 1910 – nach 1942)
- Friedrich Jacobs (Deutscher, 1764–1847)
- Felix Jacoby (Deutscher, 1876–1959)
- Karl Jacoby (Deutscher, 1849–1939)
- Werner Jaeger (Deutscher, 1888–1961)Werner Jaeger

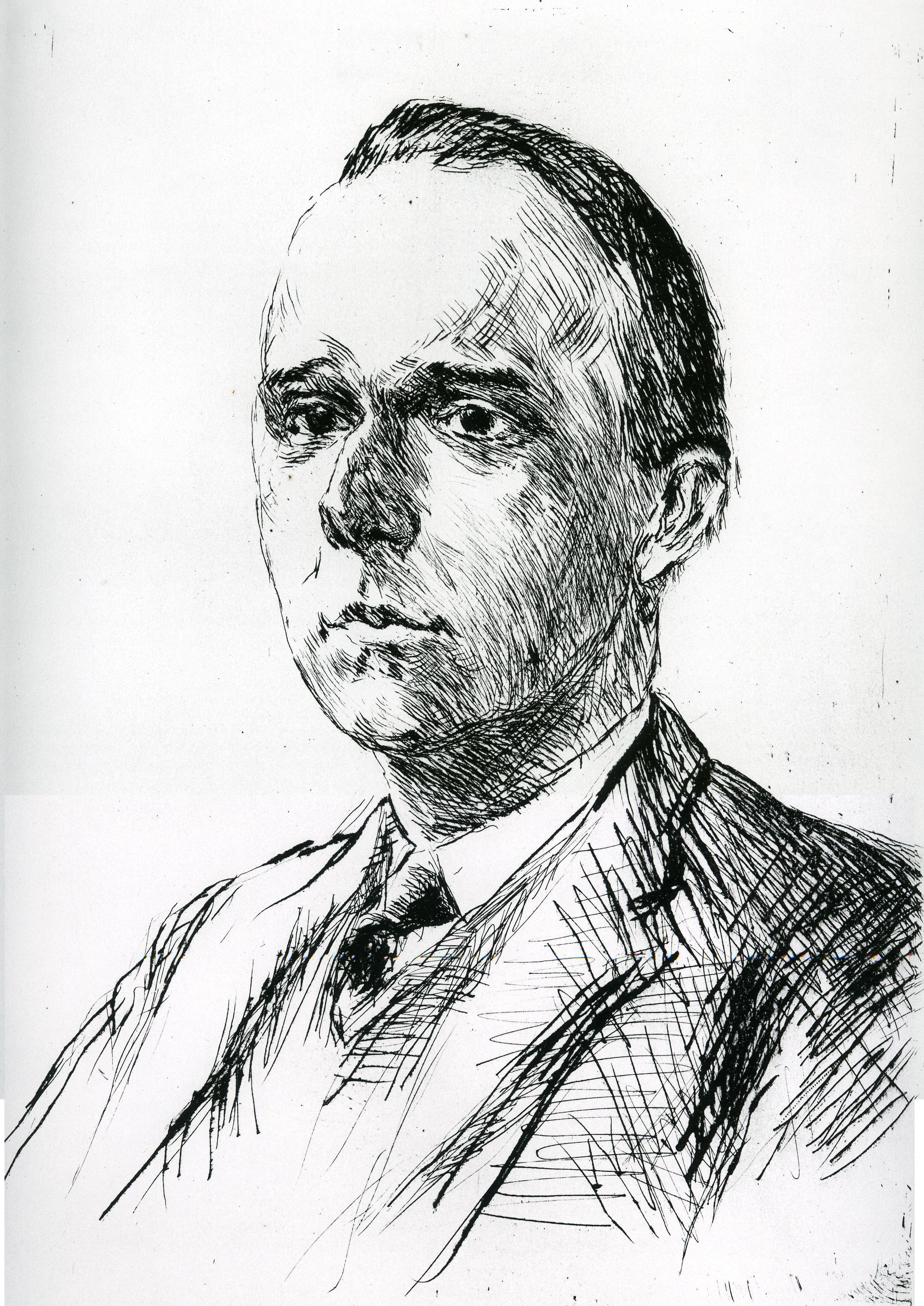
Werner Jaeger

- Philipp Jaffé (Deutscher, 1819–1870)
- Johann Christian Jahn (Deutscher, 1797–1846)
- Karl Jahn (Deutscher, 1777–1854)
- Otto Jahn (Deutscher, 1813–1869)Otto Jahn

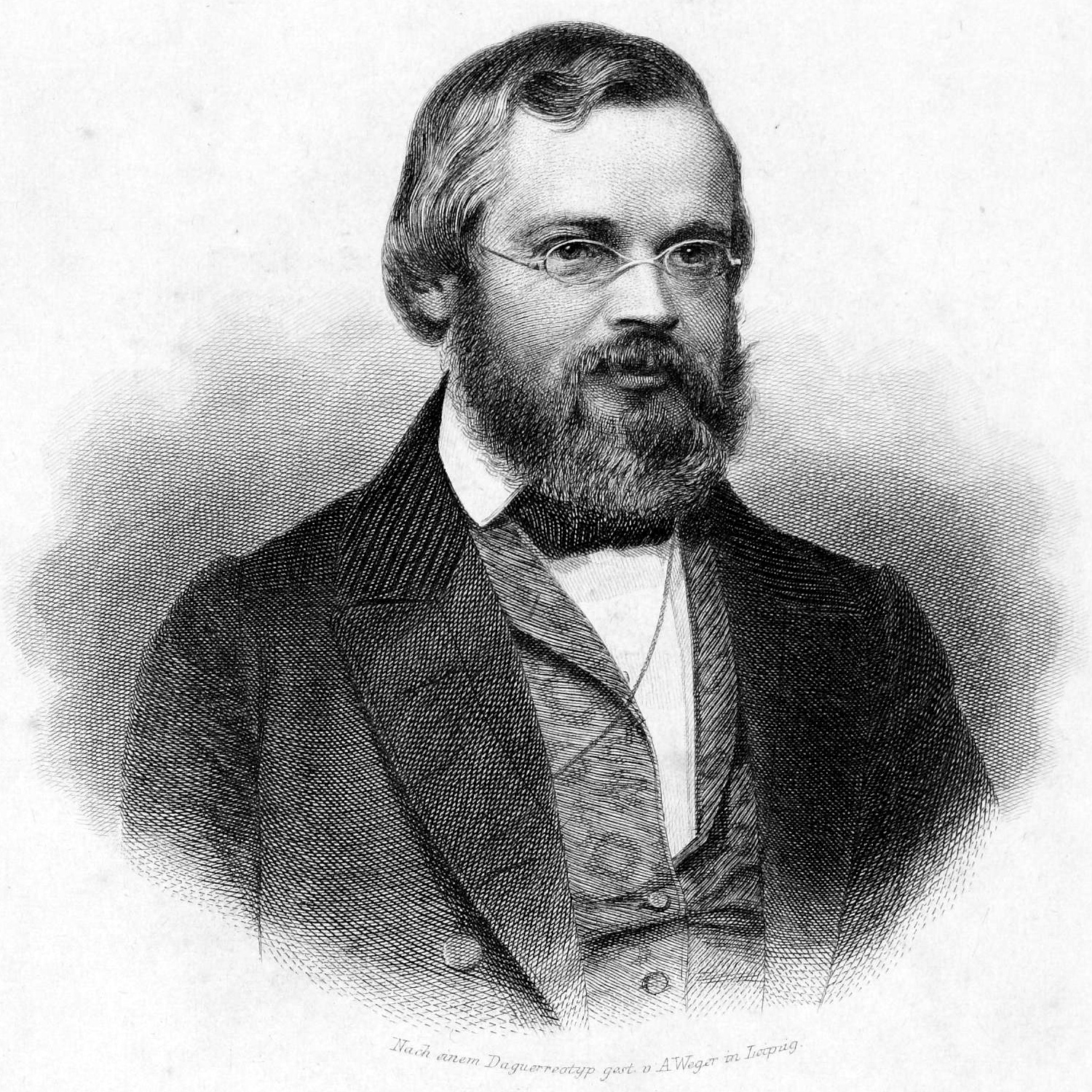
Otto Jahn

- Karl von Jan (Deutscher, 1836–1899)
- Ludwig von Jan (Deutscher, 1807–1869)
- Karl Jax (Österreicher, 1885–1968)
- Henri Jeanmaire (Franzose, 1884–1960)
- Richard Claverhouse Jebb (Brite, 1841–1905)
- Ludwig Jeep (Deutscher, 1846–1911)
- Christian Jensen (Deutscher, 1883–1940)Christian Jensen

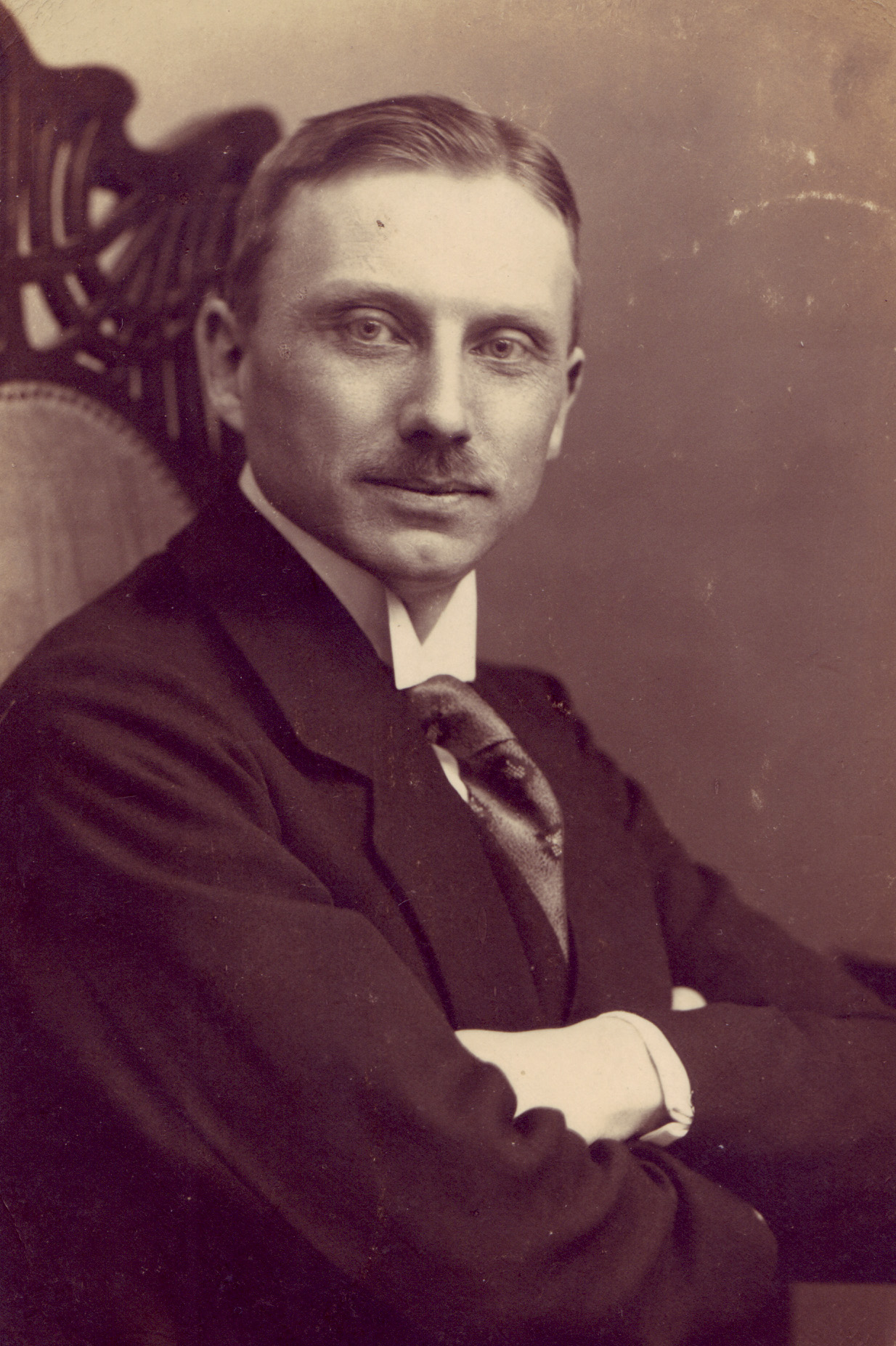
Christian Jensen

- Otto Jessen (Deutscher, 1864–1936)
- Eduard Johnson (Deutscher, 1840–1903)
- Henry Stuart Jones (Brite, 1867–1939)
- Henri Jordan (Deutscher, 1833–1886)
- Benjamin Jowett (Brite, 1817–1893)
- Bernhard Jülg (Deutscher, 1825–1886)
- Julius Jüthner (Österreicher, 1866–1945)
- Franz Emil Jungmann (Deutscher, 1846–1927)
- Hugo Jurenka (Österreicher, 1858–1920)

### K
- Adolf Kaegi (Schweizer, 1849–1923)
- Georg Kaibel (Deutscher, 1849–1901)Georg Kaibel

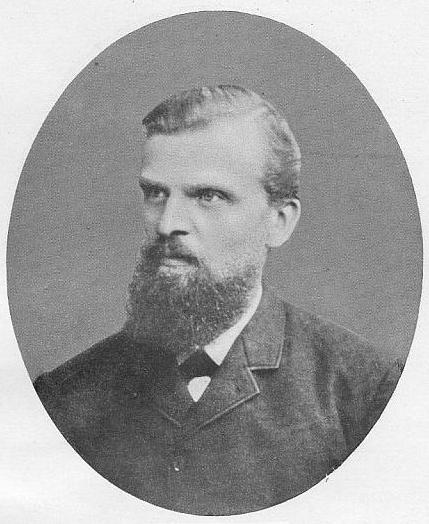
Georg Kaibel

- Johannes Kakridis (Grieche, 1901–1992)
- Karl Kalbfleisch (Deutscher, 1868–1946)
- Ernst Kalinka (Österreicher, 1865–1946)
- Johann Friedrich Salomon Kaltwasser (Deutscher, 1752–1813)
- Ernst Kapp (Deutscher, 1888–1978)
- Ida Kapp (Deutsche, 1884–1979)
- Alfred Kappelmacher (Österreicher, 1876–1932)
- Werner Kappler (Deutscher, 1902–1944)
- Max Theodor von Karajan (Österreicher, 1833–1914)
- Simon Karsten (Niederländer, 1802–1864)
- Helmut Kasten (Deutscher, 1895–1982)
- Robert Kauer (Österreicher, 1868–1930)
- Johann Samuel Kaulfuß (Deutscher, 1780–1832)
- Karl Ludwig Kayser (Deutscher, 1808–1872)
- Bruno Keil (Deutscher, 1859–1916)
- Heinrich Keil (Deutscher, 1822–1894)
- Otto Keller (Deutscher, 1838–1927)
- Olaus Kellermann (Däne und Deutscher, 1805–1837)
- Martin Kellogg (US-Amerikaner, 1828–1903)
- Francis W. Kelsey (US-Amerikaner, 1858–1927)
- Johannes Kemke (Deutscher, 1863–1918)
- Asahel C. Kendrick (US-Amerikaner, 1809–1895)
- Frederic G. Kenyon (Brite, 1863–1952)Frederic George Kenyon
- Karl Kerényi (Ungar, 1897–1973)

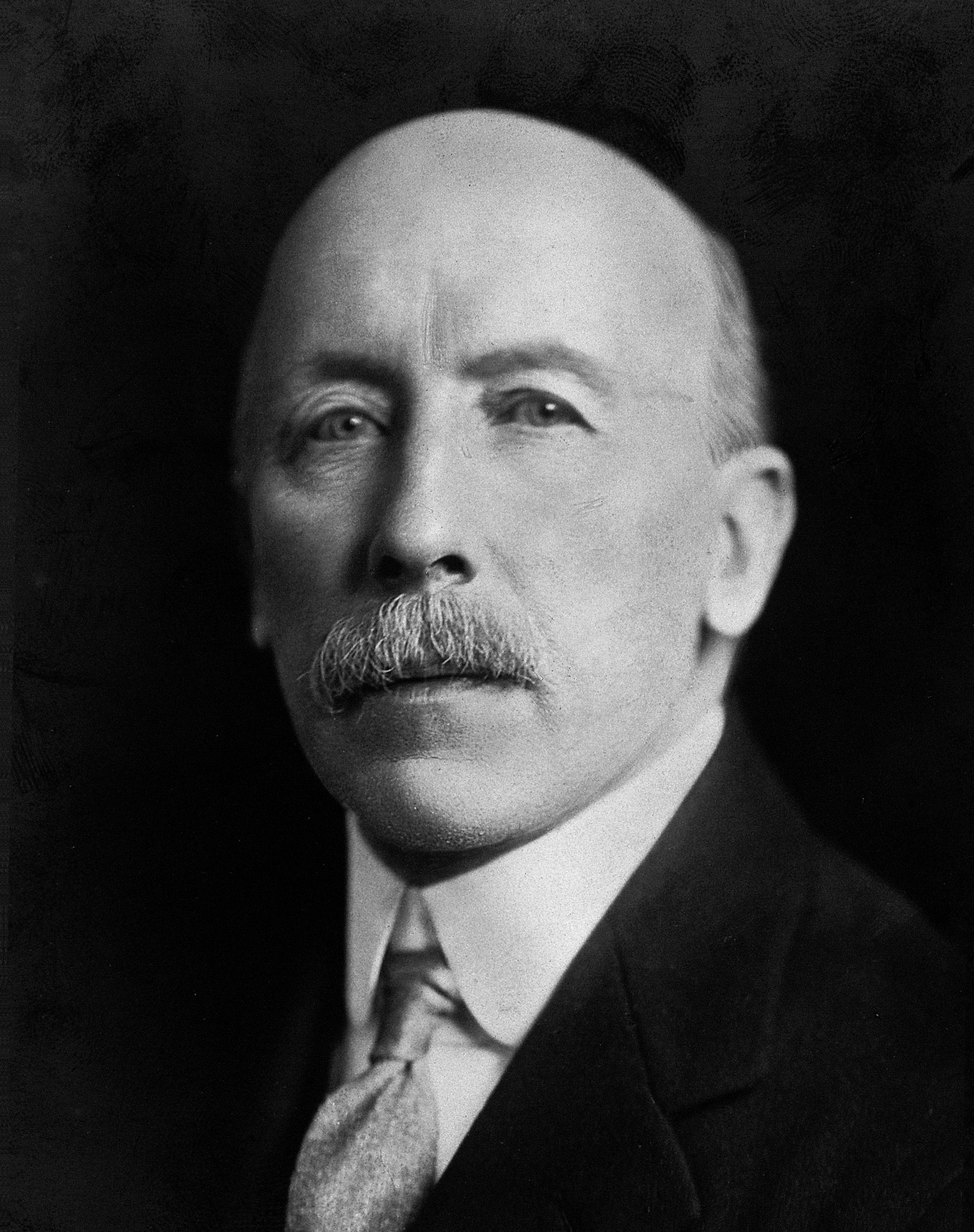
Frederic George Kenyon

- Wilhelm Kergel (Österreicher, 1822–1891)
- Franz Kern (Deutscher, 1830–1894)
- Otto Kern (Deutscher, 1863–1942)
- Rudolf Keydell (Deutscher, 1887–1982)
- Karl Keyßner (Deutscher, 1906–1978)
- Heinrich Kiepert (Deutscher, 1818–1899)
- Adolph Kießling (Deutscher, 1837–1893)
- Karl Frederik Kinch (Däne, 1853–1921)
- Lida Shaw King (US-Amerikanerin, 1868–1932)
- Gottfried Kinkel (Deutscher, 1844–1891)
- Adolf Kirchhoff (Deutscher, 1826–1908)Adolf Kirchhoff

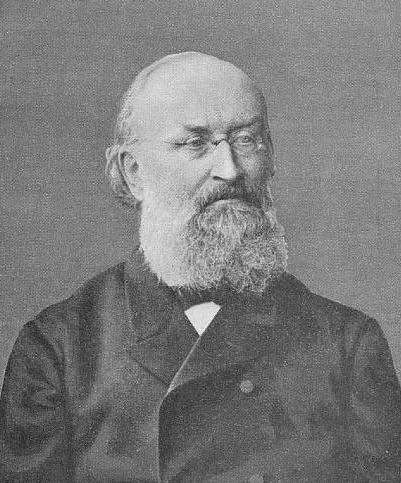
Adolf Kirchhoff

- Johannes Kirchner (Deutscher, 1859–1940)
- Humphrey Davy Findley Kitto (Brite, 1897–1982)
- Alois Klar (Böhme, 1763–1833)
- Rudolf Heinrich Klausen (Deutscher, 1807–1840)
- Hermann Kleinknecht (Deutscher, 1901–1960)
- Paul Klimek (Deutscher, 1859–1923)
- Friedrich Klingner (Deutscher, 1894–1968)
- Erich Klostermann (Deutscher, 1870–1963)
- Alfred Klotz (Deutscher, 1874–1956)
- Reinhold Klotz (Deutscher, 1807–1870)
- Georg Knaack (Deutscher, 1857–1905)
- Paul Knapp (Deutscher, 1851–1908)
- Ulrich Knoche (Deutscher, 1902–1968)
- Hermann Knöllinger (Deutscher, 1883–1914)
- Bernard MacGregor Walker Knox (US-Amerikaner, 1914–2010)
- Alice Kober (US-Amerikaner, 1906–1950)
- Alwin Koch (Deutscher, 1839–1919)
- Carl Koch (Deutscher, 1907–1956)
- Christian Koch (Deutscher, 1781–1861)
- Emil Koch (Deutscher, 1857–1921)
- Erduin Julius Koch (Deutscher, 1764–1834)
- Georg Aenotheus Koch (Deutscher, 1802–1879)
- Bernhard Kock (Deutscher, 1885–1973)
- Theodor Kock (Deutscher, 1820–1901)
- Hermann Köchly (Deutscher, 1815–1876)
- Franz Köhler (Deutscher, 1840–1919)
- Georg Ludwig König (Deutscher, 1766–1849)
- Gustav Köpke (Deutscher, 1773–1837)
- Reinhold Köpke (Deutscher, 1839–1915)
- Alfred Körte (Deutscher, 1866–1946)Alfred Körte
- Georg Koës (Däne, 1782–1812)

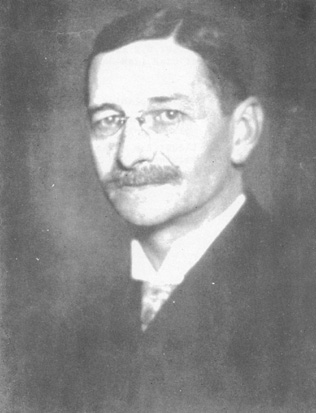
Alfred Körte

- Erich Koestermann (Deutscher, 1901–1973)
- Paul Koetschau (Deutscher, 1857–1939)
- Philipp Kohlmann (Deutscher, 1842–1889)
- Joseph Kopp (Deutscher, 1788–1842)
- Waldemar Kopp (Deutscher, 1825–1881)

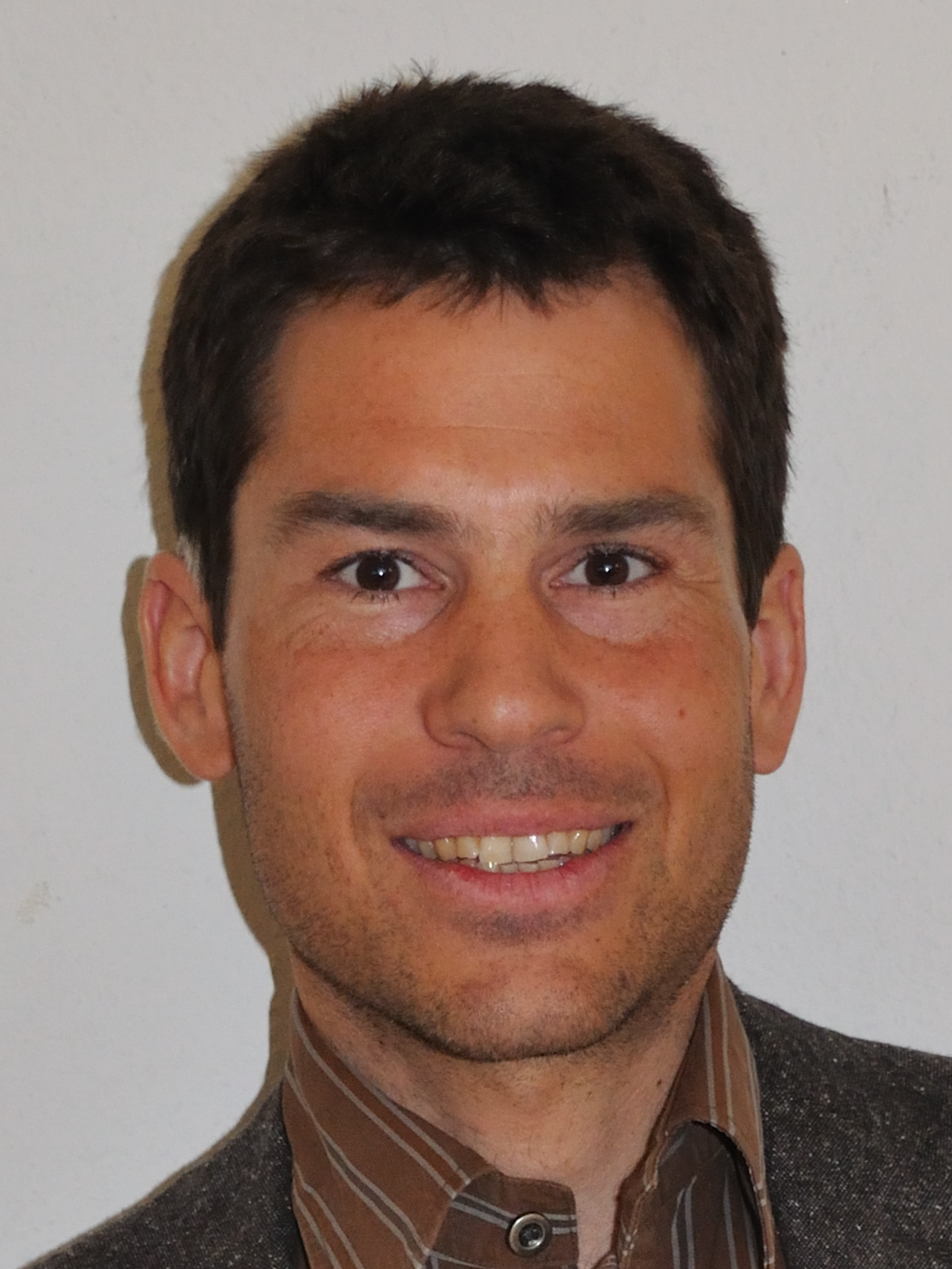
Martin Korenjak

- Stylianos Korres (Grieche, 1910–1989)
- Max Kottmann (Deutscher, 1867–1948)
- Friedrich Karl Kraft (Deutscher, 1786–1866)
- Eduard Krah (Deutscher, 1820–1896)
- Friedrich Kraner (Deutscher, 1812–1863)
- Walther Kranz (Deutscher, 1884–1960)
- Walther Kraus (Österreicher, 1902–1997)
- Johann Heinrich Krause (Deutscher, 1800–1862)
- Johann Philipp Krebs (Deutscher, 1771–1850)
- Friedrich Christian Kries (Deutscher, 1768–1849)
- Fritz Krohn (Deutscher, 1873–1941)
- Ernst Kroker (Deutscher, 1859–1927)
- Josef Kroll (Deutscher, 1889–1980)
- Wilhelm Kroll (Deutscher, 1869–1939)Wilhelm Kroll

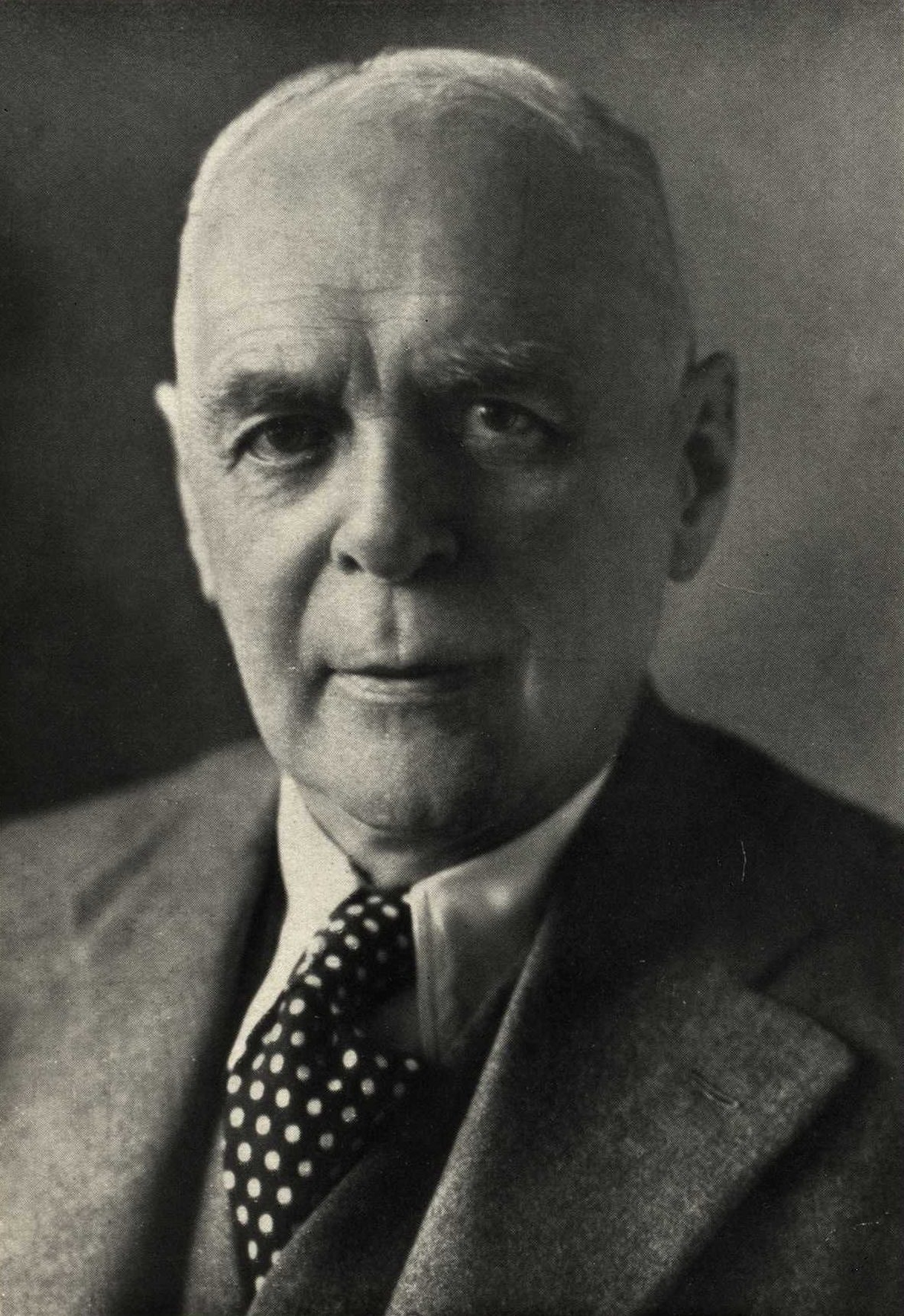
Wilhelm Kroll

- Emil Kroymann (Deutscher, 1865–1951)
- Jürgen Kroymann (Deutscher, 1911–1980)
- Wilhelm Kuchenmüller (Deutscher, 1900–1998)
- Bernhard Kübler (Deutscher, 1859–1940)
- Otto Kübler (Deutscher, 1827–1912)
- Joseph-Hans Kühn (Deutscher, 1911–1994)
- Raphael Kühner (Deutscher, 1802–1878)
- Johann Wilhelm Kuithan (Deutscher, 1760–1831)
- Richard Cornelius Kukula (Österreicher, 1862–1919)
- Heinrich Kunhardt (Deutscher, 1772–1844)
- Karl Kunst (Österreicher, 1895–1926)
- Alfons Kurfess (Deutscher, 1889–1965)
- Jan Kvíčala (Tscheche, 1834–1908)

### L
- Lotte Labowsky (Deutsche, 1905–1991)
- Friedrich Lachmann (Deutscher, 1800–1828)
- Karl Lachmann (Deutscher, 1793–1851)Karl Lachmann

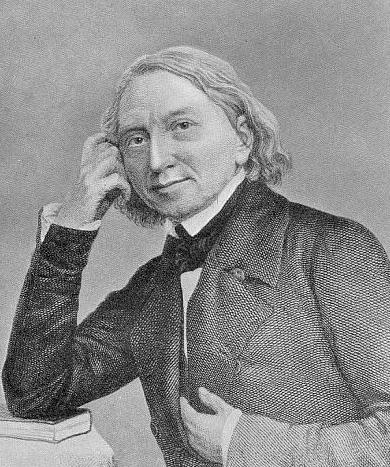
Karl Lachmann

- Vera Lachmann (Deutsche, 1904–1985)
- Theodor Ladewig (Deutscher, vor 1812–1878)
- Gordon Jennings Laing (US-Amerikaner, 1869–1945)
- Hans Lamer (Deutscher, 1873–1939)
- Edmund Lammert (Deutscher, 1847–1921)
- Friedrich Lammert (Deutscher, 1890–1956)
- Gustav Landgraf (Deutscher, 1857–1932)
- Georg Peter Landmann (Schweizer, 1905–1994)
- George Martin Lane (US-Amerikaner, 1823–1897)
- Mabel Lang (US-Amerikanerin, 1917–2010)
- Adolph Gottlob Lange (Deutscher, 1778–1831)
- Edmund Lange (Deutscher, 1855–1932)
- Ludwig Lange (Deutscher, 1825–1885)
- Peter Langen (Deutscher, 1835–1897)
- Hermann Langerbeck (Deutscher, 1908–1964)
- Richard Laqueur (Deutscher, 1881–1959)
- Ernst von Lasaulx (Deutscher, 1805–1861)

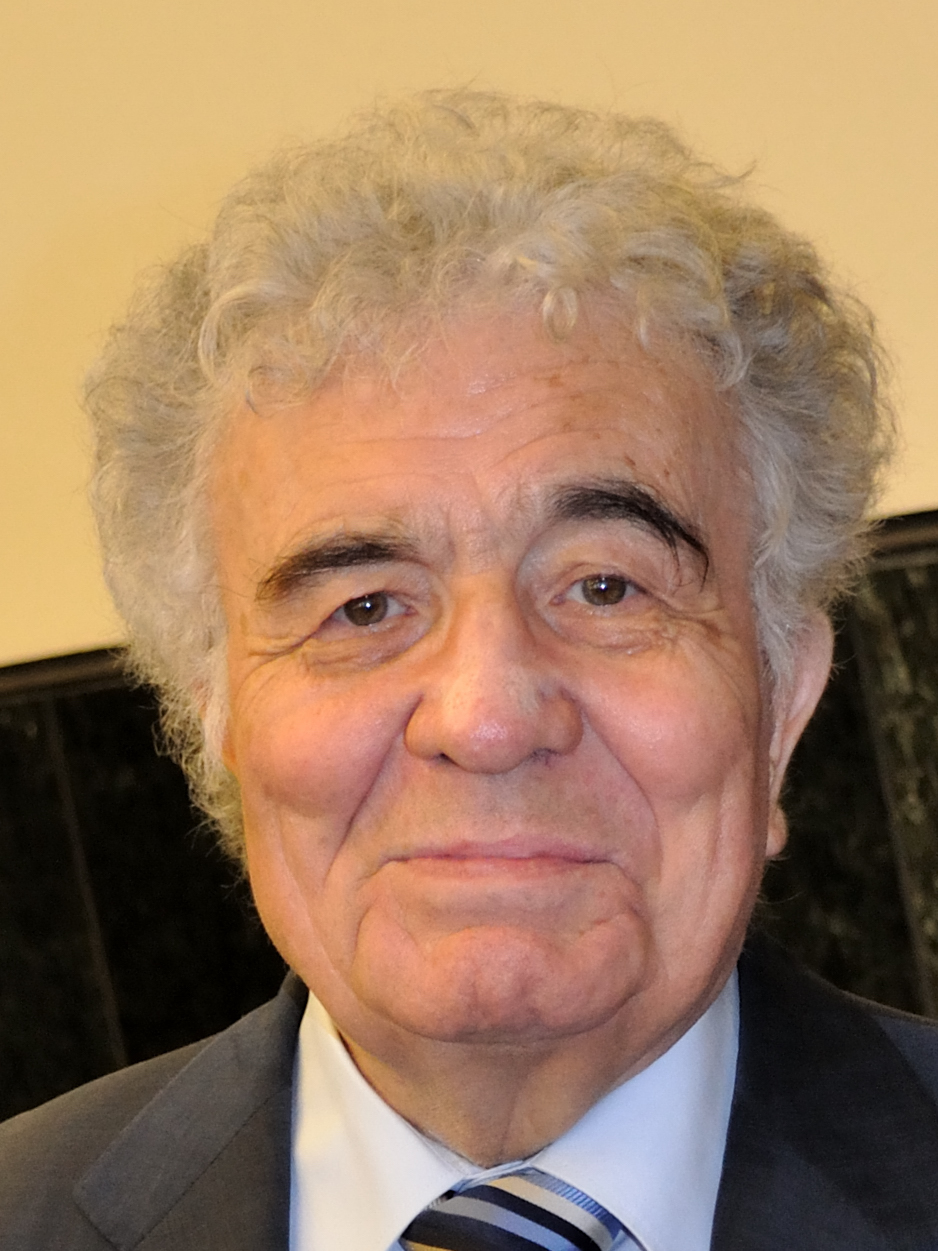
Joachim Latacz

- John Francis Latimer (US-Amerikaner, 1903–1991)
- Kurt Latte (Deutscher, 1891–1964)
- Wassili Wassiljewitsch Latyschew (Russe, ?–1921)
- Bernhard Laum (Deutscher, 1884–1974)
- Bruno Lavagnini (Italiener, 1898–1992)
- John Cuthbert Lawson (Brite, 1874–?)
- Abby Leach (US-Amerikanerin, 1855–1918)
- Philippe Le Bas (Franzose, 1794–1860)
- Henri Lebègue (Franzose, 1856–1938)
- Gustave Lefebvre (Franzose, 1879–1957)
- Otto Leggewie (Deutscher, 1910–1991)
- Hermann Friedrich Christoph Lehmann (Deutscher, 1821–1879)
- Paul Lehmann (Deutscher, 1884–1964)
- Karl Lehrs (Deutscher, 1802–1878)
- Hans Leisegang (Deutscher, 1890–1951)
- Nicolaus Eligius Lemaire (Franzose, 1767–1832)
- Werner Lemke (Deutscher, 1914–1986)
- Hermann Lemp (Deutscher, 1912–1990)
- John Lemprière (Brite, 1765–1824)
- August Lentz (Deutscher, 1820–1868)
- Leonhard Lentz (Deutscher, 1813–1887)
- Friedrich Leo (Deutscher, 1851–1914)Friedrich Leo

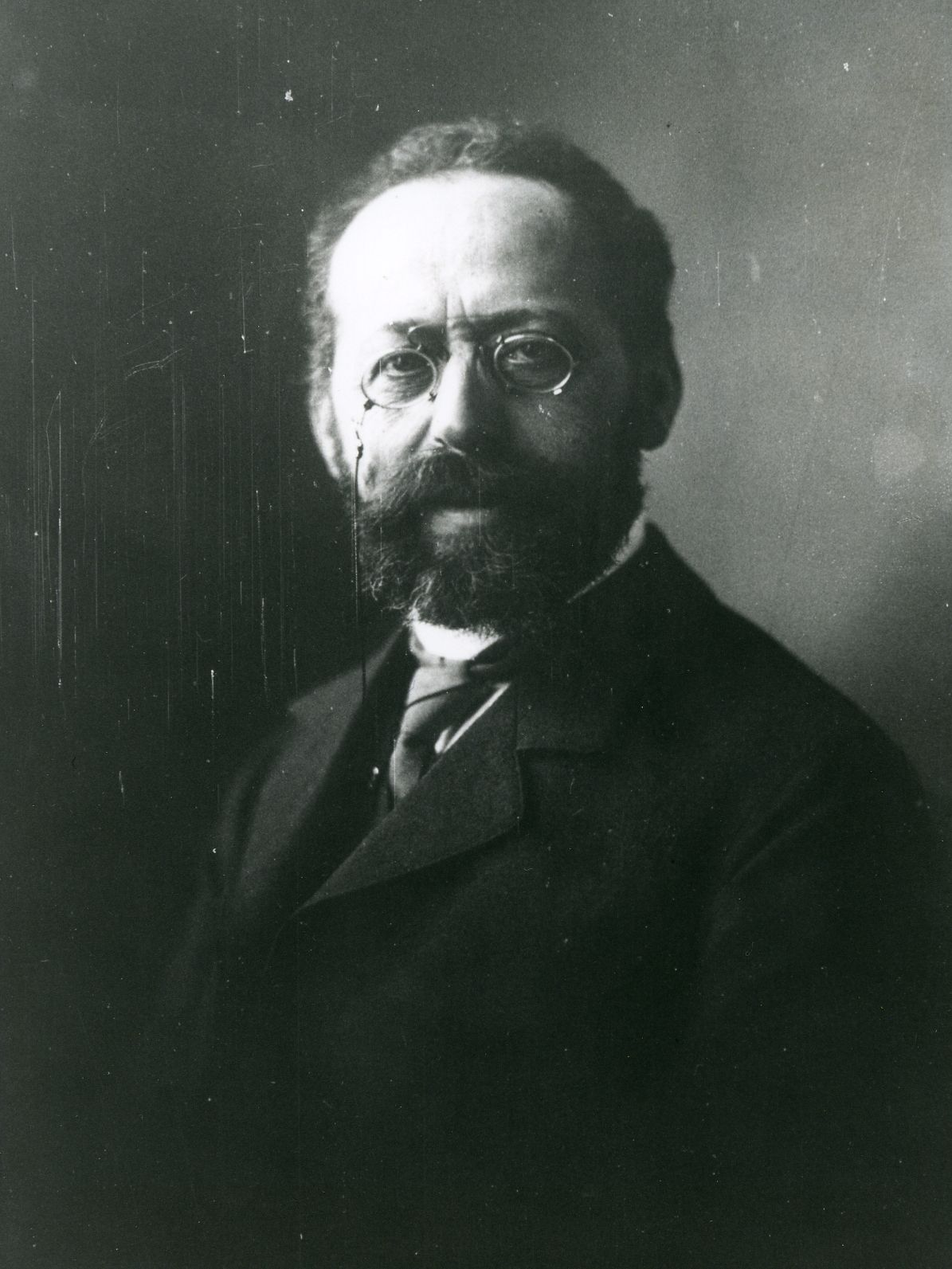
Friedrich Leo

- Giacomo Leopardi (Italiener, 1798–1837)
- Laurenz Lersch (Deutscher, 1811–1849)
- Albin Lesky (Österreicher, 1896–1981)
- Karl Lessing (Deutscher, 1853–1917)
- Manu Leumann (Deutscher, 1889–1977)
- Ernst von Leutsch (Deutscher, 1808–1887)
- María Rosa Lida de Malkiel (US-Amerikanerin, 1910–1962)
- Henry George Liddell (Brite, 1811–1898)Henry George Liddell

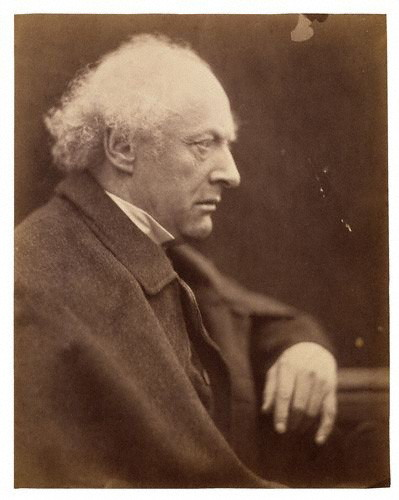
Henry George Liddell

- Eugen Lieben (Tscheche, 1886–1944)

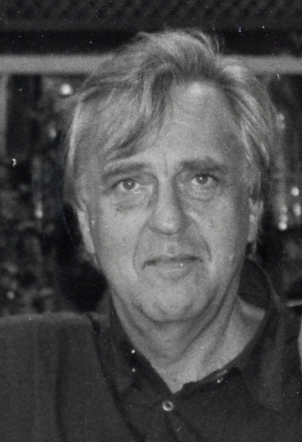
Wolf-Lüder Liebermann

- Eduard Liechtenhan (Schweizer, 1891–1965)
- Josef Liegle (Deutscher, 1893–um 1945)
- Levi Robert Lind (US-Amerikaner, 1906–2008)
- Friedrich Lindemann (Deutscher, 1792–1854)
- Emanuel Linder (Deutscher, 1768–1843)
- Wallace Martin Lindsay (Brite, 1858–1937)
- Ivan M. Linforth (US-Amerikaner, 1879–1976)
- Gustav Linker (Deutscher, 1827–1881)
- Edwin Linkomies (Finne, 1894–1963)
- Anton Linsmayer (Deutscher, 1827–1886)
- Heinrich Albert Lion (Deutscher, 1796–1867)
- Justus Hermann Lipsius (Deutscher, 1834–1920)
- Eduard Lisco (Deutscher, 1879–1941)
- Christian August Lobeck (Deutscher, 1781–1860)Christian August Lobeck

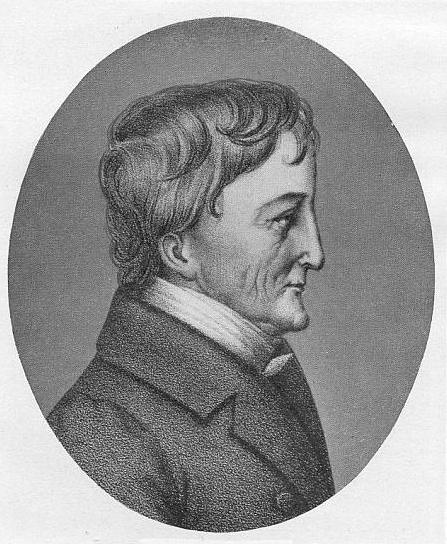
Christian August Lobeck

- Florian Lobeck (Deutscher, 1816–1869)
- Edgar Lobel (Brite, 1888–1982)
- Johann Eduard Loch (Deutscher, 1840–1905)
- James Loeb (US-Amerikaner, 1867–1933)
- Einar Löfstedt (Schwede, 1880–1955)
- Vitus Loers (Deutscher, 1792–1862)
- Gustav Löwe (Deutscher, 1852–1913)
- Ernst Lommatzsch (Deutscher, 1871–1949)
- George Long (Brite, 1800–1879)
- Karl Lorentzen (Deutscher, 1817–1888)
- Christian Gottlob Lorenz (Deutscher, 1804–1873)
- Donald William Lucas (Brite, 1905–1985)
- Hans Lucas (Deutscher, 1865–1939)
- August Luchs (Deutscher, 1849–1938)
- Marx Johannes Friedrich Lucht (Deutscher, 1804–1891)
- Hermann Luckenbach (Deutscher, 1856–1949)
- Arthur Ludwich (Deutscher, 1840–1920)
- Eduard Lübbert (Deutscher, 1830–1889)
- Friedrich Lübker (Deutscher, 1811–1867)
- Robert Lück (Deutscher, 1851–1930)
- Georg Heinrich Lünemann (Deutscher, 1780–1830)
- Christian Lütjohann (Deutscher, 1846–1884)
- Luo Niansheng (Chinese, 1904–1990)
- Otto Luschnat (Deutscher, 1911–1990)
- Wilhelm Luther (Deutscher, 1910–1976)
- Anton Lutterbeck (Deutscher, 1812–1882)

### M
- Paul Maas (Deutscher, 1880–1964)
- Ernst Maass (Deutscher, 1856–1929)
- Dietrich Mack (Deutscher, 1913–2001)
- Ludwig Mader (Deutscher, 1883–1956)
- Johan Nicolai Madvig (Däne, 1804–1886)Johan Nicolai Madvig

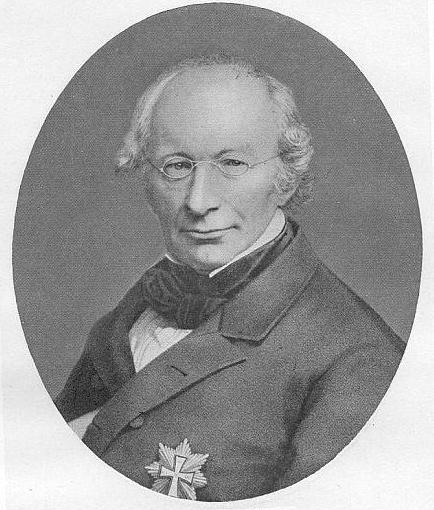
Johan Nicolai Madvig

- Jacob Achilles Mähly (Schweizer, 1828–1902)
- Augusto Magne (Brasilianer, 1887–1966)
- Hugo Magnus (Deutscher, 1851–1924)
- Angelo Mai (Italiener, 1782–1854)Angelo Mai

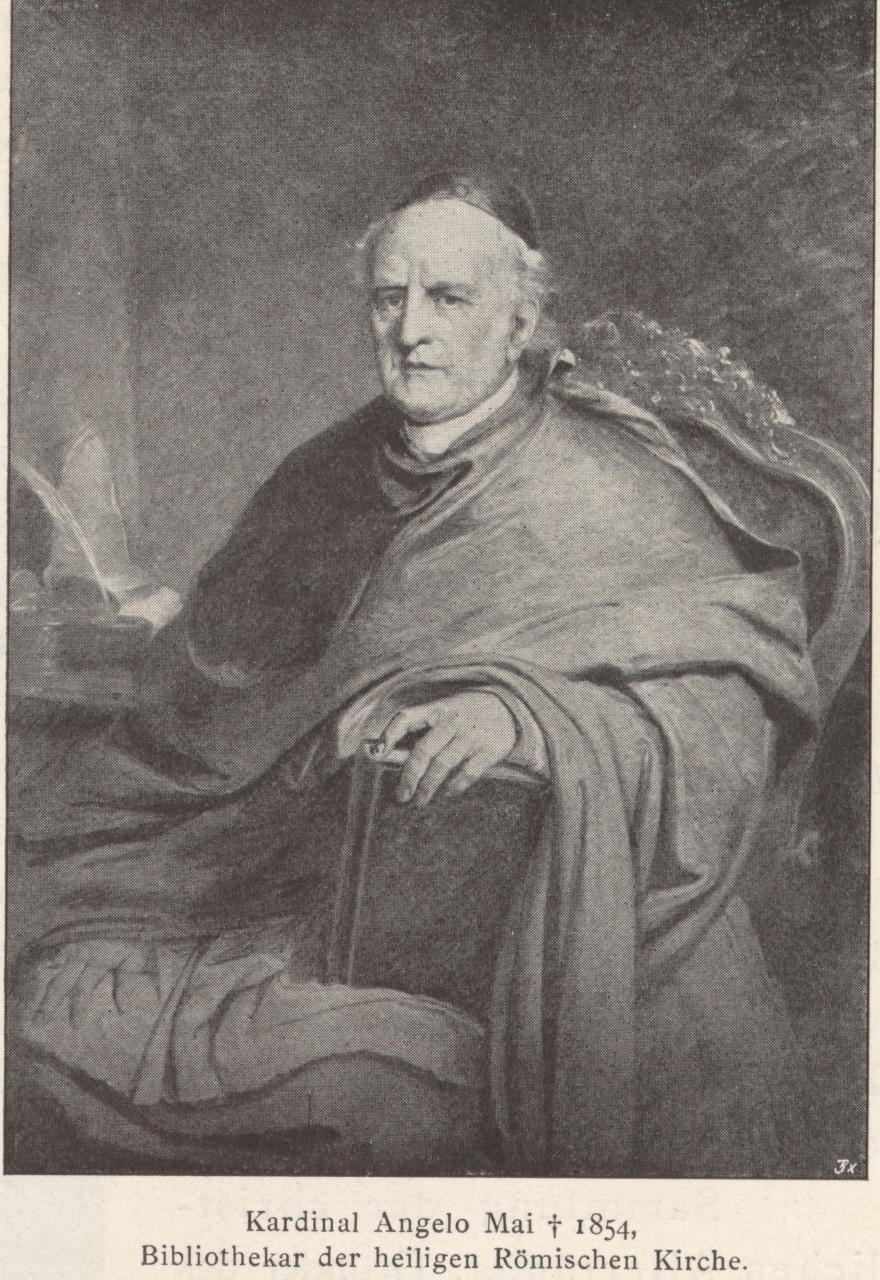
Angelo Mai

- Ernst Majer-Leonhard (Deutscher, 1889–1966)
- John Richardson Major (Brite, 1797–1876)
- Enrica Malcovati (Italienerin, 1894–1990)
- Antoni Małecki (Pole, 1821–1913)
- Ludolf Malten (Deutscher, 1879–1969)
- Johann Kaspar Friedrich Manso (Deutscher, 1759–1826)
- Ernst Marbach (Deutscher, 1893–1939)
- Walter Marg (Deutscher, 1910–1983)
- Jules Marouzeau (Franzose, 1878–1964)
- Paul Marquard (Deutscher, 1836–1872)
- Joachim Marquardt (Deutscher, 1812–1882)
- Josef Martin (Deutscher, 1884–1973)
- Edgar Martini (Deutscher, 1871–1932)
- Friedrich Marx (Deutscher, 1859–1941)
- Friedrich Christian Matthiä (Deutscher, 1763–1822)
- Georg Mau (Deutscher, 1880–1967)
- Jürgen Mau (Deutscher, 1916–2007)
- Berthold Maurenbrecher (Deutscher, 1868–1943)
- Johannes Maybaum (Deutscher, 1864–1932)
- Karl Mayhoff (Deutscher, 1841–1914)
- John W. McCrindle (Brite, 1825–1913)
- Walton Brooks McDaniel (US-Amerikaner, 1871–1978)
- Friedrich Mehmel (Deutscher, 1910–1951)
- Moritz Hermann Eduard Meier (Deutscher, 1796–1855)
- August Meineke (Deutscher, 1790–1870)August Meineke

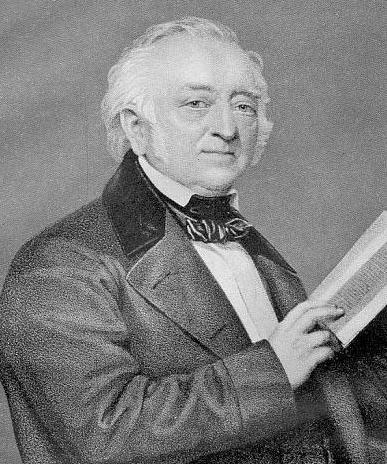
August Meineke

- Ferdinand Meister (Deutscher, 1828–1915)
- Karl Meister (Deutscher, 1880–1963)
- Richard Meister (Österreicher, 1881–1964)
- Ludwig Mendelssohn (Deutscher, 1852–?)
- Heinrich Menge (Deutscher, 1838–nach 1904)
- Hermann Menge (Deutscher, 1841–1939)
- Rudolf Menge (Deutscher, 1845–1912)
- Ludwig Mercklin (Deutscher, 1816–1863)
- Hugo Merguet (Deutscher, 1941–1911)
- Piero Meriggi (Italiener, 1899–1982)
- Benjamin Dean Meritt (US-Amerikaner, 1899–1989)
- Reinhold Merkelbach (Deutscher, 1918–2006)
- Augustus C. Merriam (US-Amerikaner, 1843–1895)
- Josef Mesk (Österreicher, 1869–1946)
- Adolf von Mess (Deutscher, 1875–1916)
- Hans Joachim Mette (Deutscher, 1906–1986)
- Karl Meuli (Schweizer, 1891–1968)
- Heinrich Meusel (Deutscher, 1844–1916)
- Johannes Mewaldt (Deutscher, 1880–1964)
- Heinrich Meyer (Schweizer, 1802–1871)
- Wilhelm Meyer (Deutscher, 1845–1917)
- Fritz Mielentz (Deutscher, 1892–1945)
- Emmanuel Miller (Franzose, 1812–1886)
- Konstantinos Minas (Deutscher, 1788–1859)
- Johannes Minckwitz (Deutscher, 1812–1885)
- Franz Misteli (Schweizer, 1841–1903)
- Christoph Wilhelm Mitscherlich (Deutscher, 1760–1854)
- Karl Mittelhaus (Deutscher, 1877–1946)
- Annelise Modrze (Deutsche, 1901–1938)
- Ernst von Mohl (Deutscher, 1849–1929)
- Eduard Moll (Deutscher, 1849–1933)
- August Mommsen (Deutscher, 1821–1913)
- Theodor Mommsen (Deutscher, 1817–1903)Theodor Mommsen

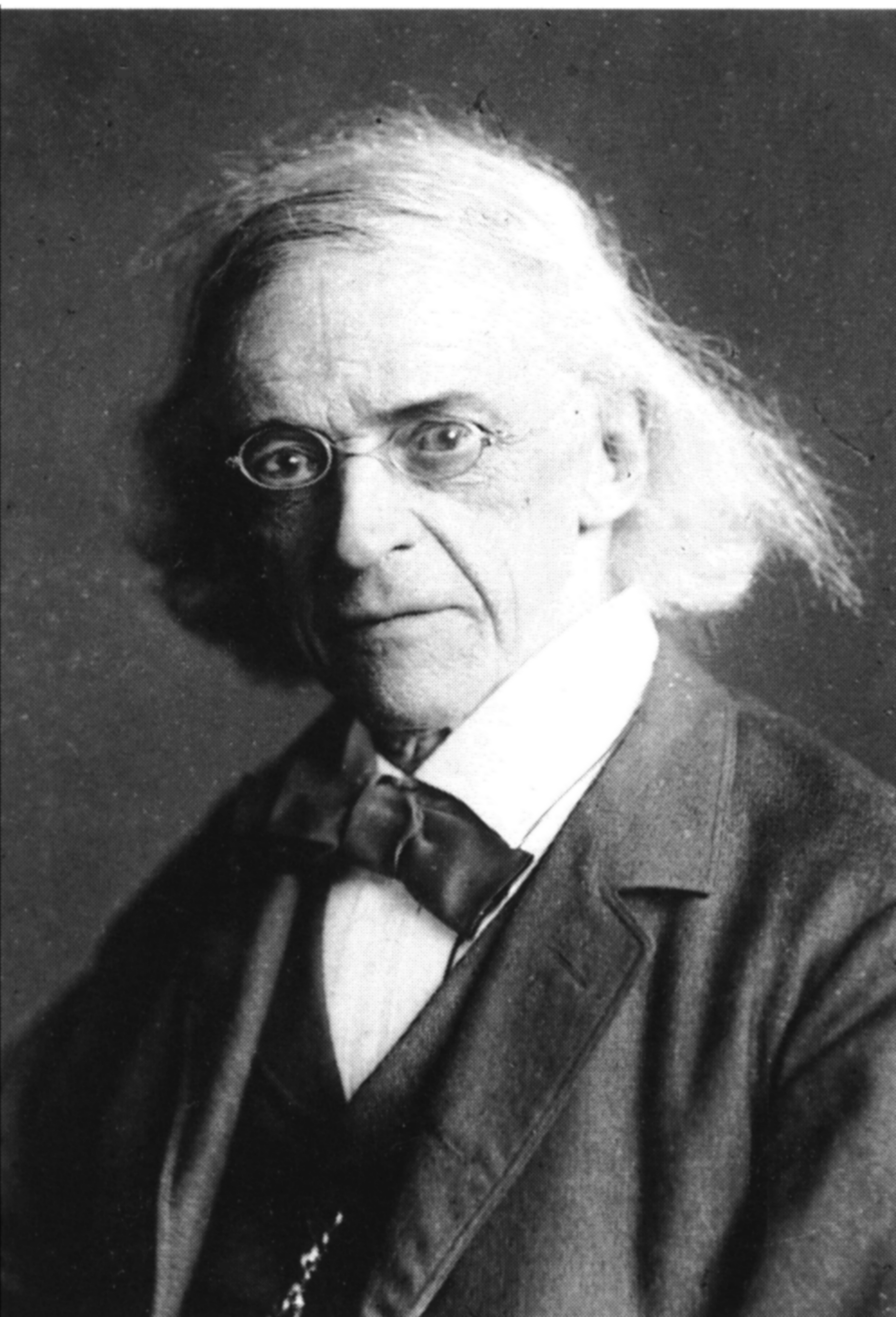
Theodor Mommsen

- Tycho Mommsen (Deutscher, 1819–1900)
- Clifford Herschel Moore (US-Amerikaner, 1866–1931)
- Edward Moore (Brite, 1835–1916)
- Paul Moraux (Belgier, 1919–1985)
- Willy Morel (Deutscher, 1894–1973)
- Karl Morgenstern (Deutscher, 1770–?)
- Edward Parmelee Morris (US-Amerikaner, 1853–1938)
- Otoniel Mota (Brasilianer, 1878–1951)
- Karl Mras (Österreicher, 1877–1962)
- Rudolf Much (Österreicher, 1862–1936)
- Albert Muchar (Österreicher, 1786–1849)
- Peter von der Mühll (Schweizer, 1885–1970)
- Dietrich Mülder (Deutscher, 1861–1947)
- Anton Müller (Deutscher, 1792–1843)
- Bruno Albin Müller (Deutscher, 1879–1939)
- Carl Friedrich Wilhelm Müller (Deutscher, 1830–1903)
- Eduard Müller (Deutscher, 1804–1875)
- Emil Heinrich Otto Müller (Deutscher, 1826–1914)
- Friedrich Müller (Deutscher, 1900–1975)
- Gerhard Müller (Deutscher, 1907–1988)
- Hermann Friedrich Müller (Deutscher, 1843–1919)
- Hieronymus Müller (Deutscher, 1785–1861)
- Iwan von Müller (Deutscher, 1830–1917)
- Johannes Müller (Deutscher, 1832–1918)
- Karl Müller (Deutscher, 1813–1894)
- Karl Konrad Müller (Deutscher, 1854–1903)
- Karl Otfried Müller (Deutscher, 1797–1840)Karl Otfried Müller

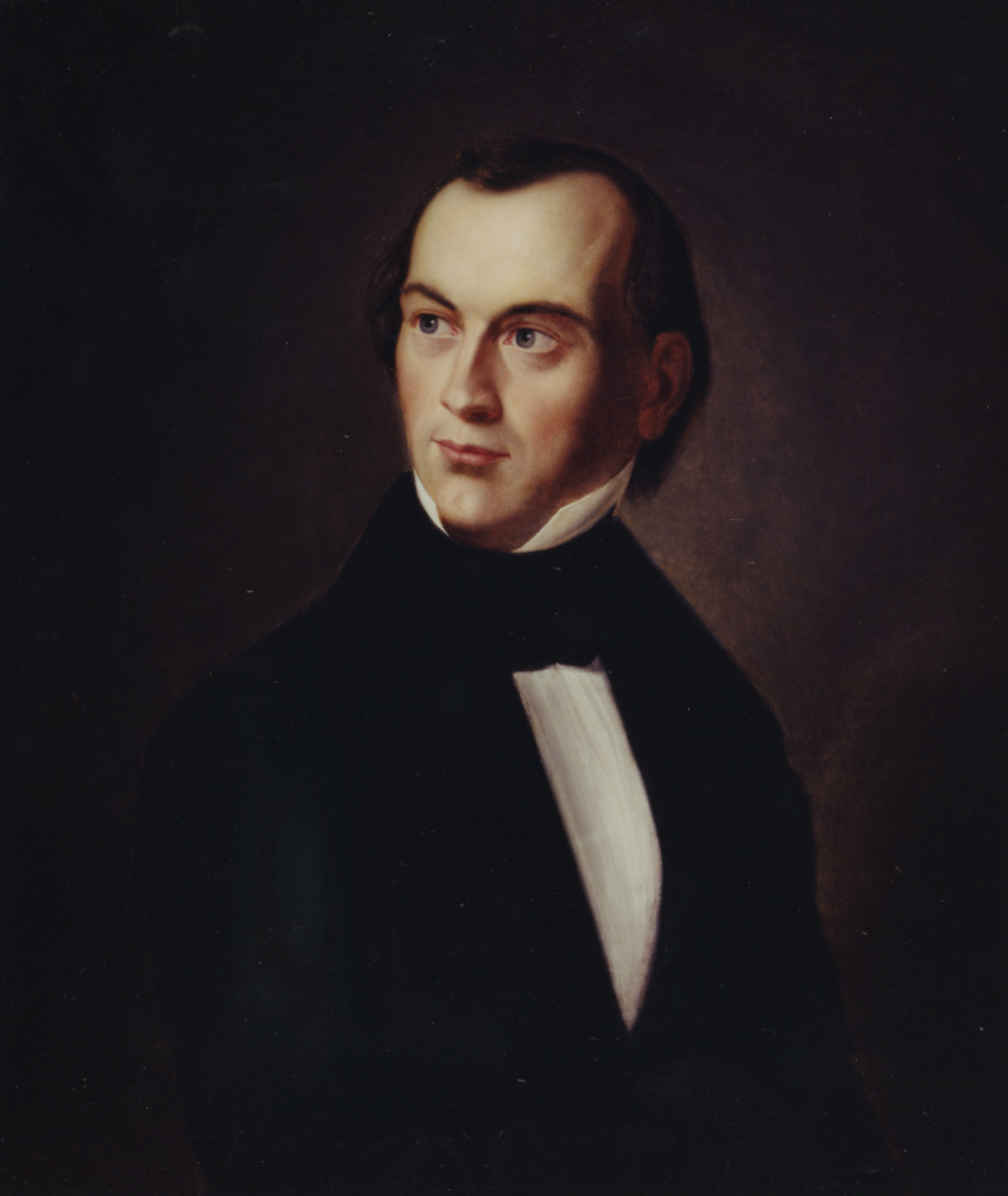
Karl Otfried Müller

- Lucian Müller (Deutscher, 1836–1898)
- Karl Münscher (Deutscher, 1871–1936)
- Friedrich Münzer (Deutscher, 1868–1942)
- Christian Muff (Deutscher, 1841–1911)
- Friedrich Wilhelm August Mullach (Deutscher, 1807–1882)
- Frederik Muller Jzn. (Niederländer, 1883–1944)
- Hugh Andrew Johnstone Munro (Brite, 189–1885)
- Gilbert Murray (Brite, 1866–1957)Gilbert Murray

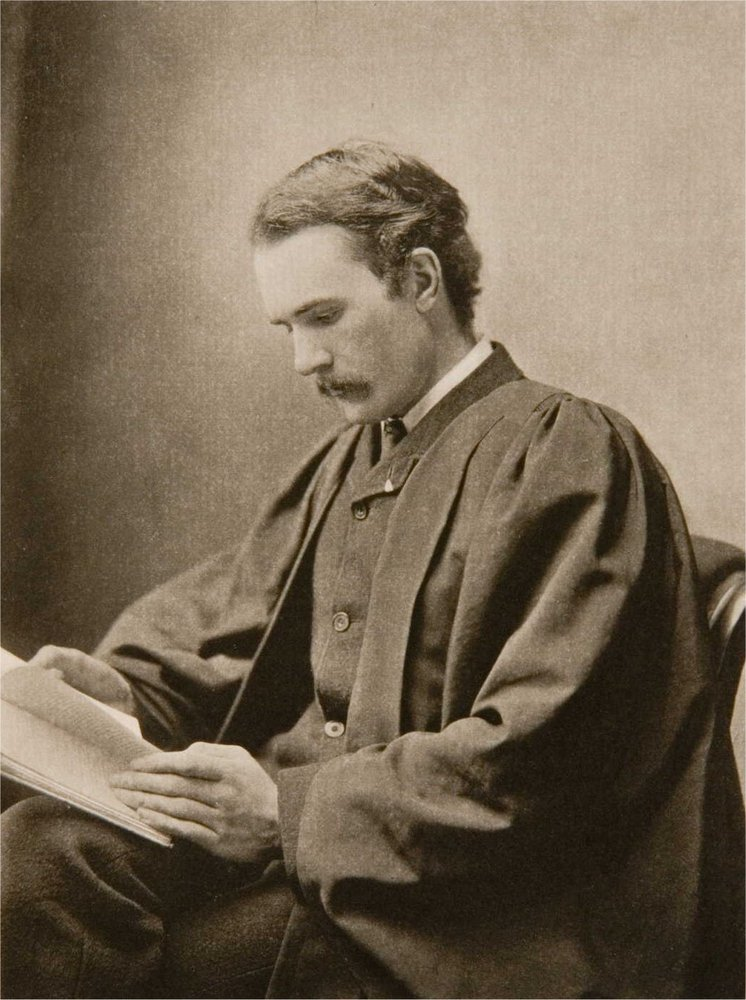
Gilbert Murray

- Robert Muth (Österreicher, 1916–2008)
- Hermann Mutschmann (Deutscher, 1882–1918)
- Roger A. B. Mynors (Brite, 1903–1989)

### N
- Samuel Adrianus Naber (Niederländer, 1828–1913)
- Hermann Ludwig Nadermann (Deutscher, 1778–1860)
- Karl Friedrich Nägelsbach (Deutscher, 1806–1859)
- August Ferdinand Naeke (Deutscher, 1788–1838)
- August Nauck (Deutscher, 1822–1892)
- Carl Nauck (Deutscher, 1813–1890)
- Alexander Negris (Grieche, 19. Jahrhundert)
- Géza Némethy (Ungar, 1865–1937)
- Walter Nestle (Deutscher, 1902–1945)

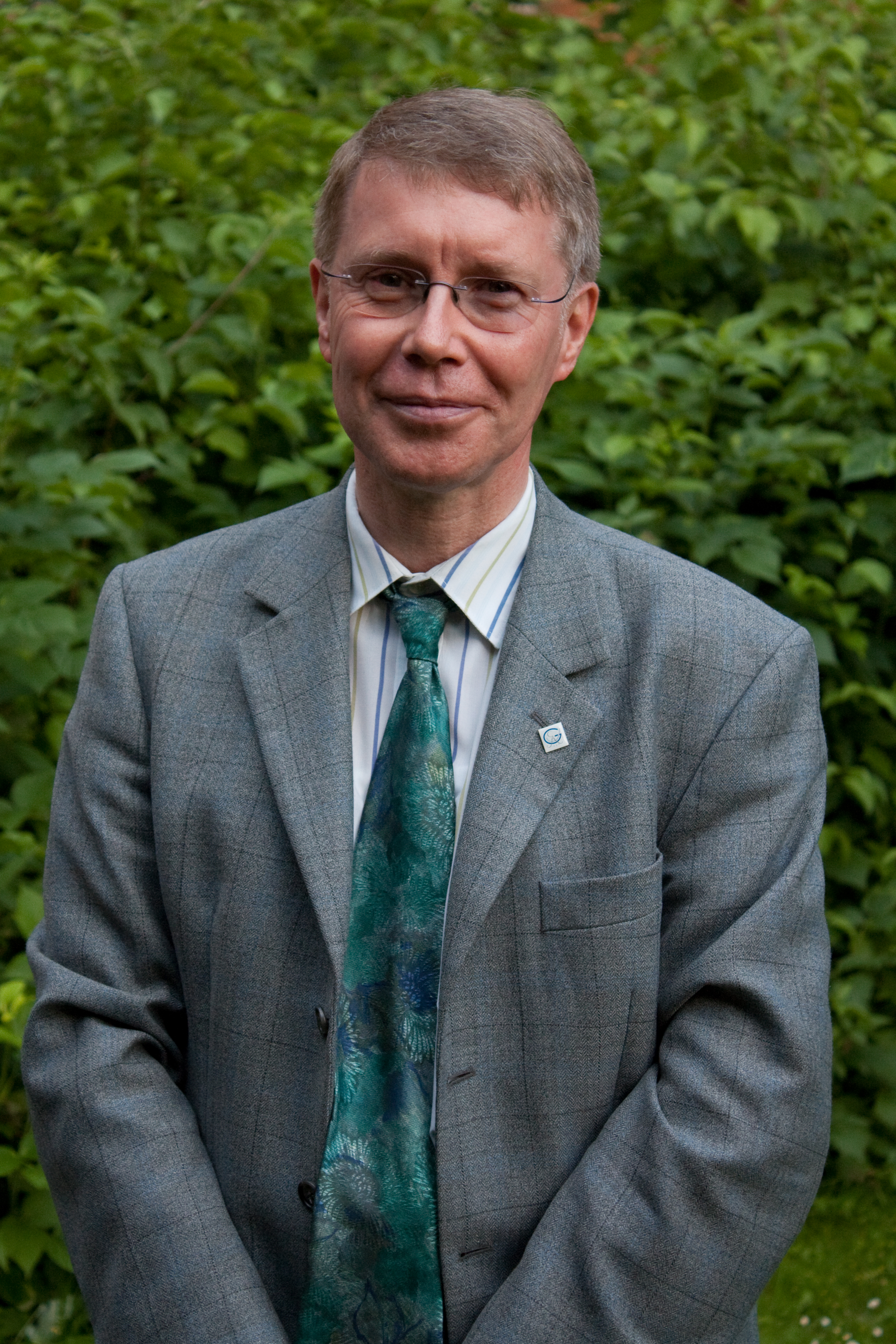
Heinz-Günther Nesselrath

- Wilhelm Nestle (Deutscher, 1865–1959)
- Adelheid Netoliczka-Baldershofen (Österreicherin, 1875–1958)
- Annemarie Jeanette Neubecker (Deutsche, 1908–2001)
- Henry Nettleship (Brite, 1839–1893)
- Christian Friedrich Neue (Deutscher, 1798/99–1886)
- Max Niedermann (Schweizer, 1874–1954)
- Konrad Niemeyer (Deutscher, 1829–1903)
- Benedikt Niese (Deutscher, 1849–1910)
- Friedrich Nietzsche (Deutscher, 1844–1900)Friedrich Nietzsche

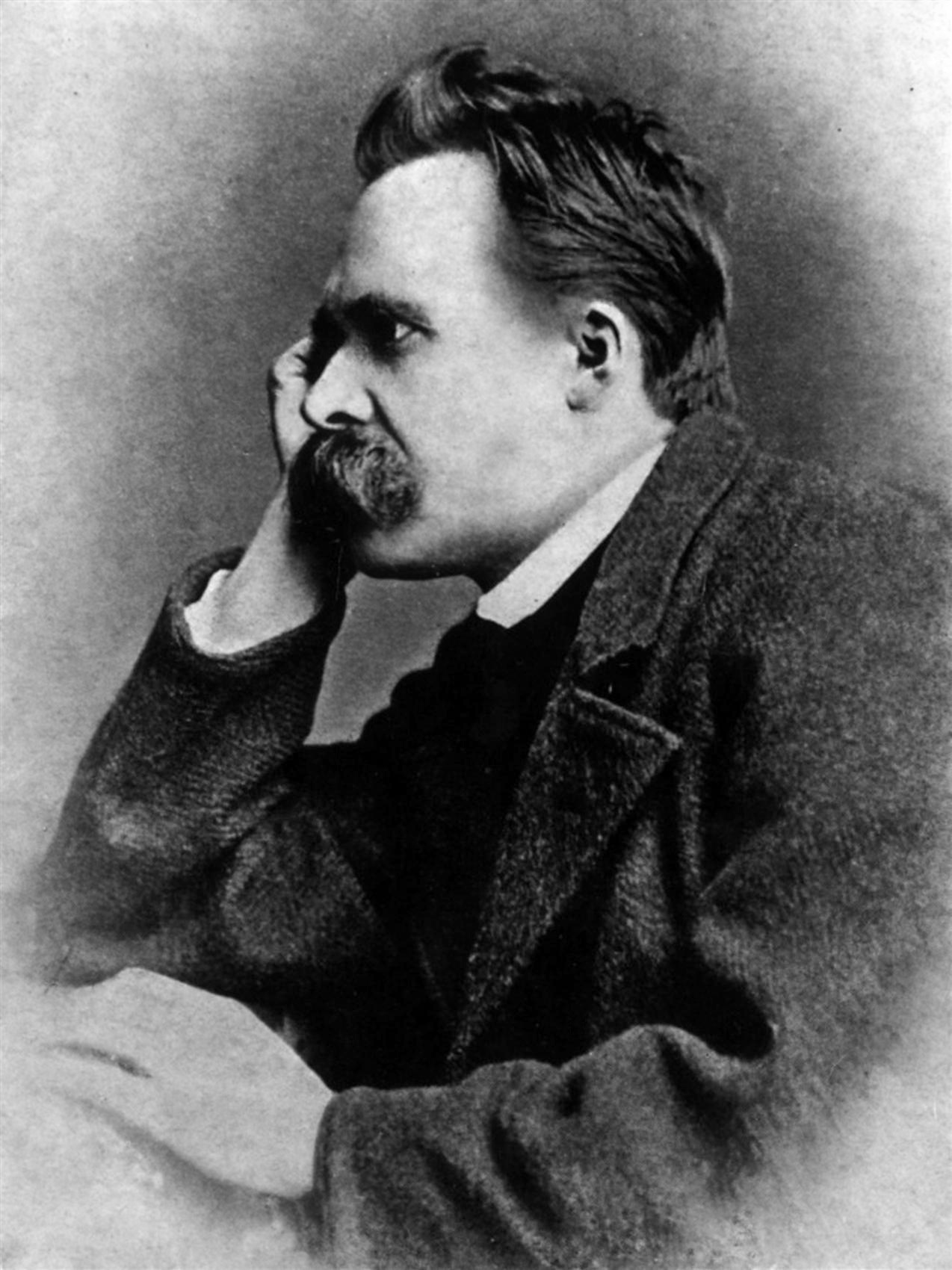
Friedrich Nietzsche

- Konstantinos Nikolopoulos (Grieche, 1786–1841)
- Nils Nilén (Schwede, 1851–1930)
- Martin Persson Nilsson (Schwede, 1874–1967)
- Carl Nipperdey (Deutscher, 1821–1875)
- Gregor Wilhelm Nitzsch (Deutscher, 1790–1861)
- Andreas Christoph Niz (Deutscher, 1764–1810)
- Ferdinand Noack (Deutscher, 1865–1931)
- Karl Friedrich August Nobbe (Deutscher, 1791–1878)
- Arthur Darby Nock (Brite, 1902–1963)
- Johann Adam Nodell (Niederländer, 1754–1814)
- Eduard Norden (Deutscher, 1868–1941)Eduard Norden

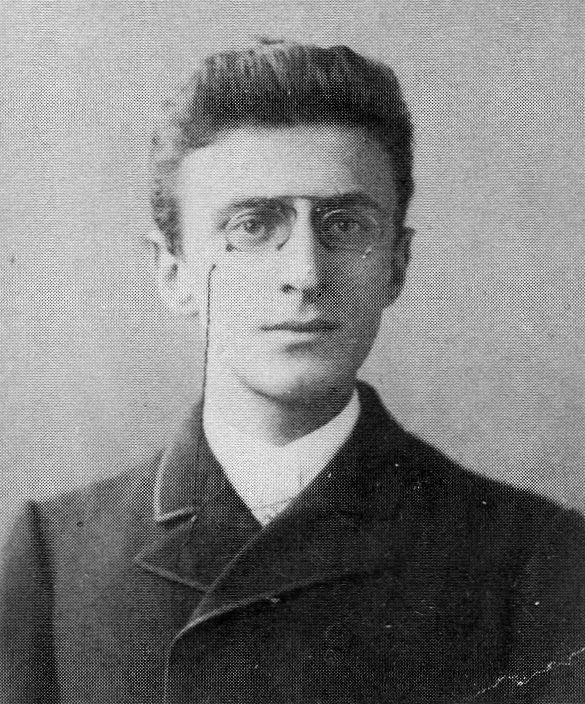
Eduard Norden

- George Norlin (US-Amerikaner, 1871–1942)
- Medea Norsa (Italienerin, 1877–1952)
- William Norvin (Däne, 1878–1940)
- Gilbert Norwood (Brite, 1880–1954)

### O
- Whitney Jennings Oates (US-Amerikaner, 1904–1973)
- Lobegott Samuel Obbarius (Deutscher, 1788–1860)
- Theodor Obbarius (Deutscher, 1817–1855)
- Johannes Oberdick (Deutscher, 1835–1903)
- Ainsworth O’Brien Moore (US-Amerikaner, 1897–1936)
- Eugen Oder (Deutscher, 1862–1926)
- August Oehler (Österreicher, 1881–1920)
- Hans Oellacher (Österreicher, 1889–1949)
- Friedrich Ohlenschlager (Deutscher, 1840–1916)
- Franz Olck (Deutscher, 1841–1905)
- Charles Henry Oldfather (US-Amerikaner, 1887–1954)
- William Abbott Oldfather (US-Amerikaner, 1880–1945)
- Revilo Pendleton Oliver (US-Amerikaner, 1908–1994)
- André Oltramare (Schweizer, 1884–1947)
- Richard Broxton Onians (Brite, 1899–1986)
- Hans Oppermann (Deutscher, 1895–1982)
- Johann Caspar von Orelli (Schweizer, 1787–1849)
- S. Stanhope Orris (US-Amerikaner, 1838–1905)
- Álvaro d’Ors (Spanier, 1915–2004)
- Friedrich Gotthilf Osann (Deutscher, 1794–1858)
- Hermann Ostern (Deutscher, 1883–1944)
- Georg Ostrogorsky (Russe, 1902–1976)
- Brooks Otis (US-Amerikaner, 1908–1977)
- Friedrich Wilhelm Otto (Deutscher, 1805–1866)
- Walter F. Otto (Deutscher, 1874–1958)

### P
- Lewis R. Packard (US-Amerikaner, 1838–1884)

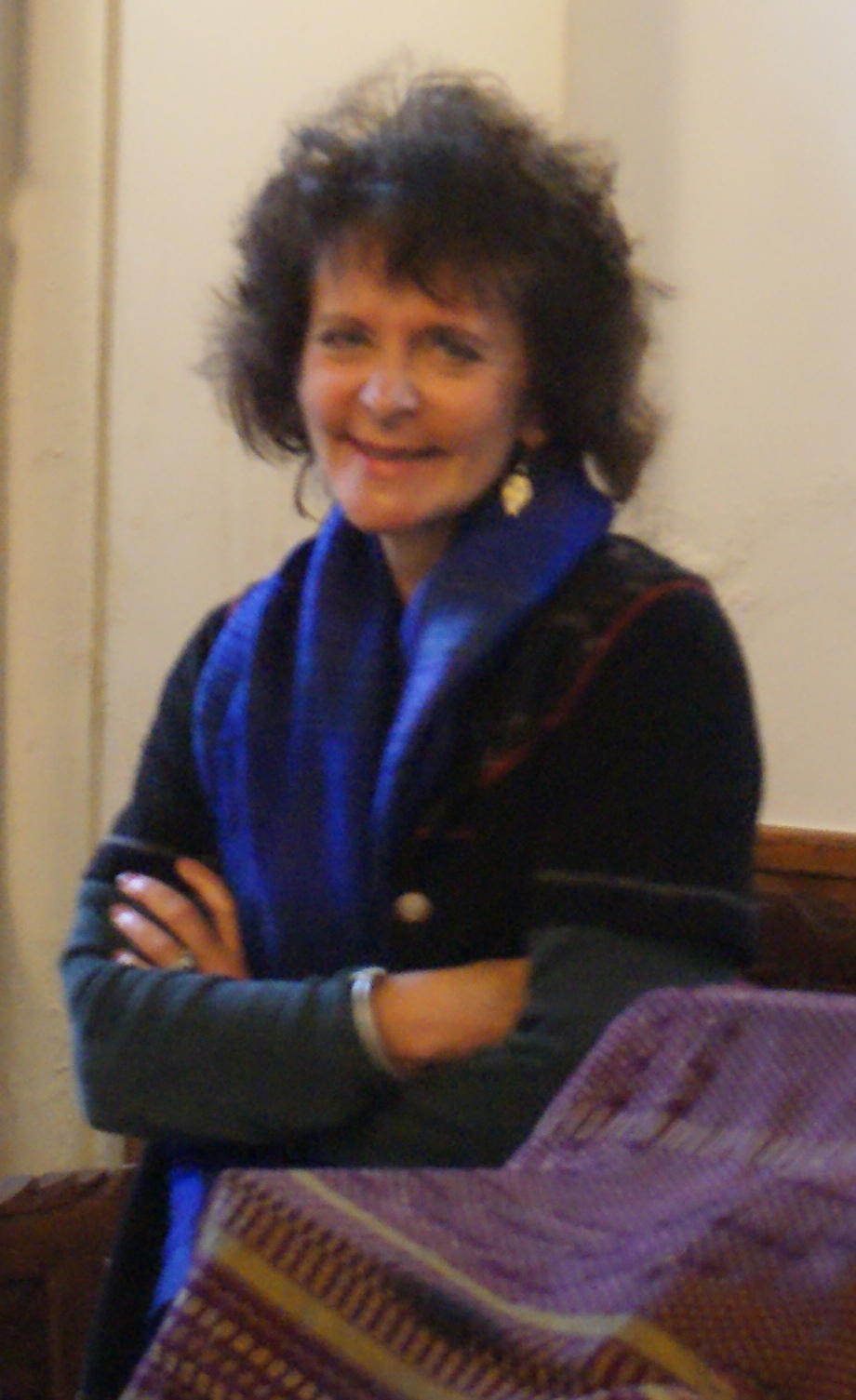
Ruth Padel

- Denys Lionel Page (Brite, 1908–1978)
- Wilhelm Matthäus Pahl (Deutscher, 1795–1875)
- Johann Friedrich Palm (Deutscher, 1813–1871)
- Ugo Enrico Paoli (Italiener, 1884–1963)
- Wilhelm Pape (Deutscher, 1807–1854)
- Charles Pomeroy Parker (US-Amerikaner, 1852–1916)
- Milman Parry (US-Amerikaner, 1902–1935)
- Giorgio Pasquali (Italiener, 1885–1952)Giorgio Pasquali

Giorgio Pasquali

- Franz Passow (Deutscher, 1786–1833)Franz Passow

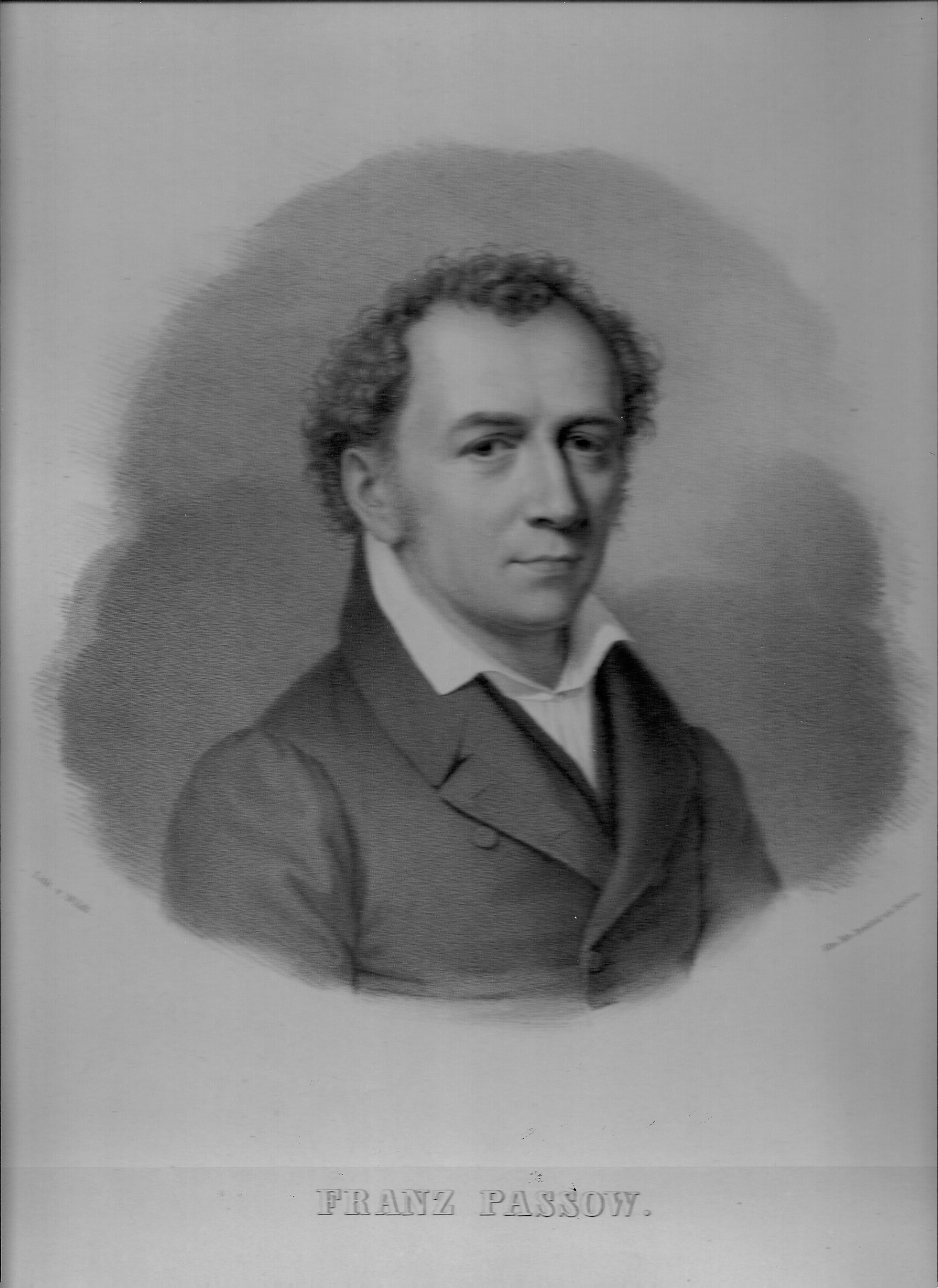
Franz Passow

- Wolfgang Passow (Deutscher, 1786–1833)
- William Roger Paton (Brite, 1857–1921)
- Harald Patzer (Deutscher, 1910–2005)
- Edwin Patzig (Deutscher, 1846–1929)
- Karl von Paucker (Deutscher, 1820–1883)
- Adolph Frederick Pauli (US-Amerikaner, 1893–1976)
- August Friedrich Pauly (Deutscher, 1797–1845)
- Josef Pavlu (Österreicher, 1877–1948)
- Alfred Chilton Pearson (Brite, 1861–1935)
- Arthur Stanley Pease (US-Amerikaner, 1881–1964)
- Tracy Peck (US-Amerikaner, 1838–1921)
- Werner Peek (Deutscher, 1904–1994)
- Petrus Hofman Peerlkamp (Niederländer, 1786–1865)
- Rudolf Peiper (Deutscher, 1834–1898)
- Rudolf Peppmüller (Deutscher, 1843–1911)
- Bernadotte Perrin (US-Amerikaner, 1847–1920)
- Ben Edwin Perry (US-Amerikaner, 1892–1968)
- Hermann Peter (Deutscher, 1837–1914)
- Christian Petersen (Deutscher, 1802–1872)
- Leiva Petersen (Deutsche, 1912–1992)
- Michael Petschenig (Österreicher, 1845–1923)
- Heinrich Friedrich Pfannkuche (Deutscher, 1766–1833)
- Karl Arno Pfeiff (Deutscher, 1909–1997)
- Rudolf Pfeiffer (Deutscher, 1889–1979)
- Friedrich Pfister (Deutscher, 1883–1967)
- Raimund Pfister (Deutscher, 1911–2004)
- Georg Pfligersdorffer (Österreicher, 1916–2005)
- Hermann von der Pfordten (Deutscher, 1857–1933)
- Adolf Philippi (Deutscher, 1843–1918)
- Friedrich Philippi (Deutscher, 1853–1930)
- Adolf Philippi (Deutscher, 1843–1918)
- Robert Philippson (Deutscher, 1858–1942)
- Aristides Phoutrides (Grieche, 1887–1923)
- Arthur W. Pickard-Cambridge (Brite, 1873–1952)
- Gustav Pinzger (Deutscher, 1800–1838)
- Édouard des Places (Franzose, 1900–2000)
- Karl Christian Planck (Deutscher, 1819–1880)
- Wilhelm Plankl (Österreicher, 1900–1958)
- Otto Plasberg (Deutscher, 1869–1924)
- Samuel Ball Platner (US-Amerikaner, 1863–1921)
- Christian Friedrich Platz (Deutscher, 1800–1876)
- Frédéric Plessis (Franzose, 1851–1942)
- Jakob Pley (Deutscher, 1886–1974)
- Hans Theodor Plüss (Deutscher, 1845–1919)
- Wilhelm Pökel (Deutscher, 1819–1897)
- Hans Poeschel (Deutscher, 1882–1948)
- Viktor Pöschl (Deutscher, 1910–1997)
- Max Pohlenz (Deutscher, 1872–1962)
- Franz Poland (Deutscher, 1857–1945)
- Erwin Pollack (Deutscher, 1863–1915)
- Hans Pomtow (Deutscher, 1859–1925)
- Ernst Friedrich Poppo (Deutscher, 1794–1866)
- Richard Porson (Brite, 1759–1808)
- Levi Arnold Post (US-Amerikaner, 1889–1971)
- Enoch Powell (Brite, 1912–1998)
- Karl Praechter (Deutscher, 1858–1933)
- Carl von Prantl (Deutscher, 1820–1888)
- Claire Préaux (Belgierin, 1904–1979)
- Theodor Preger (Deutscher, 1866–1911)
- Karl Preisendanz (Deutscher, 1883–1968)
- Richard Preiser (Deutscher, 1871–1945)
- Ludwig Preller (Deutscher, 1809–1861)
- William Kelly Prentice (US-Amerikaner, 1871–1964)
- Henry W. Prescott (US-Amerikaner, 1874–1943)
- Alexander Pridik (Deutscher, 1864–1936)
- Carl Prien (Deutscher, 1818–1896)
- Karl Prinz (Österreicher, 1872–1945)
- Rudolf Prinz (Deutscher, 1847–1890)
- W. Kendrick Pritchett (US-Amerikaner, 1909–2007)
- Gustaw Przychocki (Pole, 1884–1947)

### Q
- Gustav Queck (Deutscher, 1822–1897)

### R
- Abraham Gottlieb Raabe (Deutscher, 1764–1845)
- Paul Rabbow (Deutscher, 1867–1956)
- Hugo Rabe (Deutscher, 1867–1932)
- Georg Raddatz (Deutscher, 1885–1945)
- Ludwig Radermacher (Deutscher, 1867–1952)
- Karl Radinger von Radinghofen (Österreicher, 1869–1921)
- Vukašin Radišić (Serbe, 1810–1843)
- Hans Ræder (Däne, 1869–1959)
- Edward Kennard Rand (US-Amerikaner, 1871–1945)
- Karl Ferdinand Ranke (Deutscher, 1802–1876)
- Maurice Rat (Franzose, 1893–1969)
- Rudolf Rauchenstein (Schweizer, 1798–1879)
- Johann Ernst Arminius von Rauschenplat (Deutscher, 1807–1868)
- John Earle Raven (Brite, 1914–1980)
- Otto Regenbogen (Deutscher, 1891–1966)
- Albert Rehm (Deutscher, 1871–1949)
- Bernhard Rehm (Deutscher, 1909–1942)
- Johann Friedrich Jacob Reichenbach (Deutscher, 1760–1839)
- James Smith Reid (Brite, 1846–1926)
- August Reifferscheid (Deutscher, 1835–1887)
- Karl Reinhardt (Deutscher, 1886–1958)
- Emil Reisch (Österreicher, 1863–1933)
- Friedrich Reisch (Deutscher, 1881–1921)
- Karl Christian Reisig (Deutscher, 1792–1829)
- Siegfried Reiter (Österreicher, 1863–1943)
- Erich Reitzenstein (Deutscher, 1897–1976)
- Richard Reitzenstein (Deutscher, 1861–1931)
- Friedrich Wolfgang Reiz (Deutscher, 1733–1790)
- Heinrich Christian Michael Rettig (Deutscher, 1795–1836)
- Claude-Odon Reure (Franzose, 1848–1923)
- Helga Reusch (Deutsche, 1916–1978)
- Franz Josef Hermann Reuter (Deutscher, 1799–1873)
- Olivier Reverdin (Schweizer, 1913–2000)
- Maximilian Riba (Österreicher, 1861–1929)
- Otto Ribbeck (Deutscher, 1827–1898)Otto Ribbeck

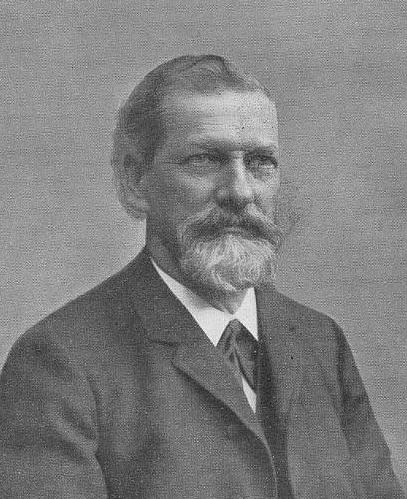
Otto Ribbeck

- Woldemar Ribbeck (Deutscher, 1830–1902)
- Franz Richter (Deutscher, 1882–1917)
- Gustav Richter (Deutscher, 1838–1904)
- Otto Friedrich von Richter (Deutscher, 1791–1816)
- Will Richter (Deutscher, 1910–1984)
- Joseph Esmond Riddle (US-Amerikaner, 1804–1859)
- William Ridgeway (Brite, 1858–1926)
- Wilhelm Riemschneider (Deutscher, 1896–1942)
- Alexander Riese (Deutscher, 1840–1922)
- Ernst Riess (Deutscher und US-Amerikaner, 1865–1947)
- Paul Riewald (Deutscher, 1888–1915)
- Friedrich Anton Rigler (Deutscher, 1797–1874)
- Ernst Risch (Schweizer, 1911–1988)
- Friedrich Ritschl (Deutscher, 1806–1876)Friedrich Ritschl

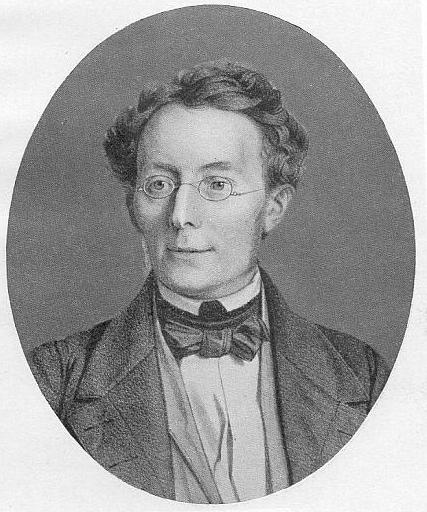
Friedrich Ritschl

- Franz Ritter (Deutscher, 1803–1875)
- Albert Rivaud (Franzose, 1876–1955)
- Edmund Yard Robbins (US-Amerikaner, 1867–1942)
- Carl Robert (Deutscher, 1850–1922)Carl Robert

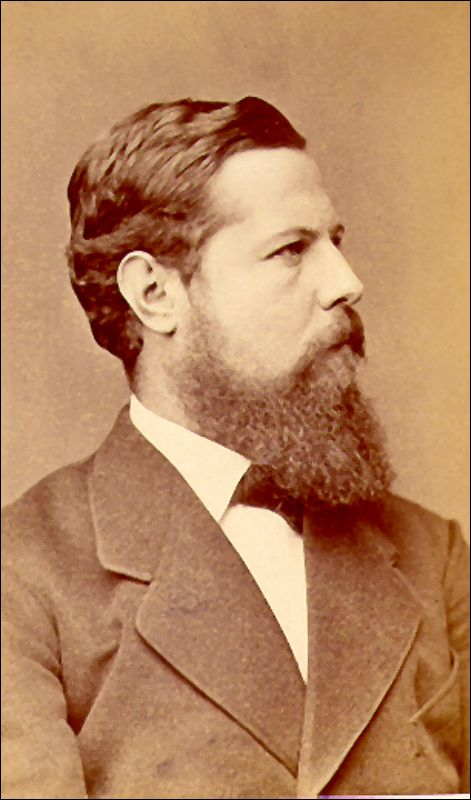
Carl Robert

- Lorenzo Rocci (Italiener, 1864–1950)
- Adolf Römer (Deutscher, 1843–1913)
- Egon Römisch (Deutscher, 1909–1976)
- Erwin Rohde (Deutscher, 1845–1898)Erwin Rohde

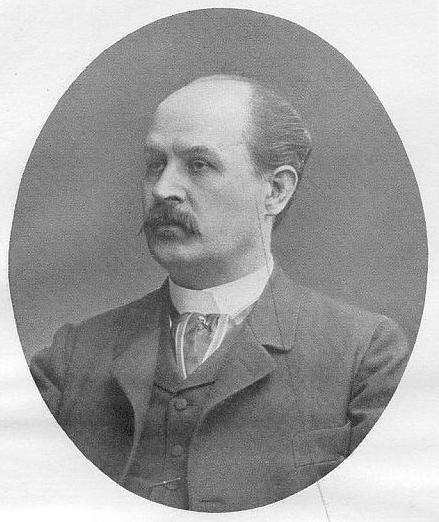
Erwin Rohde

- Georg Rohde (Deutscher, 1899–1960)
- Jacqueline de Romilly (Französin, 1913–2010)
- Christoph Rommel (Deutscher, 1781–1859)
- Hans Rommel (Deutscher, 1890–1979)
- Alessandro Ronconi (Italiener, 1909–1982)
- Antoon Gerard Roos (Niederländer, 1877–1953)
- Wilhelm Heinrich Roscher (Deutscher, 1845–1923)
- Herbert Jennings Rose (Brite, 1883–1961)
- Valentin Rose (Deutscher, 1829–1916)
- Georg Rosenthal (Deutscher, 1874–1934)
- August Rossbach (Deutscher, 1823–1898)
- Otto Rossbach (Deutscher, 1858–1931)
- Valentin Rost (Deutscher, 1790–1862)
- Moritz Rothert (Deutscher, 1802–1886)
- Max Rothstein (Deutscher, 1859–1940)
- William H. D. Rouse (Brite, 1863–1950)
- Louis Roussel (Franzose, 1881–1971)
- Jacques Adolphe Charles Rovers (Niederländer, 1803–1874)
- Henry T. Rowell (US-Amerikaner, 1904–1974)
- Hans Rubenbauer (Deutscher, 1885–1963)
- Max Rubensohn (Deutscher, 1864–1913)
- Gunnar Rudberg (Schwede, 1880–1954)
- Walter Rüegg (Schweizer, 1918–2015)
- Friedrich Karl Rumpf (Deutscher, 1772–1824)
- Ernst Rupprecht (Deutscher, 1910–1941)
- Karl Rupprecht (Deutscher, 1889–1970)
- William Gunion Rutherford (Brite, 1853–1907)
- Alois Rzach (Österreicher, 1850–1935)

### S
- Eva Sachs (Deutsche, 1882–1936)
- Paul Sakolowski (Deutscher, 1872–1913)
- Ernst Samter (Deutscher, 1868–1926)
- Francis Henry Sandbach (Brite, 1903–1991)
- John Edwin Sandys (Brite, 1844–1922)
- Gustav Christoph Sarpe (Deutscher, 1779–1830)
- Gustav Albert Sauppe (Deutscher, 1802–1870)
- Hermann Sauppe (Deutscher, 1809–1893)Hermann Sauppe

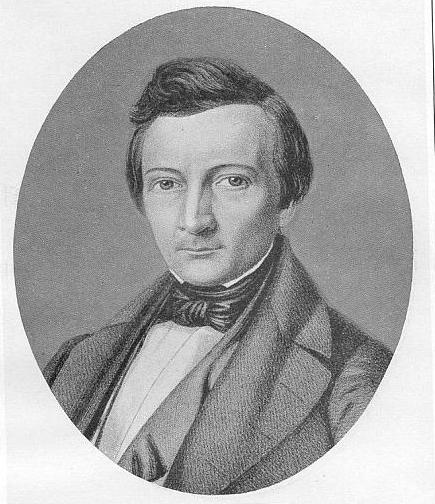
Hermann Sauppe

- Wolfgang Schadewaldt (Deutscher, 1900–1974)
- Erenbert Josef Schächer (Österreicher, 1900–1974)
- Heinrich Wilhelm Schaefer (Deutscher, 1835–1892)
- Gottfried Heinrich Schäfer (Deutscher, 1764–1840)
- Martin Schanz (Deutscher, 1842–1914)
- Edward G. Schauroth (US-Amerikaner, 1888–1954)
- Eduard Scheer (Deutscher, 1840–1916)
- Karl Friedrich Scheibe (Deutscher, 1812–1869)
- Gerhard Scheibner (Deutscher, 1912–1994)
- Felix Scheidweiler (Deutscher, 1886–1958)
- Renata von Scheliha (Deutsche, 1901–1967)
- Arno Schenk (Deutscher, 1883–1943)
- Heinrich Schenkl (Österreicher, 1859–1919)
- Karl Schenkl (Österreicher, 1827–1900)
- Georg Schepss (Deutscher, 1852–1897)
- Otmar Schissel von Fleschenberg (Österreicher, 1884–1943)
- Franz Eugen Schlachter (Schweizer, 1859–1911)
- Friedrich Schleiermacher (Deutscher, 1768–1834)Friedrich Schleiermacher

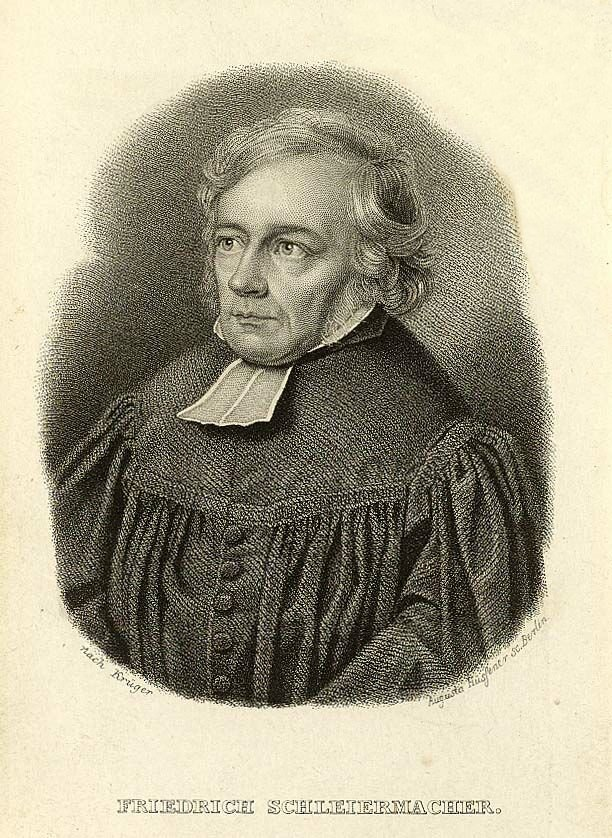
Friedrich Schleiermacher

- Eilhard Schlesinger (Deutscher, 1909–1968)
- Friedrich von Schlichtegroll (Deutscher, 1765–1822)
- Johann Christoph Schlüter (Deutscher, 1767–1841)
- August Schmekel (Deutscher, 1857–1934)
- Wilhelm Schmid (Deutscher, 1859–1951)
- Wolfgang Schmid (Deutscher, 1913–1980)
- Bernhard Schmidt (Deutscher, 1837–1917)
- Johannes Schmidt (Deutscher, 1850–1894)
- Johannes Schmidt (Deutscher, 1861–1926)
- Leopold Schmidt (Deutscher, 1824–1892)
- Magdalena Schmidt (Deutsche, 1885–1966)
- Max C. P. Schmidt (Deutscher, 1853–1918)
- Moritz Schmidt (Deutscher, 1823–1888)
- Friedrich Gotthelf Benjamin Schmieder (Deutscher, 1770–1838)
- Leonhard Schmitz (Deutscher, 1807–1890)
- Wilhelm Schmitz (Deutscher, 1828–1898)
- Johann Gottlob Theaenus Schneider (Deutscher, 1750–1822)
- Johannes Schneider (Deutscher, 1910–2006)
- Karl Ernst Christoph Schneider (Deutscher, 1786–1856)
- Otto Schneider (Deutscher, 1815–1880)
- Richard Schneider (Deutscher, 1835–1917)
- Friedrich Wilhelm Schneidewin (Deutscher, 1810–1856)Friedrich Wilhelm Schneidewin

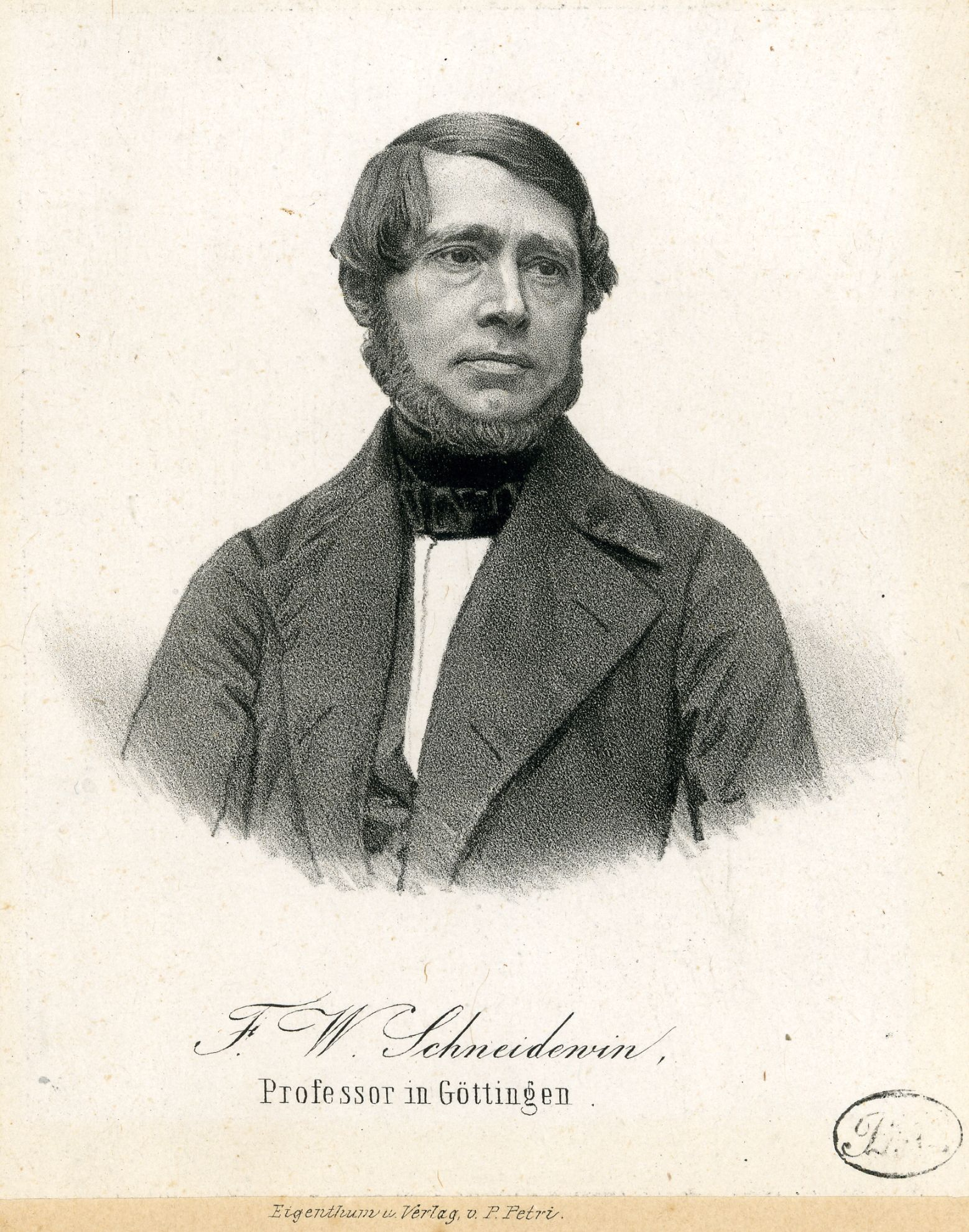
Friedrich Wilhelm Schneidewin

- Max Schneidewin (Deutscher, 1843–1931)
- Karl Schnelle (Deutscher, 1831–1890)
- Harry C. Schnur (Deutsch-US-Amerikaner, 1907–1979)
- Adolf Schöll (Deutscher, 1805–1882)
- Fritz Schöll (Deutscher, 1850–1919)
- Rudolf Schöll (Deutscher, 1844–1893)
- Georg Friedrich Schömann (Deutscher, 1793–1879)
- Alfred Schöne (Deutscher, 1836–1918)
- Hermann Schöne (Deutscher, 1870–1941)
- Wilhelm Schöne (Deutscher, 1887–?)
- Alwyn Faber Scholfield (Brite, 1884–1969)
- Ludwig Schopen (Deutscher, 1799–1867)
- Moses Schorr (Pole, 1874–1941)
- Rudolf Schottlaender (Deutscher, 1900–1988)
- Hermann Schrader (Deutscher, 1841–1916)
- Emil Schreiner (Deutscher und Norweger, 1831–1910)
- Otto Schröder (Deutscher, 1851–1937)
- Helmut Schroff (Deutscher, 1901–1945)
- Johann Heinrich Christian Schubart (Deutscher, 1800–1885)
- Wilhelm Schubart (Deutscher, 1873–1960)
- Julius Schubring (Deutscher, 1839–1914)
- Konrad Schubring (Deutscher, 1911–1966)
- Christian Gottfried Schütz (Deutscher, 1747–1832)
- Otto Schulthess (Deutscher, 1862–1939)
- August Schultz (Deutscher, 1852–1889)
- Hermann Schultz (Deutscher, 1881–1915)
- Johann Matthias Schultz (Deutscher, 1771–1849)
- Wilhelm Schulze (Deutscher, 1863–1935)
- Mauriz Schuster (Österreicher, 1879–1952)
- Ludwig von Schwabe (Deutscher, 1835–1908)
- Moshe Schwabe (Deutscher und Israeli, 1889–1956)
- Eduard Schwartz (Deutscher, 1858–1940)Eduard Schwartz

Eduard Schwartz

- Albert Schwegler (Deutscher, 1819–1857)
- Johann Gottfried Schweighäuser (Deutscher, 1776–1844)
- Johannes Schweighäuser (Deutscher, 1742–1830)
- Konrad Schwenck (Deutscher, 1793–1864)
- Walther Schwering (Deutscher, 1885–1915)
- Eduard Schwyzer (Schweizer, 1874–1943)
- Hans-Rudolf Schwyzer (Schweizer, 1908–1993)
- John A. Scott (US-Amerikaner, 1867–1947)
- Robert Scott (Brite, 1811–1887)
- Heinrich Stephan Sedlmayer (Österreicher, 1855–1928)
- Gottfried Seebode (Deutscher, 1792–1868)
- Ludwig Seeger (Deutscher, 1810–1864)
- Otto Seel (Deutscher, 1907–1975)
- Konrad Seeliger (Deutscher, 1852–1929)
- Emil Seelmann-Eggebert (Deutscher, 1859–1915)
- August Seidler (Deutscher, 1779–1851)
- William Young Sellar (Brite, 1825–1890)
- Kurt Selle (Ukrainer, ?–1937)
- Wolfgang Seyfarth (Deutscher, 1906–1985)
- Moritz Ludwig Seyffert (Deutscher, 1809–1872)
- Oskar Seyffert (Deutscher, 1841–1906)
- Thomas Day Seymour (US-Amerikaner, 1848–1907)
- D. R. Shackleton Bailey (Brite, 1917–2005)
- Paul Shorey (Deutscher, 1857–1934)Paul Shorey

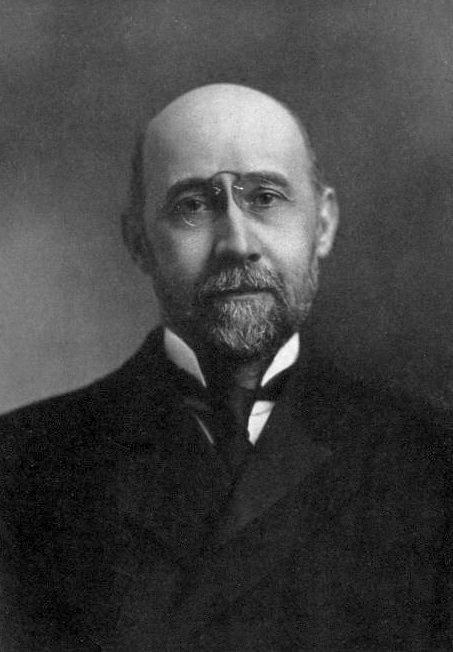
Paul Shorey

- Martin Sicherl (Deutscher, 1914–2009)
- Karl Wilhelm Siebdrat (Deutscher, 1770–1934)
- Karl Gottfried Siebelis (Deutscher, 1769–1843)
- Max Siebourg (Deutscher, 1863–1936)
- Justus Siegismund (Deutscher, 1851–1876)
- Ernst Siegmann (Deutscher, 1915–1981)
- Wilhelm Sieveking (Deutscher, 1895–1946)
- Gottlob Reinhold Sievers (Deutscher, 1811–1866)
- Georg Sigwart (Deutscher, 1881–1952)
- Gabriel Rudolf Ludwig von Sinner (Schweizer, 1801–1860)
- Karl Sintenis (Deutscher, 1806–1867)
- Ernst Sittig (Deutscher, 1887–1955)
- Karl Sittl, auch Carl Sittl (Deutscher, 1862–1899)
- Jakob Sitzler (Deutscher, 1851–1927)
- Johann Andreas Sixt (Deutscher, 1742–1810)
- Franz Skutsch (Deutscher, 1865–1912)Franz Skutsch

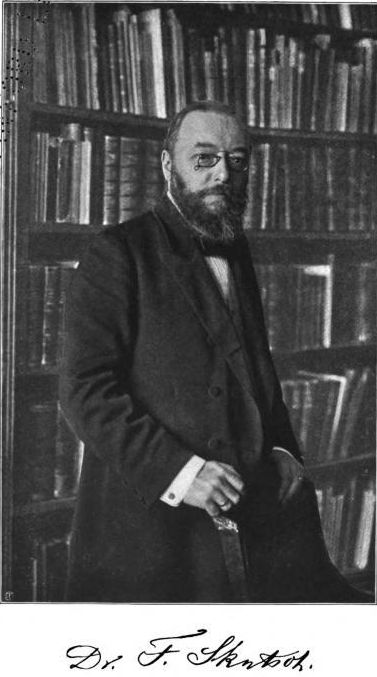
Franz Skutsch

- Otto Skutsch (Deutscher, 1906–1990)
- Charles Forster Smith (US-Amerikaner, 1852–1931)
- Clement Lawrence Smith (US-Amerikaner, 1844–1909)
- William Smith (Brite, 1813–1893)
- Herbert Weir Smyth (Deutscher, 1857–1937)
- Bruno Snell (Deutscher, 1896–1986)
- Frank M. Snowden, Jr. (US-Amerikaner, 1911–2007)
- Friedrich Solmsen (Deutscher und US-Amerikaner, 1904–1989)
- Christian Lorenz Sommer (Deutscher, 1796–1846)
- Édouard Sommer (Franzose, 1822–1866)
- Ferdinand Johann Sommer (Deutscher, 1875–1962)
- Julius Sommerbrodt (Deutscher, 1813–1903)
- Peter Sonnenburg (Deutscher, 1859–1944)
- Walther Sontheimer (Deutscher, 1890–1984)
- Evangelinos Apostolides Sophokles (Grieche, 1807–1883)
- Leonhard Spengel (Deutscher, 1803–1880)
- Friedrich Spiro (Deutscher, 1863–1940)
- Franz Spitzner (Deutscher, 1787–1841)
- Friedrich August Wilhelm Spohn (Deutscher, 1792–1824)
- Hermann Stadler (Deutscher, 1861–1921)
- Hugo Stadtmüller (Deutscher, 1845–1906)
- Friedrich Stählin (Deutscher, 1874–1936)
- Otto Stählin (Deutscher, 1868–1949)
- Johann Matthias Stahl (Deutscher, 1833–1916)
- Johann Gottfried Stallbaum (Deutscher, 1793–1861)
- William Bedell Stanford (Ire, 1910–1984)
- Thomas Stangl (Deutscher, 1854–1921)
- Rudolf Stark (Deutscher, 1912–1966)
- Viktor Stegemann (Deutscher, 1902–1948)
- Willy Stegemann (Deutscher, 1889–1946)
- Carl Stegmann (Deutscher, 1852–1929)
- Wolf Steidle (Deutscher, 1910–2003)
- Karl Steinhart (Deutscher, 1801–1872)
- Elias von Steinmeyer (Deutscher, 1848–1922)
- Eduard Stemplinger (Deutscher, 1870–1964)
- Heinrich Stengel (Deutscher, 1884–1970)
- Paul Stengel (Deutscher, 1851–1929)
- Julius Stenzel (Deutscher, 1883–1935)
- Ernst von Stern (Deutsch-Russe, 1859–1924)
- Leon Sternbach (Pole, 1864–1940)
- Paul Stettiner (Deutscher, 1862–1941)
- Hermann Steuding (Deutscher, 1850–1917)
- Joseph Stöckle (Deutscher, 1844–1893)
- Franz Stoessl (Österreicher, 1910–1988)
- Heinrich Wilhelm Stoll (Deutscher, 1819–1890)
- Bernardus Hendrikus Stolte (Niederländer, 1912–1985)
- Friedrich Stolz (Deutscher, 1850–1915)
- Selatie Edgar Stout (US-Amerikaner, 1871–1969)
- Joseph Maria Stowasser (Österreicher, 1854–1910)
- Hans Strache (Deutscher, 1886–1917)
- Wilhelm Theodor Streuber (Deutscher, 1816–1857)
- Eduard Ströbel (Deutscher, 1860–1919)
- Hans Strohm (Deutscher, 1908–1998)
- Johannes Stroux (Deutscher, 1886–1954)
- Theodor Struve (Deutscher, 1816–1886)
- Duane Reed Stuart (US-Amerikaner, 1873–1941)

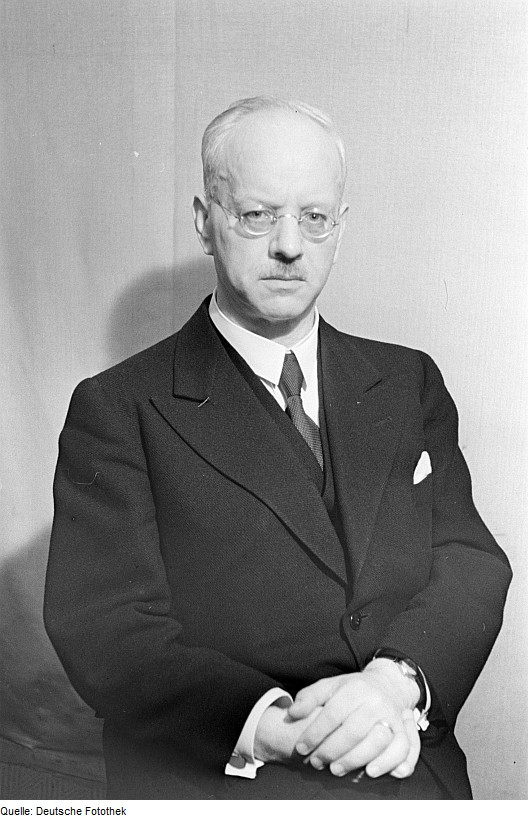
Johannes Stroux

- Frank Henry Stubbings (Brite, 1915–2005)
- Wilhelm Studemund (Deutscher, 1843–1889)
- Diedrich Rudolf Stürenburg (Deutscher, 1811–1856)
- Heinrich Stürenburg (Deutscher, 1847–1934)
- Wilhelm Stüve (Deutscher, 1872–1921)
- Friedrich Wilhelm Sturz (Deutscher, 1762–1832)
- Reinhard Suchier (Deutscher, 1823–1907)
- Siegfried Sudhaus (Deutscher, 1863–1914)
- Rudolf Sühnel (Deutscher, 1907–2007)
- Wilhelm Süß (Deutscher, 1882–1969)
- Berthold Suhle (Deutscher, 1837–1904)
- Johannes Sundwall (Finne, 1877–1966)
- Franz Susemihl (Deutscher, 1826–1901)Franz Susemihl

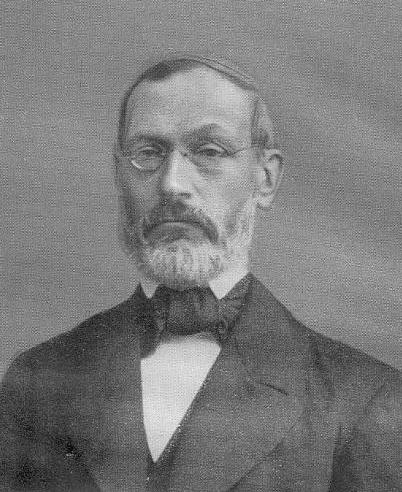
Franz Susemihl

- Josef Svennung (Schwede, 1895–1985)
- Johannes Sykutris (Grieche, 1901–1937)
- Árpád Szabó (Ungar, 1913–2001)

### T
- Gottlieb Lukas Friedrich Tafel (Deutscher, 1787–1860)
- Julius Tambornino (Deutscher, 1885–1964)
- Karlmann Tangl (Österreicher, 1799–1866)
- Lily Ross Taylor (US-Amerikanerin, 1886–1969)
- Esaias Tegnér (Deutscher, 1782–1846)
- Nicola Terzaghi (Italiener, 1880–1964)
- Wilhelm Siegmund Teuffel (Deutscher, 1820–1878)
- Theodor Thalheim (Deutscher, 1847–1921)
- Willy Theiler (Dedutscher, 1899–1977)
- Georg Thiele (Deutscher, 1866–1917)
- Richard Thiele (Deutscher, 1846–1907)
- Paul Thielscher (Deutscher, 1881–1962)
- Andreas Thierfelder (Deutscher, 1903–1986)
- Friedrich Thiersch (Deutscher, 1784–1860)
- Emil Thomas (Deutscher, 1858–1923)
- Émile Thomas (Franzose, 1843–1923)
- George Derwent Thomson (Brite, 1903–1987)
- Eduard Thraemer (Deutscher, 1843–1916)
- Georg Thudichum (Deutscher, 1794–1873)
- Carl Olof Thulin (Schwede, 1871–1921)
- Charles Thurot (Franzose, 1823–1882)
- Édouard Tièche (Franzose, 1877–1962)
- Rudolf Till (Deutscher, 1911–1979)
- Maria Timpanaro Cardini (Italienerin, 1890–1978)
- Karl Tittel (Deutscher, 1872–1943)
- Jaroslav Tkáč (Österreicher, 1871–1927)
- Johannes Tolkiehn (Deutscher, 1865–1933)
- Adolf Torstrik (Deutscher, 1821–1877)
- Antonio Tovar (Spanier, 1911–1984)
- Ludwig Traube (Deutscher, 1861–1907)Ludwig Traube

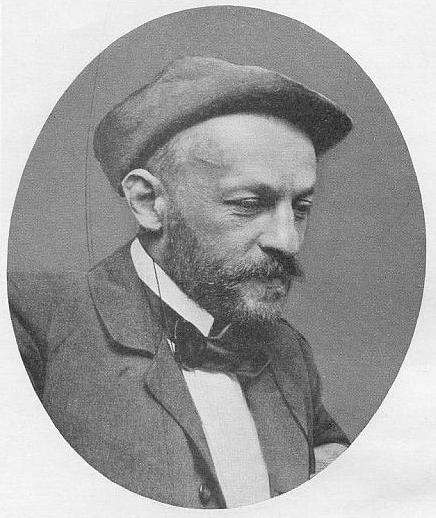
Ludwig Traube

- Samuel P. Tregelles (Brite, 1813–1875)
- Hans Treidler (Deutscher, 1891–1968)
- Adolf Trendelenburg (Deutscher, 1844–1941)
- Alois Tresp (Deutscher, 1884–1973)
- Max Treu (Deutscher, 1842–1915)
- Konrad Trieber (Deutscher, 1842–1913)
- Mary Luella Trowbridge (US-Amerikanerin, 1894–1941)
- Constantine A. Trypanis (Grieche, 1909–1993)
- Rudolf Tschudi (Schweizer, 1884–1960)
- Karl Tümpel (Deutscher, 1855–1940)
- Gustav Türk (Deutscher, 1870–1948)
- Eric Gardner Turner (Brite, 1911–1983)
- Alexander Turyn (Pole und US-Amerikaner, 1900–1981)

### U
- Gustav Uhlig (Deutscher, 1838–1914)
- Friedrich August Ukert (Deutscher, 1780–1851)
- Heinrich Ulrichs (Deutscher, 1807–1843)
- Franz Umpfenbach (Deutscher, 1835–1885)
- Heinrich Ludwig Urlichs (Deutscher, 1864–1935)
- Ludwig von Urlichs (Deutscher, 1813–1889)
- Hermann Usener (Deutscher, 1834–1905)Hermann Usener

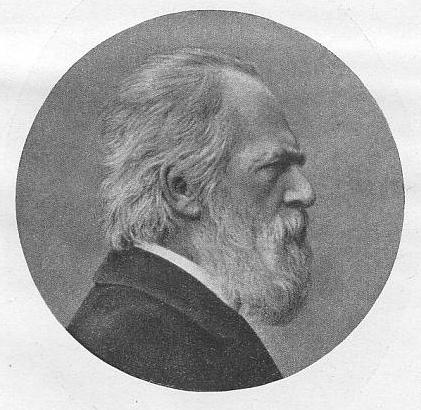
Hermann Usener

- Leonhard Usteri (Schweizer, 1799–1833)

### V
- Veikko Väänänen (Finne, 1905–1997)
- Johannes Vahlen (Deutscher, 1830–1911)Johannes Vahlen

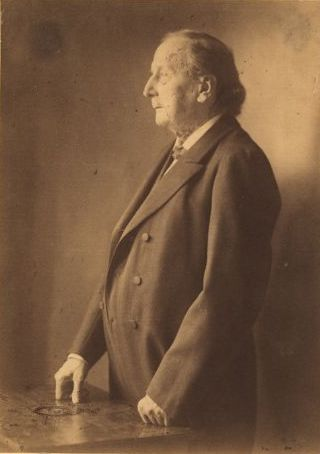
Johannes Vahlen

- Manara Valgimigli (Italiener, 1876–1965)
- Marchinus van der Valk (Niederländer, 1910–1992)
- Tommaso Vallauri (Italiener, 1805–1897)
- Moritz Vermehren (Deutscher, 1829–1893)
- Jean-Pierre Vernant (Franzose, 1914–2007)
- Arthur Verrall (Brite, 1851–1912)
- Paul Viereck (Deutscher, 1865–1944)
- Anton Viertel (Deutscher, 1841–1912)
- Wilhelm Vischer-Bilfinger (Schweizer, 1808–1874)
- Girolamo Vitelli (Deutscher, 1849–1935)
- Johann Theodor Vömel (Deutscher, 1791–1868)
- Paul Vogel (Deutscher, 1856–1911)
- Theodor Vogel (Deutscher, 1856–1911)
- Friedrich Adolf Voigt (Deutscher, 1857–1939)
- Ludwig Voit (Deutscher, 1906–2001)
- Diederich Volkmann (Deutscher, 1838–1903)
- Richard Volkmann (Deutscher, 1832–1892)
- Walter Volkmann (Deutscher, 1857–1909)
- Gustav Volkmar (Deutscher, 1809–1893)
- Friedrich Vollmer (Deutscher, 1867–1923)
- Carsten Redlef Volquardsen (Deutscher, 1824–1875)
- Abraham Voß (Deutscher, 1785–1847)
- Heinrich Voß (Deutscher, 1779–1822)
- Johann Heinrich Voß (Deutscher, 1751–1821)
- Karl Vretska (Österreicher, 1900–1983)

### W
- Kurt Wachsmuth (Deutscher, 1837–1905)
- Richard Wachsmuth (Deutscher, 1840–1910)
- Jacob Wackernagel (Schweizer, 1853–1938)Jakob Wackernagel

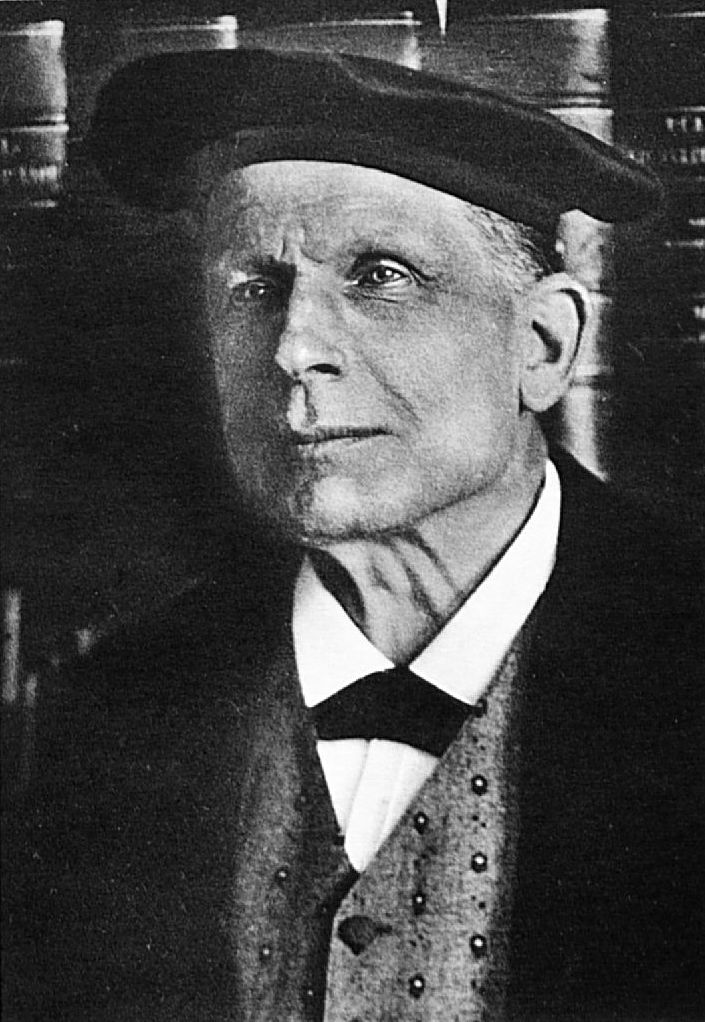
Jakob Wackernagel

- Carl Wagener (Deutscher, 1842–1920)
- Jacobus van Wageningen (Niederländer, 1864–1923)
- Aemilius Wagler (Deutscher, 1817–1883)
- Paul Wagler (Deutscher, 1861–1923)
- Friedrich Wilhelm Wagner (Deutscher, 1814–1857)
- Karl Franz Christian Wagner (Deutscher, 1760–1847)
- Philipp Wagner (Deutscher, 1794–1873)
- Richard Wagner (Deutscher, 1860–1928)
- Richard Wagner (Deutscher, 1860–1937)
- Frank W. Walbank (Brite, 1909–2008)
- Georg Ludwig Walch (Deutscher, 1785–1838)
- Max Wallies (Deutscher, 1856–1925)
- Ernst Christian von Walz (Deutscher, 1802–1857)
- Richard Rudolf Walzer (Deutscher, Brite, 1900–1975)
- Boris Wassiljewitsch Warnecke (Russe, ?–1944)
- Minton Warren (US-Amerikaner, 1850–1907)
- Ernst Christian Wilhelm Weber (Deutscher, 1796–1865)
- Georg Weber (Deutscher, 1808–1888)
- Karl Friedrich Weber (Deutscher, 1794–1861)
- Nikolaus Wecklein (Deutscher, 1843–1926)
- Hans Wegehaupt (Deutscher, 1872–1914)
- Wilhelm Wegehaupt (Deutscher, 1845–1917)
- Jonathan August Weichert (Deutscher, 1788–1844)
- Anton Weiher (Deutscher, 1886–1961)
- Henri Weil (Deutscher und Franzose, 1818–1909)
- Otto Weinreich (Deutscher, 1886–1972)
- Heinrich Weinstock (Deutscher, 1889–1960)
- Stefan Weinstock (Deutscher, 1901–1971)
- Georg Fritz Weiß (Deutscher, 1822–1893)
- Wilhelm Weißbrodt (Deutscher, 1836–1917)
- Hermann Weißenborn (Deutscher, 1813–1886)
- Friedrich Gottlieb Welcker (Deutscher, 1784–1868)Friedrich Gottlieb Welcker

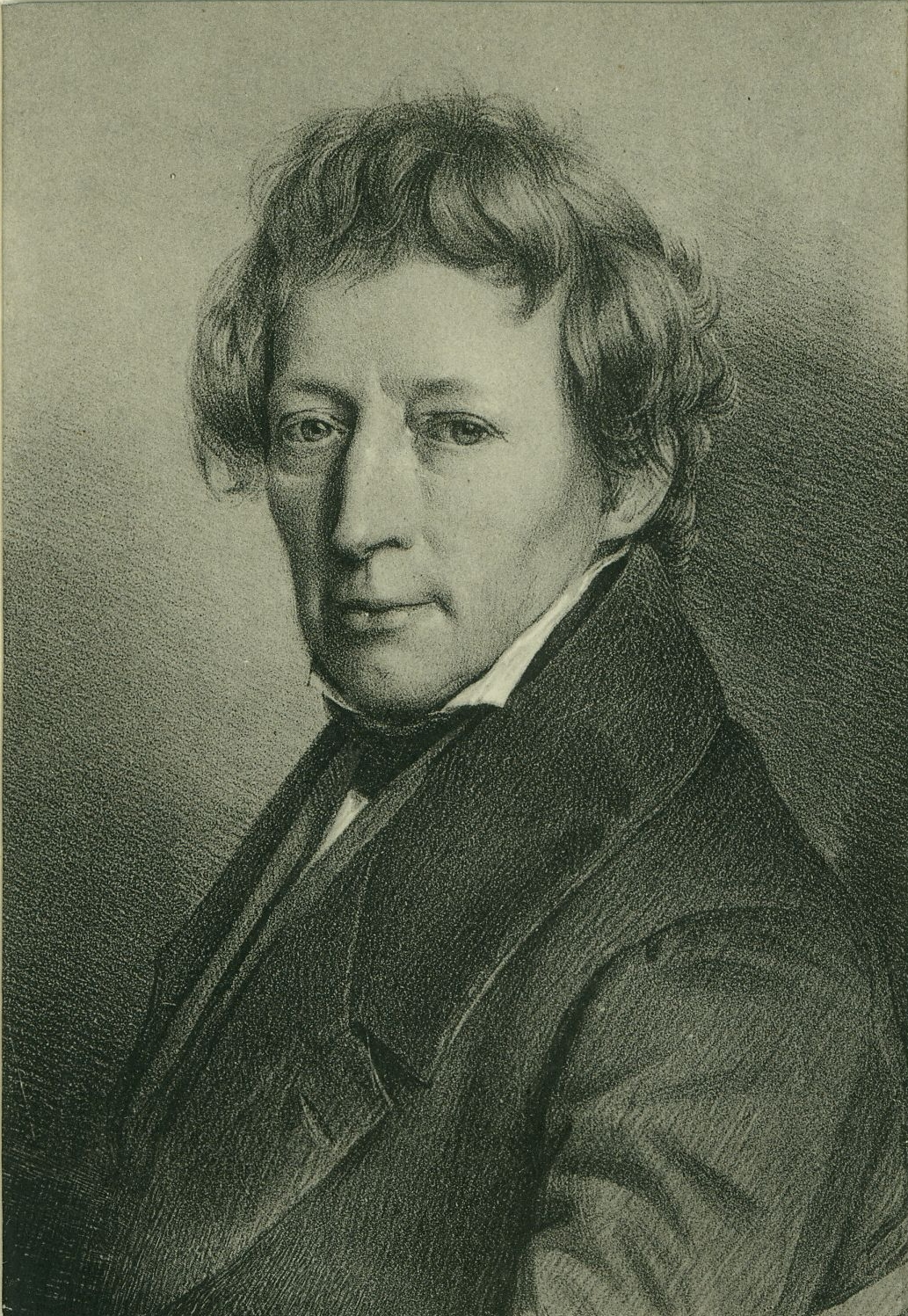
Friedrich Gottlieb Welcker

- August Wellauer (Deutscher, 1798–1831)
- Hermann Weller (Deutscher, 1878–1956)
- Eduard Wellmann (Deutscher, 1842–1918)
- Max Wellmann (Deutscher, 1863–1933)
- Carl Wendel (Deutscher, 1874–1951)
- Paul Wendland (Deutscher, 1864–1915)
- Emil Wendling (Deutscher, 1869–1941)
- Georg Wentzel (Deutscher, 1862–1919)
- Oskar Werner (Deutscher, 1885–unbekannt)
- Konrad Wernicke (Deutscher, 1862–1900)
- Carle Wescher (Franzose, 1832–1904)
- Karl Wessely (Österreicher, 1860–1931)
- Paul Wessner (Deutscher, 1870–1933)
- Leendert Gerrit Westerink (Niederländer, 1913–1990)
- Anton Westermann (Deutscher, 1806–1869)
- Rudolf Westphal (Deutscher, 1826–1892)
- Friedrich Carl Wex (Deutscher, 1801–1865)
- Carl Weyman (Deutscher, 1862–1931)
- Rudolf Weynand (Deutscher, 1875–1952)
- Arthur Leslie Wheeler (US-Amerikaner, 1871–1932)
- Benjamin Ide Wheeler (US-Amerikaner, 1854–1927)
- Friedrich Wieseler (Deutscher, 1811–1892)
- Rudolf Wiggers (Deutscher, 1902–1971)
- Tycho von Wilamowitz-Moellendorff (Deutscher, 1885–1914)
- Ulrich von Wilamowitz-Moellendorff (Deutscher, 1848–1931)Ulrich von Wilamowitz-Moellendorff

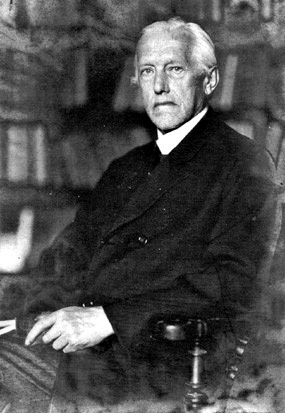
Ulrich von Wilamowitz-Moellendorff

- Adolf Wilhelm (Österreicher, 1864–1950)
- Walter Wili (Schweizer, 1900–1975)
- Geoffrey Arthur Williamson (Brite, 1895–1982)
- Wilhelm Willige (Deutscher, 1890–1963)
- Eduard Williger (Deutscher, 1899–1932)
- August Wilmanns (Deutscher, 1833–1917)
- Franz Winiewski (Deutscher, 1802–1874)
- Lidia Winniczuk (Polin, 1904–1993)
- Paul von Winterfeld (Deutscher, 1872–1905)
- August Wissowa (Deutscher, 1797–1868)
- Georg Wissowa (Deutscher, 1859–1931)
- Kurt Witte (Deutscher, 1885–1950)
- Eduard Wölfflin (Schweizer, 1831–1908)
- Friedrich August Wolf (Deutscher, 1759–1821)
- Alfred Wolff (Deutscher, 1885–1917)
- Erwin Wolff (Deutscher, 1897–1966)
- Donald Ernest Wilson Wormell (Ire, 1908–1990)
- Friedrich Wotke (Österreicher, 1893–1960)
- Curt Woyte (Deutscher, 1879–?)
- Wilmer Cave Wright (US-Amerikanerin, 1868–1951)
- Johann Wrobel (Österreicher, 1831–1909)
- Franz Wüllner (Deutscher, 1798–1842)
- Richard Wünsch (Deutscher, 1869–1915)
- Ernst Wüst (Deutscher, 1875–1959)
- Ernst Friedrich Wüstemann (Deutscher, 1799–1856)
- Pierre Wuilleumier (Franzose, 1904–1979)
- Eduard Wunder (Deutscher, 1800–1869)
- Ernst Karl Friedrich Wunderlich (Deutscher, 1783–1816)
- Max Wundt (Deutscher, 1879–1963)
- Bernhard Wyss (Schweizer, 1905–1986)

### Y
- Ernst Ferdinand Yxem (Deutscher, 1799–1867)

### Z
- Konrad Zacher (Deutscher, 1851–1907)
- Karl Zangemeister (Deutscher, 1837–1902)
- Eduard Zarncke (Deutscher, 1857–1936)
- Karl Zell (Deutscher, 1793–1873)
- Eduard Zeller (Deutscher, 1814–1908)Eduard Zeller

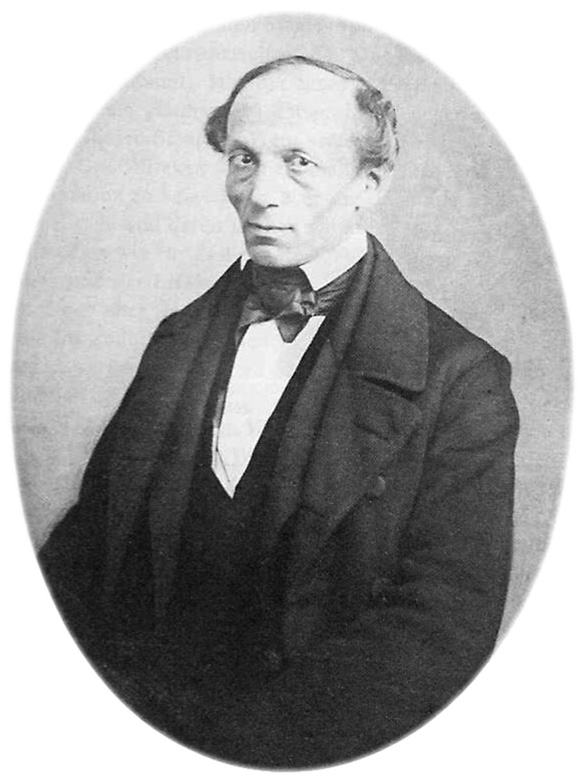
Eduard Zeller

- Grigol Zereteli (Georgier, 1870–1938)
- Konrat Ziegler (Deutscher, 1884–1974)
- Julius Ziehen (Deutscher, 1864–1925)
- Tadeusz Stefan Zieliński (Pole, 1859–1944)
- Henrik Zilliacus (Finne, 1908–1992)
- Albert Zimmermann (Deutscher, 1854–1925)

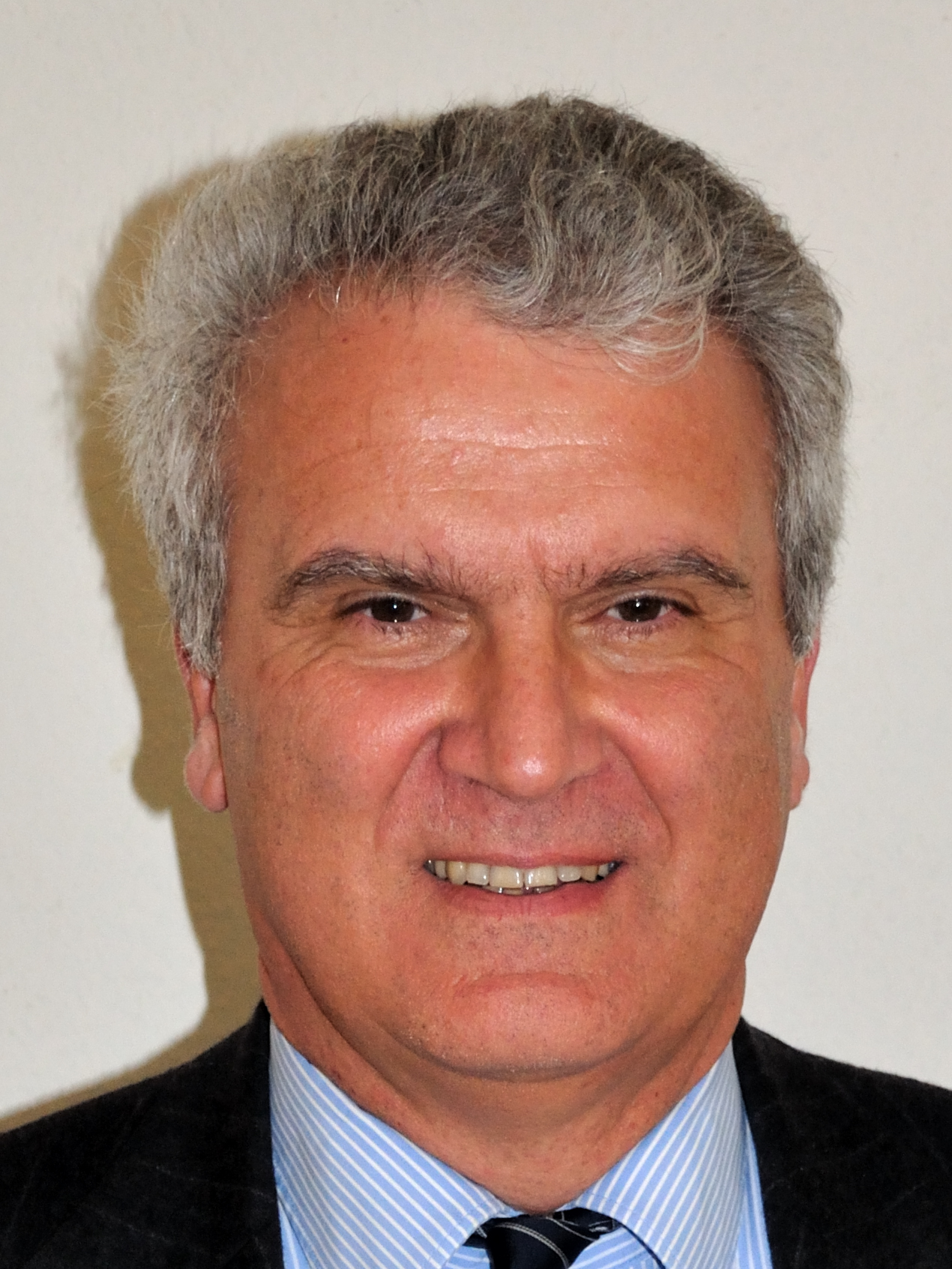
Bernhard Zimmermann

- Franz Zimmermann (Deutscher, 1891–1962)
- Anton Zingerle (Österreicher, 1842–1910)
- Ernst Zinn (Deutscher, 1910–1990)
- Friedrich Zucker (Deutscher, 1881–1973)
- August Wilhelm Zumpt (Deutscher, 1815–1877)
- Karl Gottlob Zumpt (Deutscher, 1792–1849)
- Günther Zuntz (Deutscher und Brite, 1902–1992)

## Gegenwart (Mitte 20. bis 21. Jahrhundert)
siehe auch Kategorie:Altphilologe (20. Jahrhundert), Kategorie:Altphilologe (21. Jahrhundert)

### A
- Michele Abbate (Italiener, * 1970)
- Kenneth Morgan Abbott (US-Amerikaner, 1906–1988)
- Karlhans Abel (Deutscher, 1919–1998)
- Walther Abel (Deutscher, 1906–1987)
- Konrad Adam (Deutscher, * 1942)
- Joachim Adamietz (Deutscher, 1934–1996)
- James Noel Adams (Australier, 1943–2021)
- Arthur William Hope Adkins (Brite, 1929–1996)
- Francisco Rodríguez Adrados (Spanier, 1922–2020)
- Michael von Albrecht (Deutscher, * 1933)
- Keimpe Algra (Niederländer, * 1959)
- Klaus Alpers (Deutscher, 1935–2022)
- Karin Alt (Deutsche, * 1928)
- Franz Altheim (Deutscher, 1898–1976)
- Jochen Althoff (Deutscher, * 1962)
- Wolfgang Aly (Deutscher, 1881–1962)
- Annemarie Ambühl (Deutsche, *)
- Kurt Anliker (Schweizer, 1926–2006)
- Helmut Apffel (Deutscher, 1911–2007)
- Rudolph Arbesmann (US-Amerikaner, 1895–1982)
- Marc-Aeilko Aris (Deutscher, * 1959)
- Arthur Hilary Armstrong (Brite, 1909–1997)
- William Geoffrey Arnott (Brite, 1930–2010)
- Graziano Arrighetti (Italiener, 1928–2017)
- William Arrowsmith (US-Amerikaner, 1924–1992)
- Alexander Arweiler (Deutscher, * 1967)
- Markus Asper (Deutscher, * 1968)
- Erwin Assmann (Deutscher, 1908–1984)
- Ulrike Auhagen (Deutsche, * 1967)
- Francisco Aura Jorro (Spanier, 20. Jahrhundert)
- Roland Gregory Austin (Brite, 1901–1974)
- Colin Austin (Brite, 1941–2010)
- Roland Gregory Austin (Brite, 1901–1974)
- Johanne Autenrieth (Deutsche, 1923–1996)
- Wolfram Ax (Deutscher, 1944–2020)

### B
- Daniel Babut (Franzose, 1929–2009)
- Andreas Bagordo (Italiener, * 1971)
- Thomas Baier (Deutscher, * 1967)
- David Bain (Brite, 1945–2004)
- Barry Baldwin (Brite, * 1937)
- Matthias Baltes (Deutscher, 1940–2003)
- Herbert Bannert (Österreicher, * 1950)
- Alessandro Barchiesi (Italiener, * 1955)
- Marino Barchiesi (Italiener, 1924–1975)
- William Spencer Barrett (Brite, 1914–2001)
- John Penrose Barron (Brite, 1934–2008)
- Klaus Bartels (Deutscher, 1936–2020)
- Heinz-Lothar Barth (Deutscher, * 1953)
- Antonín Bartoněk (Tscheche, 1926–2016)
- Shadi Bartsch (US-Amerikanerin, * 1966)
- Karl Barwick (Deutscher, 1883–1965)
- Gerhard Baudy (Deutscher, * 1950)
- Lydia Baumbach (Südafrikanerin, 1924–1991)
- Manuel Baumbach (Deutscher, * 1970)
- Karl Bayer (Deutscher, 1920–2009)
- Jean Bayet (Franzose, 1886–1969)
- Leo Bazant-Hegemark (Österreicher, * 1945)
- George Ewart Bean (Brite, 1903–1977)
- Jan-Wilhelm Beck (Deutscher, * 1963)
- Carl Becker (Deutscher, 1925–1973)
- Franz Beckmann (Deutscher, 1895–1966)
- Charles Allison Behr (US-Amerikaner, 1934–2007)
- Hugo Beikircher (Italiener, * 1942)
- Marina Belozerskaya (US-Amerikanerin, * 1966)
- Alberto Bernabé Pajares (Spanier, 1946)
- Seth Benardete (US-Amerikaner, 1930–2001)
- Herbert W. Benario (US-Amerikaner, 1929–2022)
- Emmett Leslie Bennett (US-Amerikaner, 1918–2011)
- Lore Benz (Deutsche, * 1962)
- Leif Bergson (Schwede, 1927–1999)
- André Bernand (Franzose, 1923–2013)
- Wolfgang Bernard (Deutscher, * 1960)
- Hans Bernsdorff (Deutscher, * 1965)
- Heinz Berthold (Deutscher, 1927–2017)
- Andreas Beschorner (Deutscher, * 1963)
- Veselin Beševliev (Bulgare, 1900–1992)
- Joseph Jacobus van den Besselaar (Niederländer, 1916–1991)
- Anja Bettenworth (Deutsche, * 1973)
- Maurizio Bettini (Italiener, * 1947)
- Rudolf Beutler (Deutscher, 1911–1975)
- Ernst Bickel (Deutscher, 1876–1961)
- Ludwig Bieler (Österreicher und Ire, 1906–1981)
- Anton Bierl (Deutscher, * 1960)
- Clarence Powers Bill (US-Amerikaner, 1875–1966)
- Margarethe Billerbeck (Schweizerin, * 1945)
- Gerhard Binder (Deutscher, 1937–2023)
- Jürgen Blänsdorf (Deutscher, * 1936)
- Franz Blatt (Däne, 1903–1979)
- Raymond Bloch (Franzose, 1914–1997)
- Achim Block (Deutscher, 1932–2019)
- Norbert Blößner (Deutscher, * 1959)
- Horst-Dieter Blume (Deutscher, * 1935)
- Wolfgang Blümel (Deutscher, * 1945)
- Henry J. Blumenthal (Brite, 1936–1998)
- Wilhelm Blümer (Deutscher, * 1959)
- Deborah Boedeker (US-Amerikanerin, * 1944)
- Emilie Boer (Deutscher, 1894–1980)
- Theodor Bögel (Deutscher, 1876–1973)
- Franz Bömer (Deutscher, 1911–2004)Franz Bömer

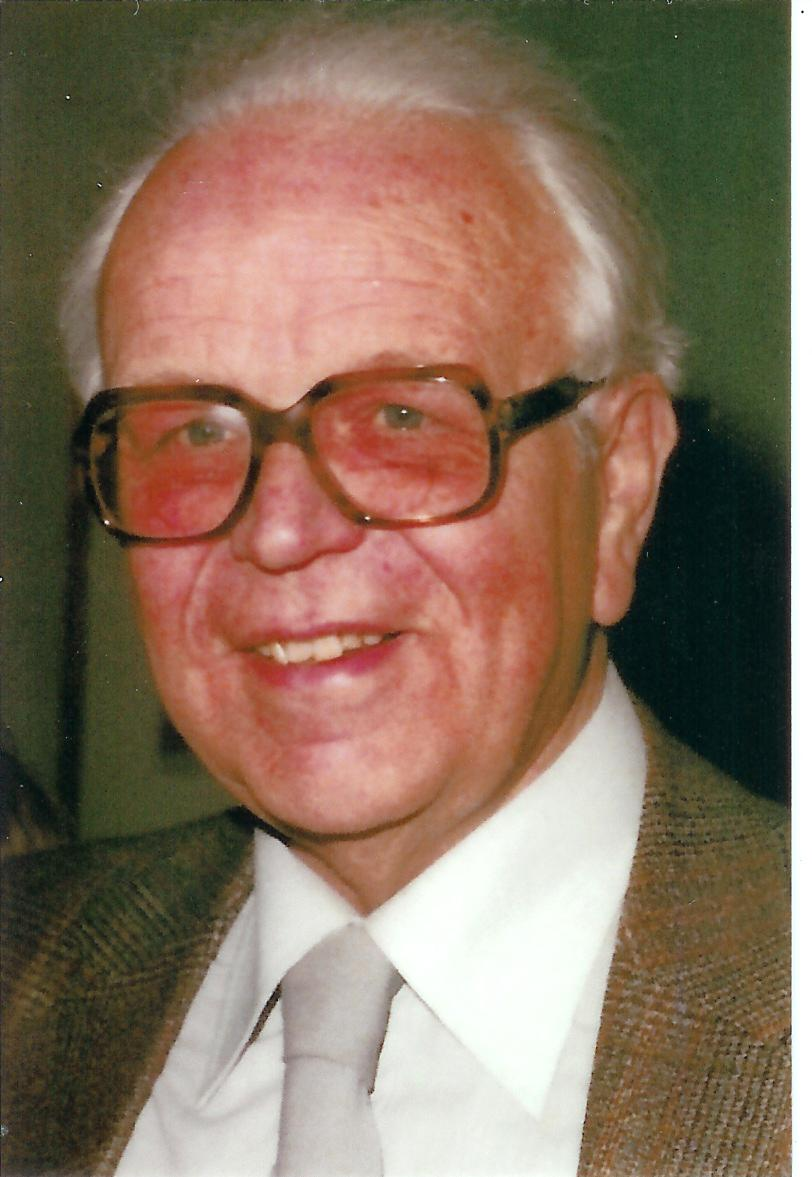
Franz Bömer

- Reinhard Boetzkes (Deutscher, 1886–1967)
- Sandro Boldrini (Italiener, * 1944)
- A. Machtelt Bolkestein (Niederländerin, 1944–2001)
- Jean Bollack (Franzose, 1923–2012)Jean Bollack

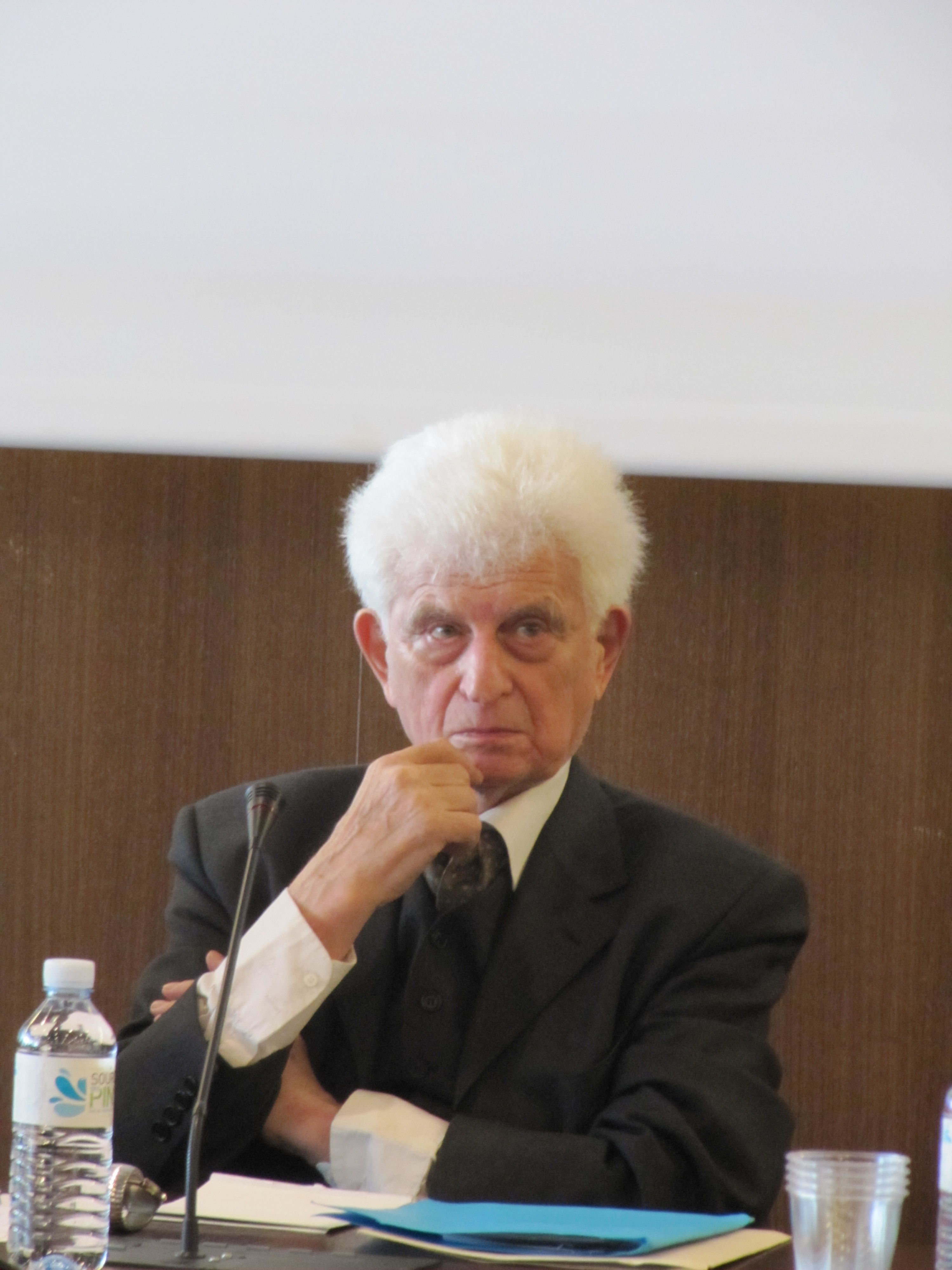
Jean Bollack

- Mayotte Bollack (Französin, 1928–2024)
- Jacques Bompaire (Franzose, 1924–2009)
- Willy Borgeaud (Schweizer, 1913–1989)
- Eduard Bornemann (Deutscher, 1894–1976)
- István Borzsák (Ungar, 1914–2007)
- André Boulanger (Franzose, 1886–1958)
- Anthony J. Bowen (Brite, * 20. Jahrhundert)
- Glen W. Bowersock (US-Amerikaner, * 1936)
- Angus Bowie (Brite, * 1949)
- Ewen Bowie (Brite, * 1940)
- Maurice Bowra (Brite, 1898–1971)
- Pierre Boyancé (Franzose, 1900–1976)
- Barbara Weiden Boyd (US-Amerikanerin, * 1952)
- Bruce Karl Braswell (US-Amerikaner, 1933–2013)
- Ludwig Braun (Deutscher, * 1943)
- Maximilian Braun (Deutscher, 1965–2015)
- Alice Braunlich (US-Amerikanerin, 1888–1989)
- Alfred Breitenbach (Deutscher, * 1972)
- Hans Rudolf Breitenbach (Schweizer, 1923–2013)
- Hermann Breitenbach (Schweizer, 1883–1967)
- Dieter Bremer (Deutscher, 1938–2023)
- Jan Maarten Bremer (Niederländer, 1932–2023)
- Tad Brennan (US-Amerikaner, * 1962)
- Gerlinde Bretzigheimer (Deutsche, * 1943)
- Ward W. Briggs (US-Amerikaner, * 1945)
- Charles Oscar Brink (Brite, 1907–1994)
- Hennig Brinkmann (Deutscher, 1901–2000)
- Dominique Briquel (Franzose, * 1946)
- Luc Brisson (Kanadier und Franzose, * 1946)
- Christian Brockmann (Deutscher, * 1960)
- Ferdinand Broemser (Deutscher, 1919–2001)
- Peter Brommer (Niederländer, 1892–1982)
- Thomas Robert Shannon Broughton (Kanadier, 1900–1993)
- Norman O. Brown (US-Amerikaner, 1913–2002)
- Robert Browning (Brite, 1914–1997)
- Philippe Bruggisser (Schweizer, 1955–2014)
- Franz Brunhölzl (Deutscher, 1924–2014)
- Walter Bubbe (Deutscher, 1890–1970)
- Vinzenz Buchheit (Deutscher, 1923–2008)
- Karl Büchner (Deutscher, 1910–1981)
- Winfried Bühler (Deutscher, 1929–2010)
- Stefan Büttner (Deutscher, * 1967)
- Erich Burck (Deutscher, 1901–1994)
- Thorsten Burkard (Deutscher, * 1967)
- Ernst Burkardt (Deutscher, 1928–2014)
- Walter Burkert (Deutscher, 1931–2015)
- Anne Pippin Burnett (US-Amerikanerin, 1925–2017)
- Stephan Busch (Deutscher, * 1966)
- Ernst Buschor (Deutscher, 1886–1961)
- Theodore V. Buttrey, Jr. (US-Amerikaner, 1929–2018)
- Richard G. A. Buxton (Brite, * 20. Jahrhundert)

### C
- Francis Cairns (Brite, * 20. Jahrhundert)
- Claude Calame (Schweizer, * 1943)
- William M. Calder III (US-Amerikaner, 1932–2022)
- Roberta Caldini Montanari (Italienerin, * 20. Jahrhundert)
- Alan Cameron (Brite, 1938–2017)
- Malcolm Campbell (Brite, * 1943)
- Hubert Cancik (Deutscher, * 1937)
- Hildegard Cancik-Lindemaier (Deutsche, * 1938)
- Luciano Canfora (Italiener, * 1942)
- Wilhelm Capelle (Deutscher, 1871–1961)
- Burkhart Cardauns (Deutscher, 1932–2022)
- Carmen Cardelle de Hartmann (Spanierin und Deutsche, * 1963)
- Sergio Casali (Italiener, * 1969)
- Lionel Casson (US-Amerikaner, 1914–2009)
- Luigi Castiglioni (Italiener, 1882–1965)
- John Leslie Catterall (US-Amerikaner, 1905–1972)
- John Chadwick (Brite, 1920–1998)
- François Chamoux (Franzose, 1915–2007)
- Pierre Chantraine (Franzose, 1899–1974)Pierre Chantraine

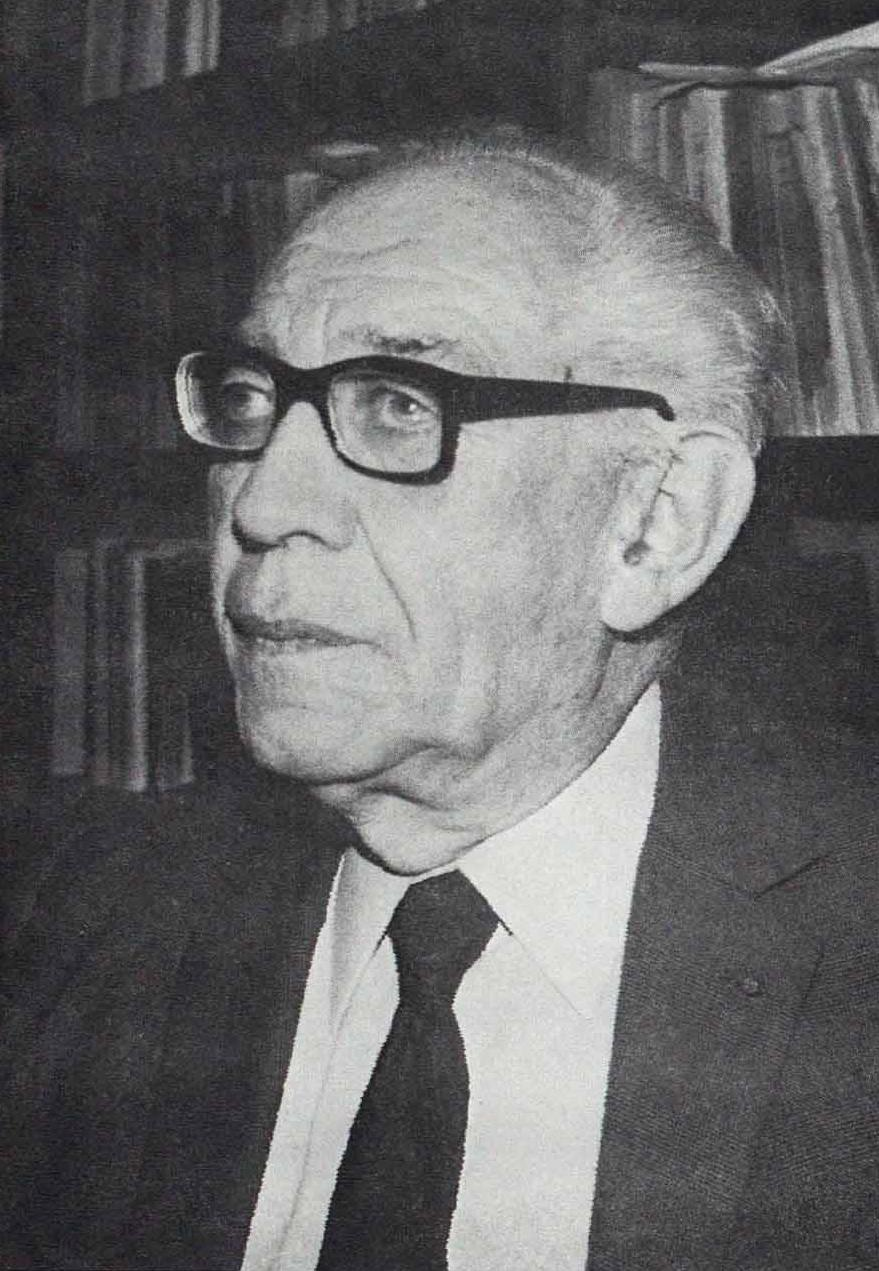
Pierre Chantraine

- Karl Heinz Chelius (Deutscher, 1934–2013)
- Tamara Choitz (Deutsche, * 1958)
- Nikos Ch. Chourmouziadis (Grieche, 1930–2013)
- Johnny Christensen (Däne, 1930–2018)
- Johannes Christes (Deutscher, * 1937)
- Eckhard Christmann (Deutscher, 1934–2019)
- Mario Citroni (Italiener, * 1944)
- Jo-Marie Claassen (Südafrikanerin, * 1940)
- Adolf Clasen (Deutscher, 1923–2016)
- Carl Joachim Classen (Deutscher, 1928–2013)Carl Joachim Classen

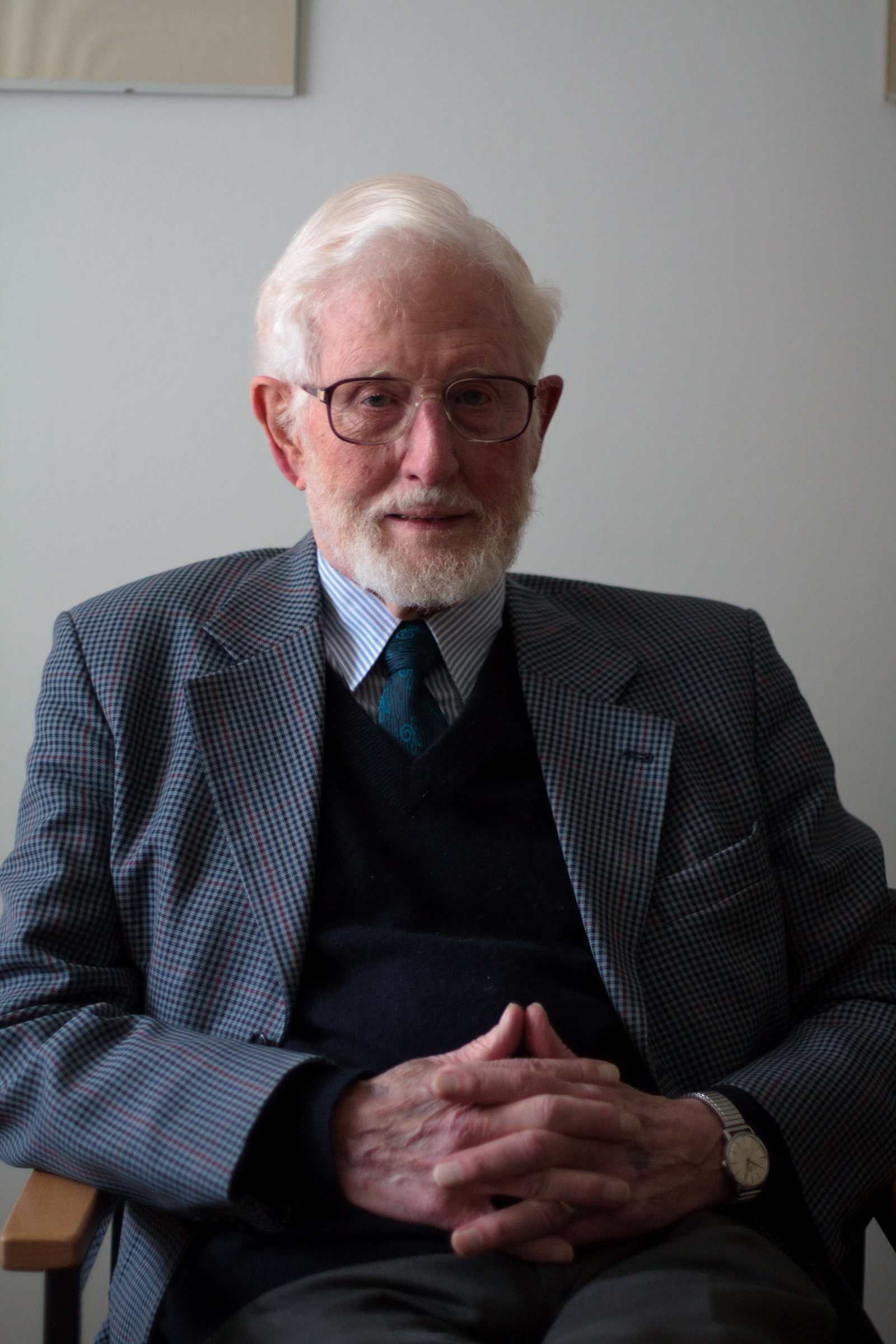
Carl Joachim Classen

- Wendell Vernon Clausen (US-Amerikaner, 1923–2006)
- Silvia Clavadetscher (Schweizerin, 1948–2013)
- Kathleen M. Coleman (US-Amerikanerin, * 1953)
- Christian-Friedrich Collatz (Deutscher, * 20. Jahrhundert)
- Howard Comfort (US-Amerikaner, 1904–1993)
- Gian Biagio Conte (Italiener, * 1941)
- Erwin F. Cook (US-Amerikaner und Brite, * 1957)
- Edward Courtney (Brite, 1932–2019)
- Elizabeth Craik (Britin, * 1939)
- Gregory Crane (US-Amerikaner, * 1957)
- Maria Cytowska (Polin, 1922–2007)

### D
- Hellfried Dahlmann (Deutscher, 1905–1988)
- Alphonse Dain (Franzose, 1896–1964)
- Andrew Dalby (Brite, * 1947)
- Joachim Dalfen (Österreicher deutscher Herkunft, 1936–2017)
- Lloyd William Daly (US-Amerikaner, 1910–1989)
- Georg Danek (Österreicher, * 1957)
- Susanne Daub (Deutsche, * 1964)
- Georges Daux (Franzose, 1899–1988)
- Malcolm Davies (Brite, * 1951)
- Albert Debrunner (Schweizer, 1884–1958)
- Enzo Degani (Italiener, 1934–2000)
- Karl Deichgräber (Deutscher, 1903–1984)
- Maurizio Del Freo (Italiener, * 20. Jahrhundert)
- Phillip DeLacy (US-Amerikaner, 1913–2006)
- Marie Delcourt (Belgierin, 1891–1979)
- Francesco Della Corte (Italiener, 1913–1991)
- Josef Delz (Schweizer, 1922–2005)
- Balázs Déri (Ungar, * 1954)
- Marcel Detienne (Belgier, 1935–2019)
- Marcus Deufert (Deutscher, * 1970)
- Vincenzo Di Benedetto (Italiener, 1934–2013)
- Gottfried Diener (Deutscher, 1907–1987)
- Karl-Martin Dietz (Deutscher, * 1945)
- James Diggle (Brite, * 1944)
- Albrecht Dihle (Deutscher, 1923–2020)
- Aubrey Diller (US-Amerikanerin, 1903–1985)
- Hans Diller (Deutscher, 1905–1977)
- John M. Dillon (Ire, * 1939)
- Mervin R. Dilts (US-Amerikaner, * 1938)
- Joachim Dingel (Deutscher, * 1938)
- Tudor Dinu (Rumäne, * 1978)
- Gennaro D’Ippolito (Italiener, * 1936)
- Franz Dirlmeier (Deutscher, 1904–1977)
- Johannes Divjak (Österreicher, * 1943)
- Gerhard Dobesch (Österreicher, 1939–2021)
- Ernst Doblhofer (Österreicher, 1919–2002)
- Eric Robertson Dodds (Ire, 1893–1979)
- Bruno Doer (Deutscher, 1905–1968)
- Eugen Dönt (Österreicher, 1939–2022)
- Siegmar Döpp (Deutscher, * 1941)
- Tiziano Dorandi (Italiener, * 1954)
- Klaus Döring (Deutscher, * 1938)
- Alfred Paul Dorjahn (US-Amerikaner, 1894–1986)
- Franz Dornseiff (Deutscher, 1888–1960)
- Heinrich Dörrie (Deutscher, 1911–1983)
- Kenneth Dover (Brite, 1920–2010)
- Paul Dräger (Deutscher, * 1942) Paul Dräger
- Hans Drexler (Deutscher, 1895–1984)
- Hans-Peter Drögemüller (Deutscher, 1932–2015)
- Hendrik Joan Drossaart Lulofs (Niederländer, 1906–1998)
- Uwe Dubielzig (Deutscher, * 20. Jahrhundert)
- Yves Duhoux (Belgier, * 1942)
- Jürgen Dummer (Deutscher, 1935–2011)
- Florence Dupont (Französin, * 1943)
- Ingemar Düring (Schwede, 1903–1984)

### E
- Patricia Elizabeth Easterling (Britin, * 1934)
- Sten Ebbesen (Däne, * 1946)
- Dietrich Ebener (Deutscher, 1920–2011)
- Walter Eberhardt (Deutscher, 1895–1981)
- Joachim Ebert (Deutscher, 1930–1999)
- Ludwig Edelstein (Deutscher und US-Amerikaner, 1902–1965)
- Bernd Effe (Deutscher, 1942–2023)
- Franz Egermann (Deutscher, 1905–1989)
- Ulrike Egelhaaf-Gaiser (Deutsche, * 1967)
- Widu-Wolfgang Ehlers (Deutscher, * 1941)
- Wilhelm Ehlers (Deutscher, 1908–1988)
- Caelestis Eichenseer (Deutscher, 1924–2008)
- Ulrich Eigler (Deutscher, * 1959)
- Philip van der Eijk (Niederländer, * 1962)
- Herbert Eisenberger (Deutscher, 1930–2020)
- Werner Eisenhut (Deutscher, 1922–2011)
- Samson Eitrem (Norweger, 1872–1966)
- Karl A. E. Enenkel (Österreicher, * 1959)
- Helmut Engelmann (Deutscher, * 1937)
- Hartmut Erbse (Deutscher, 1915–2004)
- Michael Erler (Deutscher, * 1953)
- Alfred Ernout (Franzose, 1879–1973)
- Juliette Ernst (Schweizerin, 1900–2001)
- Manfred Erren (Deutscher, * 1928)
- Christoph Eucken (Deutscher, * 1939)

### F
- Hans Färber (Deutscher, 1906–1986)
- Fritz Fajen (Deutscher, 1934–2023)
- Elaine Fantham (Britin, 1933–2016)
- Christopher A. Faraone (US-Amerikaner, * 1955)
- Wolfgang Fauth (Deutscher, 1924–2020)
- Charles Favez (Schweizer, 1885–1960)
- Paolo Fedeli (Italiener, * 1939)
- Denis Feeney (Neuseeländer, * 1955)
- Robert Feger (Deutscher, 1918–1987)
- Detlev Fehling (Deutscher, 1929–2008)
- Barbara Feichtinger-Zimmermann (Österreicherin, * 1963)
- Fritz Felgentreu (Deutscher, * 1968)
- Curt Fensterbusch (Deutscher, 1888–1978)
- Rolando Ferri (Italiener, * 1968)
- André-Jean Festugière (Franzose, 1898–1982)
- Gerhard Fink (Deutscher, 1934–2013)
- Klaus-Dietrich Fischer (Deutscher, * 1948)
- Hellmut Flashar (Deutscher, 1929–2022)Hellmut Flashar
- Ulrich Fleischer (Deutscher, 1910–1978)
- Helmut Flume (Deutscher, 1905–1999)
- Peter Flury (Deutscher, 1938–2001)
- Friedrich Focke (Deutscher, 1890–1970)
- Thorsten Fögen (Deutscher, * 1971)
- Sabine Föllinger (Deutsche, * 1963)
- Karl Förstel (Deutscher, 1928–2018)
- Helene P. Foley (US-Amerikanerin, * 1942)
- Joseph Eddy Fontenrose (US-Amerikaner, 1903–1986)
- William Wall Fortenbaugh (US-Amerikaner, * 1936)
- Don Paul Fowler (Brite, 1953–1999)
- Eduard Fraenkel (Deutscher, 1888–1970)
- Hermann Fränkel (Deutscher, 1888–1977)
- Joseph Freiherr von und zu Franckenstein (Österreicher, 1910–1963)
- Marie-Louise von Franz (1915–1998)
- Georg Fraustadt (Deutscher, 1885–1968)
- Michael Frede (Deutscher, 1940–2007)
- Stefan Freund (Deutscher, * 1969)
- Åke Fridh (Schwede, 1918–1997)
- Paul Friedländer (Deutscher, 1882–1968)
- Anne Friedrich (Deutsche, * 20. Jahrhundert)
- Wolf-Hartmut Friedrich (Deutscher, 1907–2000)
- Holger Friis Johansen (Däne, 1927–1996)
- Peter Frisch (Deutscher, 1942–2015)
- Andreas Fritsch (Deutscher, * 1941)
- Kurt von Fritz (Deutscher, 1900–1985)
- Harald Fuchs (Deutscher, 1900–1985)
- Joachim Fugmann (Deutscher, * 1956)
- Therese Fuhrer (Schweizerin, * 1959)
- Manfred Fuhrmann (Deutscher, 1925–2005)
- Gino Funaioli (Italiener, 1878–1958)
- Hermann Funke (Deutscher, 1938–2015)
- David J. Furley (Brite, 1922–2010)
- William D. Furley (Brite, * 1953)

### G
- Jan Felix Gaertner (Deutscher, * 1976)
- Hans Gärtner (Deutscher, 1934–2014)
- Hans Armin Gärtner (Deutscher, 1930–2022)
- Thomas Gärtner (Deutscher, * 1969)
- Ursula Gärtner (Deutsche, * 1965)
- Konrad Gaiser (Deutscher, 1929–1988)
- Karl Galinsky (US-Amerikaner, 1942–2024)
- Dorothee Gall (Deutsche, 1953–2023)
- Ryszard Gansiniec (Pole, 1888–1958)
- José Luis García Ramón (Spanier, * 1949)
- Ivan Garofalo (Italiener, * 1948)
- Antonio Garzya (Italiener, 1927–2012)
- Bardo Gauly (Deutscher, * 1957)
- Hans von Geisau (Deutscher, 1889–1972)
- Hans Joachim Geisler (Deutscher, 1934–2015)
- Thomas Gelzer (Schweizer, 1926–2010)
- Bruno Gentili (Italiener, 1915–2014)
- Louis-Jules Gernet (Franzose, 1882–1962)
- Karl-Heinz Gerschmann (Deutscher, 1924–2010)
- Hans Gerstinger (Österreicher, 1885–1971)
- Mario Geymonat (Italiener, 1941–2012)
- Giuseppe Giangrande (Italiener, 1926–2013)
- Marcello Gigante (Italiener, 1923–2001)
- Olof Gigon (Schweizer, 1912–1998)
- Ingo Gildenhard (Deutscher, * 1970)
- James Frank Gilliam (US-Amerikaner, 1915–1990)
- Friedrich Gisinger (Deutscher, 1888–1964)
- Katherina Glau (Deutsche, * 1964)
- Reinhold F. Glei (Deutscher, * 1959)
- Hans-Joachim Glücklich (Deutscher, * 1941)
- Christian Gnilka (Deutscher, 1936–2025)
- Louis Godart (Belgier und Italiener, * 1945)Giorgio Napolitano mit Louis Godart
- Willi Göber (Deutscher, 1899–1961)
- Susanne Gödde (Deutsche, * 1965)
- Konrad Goehl (Deutscher, * 1938)
- Herwig Görgemanns (Deutscher, * 1931)
- Woldemar Görler (Deutscher, 1933–2022)
- Simon Goldhill (Brite, * 1957)
- Arnold Wycombe Gomme (Brite, 1886–1959)
- George Patrick Goold (Brite, 1922–2001)
- Francisco da Luz Rebelo Gonçalves (Portugiese, 1907–1982)
- Arthur Ernest Gordon (US-Amerikaner, 1902–1989)
- Hans Gossen (Deutscher, 1884–1946)
- Alois Gotsmich (Deutscher, 1895–1974)
- Danielle Gourevitch (Französin, 1941–2021)
- Andrew Sydenham Farrar Gow (Brite, 1886–1978)
- Ernst Graf (1861–1940)
- Fritz Graf (Schweizer, * 1944)
- Michael Grant (Brite, 1914–2004)
- Felix Grayeff (Deutscher und Neuseeländer, 1906–1981)
- Sabine Grebe (Deutsche, 1959–2009)
- William Chase Greene (US-Amerikaner, 1890–1978)
- Hermann Grensemann (Deutscher, 1932–2015)
- Jonas Grethlein (Deutscher, * 1978)
- Farouk Grewing (Deutscher, * 1968)
- Jasper Griffin (Brite, 1937–2019)
- Mark Griffith (US-Amerikaner, * 20. Jahrhundert)
- Pierre Grimal (Franzose, 1912–1996)
- Pierre Gros (Franzose, * 1939)
- Jonathan Groß (Deutscher, * 1985)
- Peter Grossardt (Schweizer, * 1963)
- Joachim Gruber (Deutscher, * 1937)
- Ernst Grumach (Deutscher, 1902–1967)
- Rudolf Güngerich (Deutscher, 1900–1975)
- Hans-Christian Günther (Deutscher, 1957–2023)
- Constanze Güthenke (Deutsche, * 1972)
- Sophie Guex (Schweizerin, * 1968)
- Helmut Gugel (Österreicher, 1942–1972)
- Charles Burton Gulick (US-Amerikaner, 1868–1962)
- Hans Georg Gundel (Deutscher, 1912–1999)
- Hermann Gundert (Deutscher, 1909–1974)
- Gassan Gussejnow (Russe, * 1953)
- Dimitri Gutas (US-Amerikaner, * 1945)
- William Keith Chambers Guthrie (Brite, 1906–1981)
- Hans Gutzwiller (Schweizer, 1913–1988)

### H
- Erich Haag (Deutscher, 1901–1981)
- Peter Habermehl (Deutscher, * 1955)
- Paul Händel (Deutscher, 1927–2011)
- Berthold Häsler (Deutscher, 1909–1982)
- Reinhard Häußler (Deutscher, 1927–2005)
- Heinz Haffter (Schweizer, 1905–1998)
- Dieter Hagedorn (Deutscher, 1936–2023)
- Ivo Hajnal (Österreicher, * 1961)
- James W. Halporn (US-Amerikaner, 1921–2011)
- Edith Hamilton (Deutsch-US-Amerikanerin, 1867–1963)
- Jürgen Hammerstaedt (Deutscher, * 1960)
- Eric Handley (Brite, 1926–2013)
- Dirk Uwe Hansen (Deutscher, * 1963)
- Günther Christian Hansen (Deutscher, 1929–2013)
- Peter Allan Hansen (Däne und Brite, 1944–2012)
- Rudolf Hanslik (Österreicher, 1907–1982)
- Heinz Happ (Deutscher, 1931–2014)
- Richard Harder (Deutscher, 1896–1957)
- Colin Graham Hardie (Brite, 1906–1998)
- Philip Hardie (Brite, * 1952) Philip Hardie
- William Francis Ross Hardie (Brite, 1902–1990)
- Henriette Harich-Schwarzbauer (Österreicherin, * 1955)
- Dieter Harlfinger (Deutscher, * 1940)
- Stephen J. Harrison (Brite, * 1960)
- Werner Hartke (Deutscher, 1907–1993)
- Wilhelm Hartke (Deutscher, 1879–1966)
- Cornelius Hartz (Deutscher, * 1973)
- Eric A. Havelock (Deutscher, 1903–1988)
- Thomas Haye (Deutscher, * 1966)
- Malcolm Heath (Brite, 1957–2025)
- Eberhard Heck (Deutscher, 1937–2022)
- Andreas Heil (Deutscher, * 1969)
- Stephan Heilen (Deutscher, * 1965)
- Willibald Heilmann (Deutscher, 1928–2006)
- Rolf Heine (Deutscher, 1937–2018)
- Isaak Heinemann (Deutscher, 1876–1957)
- Felix Heinimann (Schweizer, 1915–2006)
- Achim Heinrichs (Deutscher, 1945–2024)
- Hellmuth Heinze (Deutscher, 1892–1979)
- Felix Heinzer (Schweizer, * 1950)
- Ernst Heitsch (Deutscher, 1928–2019)
- Konrad Heldmann (Deutscher, * 1940)
- John Lewis Heller (US-Amerikaner, 1906–1988)
- Oliver Hellmann (Deutscher, * 1965)
- Rudolf Helm (Deutscher, 1872–1966)
- Christoph Helmig (Deutscher, * 1973)
- Martin Helzle (1961–2022)
- John Graham Wilmot Henderson (Brite, * 1948)
- George Lincoln Hendrickson (US-Amerikaner, 1865–1963)
- Rainer Henke (Deutscher, * 1951)
- Albert Henrichs (Deutsch / US-Amerikaner, 1942–2017)
- Oskar Hentschel (Deutscher, 1926–2019)
- Wolfgang Hering (Deutscher, 1928–1986)
- C. John Herington (US-Amerikaner, 1924–1997)
- József Herman (Ungar, 1924–2005)
- Hans Herter (Deutscher, 1899–1984)
- Bernhard Herzhoff (Deutscher, * 1944)
- Reinhart Herzog (Deutscher, 1941–1994)
- Alfred Heubeck (Deutscher, 1914–1987)
- Heinz Heubner (Deutscher, 1908–1995)
- Jacques Heurgon (Franzose, 1903–1995)
- Stephen Heyworth (Brite)
- Gilbert Highet (Brite und US-Amerikaner, 1906–1978)
- Hans Jürgen Hillen (Deutscher, 1927–2021)
- Michael Hillen (Deutscher, * 1958)
- Michael Hillgruber (Deutscher, * 1961)
- Otto Hiltbrunner (Schweizer, 1913–2017)
- Stephen Hinds (Ire, * 20. Jahrhundert)
- Beate Hintzen (Deutsche, * 20. Jahrhundert)
- Erhard Hirsch (Deutscher, * 1928)
- Rainer Hirsch-Luipold (Deutscher, * 1967)
- Martina Hirschberger (Deutsche, * 1975)
- Carsten Høeg (Däne, 1896–1961)
- Uvo Hölscher (Deutscher, 1914–1996)
- Nicola Hömke (Deutsche, * 1970)
- Roland Hoffmann (Deutscher, * 1955)
- Heinz Hofmann (Deutscher, * 1944)
- Johann Baptist Hofmann (Deutscher, 1886–1954)
- Walter Hofmann (Deutscher, 1925–2009)
- Adrian S. Hollis (Brite, 1940–2013)
- Niklas Holzberg (Deutscher, * 1946)
- Jens Holzhausen (Deutscher, * 1963)
- Helene Homeyer (Deutsche, 1898–1996)
- Hildebrecht Hommel (Deutscher, 1899–1996)
- James Thomas Hooker (Brite, 1931–1991)
- Hans-Jürgen Horn (Deutscher, * 1936)
- Geoffrey Horrocks (Brite, * 1951)
- Greg Horsley (Australier, * 20. Jhdt.)
- Marietta Horster (Deutsche, * 1961)
- Axel Horstmann (Deutscher, 1945–2024)
- Martin Hose (Deutscher, * 1961)
- George W. Houston (Deutscher, 1941–2024)
- Ernst Howald (Schweizer, 1887–1967)
- Margaret Hubbard (Australierin, 1924–2011)
- Thomas K. Hubbard (US-Amerikaner, * 1956)
- Wolfgang Hübner (Deutscher, * 1939)
- Gerlinde Huber-Rebenich (Deutsche, * 1959)
- Liselot Huchthausen (Deutsche, 1927–2020)
- Pascale Hummel (Französin, * 1963)
- Vincent Hunink (Niederländer, * 1962)

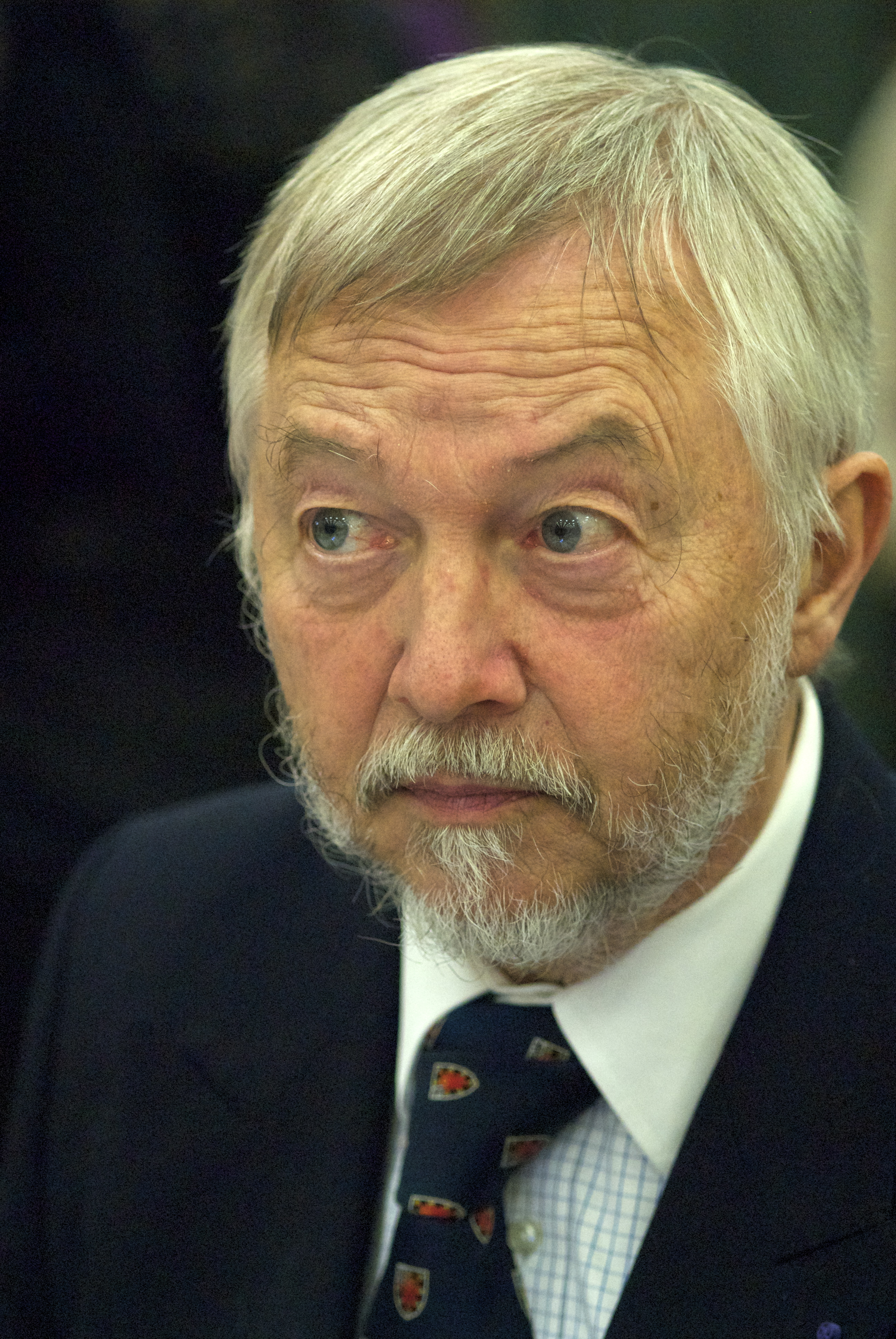
André Hurst

- Richard Hunter (Brite, * 1953)
- Florian Hurka (Deutscher, * 1973)
- André Hurst (Schweizer, * 1940) André Hurst

### I
- Gred Ibscher (Deutsche, 1906–1996)
- Sibylle Ihm (Deutsche, * 1965)
- Petar Hristov Ilievski (Mazedone, 1920–2013)
- Henry Rudolph Immerwahr (US-Amerikaner, 1916–2013)
- Heinz Gerd Ingenkamp (Deutscher, * 1938)
- Brad Inwood (Kanadier, * 1953)
- Jean Irigoin (Franzose, 1920–2006)
- Dieter Irmer (Deutscher, * 1935)
- Johannes Irmscher (Deutscher, 1920–2000)
- Endre von Ivánka (Ungar, 1902–1974)

### J
- Günther Jachmann (Deutscher, 1887–1979)
- Felix Jacoby (Deutscher, 1876–1959)
- Werner Jaeger (Deutscher, 1888–1961)
- Rainer Jakobi (Deutscher, * 1958)
- Markus Janka (Deutscher, * 1969)
- Victor N. Jarcho (1920–2003)
- Karl Jax (Österreicher, 1885–1968)
- Henri Jeanmaire (Franzose, 1884–1960)
- Walter Jens (Deutscher, 1923–2013)Walter Jens

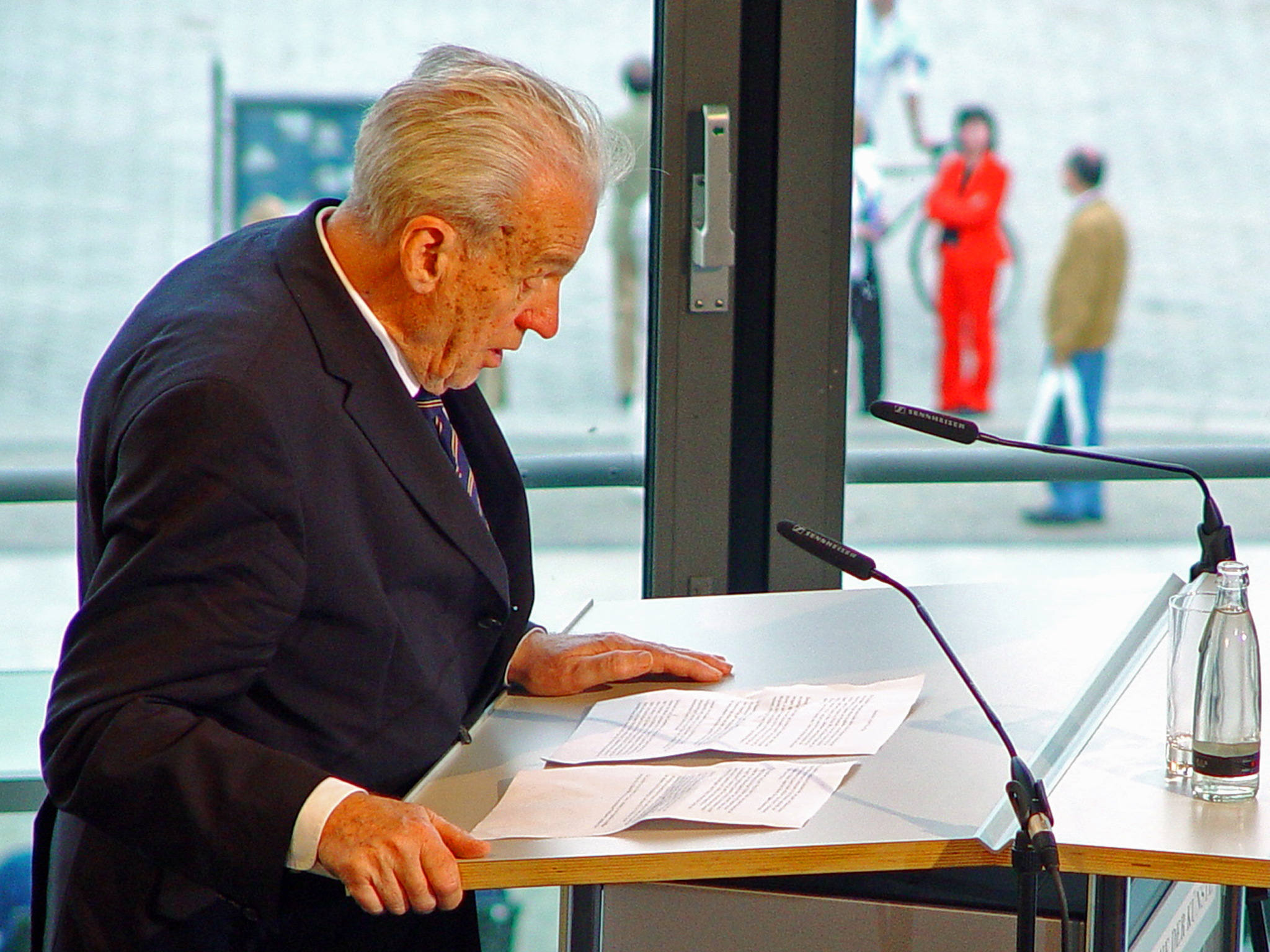
Walter Jens

- Henry David Jocelyn (Brite, 1933–2000)
- Andrea Jördens (Deutsche, * 1958)
- Holger Friis Johansen (Däne, 1927–1996)
- Karsten Friis Johansen (Däne, 1930–2010)
- Walther John (Deutscher, 1893–1971)
- Klaus-Peter Johne (Deutscher, * 1941)
- Renate Johne (Deutsche, * 1940)
- Irene de Jong (Niederländerin, * 1957)
- Stevan Josifović (Jugoslawe, 1906–1988)
- Jacques Jouanna (Franzose, * 1935)
- Pierre Judet de la Combe (Franzose, * 1949)
- Fritz Jürß (Deutscher, * 1932)
- Herbert Juhnke (Deutscher, 1932–2008)

### K
- Johannes Kakridis (Grieche, 1901–1992)
- Theofanis Kakridis (Grieche, 1933–2019)
- Richard Kannicht (Deutscher, 1931–2020)
- Lutz Käppel (Deutscher, * 1960)
- Ernst Kapp (Deutscher, 1888–1978)
- Rudolf Kassel (Deutscher, 1926–2020)
- Helmut Kasten (Deutscher, 1895–1982)
- Karl Philipp Kayser (Deutscher, 1773–1827)
- Edward J. Kenney (Brite, 1924–2019)
- Karl Kerényi (Ungar, 1897–1973)
- Arnd Kerkhecker (Deutscher, * 1965)
- Jula Kerschensteiner (Deutsche, 1917–1996)
- Rudolf Kettemann (Deutscher, * 1937)
- Ursula Keudel (Deutsche, 1940–1995)
- Wytse Hette Keulen (Niederländer, * 1968)
- Rudolf Keydell (Deutscher, 1887–1982)
- Karl Keyßner (Deutscher, 1906–1978)
- Wilhelm Kierdorf (Deutscher, * 1938)
- Karl Kindermann (Deutscher, 1903–1983)
- Stefan Kipf (Deutscher, * 1964)
- Geoffrey Kirk (Brite, 1921–2003)
- Wolfgang Kirsch (Deutscher, 1938–2010)
- Robert Kirstein (Deutscher, * 1967)
- Walter Kißel (Deutscher, * 1951)
- Humphrey Davy Findley Kitto (Brite, 1897–1982)
- Elisabeth Klecker (Österreicherin, * 1960)
- Thomas Klein (Deutscher, * 1957)
- Hermann Kleinknecht (Deutscher, 1901–1960)
- Alexander Kleinlogel (Deutscher, 1928–2007)
- Joseph Klek (Deutscher, 1895–1971)
- Friedrich Klingner (Deutscher, 1894–1968)
- Claudia Klodt (Deutsche, * 1960)
- Gerrit Kloss (Deutscher, * 1961)
- Erich Klostermann (Deutscher, 1870–1963)
- Georg Nicolaus Knauer (Deutscher und US-Amerikaner, 1926–2018)
- Gerda Knebel (Deutsche, 1919–1992)
- Ulrich Knoche (Deutscher, 1902–1968)
- Ortwin Knorr (Deutscher, * 1966)
- Bernard MacGregor Walker Knox (US-Amerikaner, 1914–2010)
- Peter E. Knox (US-Amerikaner, * 20. Jahrhundert)
- Carl Koch (Deutscher, 1907–1956)
- Wolfgang Kofler (Italiener, * 1970)
- Ludwig Koenen (Deutscher und US-Amerikaner, 1931–2023)
- Adolf Köhnken (Deutscher, 1938–2017)
- Erich Koestermann (Deutscher, 1901–1973)
- Rainer Kößling (Deutscher, * 1936)
- Thomas Köves-Zulauf (Deutscher, 1923–2022)
- Jutta Kollesch (Deutsche, * 1933)
- Gabriela Kompatscher-Gufler (Italienerin, * 1968)
- David Konstan (US-Amerikaner, 1940–2024)
- E. Christian Kopff (US-Amerikaner, * 1946)
- Martin Korenjak (Österreicher, * 1971) Martin Korenjak
- Stylianos Korres (Grieche, 1910–1989)
- Dietmar Korzeniewski (Deutscher, 1933–1979)
- Severin Koster (Deutscher, * 1942)
- Hans Krämer (Deutscher, 1929–2015)
- Peter Krafft (Deutscher, * 1938)
- Marek Krajewski (Pole, * 1966)
- Helmut Krasser (Deutscher, * 1959)
- Walther Kraus (Österreicher, 1902–1997)
- Hans-Wolfgang Krautz (1948–2003)
- Heinrich Krefeld (Deutscher, 1922–2019)
- Werner Krenkel (Deutscher, 1926–2015)
- Tilman Krischer (Deutscher, 1931–2013)
- Dietfried Krömer (Deutscher, 1938–2006)
- Hans-Otto Kröner (Deutscher, 1928–2015)
- Josef Kroll (Deutscher, 1889–1980)
- Johann Christian Kroneberg (Russe, 1788–1838)
- Jürgen Kroymann (Deutscher, 1911–1980)
- Eveline Krummen (Schweizerin, * 1956)
- Peter Kruschwitz (Deutscher, * 1973)
- Fridolf Kudlien (Deutscher, 1928–2008)
- Joseph-Hans Kühn (Deutscher, 1911–1994)
- Friedmar Kühnert (Deutscher, 1924–2002)
- Jochem Küppers (Deutscher, 1946–2021)
- Christoph Kugelmeier (Deutscher, * 1965)
- Peter Kuhlmann (Deutscher, * 1965) Peter Kuhlmann

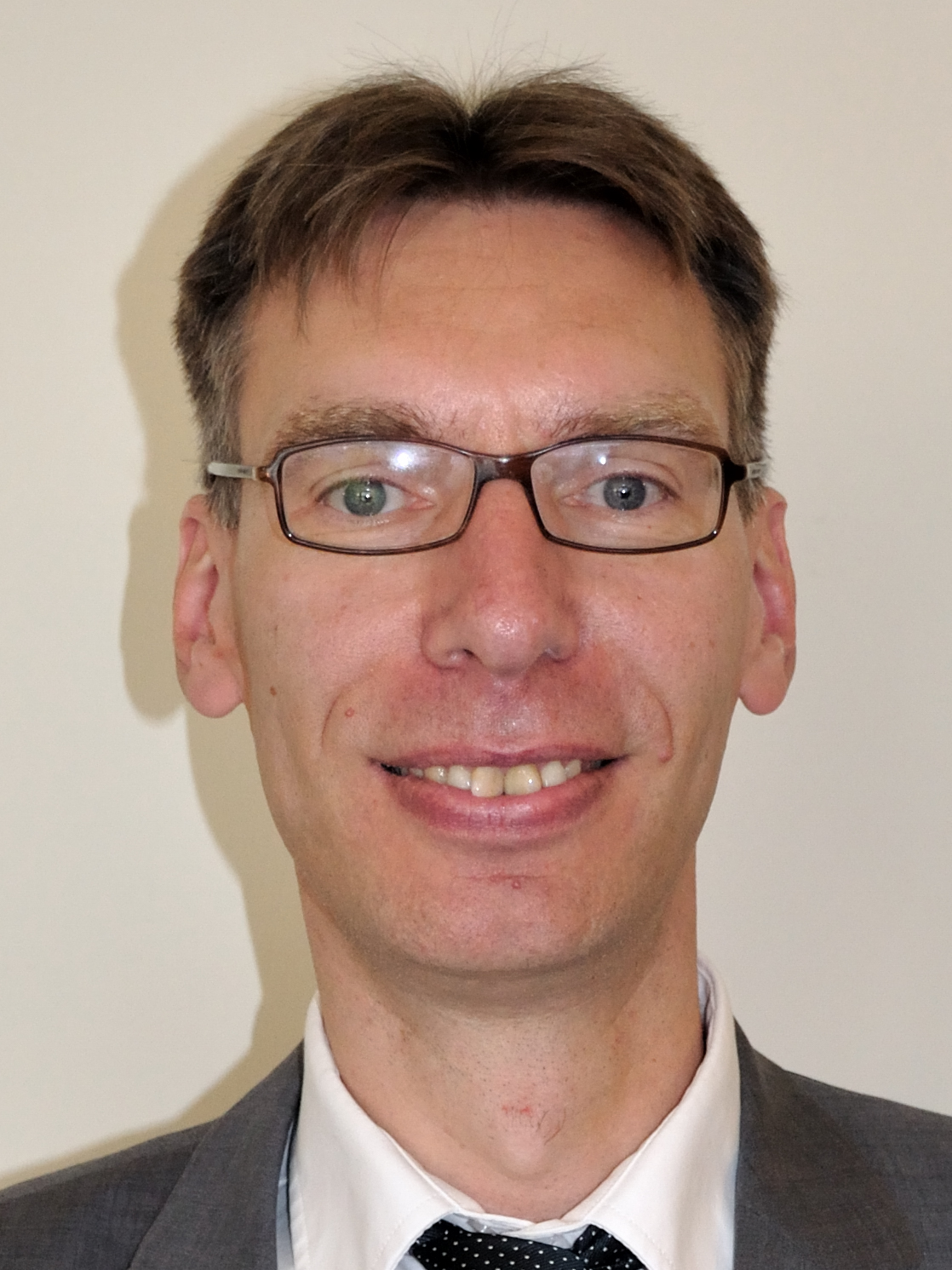
Peter Kuhlmann

- Wolfgang Kullmann (Deutscher, 1927–2022)
- Alfons Kurfess (Deutscher, 1889–1965)
- Bernhard Kytzler (Deutscher, 1929–2022)

### L
- Lotte Labowsky (Deutsche, 1905–1991)
- Vera Lachmann (Deutsche, 1904–1985)
- André Laks (Franzose, * 1950)
- Robert D. Lamberton (US-Amerikaner, * 1943)
- Erich Lamberz (Deutscher, * 1943)
- Alessandro Lami (Italiener, 1949–2015)
- Manfred Landfester (Deutscher, 1937–2024)
- Georg Peter Landmann (Schweizer, 1905–1994)
- Eugene N. Lane (US-Amerikaner, 1936–2007)
- Mabel Lang (US-Amerikanerin, 1917–2010)
- Hermann Langerbeck (Deutscher, 1908–1964)
- Antonio La Penna (Italiener, * 1925)
- François Lasserre (Schweizer, 1919–1989)
- Joachim Latacz (Deutscher, * 1934)Joachim Latacz
- John Francis Latimer (US-Amerikaner, 1903–1991)
- Kurt Latte (Deutscher, 1891–1964)
- Dieter Lau (Deutscher, * 1940)
- Bernhard Laum (Deutscher, 1884–1974)
- Marion Lausberg (Deutsche, * 1946)
- Bruno Lavagnini (Italiener, 1898–1992)
- Wolfgang Dieter Lebek (Deutscher, * 1938)
- André Le Bœuffle (Franzose, 1924–2006)
- Kevin Hargreaves Lee (Australier, 1941–2001)
- Leopold Leeb (Österreicher, * 1967)
- Anton D. Leeman (Niederländer, 1921–2010)

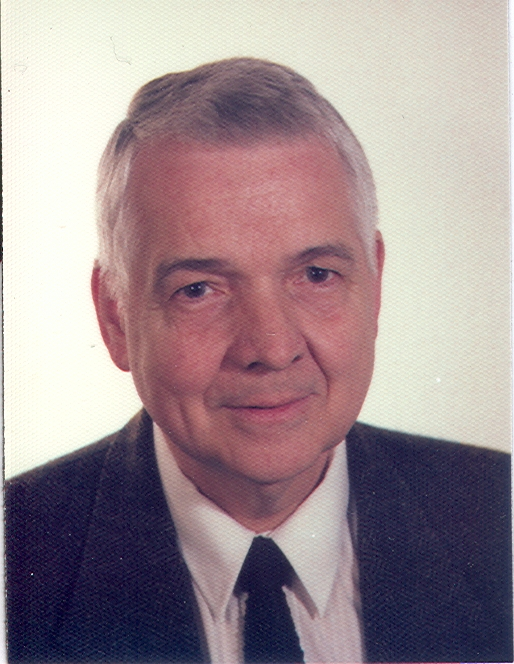
Eckard Lefèvre

- Eckard Lefèvre (Deutscher, * 1935)
- Mary Lefkowitz (US-Amerikanerin, * 1935)
- Otto Leggewie (Deutscher, 1910–1991)
- Paul Lehmann (Deutscher, 1884–1964)
- Luigi Lehnus (Italiener, * 1946)
- Hermann Lemp (Deutscher, 1912–1990)
- Otto Lendle (Deutscher, 1926–1999)
- Klaus Lennartz (Deutscher, * 1963)
- Friedrich Walter Lenz (Deutscher und US-Amerikaner, 1896–1969)
- Lutz Lenz (Deutscher, 1942–2022)
- Jürgen Leonhardt (Deutscher, * 1957)
- Albin Lesky (Österreicher, 1896–1981)
- Manu Leumann (Deutscher, 1889–1977)
- María Rosa Lida de Malkiel (US-Amerikanerin, 1910–1962)
- Godo Lieberg (Baltendeutscher, 1929–2016)
- Cay Lienau (Deutscher, * 1937)
- Wolf-Lüder Liebermann (Deutscher, * 1941)Wolf-Lüder Liebermann
- Eduard Liechtenhan (Schweizer, 1891–1965)
- Levi Robert Lind (US-Amerikaner, 1906–2008)
- Ivan M. Linforth (US-Amerikaner, 1879–1976)
- Wilfried Lingenberg (Deutscher, * 1969)
- Edwin Linkomies (Finne, 1894–1963)
- Geoffrey Lloyd (Brite, * 1933)
- Hugh Lloyd-Jones (Brite, 1922–2009)
- Edgar Lobel (Brite, 1888–1982)
- Gerhard Löwe (Deutscher, 1923–2006)
- Dieter Lohmann (Deutscher, * 1938)
- Nicole Loraux (Französin, 1943–2003)
- Fritz Lošek (Österreicher, * 1957)
- Manfred Lossau (Deutscher, 1934–2017)
- Frederico Lourenço (Portugiese, * 1963)
- Donald William Lucas (Brite, 1905–1985)
- John V. Luce (Ire, 1920–2011)
- Georg Luck (Schweizer, 1926–2013)
- Walther Ludwig (Deutscher, * 1929)
- Allan A. Lund (Däne, * 1944)
- Luo Niansheng (Chinese, 1904–1990)
- Wolfgang Luppe (Deutscher, 1931–2014)
- Otto Luschnat (Deutscher, 1911–1990)
- Cecelia Luschnig (US-Amerikanerin, * 1942)
- Wilhelm Luther (Deutscher, 1910–1976)

### M
- Paul Maas (Deutscher, 1880–1964)Paul Maas

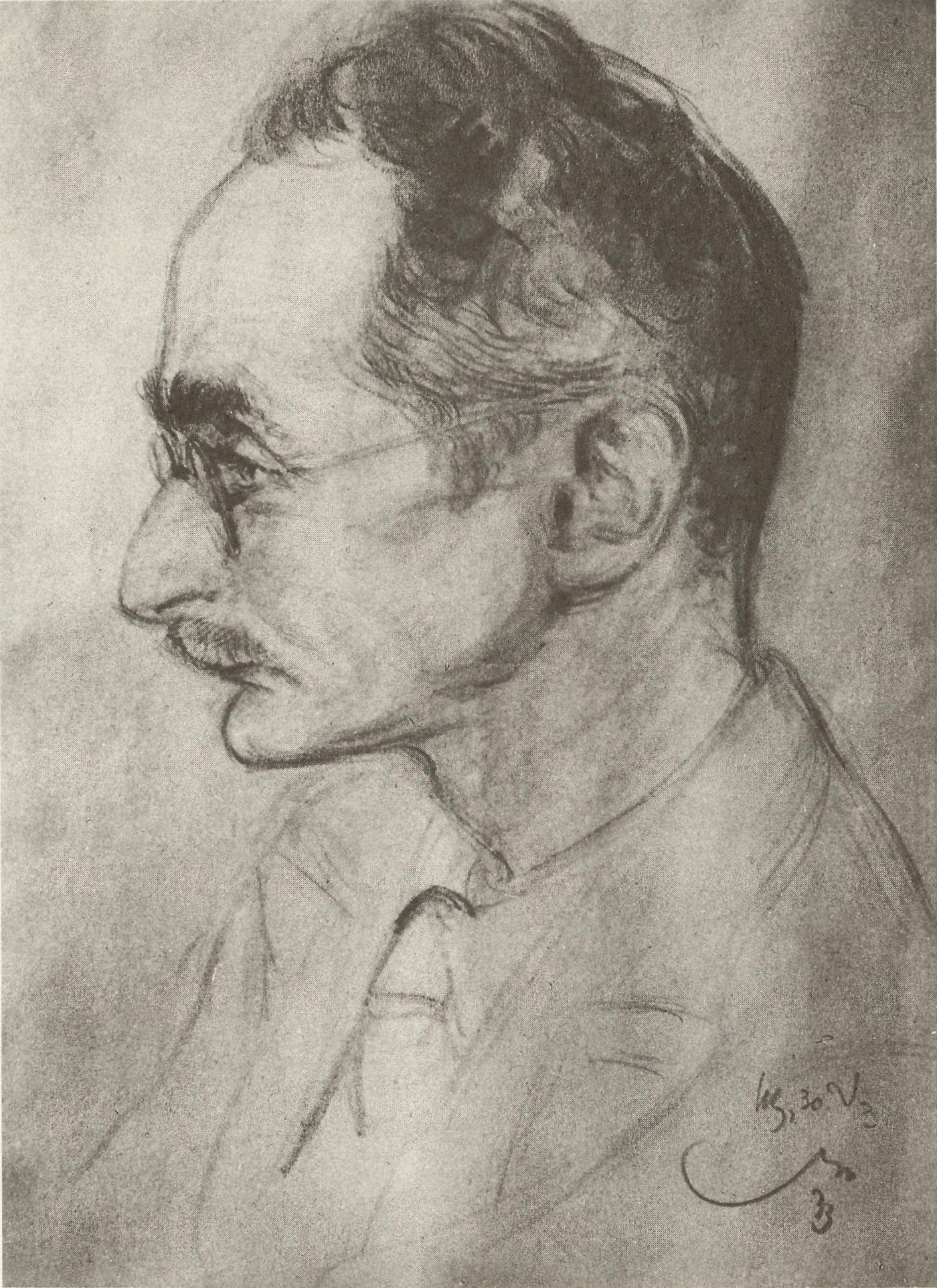
Paul Maas

- Douglas M. MacDowell (Brite, 1931–2010)
- Dietrich Mack (Deutscher, 1913–2001)
- Colin William MacLeod (Brite, 1943–1981)
- Herwig Maehler (Deutscher, 1935–2021)
- Irmgard Männlein-Robert (Deutsche, * 1970)
- Augusto Magne (Brasilianer, 1887–1966)
- Friedrich Maier (Deutscher, * 1935)
- Ernst Majer-Leonhard (Deutscher, 1889–1966)
- Georgios Makris (Grieche, * 1950)
- Ludolf Malten (Deutscher, 1879–1969)
- Friedhelm Mann (Deutscher, * 1942)
- Bernd Manuwald (Deutscher, * 1942)
- Gesine Manuwald (Deutsche, * 1974)
- Miroslav Marcovich (US-Amerikaner, 1919–2001)
- Walter Marg (Deutscher, 1910–1983)
- Scevola Mariotti (Italiener, 1920–2000)
- Jules Marouzeau (Franzose, 1878–1964)
- Heinrich Marti (Schweizer, 1930–2016)
- Jean Martin (Franzose, 1926–2007)
- Josef Martin (Deutscher, 1884–1973)
- Richard P. Martin (US-Amerikaner, * 1954)
- Benedetto Marzullo (Italiener, 1923–2016)
- Kjeld Matthiessen (Deutscher, 1930–2010)
- Georg Mau (Deutscher, 1880–1967)
- Jürgen Mau (Deutscher, 1916–2007)
- Gregor Maurach (Deutscher, * 1932)
- Roland George Mayer (Brite, * 1947)
- Walton Brooks McDaniel (US-Amerikaner, 1871–1978)
- Christina Meckelnborg (Deutsche, * 1956)
- Michael Meier-Brügger (Schweizer, * 1948)
- Christel Meier-Staubach (Deutsche, * 1942)
- Karl Meister (Deutscher, 1880–1963)
- Richard Meister (Österreicher, 1881–1964)
- José Luis Melena Jiménez (Spanier (Baske), * 1946)
- Eckart Mensching (Deutscher, 1936–2007)
- Piero Meriggi (Italiener, 1899–1982)
- Benjamin Dean Meritt (US-Amerikaner, 1899–1989)
- Reinhold Merkelbach (Deutscher, 1918–2006)
- Raimund Merker (Deutscher, * 1965)
- Hans Joachim Mette (Deutscher, 1906–1986)
- Karin Metzler (Deutsche, * 1956)
- Karl Meuli (Schweizer, 1891–1968)
- Johannes Mewaldt (Deutscher, 1880–1964)
- Doris Meyer (Deutsche, * 1964)
- Elizabeth Minchin (Australierin)
- Nina Simone Mindt (Deutsche, * 1980)
- Luigi Miraglia (Italiener, * 1965)
- Peter von Möllendorff (Deutscher, * 1963)
- Franco Montanari (Italiener, * 1950)
- Hugo Montgomery (Schwede, 1932–2023)
- Paul Moraux (Belgier, 1919–1985)
- Willy Morel (Deutscher, 1894–1973)
- Ludwig Alfred Moritz (Deutscher, 1921–2003)
- Glenn W. Most (US-Amerikaner, * 1952)
- Dieter Motzkus (Deutscher, 1937–2016)
- Karl Mras (Österreicher, 1877–1962)
- Peter von der Mühll (Schweizer, 1885–1970)
- Carl Werner Müller (Deutscher, 1931–2018)
- Dietram Müller (Deutscher, * 1941)
- Gernot Michael Müller (Deutscher, * 1970)
- Friedhelm L. Müller (Deutscher, 1939–2014)
- Friedrich Müller (Deutscher, 1900–1975)
- Gerhard Müller (Deutscher, 1907–1988)
- Konrad Müller (Schweizer, 1920–2015)
- Reimar Müller (Deutscher, 1932–2020)
- Christian Mueller-Goldingen (Deutscher, * 1954)
- Walter Müri (Schweizer, 1899–1968)
- Franco Munari (Italiener, 1920–1995)
- Johannes Mundhenk (Deutscher, 1909–1986)
- Heinz Munding (Deutscher, 1923–2004)
- Felix Mundt (Deutscher, * 1973)
- Gilbert Murray (Brite, 1866–1957)
- Robert Muth (Österreicher, 1916–2008)
- Fritz-Heiner Mutschler (Deutscher, * 1946)
- Roger A. B. Mynors (Brite, 1903–1989)

### N
- Werner Nagel (Deutscher, * 1937)
- Dietmar Najock (Deutscher, * 1941)
- Emanuele Narducci (Italiener, 1950–2007)
- Heinz Neitzel (Deutscher, * 1938)
- Damien Nelis (Brite, * 20. Jahrhundert)
- Ada Neschke-Hentschke (Deutsche, 1942–2013)
- Heinz-Günther Nesselrath (Deutscher, * 1957)Heinz-Günther Nesselrath
- Wilhelm Nestle (Deutscher, 1865–1959)
- Serafim da Silva Neto (Brasilianer, 1917–1960)
- Adelheid Netoliczka-Baldershofen (Österreicherin, 1875–1958)
- Annemarie Jeanette Neubecker (Deutsche, 1908–2001)
- Hans-Joachim Newiger (Deutscher, 1925–2011)
- Karl August Neuhausen (Deutscher, 1939–2017)
- Christoff Neumeister (Deutscher, * 1933)
- Klaus Nickau (Deutscher, * 1934)
- Diethard Nickel (Deutscher, 1939–2023)
- Rainer Nickel (Deutscher, * 1940)
- Walter Nicolai (Deutscher, 1933–2018)
- Max Niedermann (Schweizer, 1874–1954)
- Oleg Nikitinski (Russe, 1967–2015)
- Martin Persson Nilsson (Schwede, 1874–1967)
- Robin G. M. Nisbet (Brite, 1925–2013)
- Arthur Darby Nock (Brite, 1902–1963)
- Heinz Nöbert (Deutscher, 1917–1987)
- Heinz-Werner Nörenberg (Deutscher, * 1940)
- René Nünlist (Schweizer, * 1965)

### O
- Whitney Jennings Oates (US-Amerikaner, 1904–1973)
- Dirk Obbink (US-Amerikaner, * 1957)
- Hans Peter Obermayer (Deutscher, * 1958)
- Alf Önnerfors (Schwede, 1925–2019)
- Hans Henning Ørberg (Däne, 1920–2010)
- Robert Maxwell Ogilvie (Brite, 1932–1981)
- Charles Henry Oldfather (US-Amerikaner, 1887–1954)
- Revilo Pendleton Oliver (US-Amerikaner, 1908–1994)
- Jean-Pierre Olivier (Belgier, 1939–2020)
- Richard Broxton Onians (Brite, 1899–1986)
- Ilona Opelt (Deutsche, 1928–1991)
- Hans Oppermann (Deutscher, 1895–1982)
- Álvaro d’Ors (Spanier, 1915–2004)
- Christian Orth (Deutscher, * 1977)
- Vincenzo Ortoleva (Italiener, * 1965)
- Georg Ostrogorsky (Russe, 1902–1976)
- Martin Ostwald (US-Amerikaner, 1922–2010)
- Brooks Otis (US-Amerikaner, 1908–1977)
- Walter F. Otto (Deutscher, 1874–1958)
- Gareth Alun Owens (Brite und Grieche, * 1964)

### P
- David W. Packard (US-Amerikaner, * 1940)
- Ruth Padel (Britin, * 1946)Ruth Padel
- Denys Lionel Page (Brite, 1908–1978)
- Ugo Enrico Paoli (Italiener, 1884–1963)
- Manolis Papathomopoulos Μανόλης Παπαθωμόπουλος (Grieche, 1930–2011)
- Heinz Papenhoff (Deutscher, 1931–2000)
- Douglass Parker (US-Amerikaner, 1927–2011)
- Peter J. Parsons (Brite, 1936–2022)
- Michael Paschalis (Grieche, * 20. Jahrhundert)
- François Paschoud (Schweizer, 1938–2022)
- Steve Pasek (Deutscher, * 1975)
- Barbara Patzek (Deutsche, * 1948)
- Andreas Patzer (Deutscher, * 1943)
- Harald Patzer (Deutscher, 1910–2005)
- Dennis Pausch (Deutscher, * 1976)
- Thomas Paulsen (Deutscher, * 1959)
- Arthur Stanley Pease (US-Amerikaner, 1881–1964)
- Werner Peek (Deutscher, 1904–1994)
- Tuomo Pekkanen (Finne, * 1934)
- John Peradotto (US-Amerikaner, * 1933)
- Gerhard Perl (Deutscher, 1927–2008)
- Ben Edwin Perry (US-Amerikaner, 1892–1968)
- Alessandro Perutelli (Italiener, 1947–2007)
- Leiva Petersen (Deutsche, 1912–1992)
- Gerhard Petersmann (Österreicher, * 1942)
- Hubert Petersmann (Österreicher, 1940–2001)
- Mihail D. Petruševski (Jugoslawe, 1911–1990)
- Georg Petzl (Deutscher, 1941–2021)
- Karl Arno Pfeiff (Deutscher, 1909–1997)
- Rudolf Pfeiffer (Deutscher, 1889–1979)
- Friedrich Pfister (Deutscher, 1883–1967)
- Raimund Pfister (Deutscher, 1911–2004)
- Georg Pfligersdorffer (Österreicher, 1916–2005)
- Gerhard Pfohl (Deutscher, 1929–2016)
- Adelina Piatkowski (Rumänin, 1920–2006)
- Arthur W. Pickard-Cambridge (Brite, 1873–1952)
- Christian Pietsch (Deutscher, * 1960)
- Jackie Pigeaud (Franzose, 1937–2016)
- Harm Pinkster (Niederländer, 1942–2021)
- Édouard des Places (Franzose, 1900–2000)
- Karl Plepelits (Österreicher, * 1940)
- Marian Plezia (Pole, 1917–1996)
- Egert Pöhlmann (Deutscher, * 1933)
- Viktor Pöschl (Deutscher, 1910–1997)
- Walter Pötscher (Österreicher, 1928–2004)
- Max Pohlenz (Deutscher, 1872–1962)
- Sarah B. Pomeroy (US-Amerikanerin, * 1938)
- Filippo Maria Pontani (Italiener, 1913–1983)
- Filippomaria Pontani (Italiener, * 1976)
- Maurice Pope (Brite, 1926–2019)
- Sebastian Posch (Österreicher, 1936–2023)
- Levi Arnold Post (US-Amerikaner, 1889–1971)
- Jacques Poucet (Belgier, * 1935)
- Enoch Powell (Brite, 1912–1998)
- Claire Préaux (Belgierin, 1904–1979)
- Karl Preisendanz (Deutscher, 1883–1968)
- Gert Preiser (Deutscher, * 1928)
- William Kelly Prentice (US-Amerikaner, 1871–1964)
- Sesto Prete (Italiener, 1919–1991)
- Oliver Primavesi (Deutscher, * 1961)
- Adolf Primmer (Österreicher, 1931–2011)
- Mario Puelma (Schweizer, 1917–2012)
- Michael Putnam (US-Amerikaner, * 1933)

### Q
- Franz Quadlbauer (Deutscher, 1924–2009)

### R
- Josef Rabl (Deutscher, * 1949)
- Jan Radicke (Deutscher, * 1965)
- Gerhard Radke (Deutscher, 1914–1999)
- Stefan Radt (Niederländer, 1927–2017) Stefan Radt

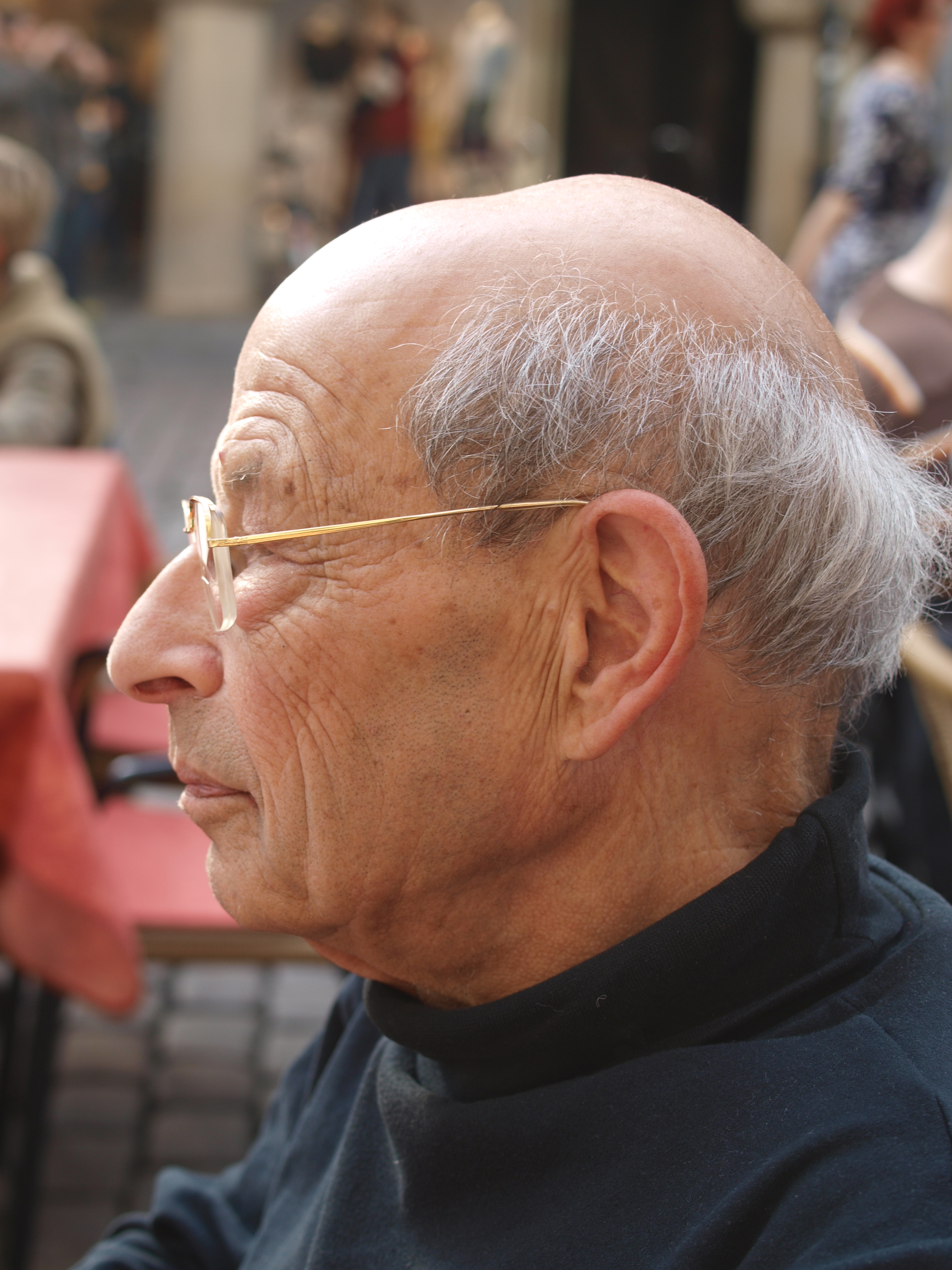
Stefan Radt

- Fidel Rädle (Deutscher, 1935–2021)
- Helmut Rahn (Deutscher, 1919–2007)
- Antonio Ramírez de Verger (Spanier, * 1949)
- Maurice Rat (Franzose, 1893–1969)
- Christine Ratkowitsch (Österreicherin, * 1953)
- Peter Rau (Deutscher, * 1940)
- John Earle Raven (Brite, 1914–1980)
- Georg Rechenauer (Deutscher, * 1956)
- Michael D. Reeve (Brite, * 1943)
- Frank Regen (Deutscher, 1939–2010)
- Barbara von Reibnitz (Schweizerin, * 1955)
- Michael Reichel (Deutscher, * 1960)
- Karl Reinhardt (Deutscher, 1886–1958)
- Udo Reinhardt (Deutscher, * 1942)
- Christiane Reitz (Deutsche, * 1953)
- Erich Reitzenstein (Deutscher, 1897–1976)
- Antonios Rengakos (Grieche, * 1957)
- Helga Reusch (Deutsche, 1916–1978)
- Olivier Reverdin (Schweizer, 1913–2000)
- John E. Rexine (US-Amerikaner, 1929–1993)
- Leighton Durham Reynolds (Brite, 1930–1999)
- Lawrence Richardson Jr. (US-Amerikaner, 1920–2013)
- Will Richter (Deutscher, 1910–1984)
- Wolfgang Richter (Deutscher, 1935–2023)
- Volker Riedel (Deutscher, * 1943)
- Peter Riedlberger (Deutscher, * 1973)
- Christoph Riedweg (Schweizer, * 1957)
- Rudolf Rieks (Deutscher, 1937–2024)
- Peter Riemer (Deutscher, * 1955)
- Thomas Riesenweber (Deutscher, * 1975)
- Albert Rijksbaron (Niederländer, * 1943)
- Ernst Risch (Schweizer, 1911–1988)
- Zsigmund Ritook (Ungar, 1929)
- André Rivier (Schweizer, 1914–1973)
- Georg Rohde (Deutscher, 1899–1960)
- Hermann Rohdich (Deutscher, 20. Jahrhundert)
- Franz Römer (Österreicher, * 1943)
- Egon Römisch (Deutscher, 1909–1976)
- Kurt Roeske (Deutscher, * 1933)
- Wolfgang Rösler (Deutscher, * 1944)
- Jacqueline de Romilly (Französin, 1913–2010)
- Hans Rommel (Deutscher, 1890–1979)
- Alessandro Ronconi (Italiener, 1909–1982)
- Herbert Jennings Rose (Brite, 1883–1961)
- Kenneth F. C. Rose (Brite, 1938–1967)
- Thomas G. Rosenmeyer (US-Amerikaner, 1920–2007)
- Alexandra Rosokoki (Griechin)
- Luigi Enrico Rossi (Italiener, 1933–2009)
- Vincenzo Rotolo (Italiener, * 1931)
- Louis Roussel (Franzose, 1881–1971)
- Henry T. Rowell (US-Amerikaner, 1904–1974)
- Hans Rubenbauer (Deutscher, 1885–1963)
- Walter Rüegg (Schweizer, 1918–2015)
- Meike Rühl (Deutsche, * 1973)
- Jörg Rüpke (Deutscher, * 1962)
- Rudolf Rufener (Schweizer, 1906–1972)
- Martín Ruipérez Sánchez (Spanier, 1923–2015)
- Cornelis Jord Ruijgh (Niederländer, 1930–2004)
- Lorenz Rumpf (Deutscher)
- Karl Rupprecht (Deutscher, 1889–1970)
- Donald Andrew Russell (Brite, 1920–2020)
- Ian Rutherford (Brite, * 1959)

### S
- Helmut Saake (Deutscher, * 1942)
- Sencer Şahin (Türke, 1939–2014)
- Klaus Sallmann (Deutscher, 1934–2023)
- Francis Henry Sandbach (Brite, 1903–1991)
- Carlo Santini (Italiener, * 1946)
- Wolfgang Schadewaldt (Deutscher, 1900–1974)
- Erenbert Josef Schächer (Österreicher, 1900–1974)
- Eckart Schäfer (Deutscher, 1939–2018)
- Christoph Schäublin (Schweizer, * 1941)
- Florian Schaffenrath (Österreicher, * 1978)
- Helmut Schareika (Deutscher, 1946–2018)
- Markus Schauer (Deutscher, 1967)
- Heinz Scheible (Deutscher, * 1931)
- Gerhard Scheibner (Deutscher, 1912–1994)
- Renata von Scheliha (Deutsche, 1901–1967)
- Peter Schenk (Deutscher, * 1953)
- Bee Scherer (Deutscher, * 1971)
- Willy Schetter (Deutscher, 1928–1992)
- Alessandro Schiesaro (Italiener, * 1963)
- Ulrich Schindel (Deutscher, 1935–2025)Ulrich Schindel

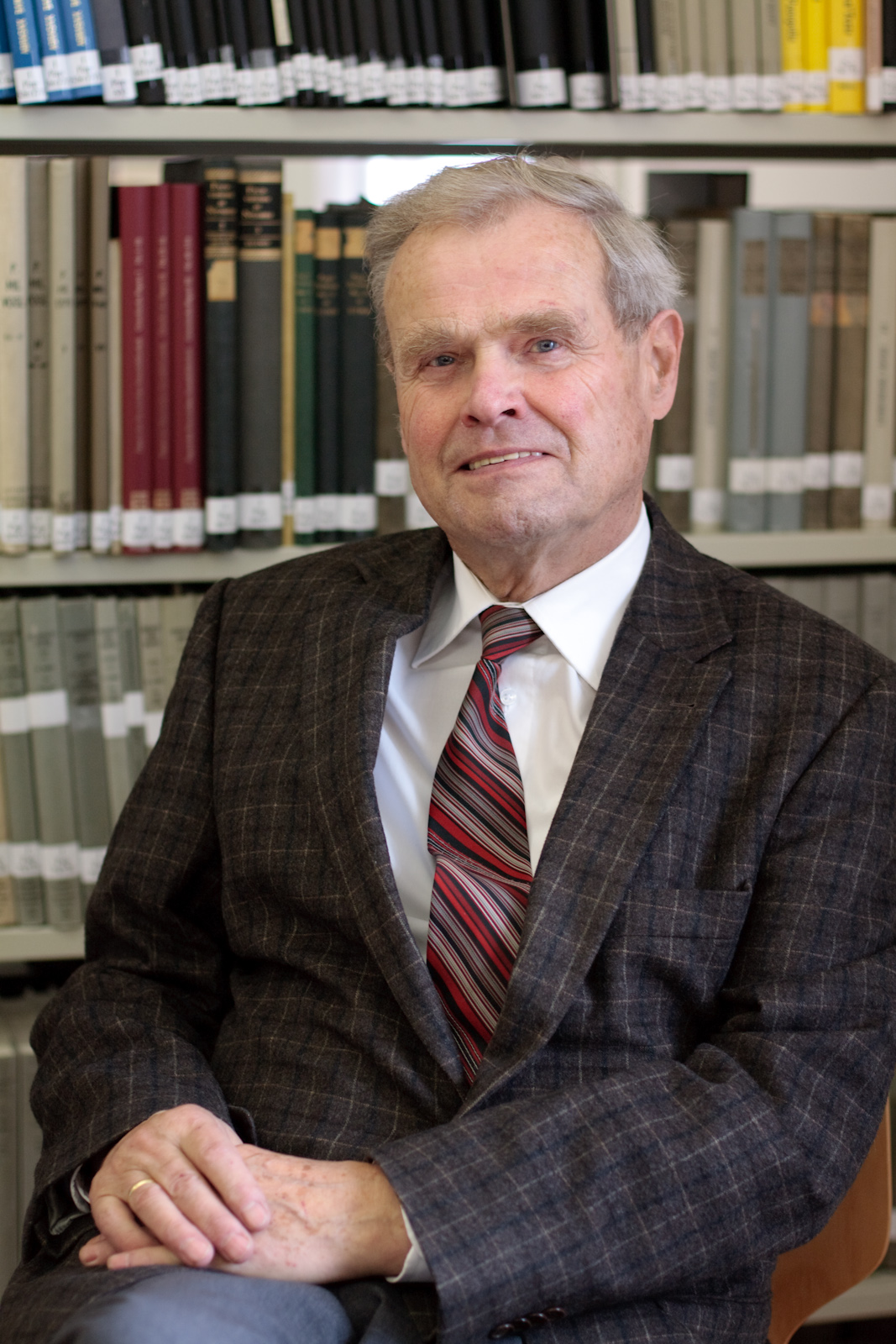
Ulrich Schindel

- Claudia Schindler (Deutsche, * 1967)
- Albert von Schirnding (Deutscher, * 1935)
- Thomas Schirren (Deutscher, * 1965)
- Egidius Schmalzriedt (Deutscher, 1935–2003)
- Gareth Schmeling (US-Amerikaner, * 1940)
- Wolfgang Schmid (Deutscher, 1913–1980)
- Ernst A. Schmidt (Deutscher, * 1937)
- Ernst Günther Schmidt (Deutscher, 1929–1999)
- Jens-Uwe Schmidt (Deutscher, 1937–2018)
- Martin Schmidt (Deutscher, 1933–2011)
- Peter Lebrecht Schmidt (Deutscher, 1933–2019)
- Volkmar Schmidt (Deutscher, 1933–1998)
- Arbogast Schmitt (Deutscher, * 1943)
- Christine Schmitz (Deutsche, * 1958)
- Thomas A. Schmitz (Deutscher, * 1963)
- Ulrich Schmitzer (Deutscher, * 1960)
- Bernd Schneider (Deutscher, * 1943)
- Johannes Schneider (Deutscher, 1910–2006)
- Harry C. Schnur (Deutsch-US-Amerikaner 1907–1979)
- Martin Schöffberger (Österreicher, * 1962)
- Otto Schönberger (Deutscher, * 1926)
- Klaus Schöpsdau (Deutscher, 1940–2016)
- Udo W. Scholz (Deutscher, * 1939)
- Stefan Schorn (Deutscher, * 1971)
- Rudolf Schottlaender (Deutscher, 1900–1988)
- Pieter Herman Schrijvers (Niederländer, * 1939)
- Bianca-Jeanette Schröder (Deutsche, * 20. Jahrhundert)
- Heinrich Otto Schröder (Deutscher, 1906–1987)
- Stephan Schröder (Deutscher, * 1962)
- Wilt Aden Schröder (Deutscher, * 1942)Wilt Aden Schröder

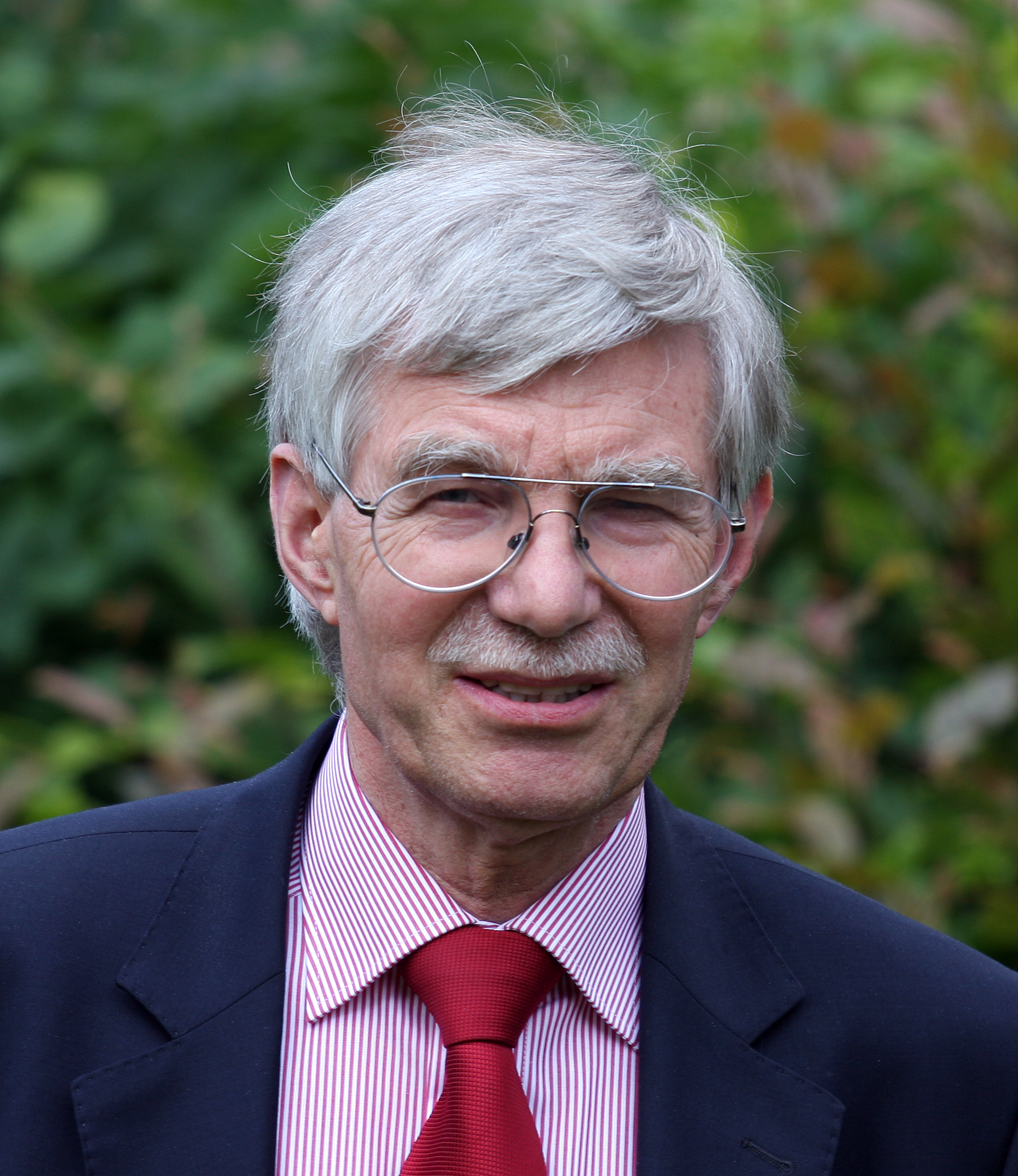
Wilt Aden Schröder

- Robert Schröter (Deutscher, 1921–2014)
- Wilhelm Schubart (Deutscher, 1873–1960)
- Christoph Schubert (Deutscher, * 1970)
- Paul Schubert (Schweizer, * 1963)
- Werner Schubert (Deutscher, * 1953)
- Konrad Schubring (Deutscher, 1911–1966)
- Eckart Schütrumpf (Deutscher, * 1939)
- Jochen Schultheiß (Deutscher, * 1975)
- Joachim-Friedrich Schulze (Deutscher, 1924–2010)
- Mauriz Schuster (Österreicher, 1879–1952)
- Hans Schwabl (Österreicher, 1924–2016)
- Franz Ferdinand Schwarz (Österreicher, 1934–2001)
- Jürgen Paul Schwindt (Deutscher, * 1961)
- Ernst-Richard Schwinge (Deutscher, * 1934)
- Hans-Rudolf Schwyzer (Schweizer, 1908–1993)
- Gustav Adolf Seeck (Deutscher, 1933–2024)
- Otto Seel (Deutscher, 1907–1975)
- Charles Segal (US-Amerikaner, 1936–2002)
- Bernd Seidensticker (Deutscher, * 1939)
- Kurt Selle (Deutscher, 1932–2007)
- Helmut Seng (Deutscher, * 1961)
- Wolfgang Seyfarth (Deutscher, 1906–1985)
- D. R. Shackleton Bailey (Brite, 1917–2005)
- Danuta Shanzer (US-Amerikanerin, * 1956)
- Robert W. Sharples (Brite, 1949–2010)
- Maurice Sheehy (Ire, 1928–1991)
- Cynthia W. Shelmerdine (US-Amerikanerin, * 20. Jahrhundert)
- Anne D. R. Sheppard (Britin, * 1951)
- Martin Sicherl (Deutscher, 1914–2009)
- Alexander Sideras (Grieche, 1935–2019)
- Heinrich von Siebenthal (Schweizer, * 1945)
- Ernst Siegmann (Deutscher, 1915–1981)
- Kurt Sier (Deutscher, * 1955)
- Michael Stephen Silk (Brite, * 1941)
- Marie Simon (Deutsche, 1922–1998)
- Ernst Sittig (Deutscher, 1887–1955)
- Otto Skutsch (Deutscher, 1906–1990)
- Ineke Sluiter (Niederländerin, * 1959)
- Martin Ferguson Smith (Ire, * 1940)
- Kurt Smolak (Österreicher, * 1944)
- Bruno Snell (Deutscher, 1896–1986)
- Frank M. Snowden, Jr. (US-Amerikaner, 1911–2007)
- Heikki Solin (Finne, * 1938)
- Friedrich Solmsen (Deutscher und US-Amerikaner, 1904–1989)
- Ferdinand Johann Sommer (Deutscher, 1875–1962)
- Walther Sontheimer (Deutscher, 1890–1984)
- François Spaltenstein (Schweizer, * 1949)
- Wolfgang Speyer (Deutscher, * 1933)
- Andreas Spira (Deutscher, 1929–2004)
- Walter Spoerri (Schweizer, 1927–2016)
- Heinrich von Staden (Deutsch-Amerikaner, * 1939)
- Ekkehard Stärk (Deutscher, 1958–2001)
- Ulrich Staffhorst (Deutscher, * 1940)
- Hans-Peter Stahl (Deutscher, * 1932)
- William Bedell Stanford (Ire, 1910–1984)
- Rudolf Stark (Deutscher, 1912–1966)
- Wolf Steidle (Deutscher, 1910–2003)
- Elisabeth Stein (Deutsche, * 1961)
- Markus Stein (Deutscher, * 1962)
- Peter Steinmetz (Deutscher, 1925–2001)
- Hermann Steinthal (Deutscher, 1925–2014)
- Eduard Stemplinger (Deutscher, 1870–1964)
- Heinrich Stengel (Deutscher, 1884–1970)
- Jan Stenger (Deutscher, * 1972)
- Zeph Stewart (US-Amerikaner, 1921–2007)
- Klaus Stiewe (Deutscher, 1927–1987)
- Walter Stockert (Österreicher, * 1940)
- Franz Stoessl (Österreicher, 1910–1988)
- W. Royal Stokes (US-Amerikaner, 1930–2021)
- Bernardus Hendrikus Stolte (Niederländer, 1912–1985)
- Peter Stotz (Schweizer, 1942–2020)
- Selatie Edgar Stout (US-Amerikaner, 1871–1969)
- Wilfried Stroh (Deutscher, * 1939)
- Hans Strohm (Deutscher, 1908–1998)
- Gotthard Strohmaier (Deutscher, * 1934)
- Donald E. Strout (US-Amerikaner, 1906–1986)
- Johannes Stroux (Deutscher, 1886–1954)Johannes Stroux
- Frank Henry Stubbings (Brite, 1915–2005)
- Alfred Stückelberger (Schweizer, * 1935)
- Jerzy Styka (Pole, * 1954)
- Rudolf Sühnel (Deutscher, 1907–2007)
- Werner Suerbaum (Deutscher, * 1933)
- Wilhelm Süß (Deutscher, 1882–1969)
- John P. Sullivan (US-Amerikaner, 1930–1993)
- Johannes Sundwall (Finne, 1877–1966)
- Jesper Svenbro (Schwede, * 1944)
- Hans Peter Syndikus (Deutscher, 1927–2021)
- Hanna Szelest (Polin, 1920–2006)
- Thomas A. Szlezák (Deutscher, 1940–2023)Thomas A. Szlezák

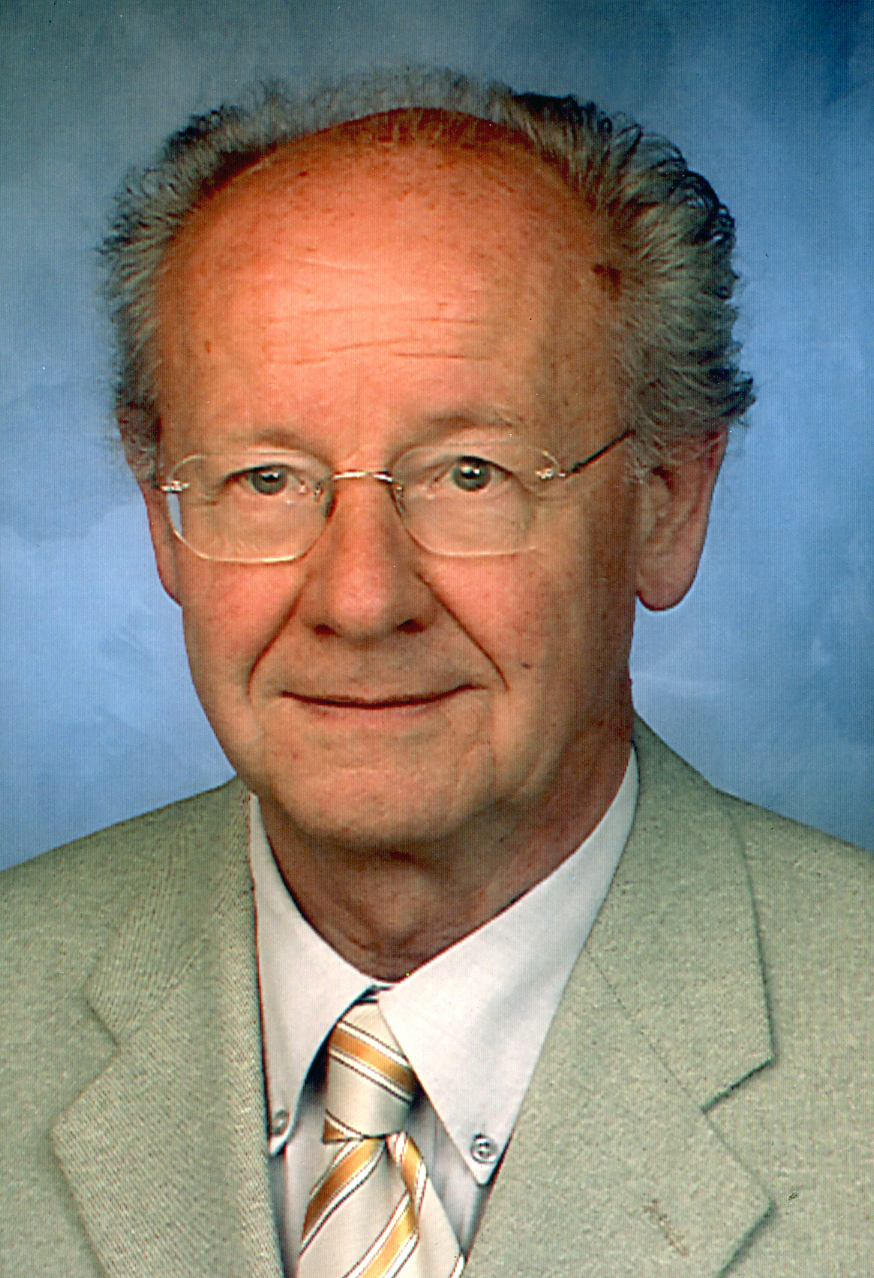
Thomas A. Szlezák

- Árpád Szabó (Ungar, 1913–2001)

### T
- Werner Taegert (Deutscher, * 1950)
- Lily Ross Taylor (US-Amerikanerin, 1886–1969)
- Nicola Terzaghi (Italiener, 1880–1964)
- Willy Theiler (Dedutscher, 1899–1977)
- Helmut van Thiel (Deutscher, 1932–2014)
- Rainer Thiel (Deutscher, * 1962)
- Paul Thielscher (Deutscher, 1881–1962)
- Andreas Thierfelder (Deutscher, 1903–1986)
- Gabriele Thome (Deutsche, 1951–2003)
- Richard F. Thomas (US-Amerikaner, * 1950)
- Douglas F. S. Thomson (Kanadier, 1919–2009)
- George Derwent Thomson (Brite, 1903–1987)
- Klaus Thraede (Deutscher, 1930–2013)
- Hermann Throm (Deutscher, 1903–1985)
- Erich Thummer (Österreicher, 1930–2022)
- Nikolaus Thurn (Deutscher, * 1962)
- Édouard Tièche (Franzose, 1877–1962)
- Stefan Tilg (Deutscher, * 1976)
- Rudolf Till (Deutscher, 1911–1979)
- Sebastiano Timpanaro (Italiener, 1923–2000)
- Maria Timpanaro Cardini (Italienerin, 1890–1978)
- Karlheinz Töchterle (Österreicher, * 1949)
- Gerald J. Toomer (Brite, * 1934)
- Christian Tornau (Deutscher, * 1967)
- Antonio Tovar (Spanier, 1911–1984)
- Hermann Tränkle (Deutscher, 1930–2018)
- Hans Treidler (Deutscher, 1891–1968)
- Alois Tresp (Deutscher, 1884–1973)
- Kurt Treu (Deutscher, 1928–1991)
- Catherine Trümpy (Schweizerin, * 1956)
- Jürgen Trumpf (Deutscher, 1931–2023)
- Constantine A. Trypanis (Grieche, 1909–1993)
- Hans Jürgen Tschiedel (Deutscher, * 1941)
- Georgi Petrowitsch Tschistjakow (Russe, 1953–2007)
- Alain Touwaide (Belgier, * 1953)
- Rudolf Tschudi (Schweizer, 1884–1960)
- André Tuilier (Franzose, 1921–2014)
- Eric Gardner Turner (Brite, 1911–1983)
- Alexander Turyn (Pole und US-Amerikaner, 1900–1981)

### U
- Gyburg Uhlmann (Deutsche, * 1975)
- Wolfhart Unte (Deutscher, 1938–2014)
- Knut Usener (Deutscher, * 1959)

### V
- Veikko Väänänen (Finne, 1905–1997)
- John Vaio (US-Amerikaner, 1939–2021)
- Marchinus van der Valk (Niederländer, 1910–1992)
- Gonda Van Steen (Belgierin, * 1964)
- Mario Vegetti (Italiener, 1937–2018)
- Michael Ventris (Brite, 1922–1956)
- Maarten Jozef Vermaseren (Niederländer, 1918–1985)
- Jean-Pierre Vernant (Franzose, 1914–2007)Jean-Pierre Vernant

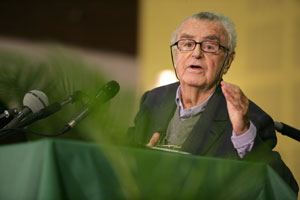
Jean-Pierre Vernant

- Francis Vian (Franzose, 1917–2008)
- Meinolf Vielberg (Deutscher, * 1958)
- Rüdiger Vischer (Deutscher, 1936–2017)
- Edzard Visser (Deutscher, * 1954)
- Gregory Vlastos (US-Amerikaner, 1907–1991)
- Martin Vöhler (Deutscher, * 1959)
- Ernst Vogt (Deutscher, 1930–2017)
- Sabine Vogt (Deutsche, * 1970)
- Gregor Vogt-Spira (Deutscher, * 1956)
- Eva-Maria Voigt (Deutsche, 1921–2013)
- Katharina Volk (Deutsche, * 1969)
- Benedikt Konrad Vollmann (Deutscher, 1933–2012)
- Bernd-Reiner Voß (Deutscher, 1934–2021)
- Helmuth Vretska (Österreicher, 1935–1993)
- Karl Vretska (Österreicher, 1900–1983)

### W
- Dietrich Wachsmuth (Deutscher, 1925–2007)
- Rudolf Wachter (Schweizer, * 1954)
- Fritz Wagner (Deutscher, 1934–2011)
- Franz Peter Waiblinger (Deutscher, 1944–2007)
- Frank W. Walbank (Brite, 1909–2008)
- Christine Walde (Deutsche, * 1960)
- Patrick G. Walsh (Brite, 1923–2013)
- Hermann Walter (Deutscher, * 1934)
- Richard Rudolf Walzer (Deutscher, Brite, 1900–1975)
- Hermann Wankel (Deutscher, 1928–1997)
- Dorothea Weber (Österreicherin, * 1957)
- Ekkehard Weber (Österreicher, * 1940)
- Thomas Bertram Lonsdale Webster (Brite, 1905–1974)
- Karl-Wilhelm Weeber (Deutscher, * 1950)
- Fritz Wehrli (Schweizer, 1902–1987)
- Anton Weiher (Deutscher, 1886–1961)
- Otto Weinreich (Deutscher, 1886–1972)
- Heinrich Weinstock (Deutscher, 1889–1960)
- Stefan Weinstock (Deutscher, 1901–1971)
- Alfons Weische (Deutscher, 1932–2023)
- Michael Weißenberger (Deutscher, * 1959)
- Otta Wenskus (Deutsche, * 1955)
- Jürgen Werner (Deutscher, 1931–2021)
- Antje Wessels (Deutsche, * 1967)
- Martin Litchfield West (Brite, 1937–2015)
- Leendert Gerrit Westerink (Niederländer, 1913–1990)
- Klaus Westphalen (Deutscher, 1931–2015)
- Heather White (Britin, * 20. Jahrhundert)
- Hans Wieland (Deutscher, 1924–2010)
- Claudia Wiener (Deutsche, * 1964)
- Jürgen Wiesner (Deutscher, * 1938)
- Walter Wili (Schweizer, 1900–1975)
- Günther Wille (Deutscher, 1925–1996)
- Gordon Willis Williams (US-Amerikaner, 1926–2010)
- Geoffrey Arthur Williamson (Brite, 1895–1982)
- Lothar Willms (Deutscher, * 1974)
- Nigel Guy Wilson (Brite, * 1935)
- Walter Wimmel (Deutscher, 1922–2016)
- Gerhard Winkler (Österreicher, 1935–2012)
- John J. Winkler (US-Amerikaner, 1943–1990)
- Lidia Winniczuk (Polin, 1904–1993)
- Reginald Pepys Winnington-Ingram (Brite, 1904–1993)
- Michael Winterbottom (Brite, * 1934)
- Heinz Willi Wirth (Deutscher, 1928–2012)
- Theo Wirth (Schweizer, * 1941)
- Heinz Wismann (Deutscher, * 1935)
- Michael Wissemann (Deutscher, * 1953)
- Franz Witek (Österreicher, * 1946)
- Renate Wittern-Sterzel (Deutsche, * 1943)
- Otto Wittstock (Deutscher, * 1928)
- Antonie Wlosok (Deutsche, 1930–2013)
- Georg Wöhrle (Deutscher, * 1953)
- Günter Wojaczek (Deutscher, 1932–1997)Günter Wojaczek

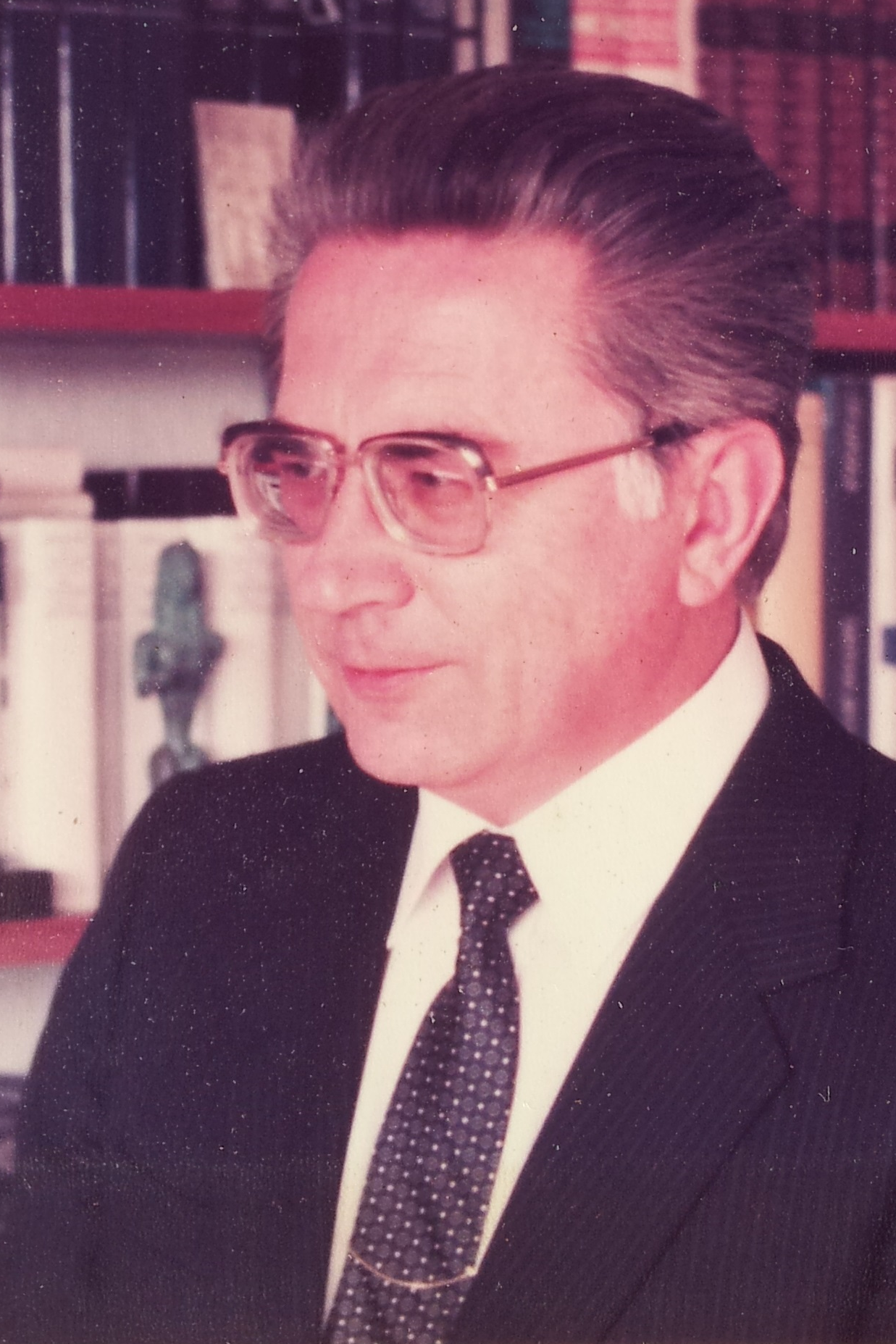
Günter Wojaczek

- Christian Wolff (US-Amerikaner, * 1934)
- Erwin Wolff (Deutscher, 1897–1966)
- Wolfgang Wolfring (Österreicher, 1925–2001)
- Anja Wolkenhauer (Deutsche, * 1967)
- Roger D. Woodard (US-Amerikaner, * 1951)
- Friedrich Wotke (Österreicher, 1893–1960)
- Erich Woytek (Österreicher, * 1942)
- Peter Wülfing von Martitz (Deutscher, 1930–2004)
- Ernst Wüst (Deutscher, 1875–1959)
- Pierre Wuilleumier (Franzose, 1904–1979)
- Hartmut Wulfram (Deutscher, * 1967)
- Christoph Wurm (Deutscher, * 1955)
- Bernhard Wyss (Schweizer, 1905–1986)

### Z
- Froma I. Zeitlin (US-Amerikanerin, * 1933)
- Hans Günter Zekl (Deutscher, 1939–2016)
- Klaus Zelzer (Österreicher, * 1936)
- Michaela Zelzer (Österreicherin, 1939–2012)
- James E. G. Zetzel (US-Amerikaner, * 1947)
- Konrat Ziegler (Deutscher, 1884–1974)
- Andreas Zierl (Deutscher, * 1961)
- Henrik Zilliacus (Finne, 1908–1992)
- Bernhard Zimmermann (Deutscher, * 1955)Bernhard Zimmermann
- Franz Zimmermann (Deutscher, 1891–1962)
- Ernst Zinn (Deutscher, 1910–1990)
- Clemens Zintzen (Deutscher, 1930–2023)
- Jan Ziolkowski (US-Amerikaner, * 1956)
- Friedrich Zucker (Deutscher, 1881–1973)
- Günther Zuntz (Deutscher und Brite, 1902–1992)
- Otto Zwierlein (Deutscher, * 1939)

## Legende
- Die Namen sind zeitlich so eingeordnet, dass das Floruit, die Schaffensperiode, die etwa mit Studienabschluss und Publikationsbeginn beginnt, in den bezeichneten Zeitraum fällt. Vielfach fällt diese Schaffensperiode in zwei aneinander angrenzende Zeiträume (Renaissance und Neuzeit oder Neuzeit und Moderne oder Moderne und Gegenwart), sodass der Name dementsprechend in den früheren Zeitraum eingeordnet ist.
- Die Bilder sind nach der Linie Oberkante Eintrag – Oberkante Bild ausgerichtet, es sei denn, sie werden durch vorgehende Bilder nach unten verschoben. Zu den Bildern sind lediglich die Namen angegeben. Alle weiteren Angaben finden sich in dem entsprechenden Personenartikel.

## Navigationsleisten

### Klassische Philologen an Universitäten des deutschsprachigen Raumes
Augsburg |
Bamberg |
Basel |
FU Berlin |
HU Berlin |
TU Berlin |
Bern |
Bielefeld |
Bochum |
Bonn |
Breslau |
Dorpat |
Dresden |
Düsseldorf |
Eichstätt |
Erfurt |
Erlangen-Nürnberg |
Frankfurt am Main |
Freiburg im Breisgau |
Genf |
Gießen |
Göttingen |
Graz |
Greifswald |
Halle-Wittenberg |
Hamburg |
Heidelberg |
Innsbruck |
Jena |
Kiel |
Köln |
Königsberg |
Konstanz |
Lausanne |
Leipzig |
Mainz |
Marburg |
München |
Münster |
Neuenburg |
Osnabrück |
Potsdam |
Prag |
Regensburg |
Rostock |
Saarbrücken |
Salzburg |
Straßburg |
Trier |
Tübingen |
Wien |
Würzburg |
Zürich

### Lehrstühle für Klassische Philologie
Deutschland

Wolfgang Dieter Lebek (1979–1984) |
Wolfgang Hübner (1984–1986) |
Marion Lausberg (1986–2012)
Latinistik:
Rudolf Rieks (1978–2002) |
Thomas Baier (2003–2008) |
Markus Schauer (seit 2009)
Gräzistik:
Klaus Döring (1981–2003) |
Sabine Föllinger (2003–2011) |
Sabine Vogt (seit 2012)
Erster Lehrstuhl (seit 1989 Latinistik):
Georg Rohde (1949–1960) |
Franco Munari (1961–1987) |
Widu-Wolfgang Ehlers (1989–2008) |
Therese Fuhrer (2008–2013) |
Melanie Möller (seit 2015)
Zweiter Lehrstuhl (seit 1987 Gräzistik):
Uvo Hölscher (1954–1962) |
Rudolf Kassel (1963–1975) |
Paul Moraux (1975–1984) |
Bernd Seidensticker (1987–2007) |
Gyburg Uhlmann (2007–2023)
Dritter Lehrstuhl:
Kurt von Fritz (1954–1958) |
Hans Schwabl (1960–1968) |
Josef Delz (1968–1970)
Erster Lehrstuhl:
Walter Burkert (1966–1969) |
Hans-Joachim Newiger (1969–1971)
Zweiter Lehrstuhl:
Carl Joachim Classen (1966–1969) |
Eckart Mensching (1970–2002)
Reinhart Herzog (1973–1990) |
Reinhold F. Glei (1993–1996) |
Lore Benz (seit 2001)
Gräzistik:
Hellmut Flashar (1965–1982) |
Bernd Effe (1984–2007) |
Manuel Baumbach (seit 2009)
Latinistik I:
Godo Lieberg (1965–1981) |
Gerhard Binder (1982–2002) |
Claudia Klodt (seit 2002)
Latinistik II:
Robert Schröter (1968–1986) |
Siegmar Döpp (1987–1995) |
Reinhold F. Glei (seit 1996)
Erster Lehrstuhl:
Karl Friedrich Heinrich (1818–1838) |
Ludwig Schopen (1840–1867) |
Friedrich Heimsoeth (1865–1877) |
Eduard Lübbert (1881–1889) |
Anton Elter (1890–1925) |
Christian Jensen (1926–1938) |
Hans Herter (1938–1967) |
Hartmut Erbse (1968–1984) |
Thomas A. Schmitz (seit 2003)
Zweiter Lehrstuhl:
August Ferdinand Naeke (1818–1838) |
Friedrich Ritschl (1839–1865) |
Hermann Usener (1866–1902) |
August Brinkmann (1902–1923) |
Georg Luck (1962–1972) |
Willy Schetter (1972–1992)
Dritter Lehrstuhl:
Friedrich Gottlieb Welcker (1819–1861) |
Otto Jahn (1855–1869) |
Franz Bücheler (1870–1906) |
Friedrich Marx (1906–1927) |
Ernst Bickel (1928–1948) |
Wolfgang Schmid (1950–1978) |
Otto Zwierlein (1979–2004) |
Dorothee Gall (2005–2019) |
Gernot Michael Müller (seit 2019)
Erster Lehrstuhl:
Johann Gottlob Theaenus Schneider (1811–1815) |
Franz Passow (1815–1833) |
Friedrich Ritschl (1833–1839) |
Friedrich Haase (1840–1867) |
August Reifferscheid (1868–1885) |
Wilhelm Studemund (1885–1889) |
Richard Foerster (1890–1898) |
Eduard Norden (1898–1906) |
Paul Wendland (1906–1909) |
Alfred Gercke (1909–1922) |
Ludolf Malten (1922–1945)
Zweiter Lehrstuhl:
Ludwig Friedrich Heindorf (1811–1816) |
Karl Ernst Christoph Schneider (1816–1856) |
Johannes Vahlen (1856–1858)
Dritter Lehrstuhl:
Joseph Julius Athanasius Ambrosch (1834–1856) |
August Rossbach (1856–1898) |
Richard Foerster (1898–1920)
Vierter Lehrstuhl (bis 1862 Extraordinariat):
Wilhelm Wagner (1845–1857) |
Rudolf Westphal (1857–1862) |
Martin Hertz (1862–1893) |
Friedrich Marx (1893–1896) |
Franz Skutsch (1896–1912) |
Wilhelm Kroll (1913–1935) |
Hans Drexler (1935–1940) |
Wilhelm Süß (1940–1945)
Etatmäßiges Extraordinariat:
Richard Foerster (1873–1875) |
Arthur Ludwich (1876–1878) |
Georg Kaibel (1879–1881) |
Konrad Zacher (1881–1907) |
Konrat Ziegler (1909–1920)
Gräzistik:
Christian Mueller-Goldingen (1994-2020)
Latinistik:
Fritz-Heiner Mutschler (1993–2011) |
Dennis Pausch (2014-2023)
Latinistik:
Ilona Opelt (1968–1991) |
Wolfram Ax (1993–1996) |
Jochem Küppers (1997–2004) |
Markus Stein (seit 2005)
Gräzistik:
Bernd Manuwald (1984–1992) |
Bernhard Zimmermann (1992–1997) |
Michael Reichel (seit 1999)
Erster Lehrstuhl:
Peter Krafft (1978–2006) |
Bardo Gauly (2007–2023)
Tobias Dänzer (seit 2024)
Zweiter Lehrstuhl (seit 2011 Professur):
Hans Jürgen Tschiedel (1982–2007) |
Gernot Michael Müller (2011–2019) |
Verena Schulz (seit 2021)
1. Lehrstuhl:
Gottlieb Christoph Harleß (1777–1815) |
Ludwig Heller (1817–1826) |
Ludwig von Döderlein (1826–1863) |
Iwan von Müller (1864–1893) |
Adolf Römer (1893–1913) |
Otto Stählin (1913–1935) |
Reinhold Merkelbach (1957–1961) |
Alfred Heubeck (1962–1979) |
Egert Pöhlmann (1980–2001) |
Stephan Schröder (seit 2001)
2. Lehrstuhl:
Joseph Kopp (1827–1842) |
Karl Friedrich Nägelsbach (1842–1859) |
Heinrich Keil (1859–1869) |
Alfred Schöne (1869–1874) |
Eduard Wölfflin (1875–1880) |
August Luchs (1880–1920) |
Alfred Klotz (1920–1939) |
Otto Seel (1943–1947) |
Carl Koch (1947–1956) |
Rudolf Till (1958–1976) |
Severin Koster (1979–2008) |
Walter Kißel (kommissarisch, 2008–2016) |
Christoph Schubert (seit 2017)
3. Lehrstuhl:
Ferdinand Heerdegen (1902–1920) |
Kurt Witte (1920–1950) |
Otto Seel (1951–1972) |
Klaus Stiewe (1975–1986)
Schwerpunkt Gräzistik:
Hans von Arnim (1914–1921) |
Karl Reinhardt (1923–1941) |
Walter Nestle (1944–1945) |
Karl Reinhardt (1946–1951) |
Harald Patzer (1952–1978) |
Gustav Adolf Seeck (1981–1999) |
Thomas A. Schmitz (1999–2003) |
Thomas Paulsen (seit 2005)
Schwerpunkt Latinistik:
Walter F. Otto (1914–1934) |
Erwin Wolff (1935–1962) |
Walther Ludwig (1964–1970) |
Christoff Neumeister (1972–2002) |
Hans Bernsdorff (seit 2003)
Dritter Lehrstuhl:
Wolf Steidle (1963–1975)
Erstes Ordinariat:
Karl Zell (1821–1836) |
Joseph Anselm Feuerbach (1836–1851) |
Theodor Bergk (1852–1857) |
Johannes Vahlen (1858) |
Franz Bücheler (1858–1866) |
Wilhelm Brambach (1866–1872) |
Otto Keller (1872–1875) |
Otto Hense (1876–1909) |
Eduard Schwartz (1909–1913) |
Otto Immisch (1914–1930) |
Eduard Fraenkel (1931–1933) |
Hans Oppermann (1935–1941) |
Karl Büchner (1943–1976) |
Eckard Lefèvre (1977–2003) |
Therese Fuhrer (2004–2008) |
Wolfgang Kofler (2009–2012) |
Stefan Tilg (seit 2014)
Zweites Ordinariat:
Anton Baumstark (1836–1872) |
Bernhard Schmidt (1872–1911) |
Richard Reitzenstein (1911–1914) |
Alfred Körte (1914–1917) |
Ludwig Deubner (1917–1927) |
Rudolf Pfeiffer (1927–1929) |
Wolfgang Schadewaldt (1929–1934) |
Hans Bogner (1936–1941) |
Hermann Gundert (1944–1974) |
Wolfgang Kullmann (1975–1996) |
Bernhard Zimmermann (1997–2024)
Lehrstuhl I (seit 1962 Schwerpunkt Gräzistik):
Friedrich Karl Rumpf (1809–1823) |
Friedrich Gotthilf Osann (1825–1858) |
Ludwig Lange (1859–1871) |
Eduard Lübbert (1871–1874) |
Adolf Philippi (1874–1893) |
Eduard Schwartz (1893–1897) |
Albrecht Dieterich (1897–1903) |
Erich Bethe (1903–1906) |
Alfred Körte (1906–1913) |
Rudolf Herzog (1913–1936) |
Albrecht von Blumenthal (1940–1945) |
Gerhard Müller (1962–1976) |
Egert Pöhlmann (1976–1980) |
Manfred Landfester (1980–2002) |
Peter von Möllendorff (seit 2003)
Lehrstuhl II (seit 1962 Schwerpunkt Latinistik):
Heinrich Friedrich Pfannkuche (1803–1832) |
Wilhelm Clemm (1874–1883) |
Johannes Schmidt (1883–1892) |
Richard Reitzenstein (1892–1893) |
Gotthold Gundermann (1893–1902) |
Richard Wünsch (1902–1907) |
Otto Immisch (1907–1913) |
Karl Kalbfleisch (1913–1934) |
Wilhelm Süß (1934–1940) |
Andreas Thierfelder (1941–1943) |
Vinzenz Buchheit (1962–1989) |
Jochem Küppers (1990–1997) |
Helmut Krasser (seit 1999)
Erster Lehrstuhl:
Johann Matthias Gesner (1734–1761) |
Christian Gottlob Heyne (1763–1812) |
Christoph Wilhelm Mitscherlich (1814–1835) |
Karl Friedrich Hermann (1842–1856) |
Ernst Curtius (1856–1868) |
Curt Wachsmuth (1869–1877) |
Karl Dilthey (1877–1887) |
Wilhelm Meyer (1887–1889) |
Friedrich Leo (1889–1914) |
Richard Reitzenstein (1914–1928) |
Eduard Fraenkel (1928–1931) |
Kurt Latte (1931–1935) |
Hans Drexler (1940–1945) |
Kurt Latte (1946–1957) |
Karl Deichgräber (1957–1969) |
Klaus Nickau (1970–2000) |
Heinz-Günther Nesselrath (seit 2001).
Zweiter Lehrstuhl:
Georg Ludolf Dissen (1813–1837) |
Ernst von Leutsch (1837–1883) |
Ulrich von Wilamowitz-Moellendorff (1883–1897) |
Georg Kaibel (1897–1901) |
Eduard Schwartz (1902–1909) |
Paul Wendland (1909–1915) |
Max Pohlenz (1916–1937) |
Karl Deichgräber (1938–1946) |
Walter F. Otto (1946–1948) |
Wolf-Hartmut Friedrich (1948–1972) |
Carl Joachim Classen (1973–1993) |
Siegmar Döpp (1995–2007) |
Ulrike Egelhaaf-Gaiser (seit 2008).
Dritter Lehrstuhl:
Ernst Karl Friedrich Wunderlich (1808–1816) |
Friedrich Gottlieb Welcker (1816–1819) |
Karl Otfried Müller (1819–1840) |
Friedrich Wilhelm Schneidewin (1842–1856) |
Hermann Sauppe (1856–1893) |
Wilhelm Meyer (1895–1917) |
Günther Jachmann (1917–1922) |
Wilhelm Baehrens (1922–1929) |
(Ludolf Malten) (1945–1958) |
Will Richter (1959–1975) |
Ulrich Schindel (1976–2003) |
Peter Kuhlmann (seit 2004).
Erster Lehrstuhl:
Christian Wilhelm Ahlwardt (1817–1830) |
Georg Ludwig Walch (1830–1838) |
Rudolf Heinrich Klausen (1838–1840) |
Otto Jahn (1842–1847) |
Ludwig von Urlichs (1847–1855) |
Martin Hertz (1855–1862) |
Hermann Usener (1863–1866) |
Franz Bücheler (1866–1870) |
Wilhelm Studemund (1870–1872) |
Adolph Kießling (1872–1889) |
Friedrich Marx (1889–1893) |
Eduard Norden (1893–1899) |
Wilhelm Kroll (1899–1906) |
Carl Hosius (1906–1913) |
Ernst Lommatzsch (1913–1922) |
Günther Jachmann (1922) |
Kurt Latte (1923–1926) |
Franz Dornseiff (1926–1948) |
Jürgen Kroymann (1954–1955) |
Dietrich Ebener (1957–1967) |
Martin Hose (1994–1997) |
Michael Weißenberger (1999–2013)
Zweiter Lehrstuhl:
Georg Friedrich Schömann (1827–1879) |
Rudolf Schöll (1873–1874) |
Eduard Hiller (1874–1876) |
Ulrich von Wilamowitz-Moellendorff (1876–1883) |
Georg Kaibel (1883–1886) |
Ernst Maass (1886–1895) |
Alfred Gercke (1896–1909) |
Hermann Schöne (1909–1916) |
Johannes Mewaldt (1916–1923) |
Konrat Ziegler (1923–1933) |
Franz Egermann (1934–1942) |
Gregor Vogt-Spira (1994–2006)
Dritter Lehrstuhl (Extraordinariat, 1863–1898 Ordinariat):
Franz Susemihl (1856–1898) |
Alfred Körte (1899–1903) |
Ludwig Radermacher (1903–1906) |
Ernst Bickel (1906–1909) |
Johannes Mewaldt (1909–1914) |
Georg Thiele (1914–1917) |
Kurt Witte (1917–1920) |
August Schmekel (1921–1927)
Erster Lehrstuhl:
August Seidler (1816–1824) |
Moritz Hermann Eduard Meier (1825–1855) |
Theodor Bergk (1857–1869) |
Heinrich Keil (1869–1894) |
Georg Wissowa (1895–1924) |
Ernst Diehl (1925–1937) |
Franz Altheim (1937–1948) |
Werner Peek (1951–1969) |
Joachim Ebert (1983–1995) |
Michael Hillgruber (seit 1995)
Zweiter Lehrstuhl:
Abraham Gottlieb Raabe (1817–1845) |
Wilhelm Dittenberger (1874–1906) |
Otto Kern (1907–1931) |
Paul Friedländer (1932–1935) |
Erich Reitzenstein (1937–1958) |
Berthold Häsler (1960–1974) |
Wolfgang Kirsch (1986–1993) |
Rainer Jakobi (1993–2024)
Dritter Lehrstuhl:
Karl Christian Reisig (1824–1829) |
Gottfried Bernhardy (1829–1875) |
Eduard Hiller (1876–1891) |
Friedrich Blass (1892–1907) |
Karl Praechter (1907–1927)
Erster Lehrstuhl:
Karl Reinhardt (1919–1923) |
Rudolf Pfeiffer (1923–1927) |
Ernst Kapp (1927–1937) |
Ulrich Knoche (1939–1968) |
Otto Zwierlein (1971–1979)
Zweiter Lehrstuhl:
Otto Plasberg (1919–1924) |
Friedrich Klingner (1925–1930) |
Bruno Snell (1931–1959) |
Hartmut Erbse (1960–1965) |
Winfried Bühler (1967–1989) |
Dieter Harlfinger (1990–2005) |
Christian Brockmann (seit 2007)
Dritter Lehrstuhl:
Hans Joachim Mette (1964–1974) |
Walther Ludwig (1976–1994) |
Dorothee Gall (1999–2005) |
Claudia Schindler (seit 2009)
Vierter Lehrstuhl:
Joseph-Hans Kühn (1962–1975)
Erster Lehrstuhl:
Friedrich Creuzer (1800–1845) |
Leonhard Spengel (1841–1847) |
Hermann Köchly (1864–1876) |
Curt Wachsmuth (1877–1886) |
Erwin Rohde (1886–1898) |
Otto Crusius (1898–1903) |
Albrecht Dieterich (1903–1908) |
Franz Boll (1908–1924) |
Otto Regenbogen (1925–1935) |
Hildebrecht Hommel (1937–1945) |
Otto Regenbogen (1945–1959) |
Franz Dirlmeier (1959–1970) |
Herwig Görgemanns (1972–1997)
Zweiter Lehrstuhl:
August Boeckh (1807–1811) |
Heinrich Voß (1809–1822) |
Johann Christian Felix Bähr (1823–1872) |
Uvo Hölscher (1962–1970) |
Albrecht Dihle (1974–1989) |
Glenn W. Most (1991–2001) |
Jonas Grethlein (seit 2008)
Dritter Lehrstuhl:
Karl Ludwig Kayser (1863–1872) |
Otto Ribbeck (1872–1877) |
Fritz Schöll (1877–1918) |
Otto Weinreich (1918–1921) |
Karl Meister (1921–1949) |
Viktor Pöschl (1950–1976) |
Hubert Petersmann (1981–2001) |
Gerrit Kloss (seit 2003)
Vierter Lehrstuhl:
Michael von Albrecht (1964–1999) |
Jürgen Paul Schwindt (seit 2000)
Lehrstuhl für Papyrologie:
Dieter Hagedorn (1981–2001) |
Andrea Jördens (seit 2004)
Erster Lehrstuhl:
Ferdinand Gotthelf Hand (1817–1851) |
Carl Nipperdey (1852–1875) |
Erwin Rohde (1876–1878) |
Rudolf Hirzel (1886–1913) |
Christian Jensen (1913–1917) |
Otto Weinreich (1918) |
Friedrich Zucker (1918–1961) |
Ernst Günther Schmidt (1974/87–1994) |
Jürgen Dummer (1994–2000) |
Jürgen Hammerstaedt (2000–2004) |
Rainer Thiel (seit 2005)
Zweiter Lehrstuhl:
Karl Wilhelm Göttling (1831–1869) |
Conrad Bursian (1869–1874) |
Rudolf Schöll (1874–1876) |
Alfred von Gutschmid (1876–1877) |
Heinrich Gelzer (1878–1906) |
Georg Goetz (1906–1923) |
Johannes Stroux  (1923–1924) |
Karl Barwick (1925–1954) |
Friedmar Kühnert (1961–1981) |
Volker Riedel (1987–2008) |
Meinolf Vielberg (seit 1994)
Extraordinariat:
Friedrich Gotthilf Osann (1821–1825) |
Hermann Weißenborn (1843–1849) |
Georg Bippart (1850–1852) |
Moritz Vermehren (1864–1893) |
Ernst Diehl (1906–1911) |
Albrecht von Blumenthal (1928–1938)
Erster Lehrstuhl (seit 1972 C3-Professur):
Karl Friedrich Heinrich (1804–1818) |
Wilhelm Wachsmuth (1820–1825) |
Gregor Wilhelm Nitzsch (1827–1852) |
Georg Curtius (1854–1862) |
Otto Ribbeck (1862–1872) |
August Wilmanns (1873–1874) |
Eduard Lübbert (1874–1881) |
Richard Foerster (1881–1890) |
Ivo Bruns (1890–1901) |
Siegfried Sudhaus (1901–1914) |
Werner Jaeger (1915–1921) |
Christian Jensen (1921–1926) |
Manfred Fuhrmann (1962–1966) |
Antonie Wlosok (1968–1972) |
Herbert Juhnke (1972–1997) |
Lore Benz (1997–2001) |
Hans Bernsdorff (2002–2003) |
Jan Radicke (seit 2004)
Zweiter Lehrstuhl:
Friedrich Blass (1881–1892) |
Alfred Schöne (1892–1902) |
Paul Wendland (1902–1906) |
Felix Jacoby (1907–1935) |
Erich Burck (1938–1969) |
Ernst Doblhofer (1971–1984) |
Konrad Heldmann (1985–2005) |
Thorsten Burkard (seit 2005)
Dritter Lehrstuhl (bis 1921 Extraordinariat):
Johann Matthias Schultz (1802–1846) |
Erwin Rohde (1872–1876) |
Friedrich Blass (1876–1881) |
Friedrich Leo (1881–1883) |
Christian Lütjohann (1884) |
Ivo Bruns (1886–1890) |
Otto Rossbach (1890–1895) |
Ernst Bickel (1909–1921) |
Johannes Stroux (1922–1923) |
Eduard Fraenkel (1923–1928) |
Richard Harder (1930–1941) |
Hans Diller (1942–1973) |
Ernst-Richard Schwinge (1976–1999) |
Lutz Käppel (seit 1999)
Schwerpunkt Gräzistik:
Josef Kroll (1922–1956) |
Albrecht Dihle (1958–1974) |
Rudolf Kassel (1975–1991) |
Bernd Manuwald (1992–2008) |
René Nünlist (seit 2010)
Schwerpunkt Latinistik:
Günther Jachmann (1925–1952) |
Hellfried Dahlmann (1953–1971) |
Clemens Zintzen (1972–1994) |
Wolfram Ax (1996–2010) |
Jan Felix Gaertner (seit 2013)
Klassische Philologie und Papyrologie:
Reinhold Merkelbach (1961–1983) |
Wolfgang Dieter Lebek (1984–2003) |
Jürgen Hammerstaedt (seit 2004)
Latinistik:
Manfred Fuhrmann (1966–1990) |
Reinhart Herzog (1990–1994) |
Barbara Feichtinger-Zimmermann (seit 1997)
Gräzistik:
Hans-Joachim Newiger (1971–1992) |
Gerhard Baudy (1994–2016)
Erster Lehrstuhl (ab 1985 Gräzistik):
Johann Friedrich Christ (1739–1756) |
Johann August Ernesti (1756–1770) |
August Wilhelm Ernesti (1770–1801) |
Gottfried Hermann (1803–1848) |
Reinhold Klotz (1849–1870) |
Ludwig Lange (1871–1885) |
Curt Wachsmuth (1886–1905) |
Erich Bethe (1906–1931) |
Jürgen Werner (1985–1996) |
Kurt Sier (1996–2021) |
Oliver Schelske (seit 2023)
Zweiter Lehrstuhl (seit 1974 Latinistik):
Friedrich Wolfgang Reiz (1782–1785) |
Christian Daniel Beck (1785–1819) |
Friedrich August Wilhelm Spohn (1819–1824) |
Christian Daniel Beck (1825–1832) |
Anton Westermann (1834–1865) |
Friedrich Ritschl (1865–1876) |
Otto Ribbeck (1877–1898) |
Friedrich Marx (1899–1906) |
Richard Heinze (1906–1929) |
Friedrich Klingner (1930–1947) |
Franz Dornseiff (1948–1960) |
Walter Hofmann (1974–1990) |
Ekkehard Stärk (1992–2001) |
Marcus Deufert (seit 2003)
Dritter Lehrstuhl:
Otto Jahn (1847–1850) |
Gregor Wilhelm Nitzsch (1852–1861) |
Georg Curtius (1862–1885) |
Erwin Rohde (1886)
Vierter Lehrstuhl:
Justus Hermann Lipsius (1877–1914) |
Bruno Keil (1914–1916) |
Alfred Körte (1917–1934) |
Wolfgang Schadewaldt (1934–1941) |
Karl Reinhardt (1942–1946)
Gräzistik:
Franz Dirlmeier (1946–1951) |
Walter Marg (1953–1975) |
Joachim Latacz (1978–1981) |
Arbogast Schmitt (1981–1991) |
Christoph Riedweg (1993–1996) |
Jochen Althoff (seit 1998)
Latinistik I:
Wilhelm Süß (1946–1950) |
Andreas Thierfelder (1950–1971) |
Jürgen Blänsdorf (1971–2004) |
Christine Walde (seit 2005)
Latinistik II:
Erich Reitzenstein (1960–1965) |
Willy Schetter (1965–1972) |
Antonie Wlosok (1973–1998) |
Wilhelm Blümer (seit 2001)
Erster Lehrstuhl:
Ernst Vogt (1967–1975) |
Hans-Jürgen Horn (1975–2001)
Zweiter Lehrstuhl (bis 1974 Ratsstelle):
Clemens Zintzen (1968–1969) |
Burkhart Cardauns (1971–2001)
Erster Lehrstuhl (1892–1904 Extraordinariat):
Friedrich Creuzer (1802–1804) |
Christoph Rommel (1804–1810) |
Karl Franz Christian Wagner (1810–1833) |
Karl Friedrich Hermann (1832–1842) |
Theodor Bergk (1842–1852) |
Karl Friedrich Weber (1852–1861) |
Leopold Schmidt (1863–1892) |
Wilhelm Schulze (1892–1895) |
Albrecht Dieterich (1895–1897) |
Georg Wentzel (1902–1903) |
Karl Kalbfleisch (1903–1913) |
Paul Friedländer (1920–1932) |
Karl Deichgräber (1935–1938) |
Friedrich Müller (1943–1968) |
Wolfgang Kullmann (1964–1975) |
Otto Lendle (1977–1991) |
Arbogast Schmitt (1991–2008) |
Sabine Föllinger (seit 2011)
Zweiter Lehrstuhl:
Carl Julius Caesar (1863–1886) |
Theodor Birt (1886–1921) |
Ernst Lommatzsch (1922–1936) |
Hellfried Dahlmann (1936–1953) |
Carl Becker (1955–1963) |
Walter Wimmel (1963–1987) |
Joachim Adamietz (1988–1996) |
Jürgen Leonhardt (1997–2005) |
Gregor Vogt-Spira (2006–2022) |
Dennis Pausch (seit 2023)
Dritter Lehrstuhl:
Georg Wissowa (1890–1895) |
Ernst Maass (1895–1924)
Erster Lehrstuhl (Lateinische Philologie):
Friedrich Ast (1826–1841) |
Franz Hocheder (1842–1844) |
Ernst von Lasaulx (1844–1847) |
Leonhard Spengel (1847–1880) |
Eduard Wölfflin (1880–1905) |
Friedrich Vollmer (1905–1923) |
Johannes Stroux (1924–1935) |
Rudolf Till (1938–1945) |
Franz Egermann (1951/62–1970) |
Werner Suerbaum (1970–2001) |
Claudia Wiener (seit 2003)
Zweiter Lehrstuhl (Griechische Philologie II):
Friedrich Thiersch (1826–1859) |
Wilhelm von Christ (1860–1903) |
Otto Crusius (1903–1918) |
Eduard Schwartz (1919–1929) |
Rudolf Pfeiffer (1929–1937) |
Franz Dirlmeier (1938–1945) |
Rudolf Pfeiffer (1951–1957) |
Kurt von Fritz (1958–1968) |
Uvo Hölscher (1970–1982) |
Hellmut Flashar (1982–1997) |
Martin Hose (seit 1997)
Dritter Lehrstuhl (Griechische Philologie I):
Conrad Bursian (1874–1883) |
Rudolf Schöll (1885–1893) |
Iwan von Müller (1893–1906) |
Albert Rehm (1906–1936) |
Richard Harder (1941–1945) |
Friedrich Klingner (1947–1963) |
Carl Becker (1963–1973) |
Ernst Vogt (1975–1999) |
Oliver Primavesi (seit 2000)
Vierter Lehrstuhl (Lateinische Philologie):
Carl von Prantl (1859–1888) |
Carl Weyman (1905–1931) |
Wilfried Stroh (1976–2005) |
Therese Fuhrer (seit 2013)
Professur für Klassische Philologie/Fachdidaktik:
Karl Felix Halm (1856–1882) |
Markus Janka (seit 2007)
Professur für Lateinische Philologie der Antike:
Niklas Holzberg (1988–2011)
Erster Lehrstuhl:
Hermann Ludwig Nadermann (1821–1853) |
Ferdinand Deycks (1843–1867) |
Peter Langen (1868–1897) |
Peter Sonnenburg (1898–1928) |
Franz Beckmann (1931–1963) |
Hermann Tränkle (1963–1972) |
Christian Gnilka (1972–2002) |
Christine Schmitz (seit 2002)
Zweiter Lehrstuhl:
Franz Winiewski (1838–1874) |
Johann Matthias Stahl (1874–1906) |
Wilhelm Kroll (1906–1913) |
Richard Wünsch (1913–1915) |
Hermann Schöne (1916–1935) |
Walter Eberhardt (1937–1946) |
Friedrich Mehmel (1947–1951) |
Richard Harder (1952–1957) |
Gerhard Müller (1958–1962) |
Martin Sicherl (1963–1982) |
Wolfgang Hübner (1986–2004) |
Alexander Arweiler (seit 2004)
Dritter Lehrstuhl (bis 1918 Extraordinariat):
Franz Ignaz Schwerdt (1861–1868) |
Adalbert Parmet (1869–1898) |
Carl Hosius (1897–1906) |
Ludwig Radermacher (1906–1909) |
Karl Münscher (1909–1936) |
Rudolf Güngerich (1951–1953) |
Hermann Kleinknecht (1953–1960) |
Heinrich Dörrie (1961–1980) |
Hermann Wankel (1981–1991) |
Adolf Köhnken (1992–2002) |
Christian Pietsch (seit 2003)
Vierter Lehrstuhl:
Otto Hiltbrunner (1962–1979)
Erste Professur (Latein/Neulatein):
Bernd Schneider (1987–2009) |
Stephan Heilen (seit 2009)
Zweite Professur (Latein/Mittellatein):
Christina Meckelnborg (1991–2016) |
Meike Rühl (seit 2019)
Professur für Literaturwissenschaft:
Gregor Maurach (1989–1997)
Schwerpunkt Gräzistik:
Peter Riemer (1995–2000) |
Ursula Gärtner (2002–2016) |
Katharina Wesselmann (seit 2023)
Schwerpunkt Latinistik:
Jörg Rüpke (1995–1999)
Gräzistik:
Ernst Heitsch (1967–1996) |
Georg Rechenauer (1998–2022) |
Michael Krewet (seit 2024)
Latinistik:
Klaus Thraede (1968–1998) |
Jan-Wilhelm Beck (seit 1999)
Erster Lehrstuhl (bis 1810 rätliche Professur der Griechischen Sprache):
Johannes Posselius (der Ältere) (1553–1591) |
Johannes Posselius (der Jüngere) (1593–1623) |
Johann Huswedel (1623–1627) |
Bernhard Taddel (1650–1656) |
Christian Woldenberg (1657–1659) |
Heinrich Müller (1659–1662) |
Christian Kortholt (1663–1665) |
Johann Mantzel (1674–1681) |
Gottfried Weiss (1684–1693) |
Johann Gottlieb Möller (1694–1696) |
Jacob Burgmann (1699–1724) |
Jakob Christoph Wolff (1725–1758) |
Hermann Jacob Lasius (1764–1802) |
Johann Christian Wilhelm Dahl (1802–1803) |
Immanuel Gottlieb Huschke (1806–1828) |
Gustav Christoph Sarpe (1815–1830) |
Ludwig Bachmann (1833–1881) |
Rudolf Helm (1907–1937) |
Andreas Thierfelder (1938–1940) |
Rudolf Helm (1947–1948) |
Werner Hartke (1948–1955) |
Franz Zimmermann (1961–1962) |
Wolfgang Hering (1964–1986) |
Gabriele Bockisch (1987–1991, Hochschuldozentin) |
Wolfgang Bernard (seit 1994)
Zweiter Lehrstuhl:
Franz Volkmar Fritzsche (1828–1887) |
Eduard Schwartz (1887–1893) |
Hans von Arnim (1893–1900) |
Otto Kern (1900–1907) |
Johannes Geffcken (1907–1933) |
Kurt von Fritz (1933–1934) |
Hans Diller (1937–1942) |
Hermann Kleinknecht (1944–1951) |
Werner Krenkel (1975–1993) |
Jürgen Leonhardt (1994–1997) |
Christiane Reitz (1999–2019) |
Nicola Hömke (seit 2019)
Dritter Lehrstuhl (ab 1888 Extraordinariat):
Richard Foerster (1875–1881) |
Georg Kaibel (1882–1883) |
Friedrich Leo (1883–1888) |
Friedrich Marx (1888–1889) |
Richard Reitzenstein (1889–1892) |
Hans von Arnim (1893) |
Erich Bethe (1893–1897) |
Otto Kern (1897–1900) |
Karl Kalbfleisch (1900–1903) |
Otto Plasberg (1903–1909)
Erste Professur:
Rudolf Stark (1949–1966) |
Otto Lendle (1967–1977) |
Carl Werner Müller (1978–1999) |
Peter Riemer (2000–2021)
Zweite Professur:
Ernst Zinn (1951–1956) |
Heinrich Dörrie (1957–1961) |
Robert Schröter (1962–1968) |
Clemens Zintzen (1969–1972) |
Eckard Lefèvre (1974–1977) |
Woldemar Görler (1980–1999)
Latinistik:
Hans-Otto Kröner (1970–1995) |
Therese Fuhrer (1996–1997) |
Ulrich Eigler (1998–2005) |
Stephan Busch (seit 2006)
Gräzistik:
Leif Bergson (1973–1993) |
Georg Wöhrle (1994–2018) |
Diego De Brasi (seit 2020)
Erster Lehrstuhl:
David Christoph Seybold (1796–1804) |
Karl Philipp Conz (1804–1827) |
Gottlieb Lukas Friedrich Tafel (1827–1846) |
Albert Schwegler (1847–1857) |
Karl Hirzel (1857–1874) |
Ernst von Herzog (1874–1902) |
Gotthold Gundermann (1902–1921) |
Otto Weinreich (1921–1954) |
Hildebrecht Hommel (1955–1964) |
Günther Wille (1965–1991) |
Heinz Hofmann (1993–2009) |
Anja Wolkenhauer (seit 2010)
Zweiter Lehrstuhl:
Ernst Christian von Walz (1832–1857) |
Wilhelm Siegmund Teuffel (1857–1878) |
Erwin Rohde (1878–1886) |
Otto Crusius (1886–1898) |
Wilhelm Schmid (1898–1926) |
Johannes Mewaldt (1927–1931) |
Hans Herter (1932–1938) |
Friedrich Focke (1939–1946) |
Wolfgang Schadewaldt (1950–1968) |
Konrad Gaiser (1968–1988) |
Thomas A. Szlezák (1990–2006) |
Irmgard Männlein (seit 2006)
Außerordentliche Professur:
Rudolf Herzog (1903–1909) |
Adolf von Mess (1909–1916) |
Otto Weinreich (1916–1918) |
Friedrich Zucker (1918) |
Friedrich Pfister (1918–1924) |
Friedrich Focke (1925–1939)
Dritter Lehrstuhl:
Ernst Zinn (1956–1978) |
Ernst A. Schmidt (1979–2002)
Vierter Lehrstuhl:
Konrad Müller (1963–1964) |
Hartmut Erbse (1965–1968) |
Richard Kannicht (1969–1997)
Fünfter Lehrstuhl:
Hubert Cancik (1974–2003) |
Jürgen Leonhardt (2004-2010) |
Robert Kirstein (seit 2011, ab 2018 als Ordinarius)
Erster Lehrstuhl:
Bonaventura Andres (1783–1809) |
Ferdinand Blümm (1809–1821) |
Peter von Richarz (1821–1835; zuvor seit 1817 ao. Prof.) |
Ernst von Lasaulx (1837–1844; zuvor seit 1835 ao. Prof.) |
Franz Josef Hermann Reuter (1844–1867) |
Wilhelm Studemund (1869–1870; zuvor seit 1868 a.o. Prof.) |
Martin Schanz (1874–1912; zuvor seit 1870 ao. Prof.) |
Carl Hosius (1913–1933) |
Josef Martin (1933–1952) |
Rudolf Güngerich (1953–1968) |
Carl Joachim Classen (1969–1973) |
Udo W. Scholz (1974–2007) |
Thomas Baier (seit 2008)
Zweiter Lehrstuhl (bis 1899 auch für klassische Archäologie, 1900–1919 außerordentliche Professur):
Ludwig von Urlichs (1855–1889) |
Karl Sittl (1889–1899) |
Thomas Stangl (1900–1921)
Dritter Lehrstuhl:
Franz Boll (1903–1908) |
Otto Stählin (1908–1913) |
Engelbert Drerup (1913–1923) |
Friedrich Pfister (1924–1951) |
Franz Dirlmeier (1951–1959) |
Ernst Siegmann (1960–1981) |
Thomas A. Szlezák (1983–1990) |
Michael Erler (1991–2019) |
Jan Stenger (seit 2020)
Professur für Klassische Philologie:
Bernd Manuwald (1981–1983) |
Ludwig Braun (1985–2008) |
Christian Tornau (seit 2009)
Ehemals deutsch(sprachig)e Universitäten

Erster Lehrstuhl (Gräzistik):
Johann Wrobel (1875–1899) |
Ernst Kalinka (1900–1903) |
Julius Jüthner (1903–1912) |
Gustav Adolf Gerhard (1913–1918). 
Zweiter Lehrstuhl (Latinistik):
Alois Goldbacher (1875–1882) |
Isidor Hilberg (1882–1918).
Erster Lehrstuhl:
Karl Morgenstern (1802–1834) |
Ludwig Preller (1838–1843) |
Ludolf Stephani (1846–1850) |
Ludwig Mercklin (1851–1862) |
Ludwig Schwabe (1863–1872) |
Eugen Petersen (1873–1879) |
Georg Loeschcke (1879–1889) |
Wladimir Malmberg (1890–1907) |
Ernst Felsberg (1907–1918)
Zweiter Lehrstuhl:
Johann Valentin Francke (1821–1830) |
Christian Friedrich Neue (1831–1861) |
Karl von Paucker (1861–1875) |
Ludwig Mendelssohn (1876–1896)
Dritter Lehrstuhl:
Wilhelm Hoerschelmann (1875–1895)
Erster Lehrstuhl:
Samuel Gottlieb Wald (1786–1806) |
Carl Erfurdt (1810–1813) |
Christian August Lobeck (1814–1857) |
Ludwig Friedländer (1858–1892) |
Ludwig Jeep (1893–1910)
Zweiter Lehrstuhl:
Karl Lehrs (1845–1878) |
Arthur Ludwich (1878–1912) |
Ludwig Deubner (1912–1917) |
Ludolf Malten (1919/1920–1922) |
Johannes Mewaldt (1923–1927) |
Richard Harder (1927–1930) |
Paul Maas (1930–1934) |
Walter F. Otto (1934–1945)
Dritter Lehrstuhl:
Henri Jordan (1867–1886) |
Alfred Schöne (1887–1892) |
Johannes Schmidt (1892–1894) |
August Brinkmann (1896/1900–1902) |
Richard Heinze (1903–1906) |
Richard Wünsch (1907–1913) |
Otto Immisch (1913–1914) |
Karl Meister (1916–1921) |
Ernst Bickel (1921–1928) |
Wolfgang Schadewaldt (1928–1929) |
Harald Fuchs (1929–1932) |
Willy Theiler (1932–1944) |
Werner Hartke (1944–1945)
Extraordinariat:
Ludwig Jeep (1886–1893) |
August Brinkmann (1896–1900) |
Hermann Schöne (1903–1906) |
Ludwig Deubner (1906–1912) |
Christian Jensen (1912–1913) |
Hermann Mutschmann (1913–1918) |
Ludolf Malten (1919–1920)
Erster Lehrstuhl:
Georg Curtius (1849–1854) |
Ludwig Lange (1855–1859) |
Franz Hochegger (1859–1860) |
Alfred Ludwig (1860–1871) |
Gustav Linker (1871–1881) |
Otto Keller (1881–1909) |
Otto Plasberg (1909–1911) |
Alfred Klotz (1911–1920) |
Edgar Martini (1922–1932) |
Maximilian Adler (1937–1939) |
Viktor Stegemann (1943–1945)
Zweiter Lehrstuhl:
Georg Bippart (1852–1883) |
Carl Holzinger (1883–1921) |
Siegfried Reiter (1922–1933)
Dritter Lehrstuhl:
Jan Kvíčala (1861–1882) |
Alois Rzach (1883–1923) |
Theodor Hopfner (1923–1945)
Erster Lehrstuhl:
Ulrich Köhler (1872–1876) |
Rudolf Schöll (1876–1885) |
Georg Kaibel (1886–1897) |
Eduard Schwartz (1897–1902) |
Bruno Keil (1902–1914) |
Eduard Schwartz (1914–1918)
Zweiter Lehrstuhl:
Wilhelm Studemund (1872–1885) |
August Reifferscheid (1885–1887) |
Friedrich Leo (1888–1889) |
Adolph Kießling (1889–1893) |
Richard Reitzenstein (1893–1911) |
Otto Plasberg (1911–1918)
Österreich

Erster Lehrstuhl:
Albert Muchar (1827–1849) |
Karlmann Tangl (1850–1863) |
Karl Schenkl (1863–1875) |
Otto Keller (1875–1881) |
Alois Goldbacher (1882–1908) |
Josef Mesk (1909–1914) |
Richard Meister (1918–1920) |
Karl Mras (1921–1933) |
Otmar Schissel von Fleschenberg (1926–1943) |
Carl Koch (1943–1945) |
Endre von Ivánka (1947–1961) |
Karl Vretska (1961–1971) |
Eugen Dönt (1971–1981) |
Walter Pötscher (1982–1997) |
Eveline Krummen (1999–2021)
Zweiter Lehrstuhl:
Emanuel Hoffmann (1850–1856) |
Max Theodor von Karajan (1857–1904) |
Richard Cornelius Kukula (1905–1919) |
Karl Prinz (1919–1939) |
Hans Gerstinger (1940–1960) |
Franz Stoessl (1961–1981) |
Franz Ferdinand Schwarz (1982–1996) |
Ursula Gärtner (seit 2016)
Dritter Lehrstuhl:
Wilhelm Kergel (1871–1891) |
Heinrich Schenkl (1892–1917) |
Josef Mesk (1917–1940)
Erster Lehrstuhl:
Anton Müller (1819–1825) |
Johann Niederstetter (1825–1834) |
Alois Flir (1835–1855) |
Antoni Małecki (1853–1856) |
Karl Schenkl (1858–1863) |
Bernhard Jülg (1863–1886) |
Friedrich Stolz (1887–1912) |
Julius Jüthner (1912–1936) |
Karl Jax (1936–1957) |
Wolf Steidle (1958–1963) |
Paul Händel (1964–1993) |
Otta Wenskus (1994–2023)
Zweiter Lehrstuhl:
Karl Kopetzky (1851–1870) |
August Wilmanns (1871–1873) |
Anton Zingerle (1874–1910) |
Ernst Diehl (1911–1925) |
Erich Thummer (1973–1996) |
Karlheinz Töchterle (1997–2007) |
Martin Korenjak (seit 2009)
Dritter Lehrstuhl:
Johannes Müller (1865–1902) |
Ernst Kalinka (1903–1935) |
Albin Lesky (1936–1949) |
Robert Muth (1950–1986) |
Glenn W. Most (1987–1991) |
Wolfgang Kofler (seit 2012)
Schwerpunkt Latinistik:
Georg Pfligersdorffer (1964–1986) |
Gerhard Petersmann (1986–2010) |
Dorothea Weber (seit 2012)
Schwerpunkt Gräzistik:
Erenbert Josef Schächer (1965–1971) |
Joachim Dalfen (1972–2005) |
Thomas Schirren (seit 2007)
Erster Lehrstuhl:
Hermann Bonitz (1849–1867) |
Theodor Gomperz (1869–1899) |
Hans von Arnim (1900–1914) |
Heinrich Schenkl (1917–1919) |
Hans von Arnim (1921–1930) |
Johannes Mewaldt (1931–1946) |
Hans Oellacher (1946–1949) |
Albin Lesky (1949–1967) |
Hans Schwabl (1968–1993) |
Eugen Dönt (bis 2007) |
Stefan Büttner (seit 2011)
Zweiter Lehrstuhl:
Karl Josef Grysar (1850–1856) |
Emanuel Hoffmann (1856–1896) |
Friedrich Marx (1896–1899) |
Edmund Hauler (1899–1930) |
Alfred Kappelmacher (1931–1932) |
Karl Mras (1933–1938) |
Richard Meister (1938–1945) |
Karl Mras (1945–1953) |
Walther Kraus (1955–1973) |
Hans Strohm (1974–1976) |
Adolf Primmer (1973–1999) |
Farouk Grewing (2007–2015) |
Andreas Heil (seit 2017)
Dritter Lehrstuhl:
Johannes Vahlen (1858–1874) |
Karl Schenkl (1875–1899) |
Michael Gitlbauer (1901–1903) |
Ludwig Radermacher (1909–1937) |
… |
Rudolf Hanslik (1951–1977) |
Franz Römer (1978–2011) |
Hartmut Wulfram (seit 2013)
Vierter Lehrstuhl:
Wilhelm von Hartel (1869–1895)
Schweiz

Erster Lehrstuhl:
Emanuel Linder (1819–1843) |
Wilhelm Vischer-Bilfinger (1832–1861) |
Otto Ribbeck (1861–1862) |
Adolph Kießling (1862–1869) |
Friedrich Nietzsche (1869–1879) |
Jacob Wackernagel (1879–1902) |
Ferdinand Sommer (1902–1909) |
Rudolf Herzog (1909–1914) |
Werner Jaeger (1914–1915) |
Peter von der Mühll (1917–1952) |
Bernhard Wyss (1952–1976) |
Joachim Latacz (1981–2002) |
Anton Bierl (2002–2025)
Zweiter Lehrstuhl:
Franz Dorotheus Gerlach (1819–1875) |
Jacob Achilles Mähly (1875–1890) |
Georg Ferdinand Dümmler (1890–1896) |
Erich Bethe (1897–1903) |
Alfred Körte (1903–1906) |
Hermann Schöne (1906–1909) |
Friedrich Münzer (1909–1912) |
Ernst Lommatzsch (1912–1913) |
Walter F. Otto (1913–1914) |
Johannes Stroux (1914–1922) |
Günther Jachmann (1922–1925) |
Kurt Latte (1925–1931) |
Harald Fuchs (1932–1970) |
Josef Delz (1970–1987) |
Fritz Graf (1987–1999) |
Jerzy Styka (2000–2001) |
Henriette Harich-Schwarzbauer (2002–2023) |
Cédric Scheidegger Lämmle  (seit 2025)
Dritter Lehrstuhl:
Franz Misteli (1879–1898) |
Max Niedermann (1911–1925) |
Jacob Wackernagel (1915–1936) |
Albert Debrunner (1940–1949) |
Karl Meuli (1942–1961) |
Felix Heinimann (1966–1980)
Gräzistik:
Karl Jahn (1834–1854) |
Otto Ribbeck (1856–1861) |
Hermann Usener (1861–1863) |
Johann Melchior Knaus (1863–1878) |
Hermann Hagen (1878–1898) |
Karl Praechter (1897–1907) |
Otto Schulthess (1907–1932) |
Édouard Tièche (1932–1943) |
Willy Theiler (1944–1968) |
Thomas Gelzer (1970–1991) |
Heinz-Günther Nesselrath (1992–2001) |
Arnd Kerkhecker (seit 2003)
Latinistik I:
Georg Rettig (1834–1878) |
Hermann Hitzig (1878–1886) |
Friedrich Haag (1887–1906) |
Wilhelm Havers (1915–1920) |
Albert Debrunner (1920–1925) |
Oskar von Allmen (1931–1932) |
Walter Wili (1933–1966) |
Max Imhof (1970–1992)
Latinistik II:
Olof Gigon (1948–1982) |
Christoph Schäublin (1982–2002) |
Martin Korenjak (2003–2009) |
Gerlinde Huber-Rebenich (2009–2024)
Erster Lehrstuhl:
Gustave Michaut (1894–1904) |
Pierre de Labriolle (1904–1919) |
Eugène Albertini (1919–1920) |
André Boulanger (1920–1924) |
Pierre Fabre (1924–1937) |
Georges de Plinval (1938–1963) |
Italo Mariotti (1963–1968) |
Konrad Müller (1968–1985) |
Margarethe Billerbeck (1987–2016) |
Karin Schlapbach (seit 2016)
Zweiter Lehrstuhl:
Joseph Sturm (1889–1898) |
Julius Jüthner (1898–1903) |
Anton Piccardt (1903–1939) |
Olof Gigon (1940–1949) |
Mario Puelma (1953–1988) |
Thomas Schmidt (seit 2009)
Dritter Lehrstuhl:
Paolo Fedeli (1972–1974) |
Marcel Piérart (1976–1989)
Lehrstuhl für Gräzistik:
Jules Nicole (1874–1917) |
Victor Martin (1918–1958) |
Olivier Reverdin (1958–1983) |
André Hurst (1983–2003) |
Paul Schubert (seit 2004)
Lehrstuhl für Latinistik:
François Paschoud (1974–2004) |
Damien Nelis (seit 2005)
Lehrstuhl für Griechisch an der Académie de Lausanne:
Conrad Gessner (1537–1541) |
Jean Ribit (?–?) |
François de Saint-Paul (?–?) |
Quintin le Boiteux (1549–?) |
Théodore de Bèze (1548–1558) |
Pierre Núñez Vela (?–?) |
Jean Espaulaz (?–?) |
Aemilius Portus (1581–1592) |
Jean de Serres (1592–1598)
Lehrstuhl für Gräzistik an der Université de Lausanne:
André Bonnard (1928–1957) |
André Rivier (1957–1973) |
François Lasserre (1973–1984) |
Claude Calame (1984–2003) |
David Bouvier (2004–2022)
Lehrstuhl für Latein an der Académie de Lausanne:
Adam Mickiewicz (1838–1840) |
Auguste Turrettini (1844–1845)
Lehrstuhl für Latinistik an der Université de Lausanne:
Paul Vallette (–) |
Frank Olivier (1917–1939) |
Pierre Schmid (–1984) |
Philippe Mudry (1984–2004) |
Danielle van Mal-Maeder (seit 2004)
Erstes Ordinariat (ab 1969 Gräzistik):
Hermann Köchly (1850–1864) |
Conrad Bursian (1864–1869) |
Arnold Hug (1869–1886) |
Hermann Hitzig (1886–1918) |
Ernst Howald (1918–1952) |
Fritz Wehrli (1952–1967) |
Walter Burkert (1969–1996) |
Christoph Riedweg (1996–2022) |
Markus Hafner (2025–)
Zweites Ordinariat (Latinistik):
Heinz Haffter (1959–1970) |
Hermann Tränkle (1971–1997) |
Therese Fuhrer (1997–2004) |
Ulrich Eigler (2005–2024)
Anke Walter (2025–)

### Lehrstühle für Latinistik
Großbritannien
H. A. J. Munro (1869–1872) |
John Eyton Bickersteth Mayor (1872–1910) |
A. E. Housman (1911–1936) |
William Blair Anderson (1936–1942) |
R. A. B. Mynors (1944–1953) |
C. O. Brink (1954–1973) |
E. J. Kenney (1974–1982) |
M. D. Reeve (1984–2006) |
Stephen Oakley (seit 2007)
John Conington (1854–1869) |
Edwin Palmer (1870–1878) |
Henry Nettleship (1878–1893) |
Robinson Ellis (1893–1913) |
Albert Curtis Clark (1913–1934) |
Eduard Fraenkel (1935–1953) |
Roger A. B. Mynors (1953–1969) |
Robin G. M. Nisbet (1970–1992) |
Michael Winterbottom (1992–2001) |
Philip Hardie (2002–2006) |
Tobias Reinhardt (seit 2008)
Herbert Augustus Strong (1884–1909) |
John Percival Postgate (1909–1920) |
David Ansell Slater (1920–1932) |
James Mountford (1932–1945) |
Frank W. Walbank (1946–1951) |
Charles Oscar Brink (1951–1954) |
Roland Gregory Austin (1954–1968) |
Niall Rudd (1968–1973) |
Francis Cairns (1974–1988) |
Bruce Gibson
USA
Robert J. Getty (1958–1963) |
Robert Broughton (1965–1970) |
Brooks Otis (1970–1977) |
Jerzy Linderski (1979–2000) |
James O’Hara (seit 2001)
George Martin Lane (1869–1894) |
Clement Lawrence Smith (1901–1904) |
Minton Warren (1905–1907) |
Albert Andrew Howard (1908–1925) |
Clifford Herschel Moore (1925–1931) |
Edward Kennard Rand (1931–1942) |
Arthur Stanley Pease (1942–1950) |
Mason Hammond (1950–1973) |
Herbert Bloch (1973–1982) |
D. R. Shackleton Bailey (1982–1988) |
Wendell Vernon Clausen (1988–1993) |
Richard John Tarrant (seit 1993)
Frank Edward Brown (1952–1963) |
Gordon Willis Williams (1974–200?) |
Christina Kraus (seit 2004)

### Lehrstühle für Gräzistik
und